# 繁華街

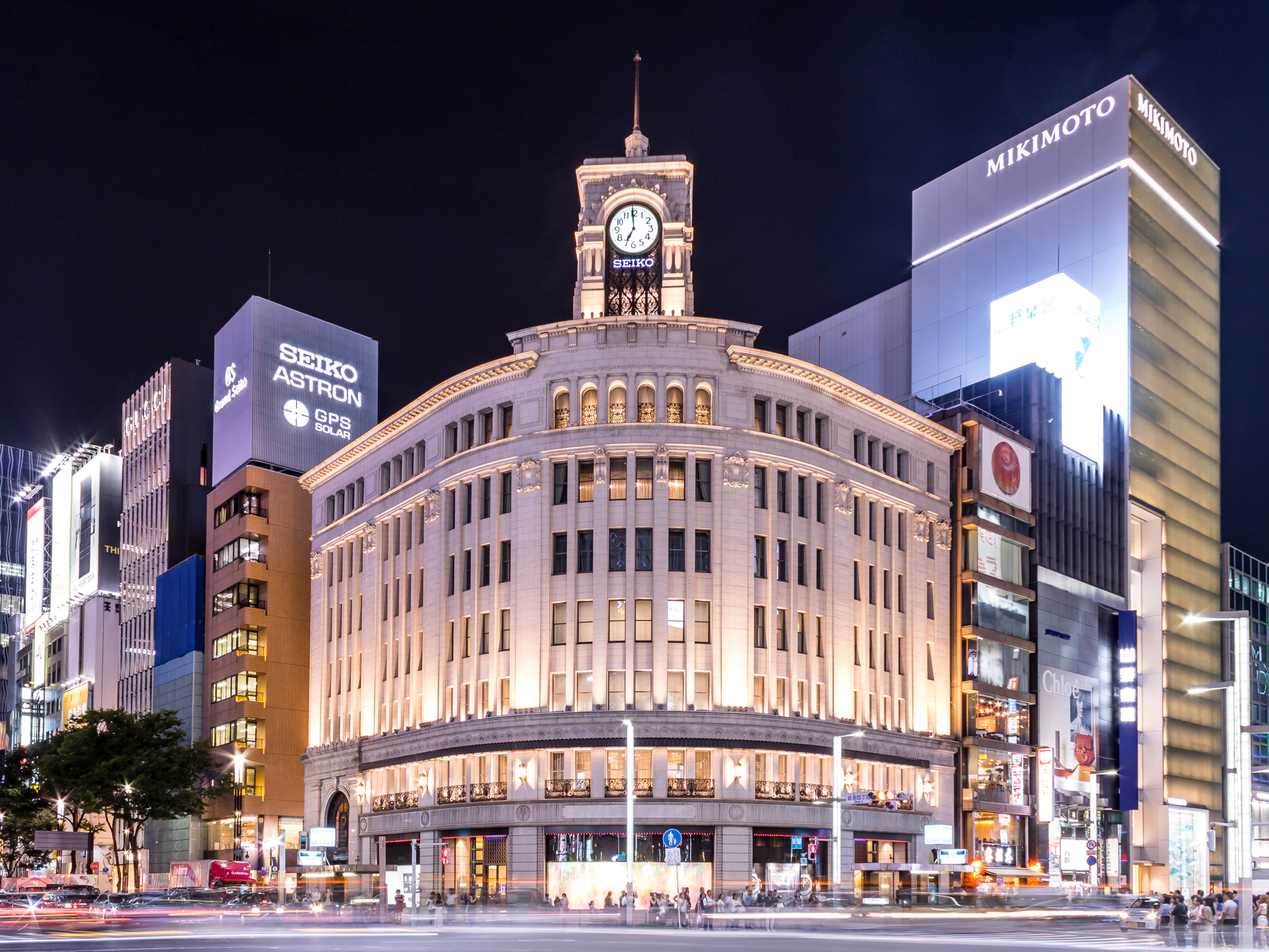
日本最大の繁華街の1つである東京都・銀座

繁華街（はんかがい）は、商業地のある地域ないしは商店街の中でも、百貨店や専門店、飲食店などの商業施設が多く立ち並び、人が多く集まる地域のことである。一般的には都市の中心市街地に含まれる。
東京や大阪など鉄道利用率の高い大都市圏ではJR・大手私鉄のターミナル駅や、都心部では主要な地下鉄駅の周辺に繁華街が広がっていることがほとんどである。地方都市の場合、JRのターミナル駅と中心市街地や繁華街が1-2 km離れていることが多い（かつての城下町など）。大都市の場合、オフィスビルが集積するビジネス街（中心業務地区〈CBD〉）と買い物や娯楽が中心の繁華街は地理的に明確に分かれている場合もあるが、地方都市によっては混在していることもある。
キャバクラや性風俗店など夜の店が集まる歓楽街と混同されることがある。繁華街と歓楽街は隣接または混在していることも多い。

## 日本の各都市の主な繁華街

### 東京都
- 23区
  - 新宿（新宿駅周辺、東口エリア〈新宿三丁目、新宿通り、靖国通り、歌舞伎町エリア、二丁目周辺など〉、南口エリア〈甲州街道、タカシマヤタイムズスクエアなど〉、西口エリア〈ヨドバシカメラ新宿西口本店、新宿大ガード周辺、モザイク通り、思い出横丁〉・大久保・代々木エリア
  - 渋谷（渋谷駅周辺、渋谷センター街、宇田川町周辺、公園通り、道玄坂、ファイヤー通り、神南、文化村通り、円山町、宮益坂、桜丘町、青山通りなど）
  - 池袋（池袋駅周辺、サンシャイン通りなど）・高田馬場エリア（早稲田通り、さかえ通り）
  - 銀座（銀座四丁目交差点、数寄屋橋交差点、並木通り、中央通り、晴海通り、昭和通り、松屋通り、銀座コリドー街など）・有楽町（日比谷）・新橋・虎ノ門
  - 六本木・赤坂エリア
  - 日本橋（日本橋駅 - 三越前駅周辺）
  - 上野（上野駅 - 上野広小路駅周辺、アメヤ横丁）・御徒町駅周辺・秋葉原（電気街など）・浅草エリア（仲見世通り、かっぱ橋道具街など）
  - 原宿（表参道、竹下通り、明治通り周辺、キャットストリート、裏原宿エリア）・青山（南青山、青山通り、骨董通り）
  - 恵比寿（恵比寿ガーデンプレイス、恵比寿横丁など）、中目黒駅（上目黒・中目黒）周辺、五反田エリア
  - 東京臨海副都心（お台場、青海、有明、豊洲）など
  - 品川駅周辺､高輪エリア
  - 中野（中野サンモール商店街、中野ブロードウェイ、南口周辺）
  - 高円寺エリア（高円寺パル、高円寺ルックなど）
  - 荻窪エリア(荻窪タウンセブン、南口中通り商店街など)
  - 北千住駅（千住）周辺、巣鴨、赤羽
  - 下北沢、三軒茶屋、二子玉川、自由が丘
  - 錦糸町、亀戸エリア
  - 小岩、新小岩エリア
  - 蒲田、大井町
  - 練馬
- 武蔵野市 - 吉祥寺
- 府中市 - 府中駅周辺
- 調布市 - 調布駅周辺
- 立川市 - 立川駅周辺
- 町田市 - 町田駅周辺
- 八王子市 - 八王子駅・京王八王子駅周辺
- 国分寺市 - 国分寺駅周辺
- 多摩市 - 多摩センター

### 政令指定都市
- 札幌市
  - 大通エリア（大通公園周辺、四番街〈札幌駅前通［南1条通 - 4丁目十字街 - 南3条通］など〉、一番街、二番街、さっぽろシャワー通り、市電一条線沿線〈西4丁目 - 西11丁目〉、ポールタウン・オーロラタウン〈地下街〉）
  - 狸小路商店街（南2・3条西1〜7丁目）
  - すすきの（南4条通〈月寒通（国道36号線）〉、札幌駅前通、ラーメン横丁、南3条通、都通り、ライラック通り、南5条通、南6条通、ゲイタウン、豊水エリア、鴨々川エリアなど）
  - 札幌駅周辺（札幌駅前通〈北5条通 - 北1条通［北1条宮の沢通 - 北1条雁来通（国道12号）］〉など）
  - 琴似（琴似商店街、琴似十字街商店街）
  - 新札幌駅周辺（厚別中央、新さっぽろアークシティ）
  - 北24条駅周辺（北エリア、北24条商店街）
  - 平岸（平岸商店街）
  - 麻生駅・新琴似駅周辺（麻生町、北35〜40条西4・5丁目、新琴似4番通〈新琴似7・8条〉エリア）
  - 手稲駅周辺（手稲本町、前田）
  - 東札幌・南郷通（地下鉄白石駅周辺、南郷7丁目駅周辺、南郷18丁目駅周辺）
  - 澄川（澄川商店街）
  - 月寒中央通（月寒中央商店街）
  - 篠路（篠路中央商店街）

- 仙台市
  - 一番町（サンモール一番町、ぶらんどーむ一番町、一番町四丁目買物公園）
  - 仙台駅周辺（中央通り、マーブルロードおおまち、クリスロード、ハピナ名掛丁）
  - 国分町
  - 榴岡
  - 泉中央
  - 長町

- さいたま市
  - 大宮駅周辺（大宮銀座、大宮北銀座、大宮南銀座、錦町、桜木町）
  - さいたま新都心駅周辺（さいたま新都心など）
  - 浦和駅周辺（伊勢丹浦和店、浦和パルコなど）
  - 国道17号（中山道）・旧中山道沿線（北区宮原町 - 南区別所）
  - 加茂宮駅 - 鉄道博物館駅周辺
- 千葉市
  - 千葉駅周辺（富士見、栄町）
  - 葭川公園駅周辺（中央1丁目 - 4丁目、千葉銀座通り）
  - 千葉みなと
  - 海浜幕張駅周辺（幕張新都心）
- 横浜市
  - 横浜駅西口（南幸・北幸）
  - 横浜みなとみらい21（みなとみらい、高島、新港）
  - 関内、伊勢佐木町、福富町、桜木町、野毛町、日ノ出町
  - 元町、横浜中華街
  - 新横浜
  - センター北、センター南
  - 上大岡
  - 東戸塚
  - 戸塚
  - 大船
- 川崎市
  - 川崎駅周辺（駅前本町、遠藤町、砂子、小川町、ラゾーナ川崎プラザ）
  - 溝の口（ポレポレ通り、溝ノ口大通、大山街道周辺）
  - 武蔵小杉（小杉町2丁目、小杉町3丁目、新丸子東3丁目、中丸子周辺、綱島街道周辺、府中街道周辺）
  - 向ヶ丘遊園駅周辺
  - 新百合ヶ丘駅周辺
- 相模原市
  - 橋本
  - 相模原駅周辺
  - 相模大野
  - 町田駅南口

- 新潟市
  - 古町
  - 万代シテイ
  - 新潟駅周辺
- 静岡市
  - 静岡駅周辺（呉服町、紺屋町、御幸通り、ゴールデン横丁、栄町周辺）、新静岡駅周辺（鷹匠、北街道、つつじ通り周辺）
  - 清水駅周辺（駅前銀座商店街、清水銀座商店街、真砂町、銀座、さつき通り周辺）、新清水駅周辺（巴町、旭町、相生町周辺）
- 浜松市
  - 浜松駅周辺（鍛冶町・千歳町・モール街・鍛冶町通り）
  - 第一通り駅周辺（田町・連尺町・肴町・有楽街・ゆりの木通り）
- 名古屋市
  - 栄（大津通、錦通、矢場町、久屋大通公園周辺、オアシス21周辺、錦三丁目、女子大小路、サカエチカ、セントラルパーク地下街、森の地下街、池田公園ほか）
  - 名駅（名古屋駅周辺、名駅通、サンロード、ミヤコ地下街、ゲートウォーク、エスカ地下街、ささしまライブ24、椿町ほか）
  - 伏見（納屋橋、白川公園）
  - 大須（アーケード街、上前津、大須観音）
  - 金山（金山橋周辺)
  - 今池・千種
  - 星ヶ丘

- 京都市
  - 四条通（四条河原町、祇園、四条烏丸、新京極通、先斗町、四条大宮、西院駅周辺）、三条京阪
  - 京都駅周辺（京都駅ビル〈JR京都伊勢丹〉、京都ヨドバシ、イオンモールKYOTO、ポルタ地下街、京都タワー）
  - 二条駅周辺
  - 山科駅周辺
  - 桂駅周辺
  - 伏見桃山駅周辺（伏見大手筋商店街）
  - 北大路駅周辺
- 大阪市
  - キタ（梅田、茶屋町・角田町〈阪急村〉、大深町〈うめきた〉、北新地、堂山町、堂島、堂島浜、中崎町、中津ほか）
  - ミナミ（難波、道頓堀、千日前、心斎橋〈心斎橋筋商店街・御堂筋〉、西心斎橋〈アメリカ村〉、日本橋〈でんでんタウン〉、南堀江、南船場ほか）
  - 天王寺・阿倍野（天王寺駅・大阪阿部野橋駅周辺、あべのハルカス）
  - 京橋（京橋駅周辺）
  - 新世界（新今宮駅・動物駅前駅周辺）
  - 鶴橋（鶴橋駅周辺）
  - 上本町（大阪上本町駅・谷町九丁目駅周辺）
  - 天六（天神橋筋商店街、天神橋筋六丁目駅周辺）
  - 西九条駅周辺
  - 十三（十三駅周辺）
- 堺市
  - 堺東駅周辺
  - 堺駅周辺
  - 堺市駅周辺
  - 中百舌鳥駅周辺
  - 泉ヶ丘駅周辺
- 神戸市
  - 三宮（三ノ宮駅・三宮駅周辺、さんちか、サンキタ、東門街、三宮センター街、トアロード、いくたロード、三宮本通り 他）、元町（南京町）、北野町山本通、神戸外国人居留地
  - ハーバーランド（神戸駅周辺）
  - 高速神戸駅周辺
  - 新開地
  - 湊川駅周辺（湊川商店街、東山商店街、公園東商店街）
  - 新長田駅周辺
  - 板宿駅周辺
  - 名谷駅周辺
  - 西神中央駅周辺
  - HAT神戸（新都心）
  - 水道筋
  - 六甲道駅周辺

- 岡山市
  - 表町
  - 岡山駅周辺、市役所筋
  - 奉還町
  - 本町
- 広島市
  - 紙屋町・八丁堀、本通
  - 金座街
  - えびす通り
  - 流川
  - 薬研堀
  - 広島駅周辺

- 福岡市
  - 天神（西鉄福岡（天神）駅・地下鉄天神駅周辺、きらめき通り、福博であい通り、渡辺通り、新天町商店街、天神地下街）、大名地区
  - 中州・南新地
  - 博多駅周辺（博多駅中央街、博多駅前、博多駅東、博多駅南）
  - 西新
  - 香椎
  - 薬院
  - 六本松
- 北九州市
  - 小倉駅南口（魚町、京町、船場町、鍛冶町、堺町、室町）
  - 黒崎（黒崎駅南口）
  - 折尾
- 熊本市
  - 通町筋（水道町、上通、下通）、辛島町周辺（サンロード新市街、シャワー通など）
  - 健軍町
  - 熊本駅周辺（くまもと森都心）

### 中核市
- 旭川市 - 買物公園、三・六街
- 函館市[1]
  - 旧函館区（宇須岸→箱館） - 十字街（末広町）、大門（若松町、松風町）
  - 旧亀田市及び旧亀田村 - 五稜郭地区（函館市本町<旧亀田村>）、美原地区（函館市美原<旧亀田市>）
- 青森市 - 新町、青森駅東口
- 八戸市 - 八戸市中心市街地（十三日町、三日町、六日町など）
- 盛岡市 - 大通・菜園・映画館通り、盛岡駅周辺、肴町
- 秋田市 - 秋田駅西口周辺（広小路、仲小路、中央通り）、大町・川反
- 山形市 - 山形駅東口周辺、七日町
- 福島市 - 福島駅周辺、パセオ470、新町、置賜町、万世町、曽根田駅周辺、飯坂温泉駅周辺
- 郡山市 - 郡山駅西口周辺（なかまち夢通りなど）
- いわき市 - いわき駅南口周辺
- 宇都宮市 - オリオン通り、東武宇都宮駅周辺、宇都宮駅西口
- 前橋市 - 千代田町
- 高崎市 - 高崎駅周辺
- 川越市 - 川越駅 - 本川越駅周辺、クレアモール、川越一番街
- 川口市 - 川口駅、西川口駅周辺
- 越谷市 - 南越谷（南越谷駅・新越谷駅周辺）
- 船橋市 - 船橋駅・京成船橋駅周辺（本町、船橋通り商店街、仲通り商店街）、西船橋駅周辺、津田沼（前原、北口商店街、ぶらり北通り）
- 柏市 - 柏駅周辺（ハウディモール、柏二番街、柏1-4丁目、末広町、旭町1丁目）、柏の葉キャンパス駅周辺
- 横須賀市 - 横須賀中央駅周辺
- 富山市 - 富山駅周辺（新富町、桜町など）、桜木町、総曲輪、西町、中央通り
- 金沢市 - 香林坊、片町、 金沢駅周辺、武蔵ヶ辻、竪町
- 福井市 - 福井駅周辺、順化 (片町)
- 甲府市 - 甲府駅周辺、甲府中央商店街
- 長野市 - 長野駅周辺、権堂町
- 岐阜市 - 柳ヶ瀬、玉宮町、金町、岐阜駅 - 名鉄岐阜駅周辺
- 豊田市 - 豊田市駅・新豊田駅周辺
- 豊橋市 - 豊橋駅周辺（駅前大通、広小路、萱町、松葉）
- 岡崎市 - 東岡崎駅周辺（康生町、連尺通、明大寺町）
- 大津市 - 膳所駅周辺、浜大津、ナカマチ商店街、ナカボリ商店街
- 吹田市 - 江坂
- 豊中市 - 千里中央駅周辺、豊中駅周辺
- 高槻市 - 高槻駅・高槻市駅周辺
- 枚方市 - 枚方市駅周辺
- 東大阪市 - 布施
- 姫路市 - 姫路駅北口・山陽姫路駅周辺、魚町、みゆき通り、二階町
- 明石市 - 明石駅・山陽明石駅周辺
- 西宮市 - 西宮北口駅周辺
- 尼崎市 - 尼崎駅 (阪神)周辺、尼崎駅 (JR西日本)周辺、立花駅周辺、塚口駅 (阪急)周辺
- 奈良市 - 近鉄奈良駅周辺
- 和歌山市 - 和歌山駅周辺、ぶらくり丁商店街
- 倉敷市 - 倉敷駅周辺
- 福山市 - 福山駅周辺
- 呉市 - 呉駅周辺
- 下関市 - 下関駅周辺（竹崎、豊前田、細江）、唐戸
- 高松市 - 高松中央商店街（丸亀町、兵庫町、片原町、南新町など）、瓦町駅周辺、高松駅周辺
- 松山市 - 松山市駅周辺、大街道、銀天街、道後商店街
- 高知市 - はりまや橋、帯屋町
- 久留米市 - 文化街、西鉄久留米駅周辺
- 佐世保市 - 三ヶ町商店街、四ヶ町商店街、させぼ五番街、佐世保駅周辺、京町通り
- 長崎市 - 浜町、長崎駅周辺
- 大分市 - 大分駅周辺、都町、中央町（セントポルタ中央町、ガレリア竹町など）
- 宮崎市 - 橘通り、ニシタチ
- 鹿児島市 - 天文館、鹿児島中央駅周辺
- 那覇市 - 国際通り、松山、栄町、おもろまち

## ギャラリー

### 北海道地方

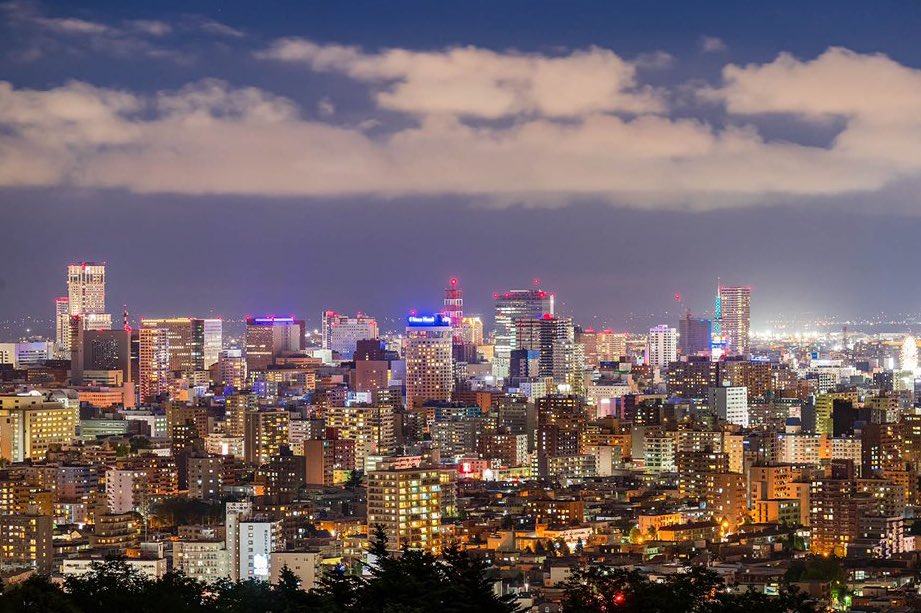
札幌市

石狩振興局

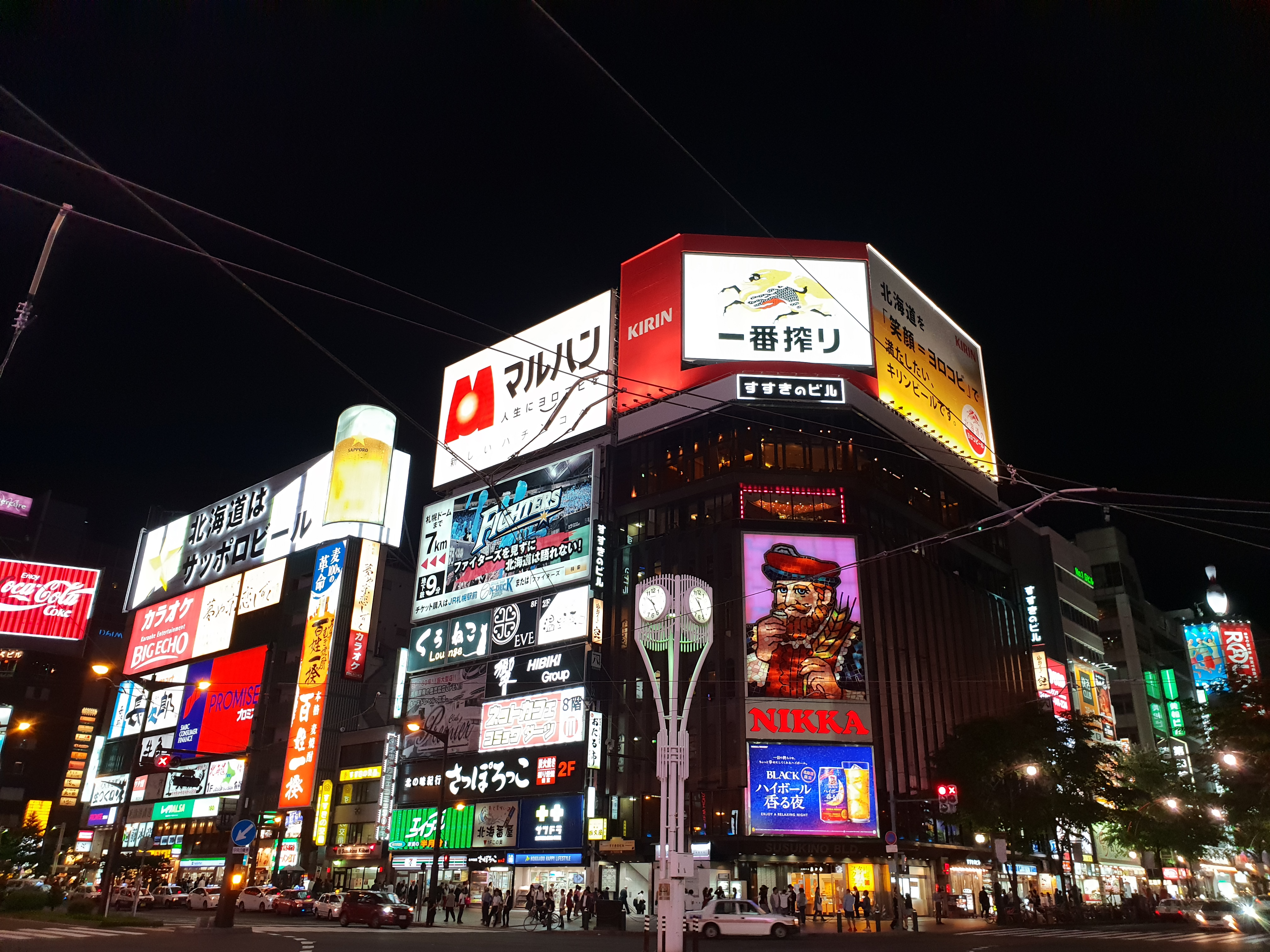
すすきの（札幌）
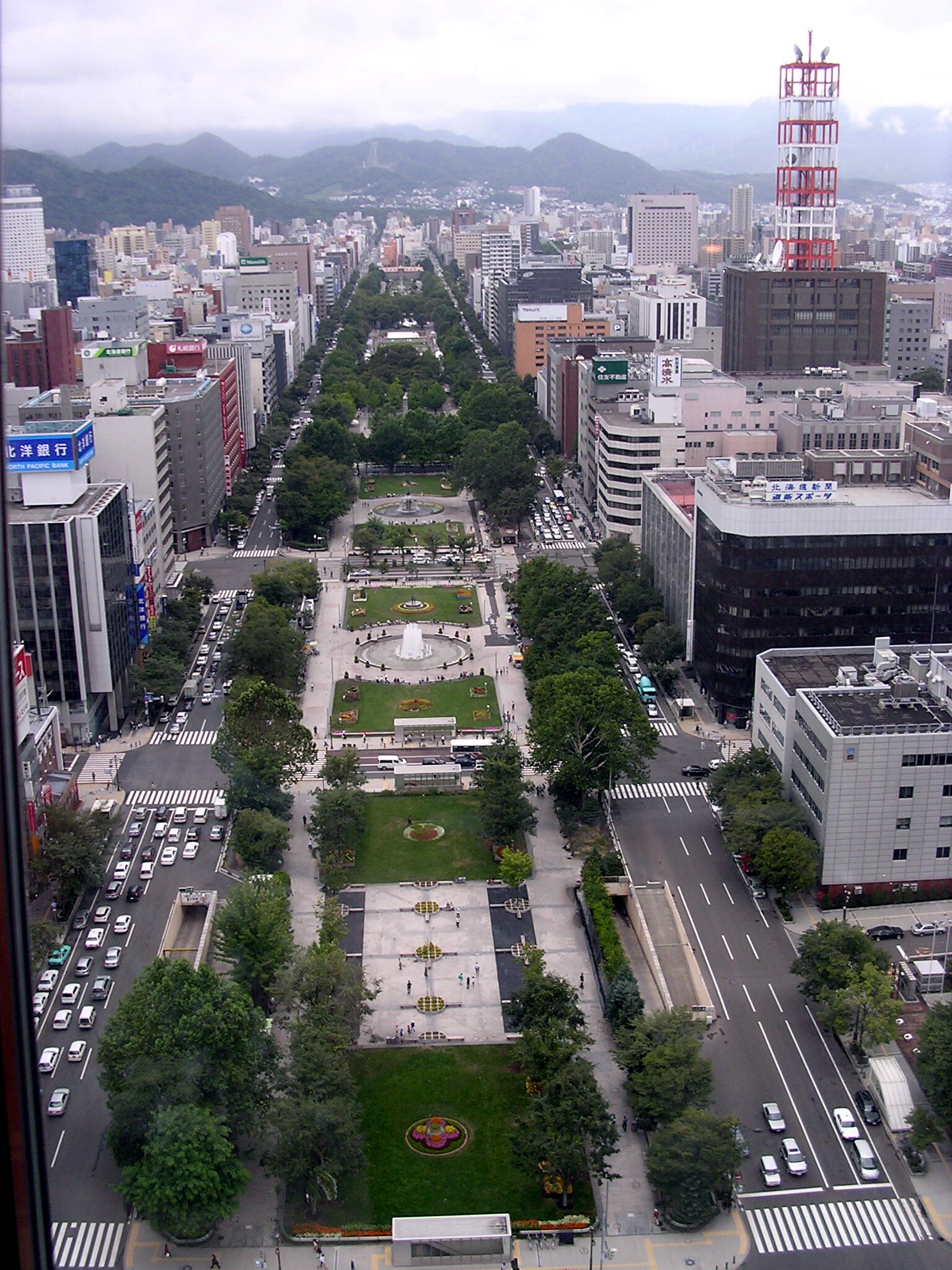
大通（札幌）
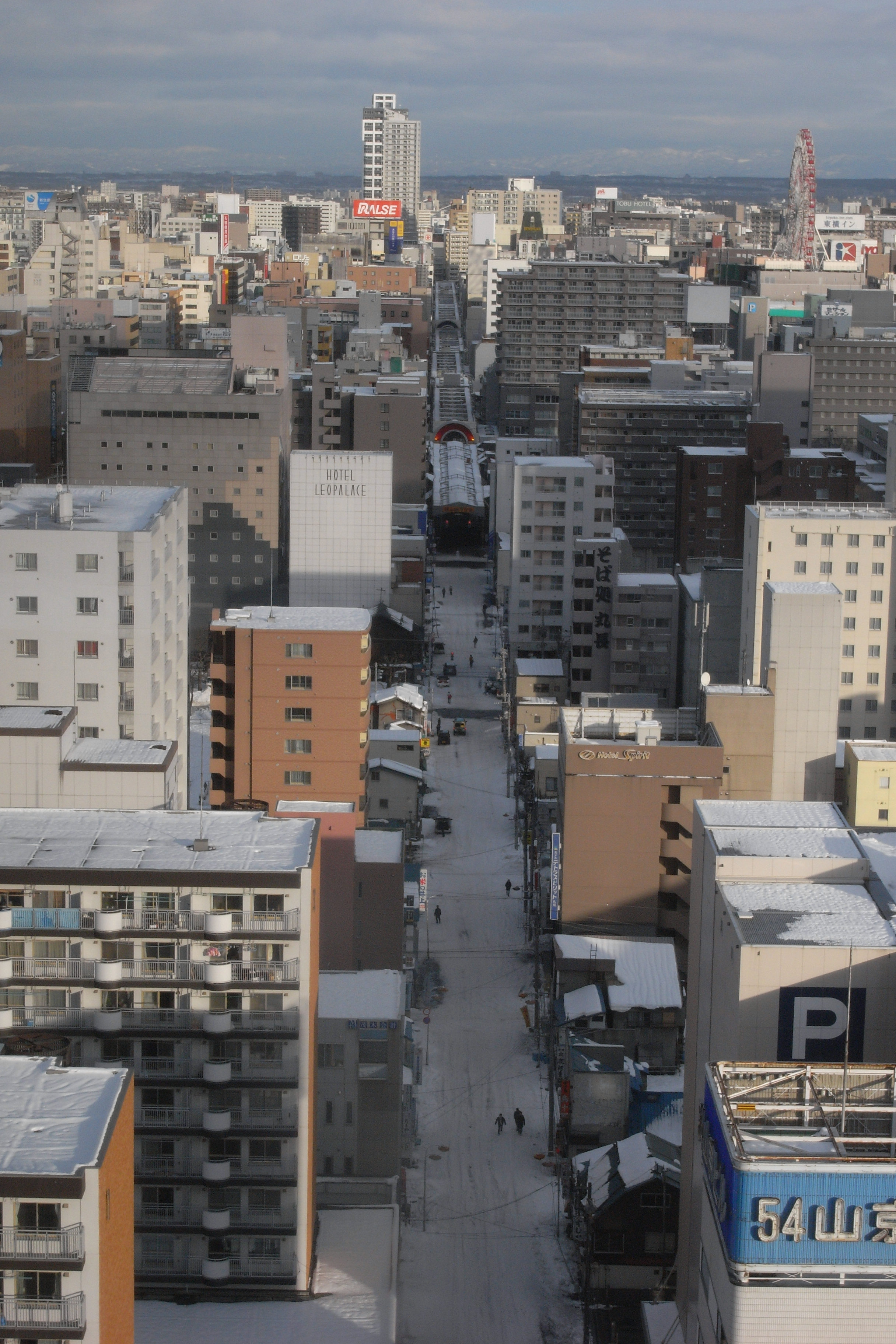
狸小路（札幌）
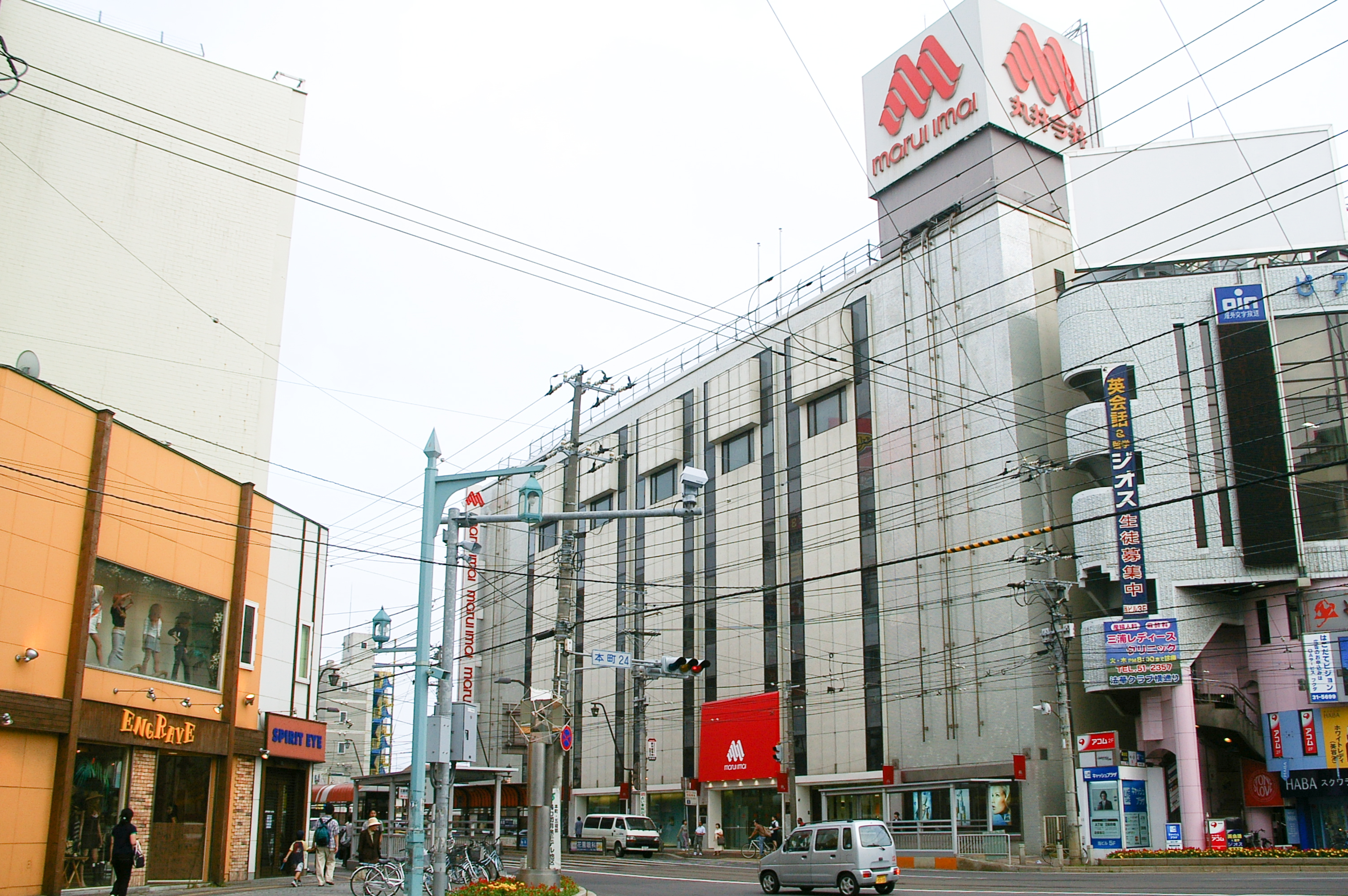
五稜郭地区（函館）

### 東北地方

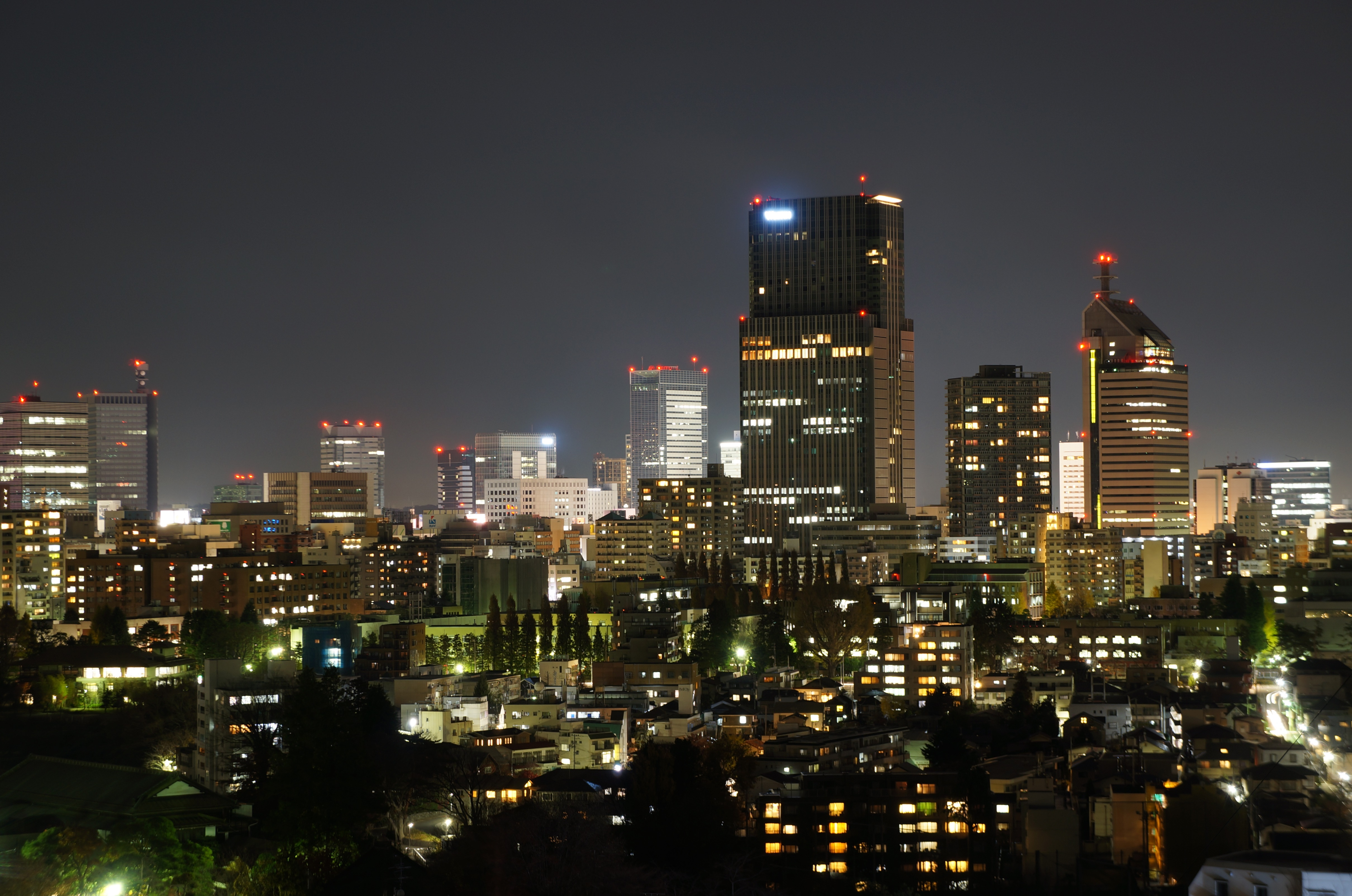
仙台市

宮城県

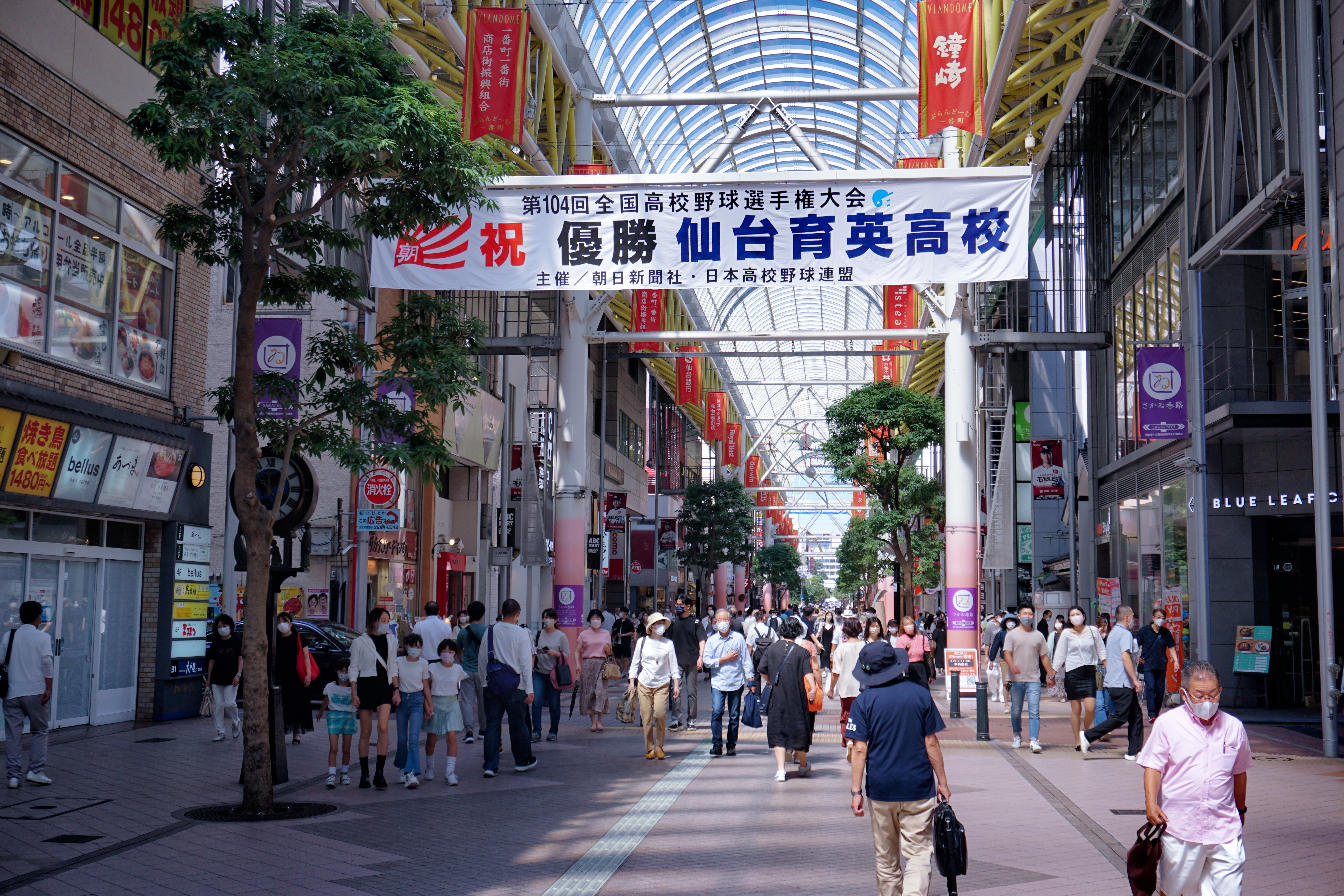
一番町（仙台）
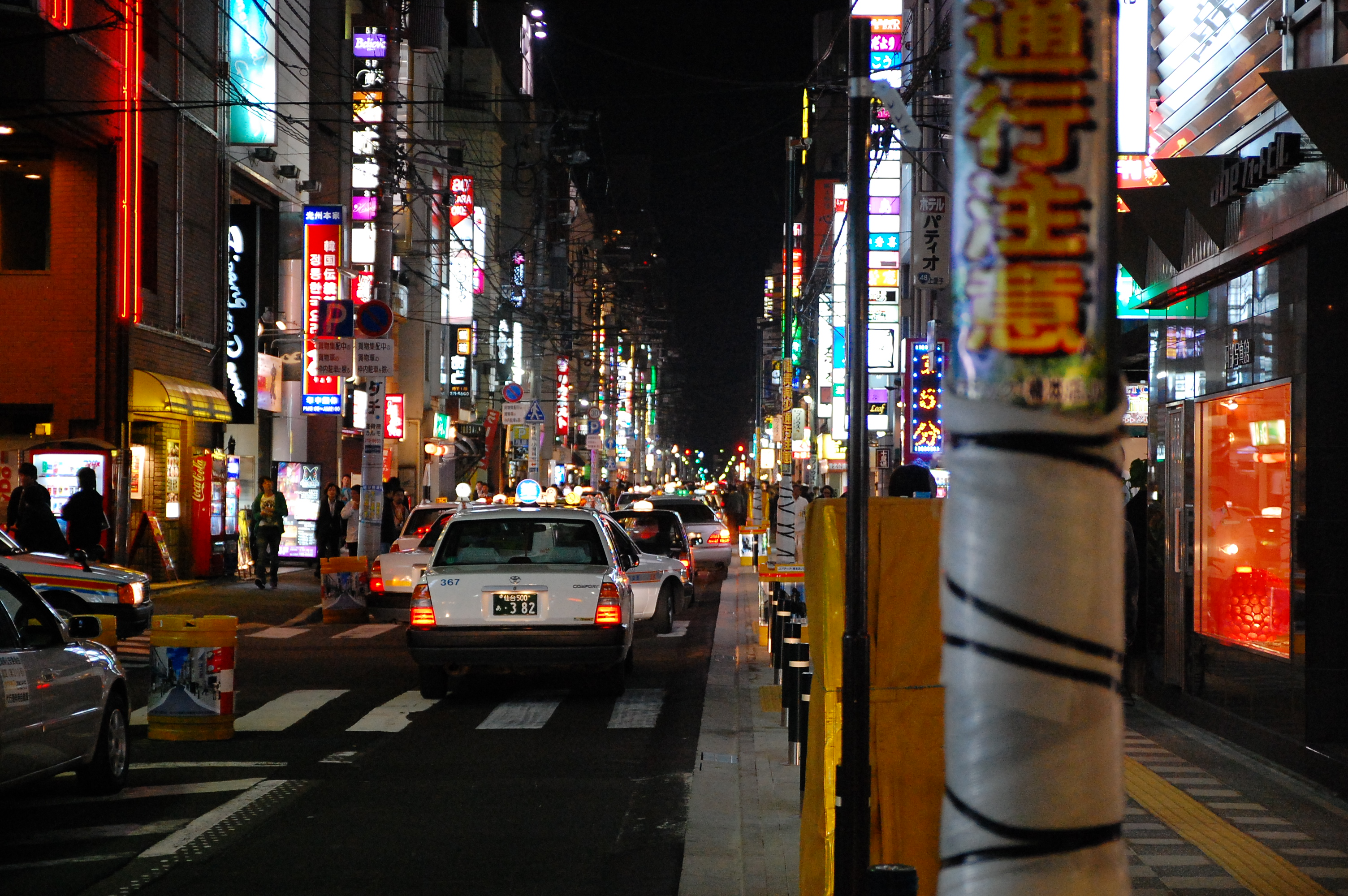
国分町（仙台）
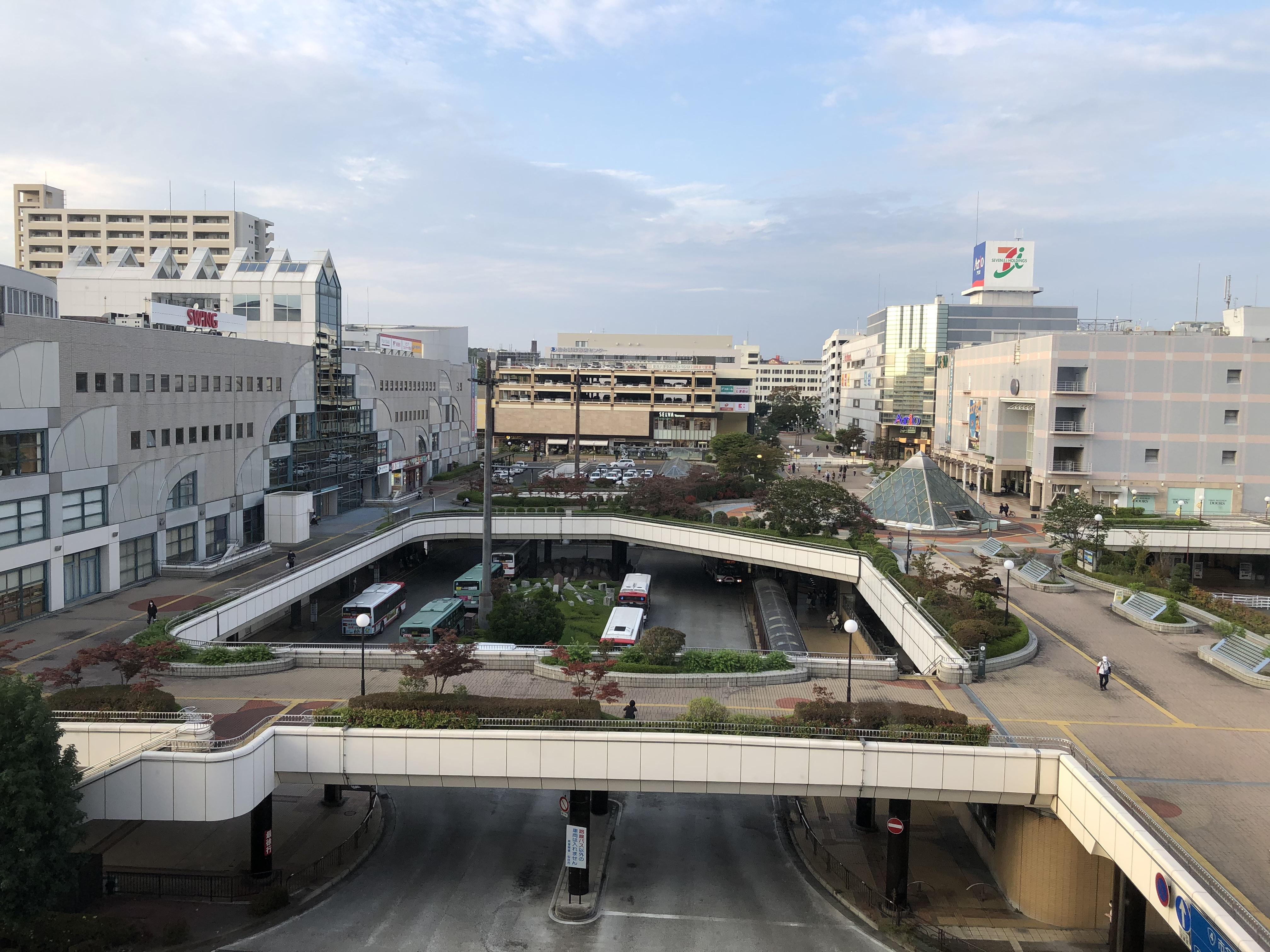
泉中央（仙台）
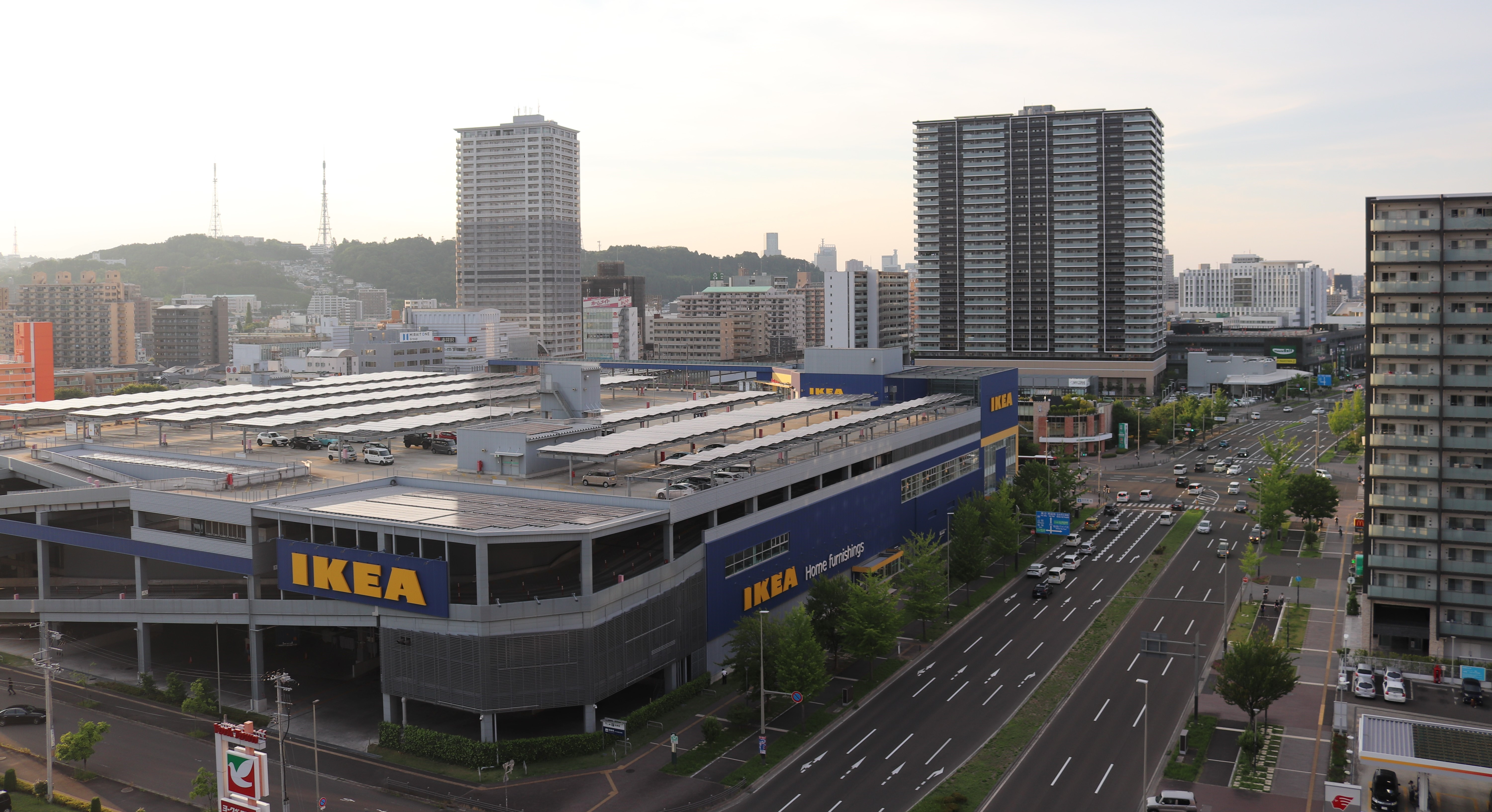
長町（仙台）

### 関東地方

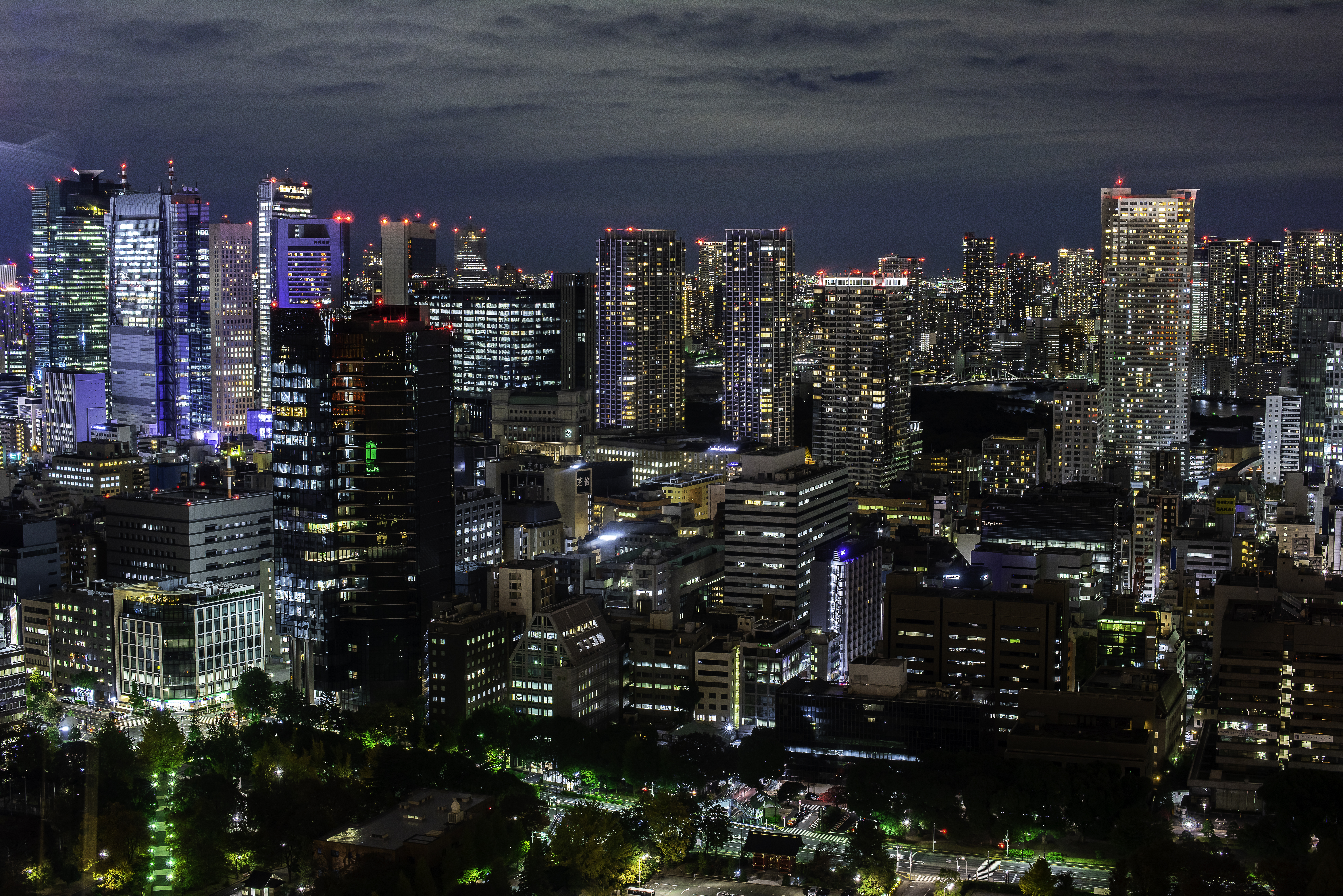
東京

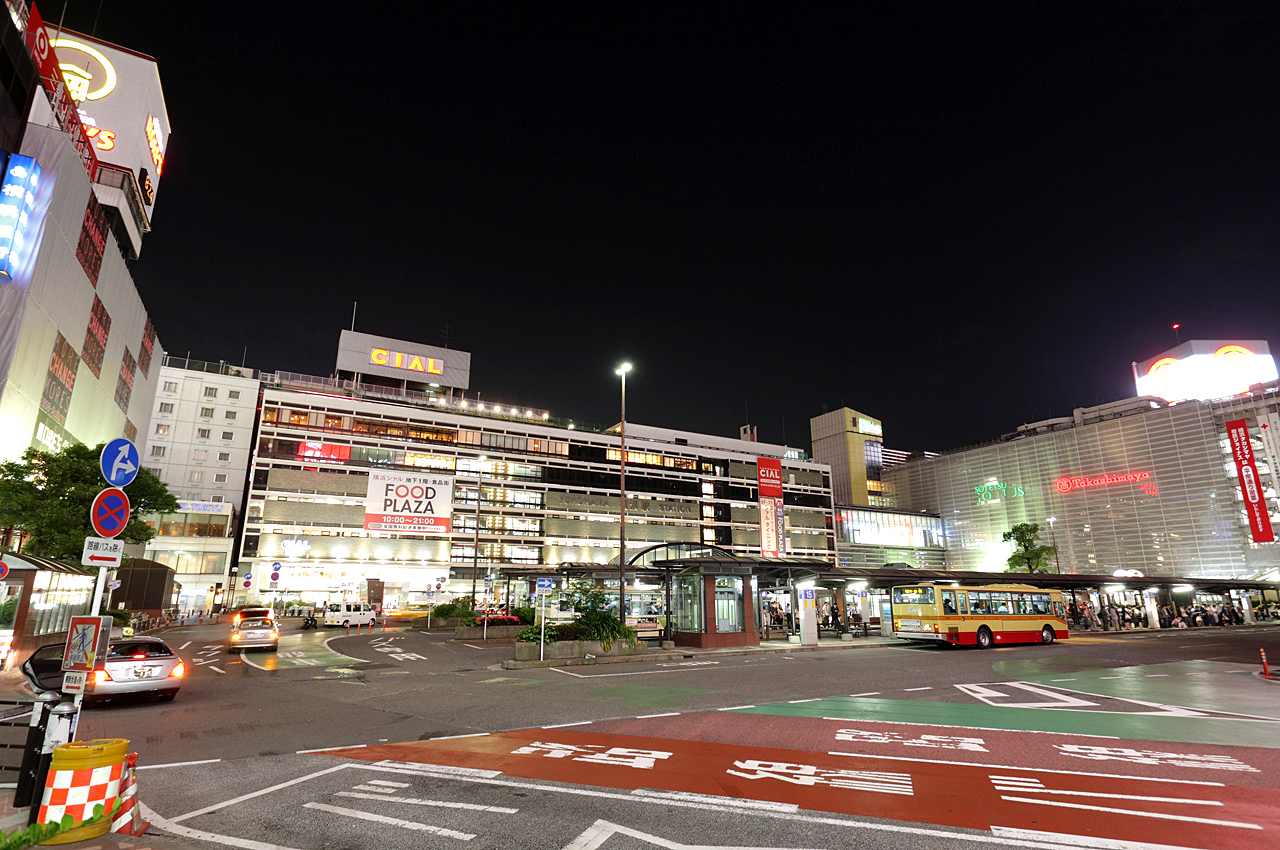
横浜駅西口・鶴屋町（横浜）
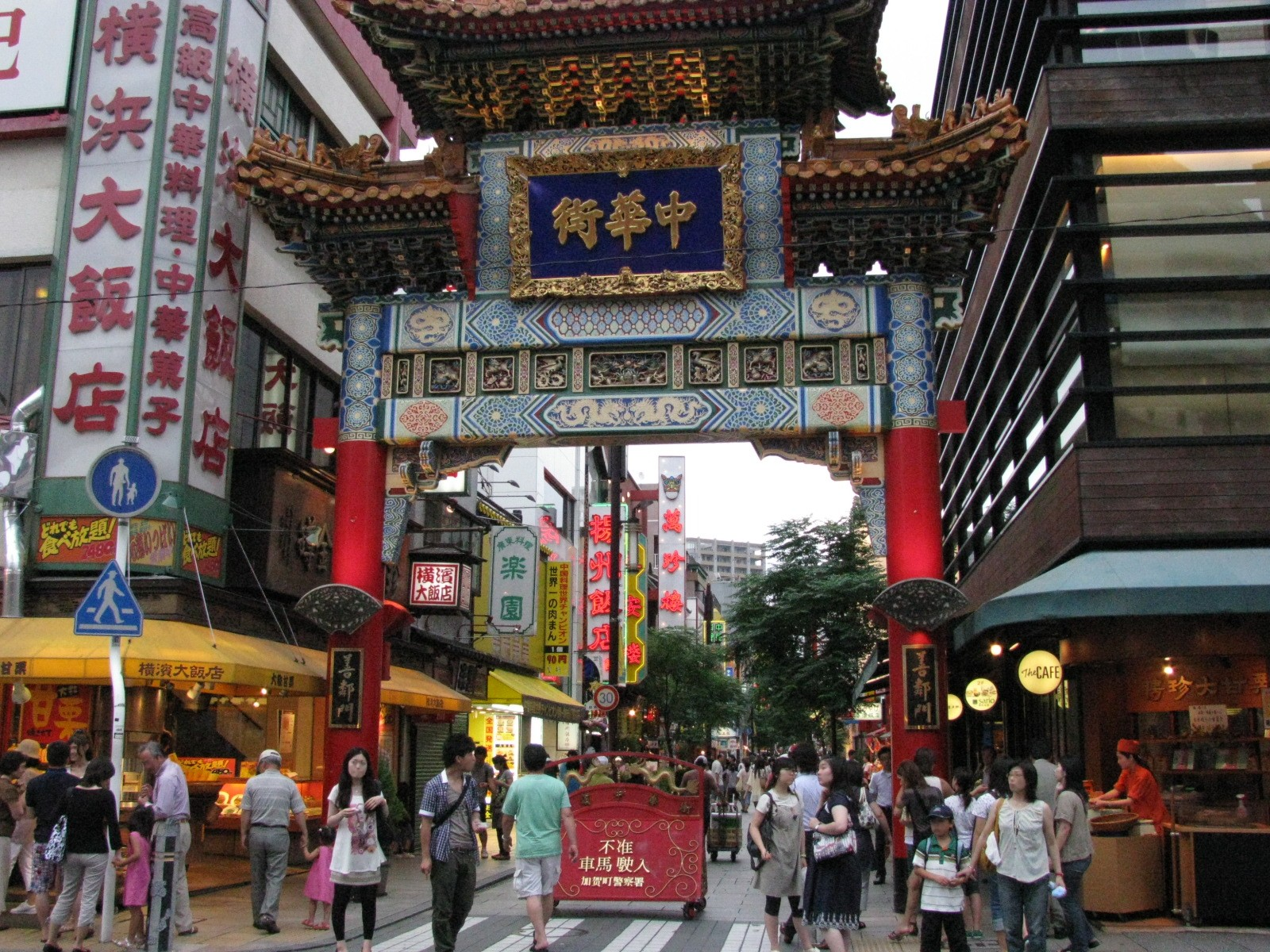
横浜中華街（横浜）
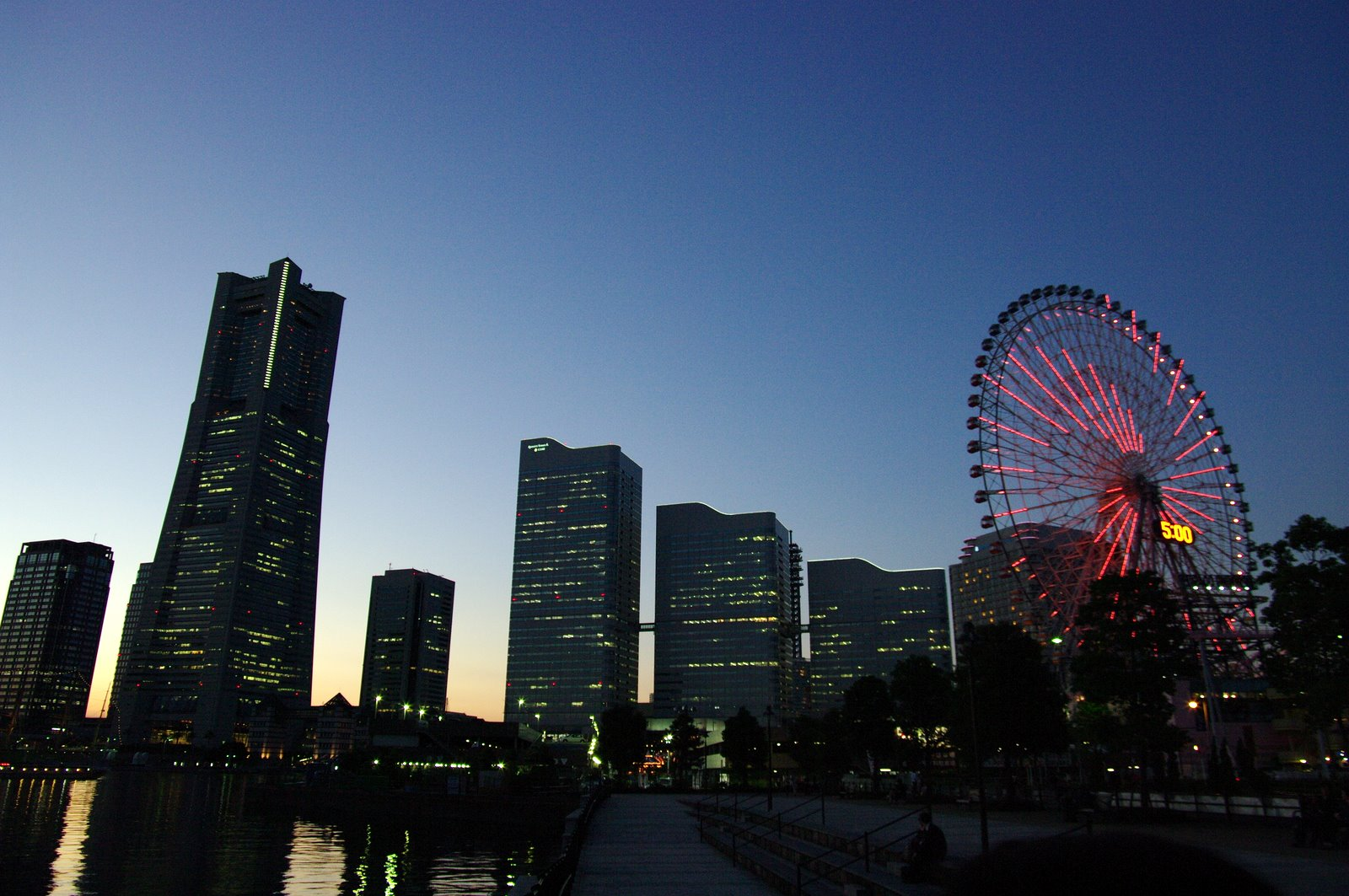
みなとみらい（横浜）
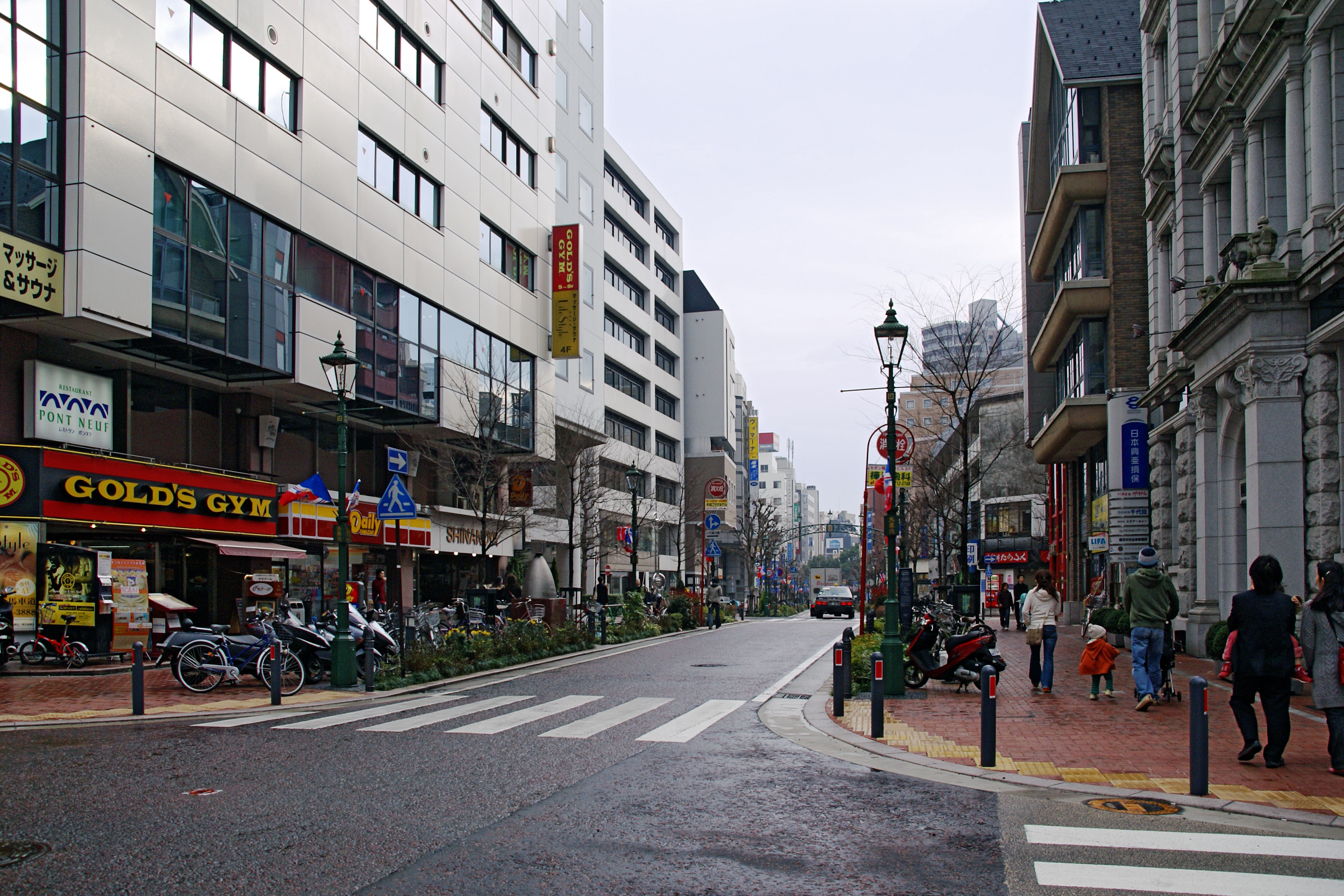
関内・馬車道（横浜）
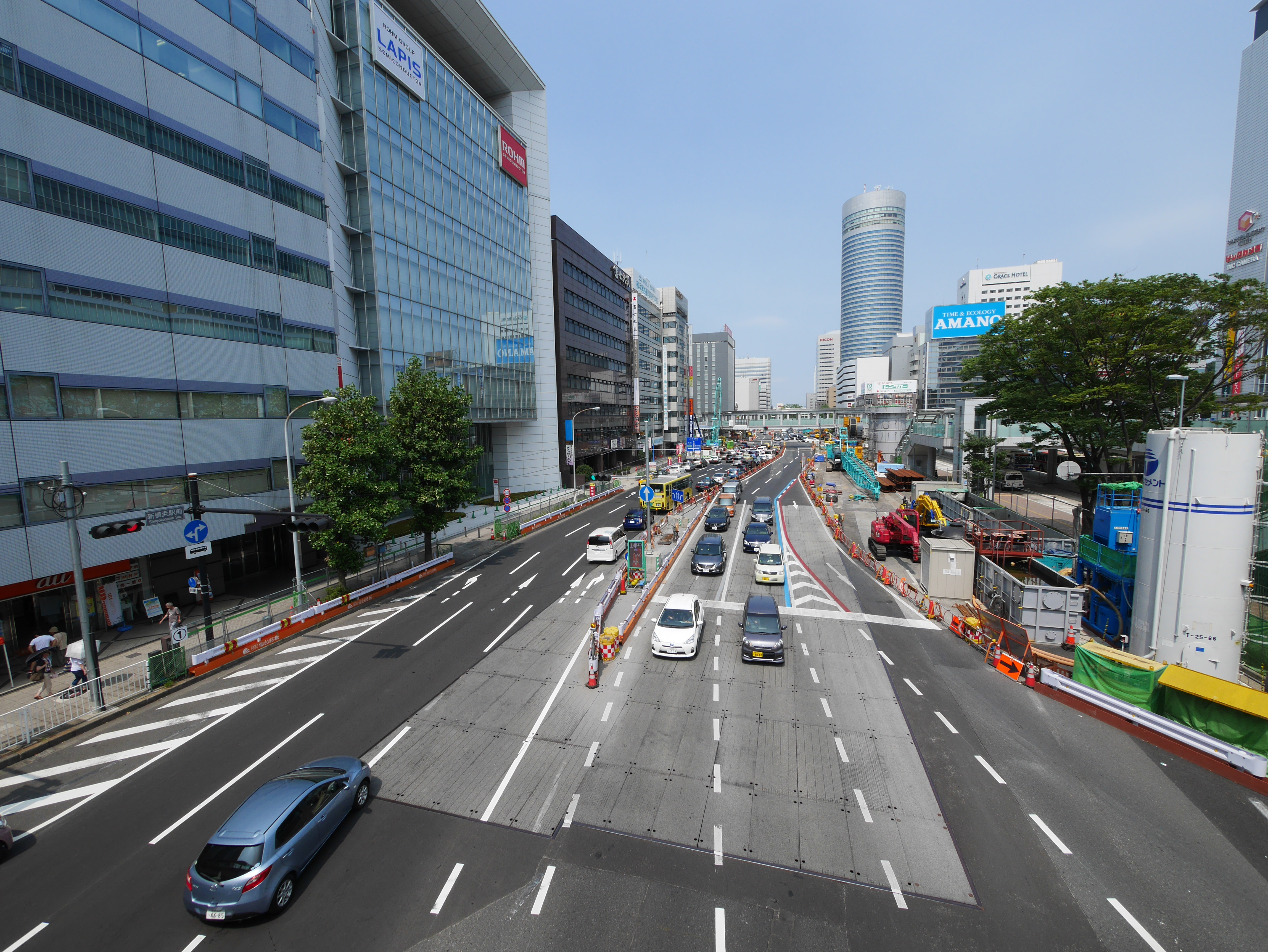
新横浜（横浜）
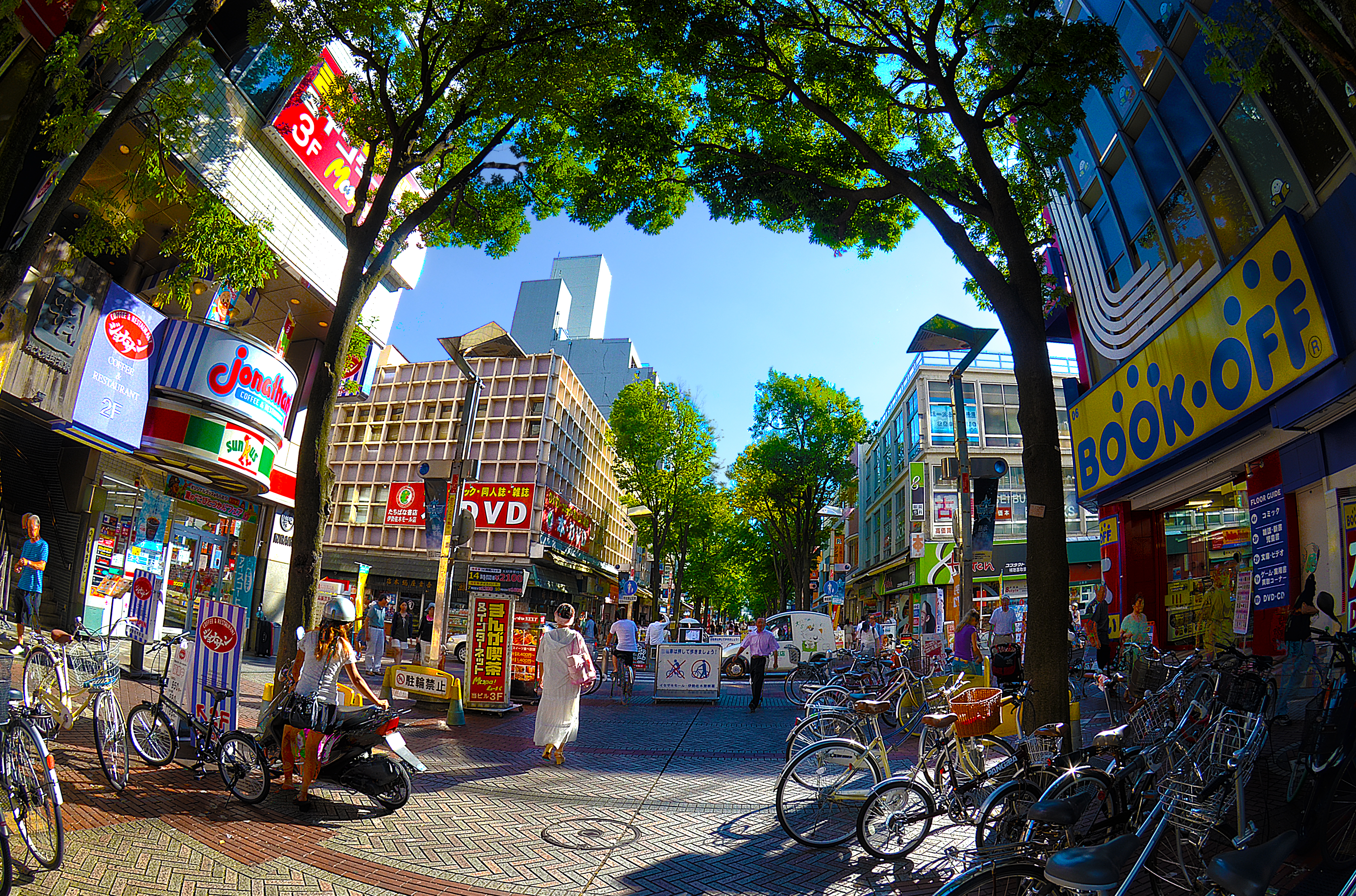
伊勢佐木町（横浜）
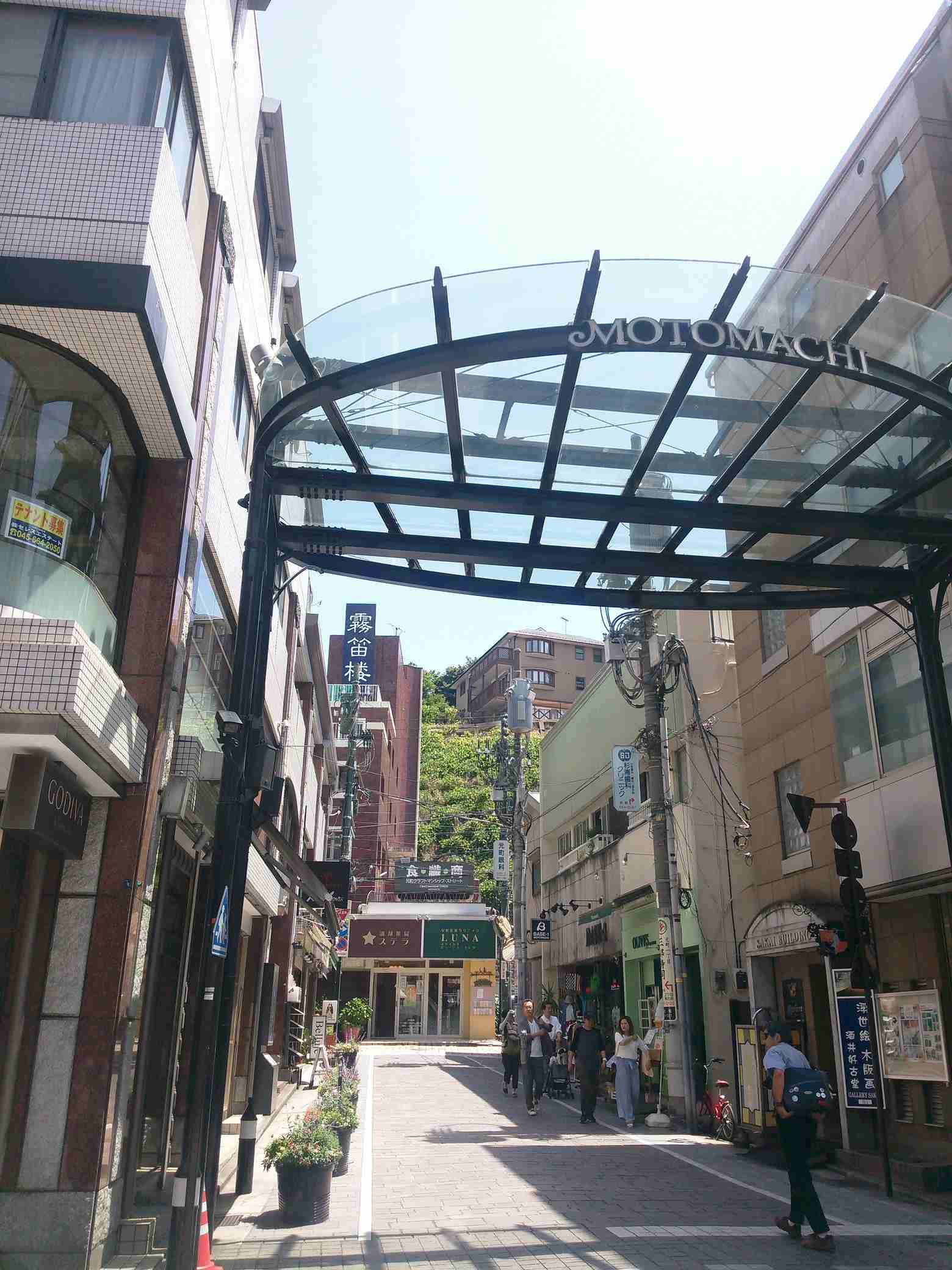
元町（横浜）
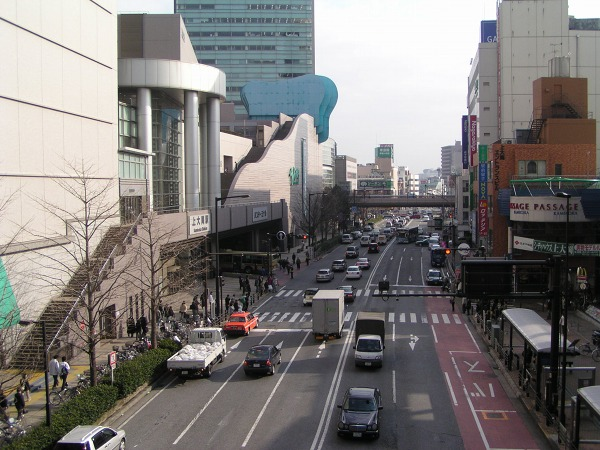
上大岡（横浜）
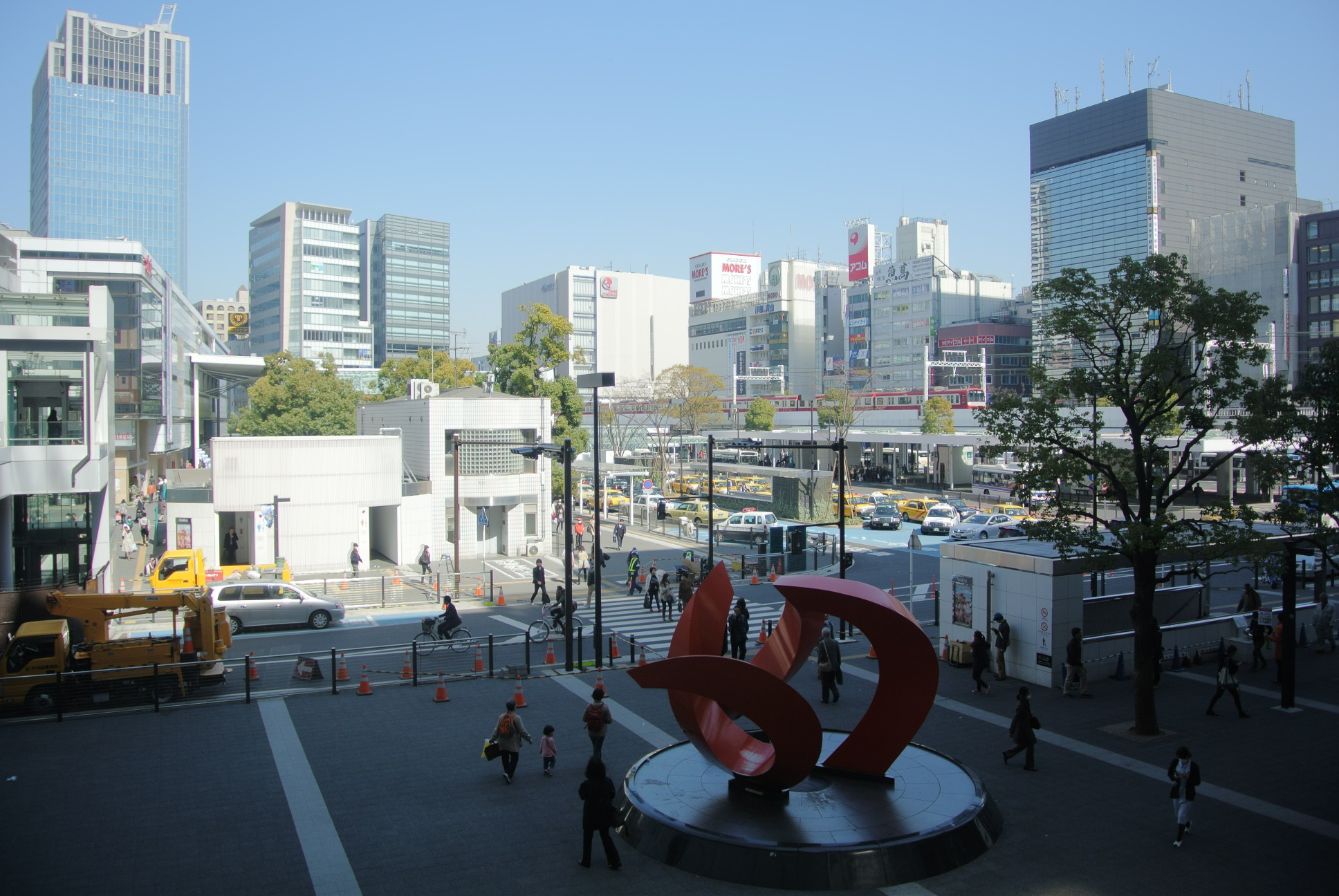
川崎駅東口（川崎）
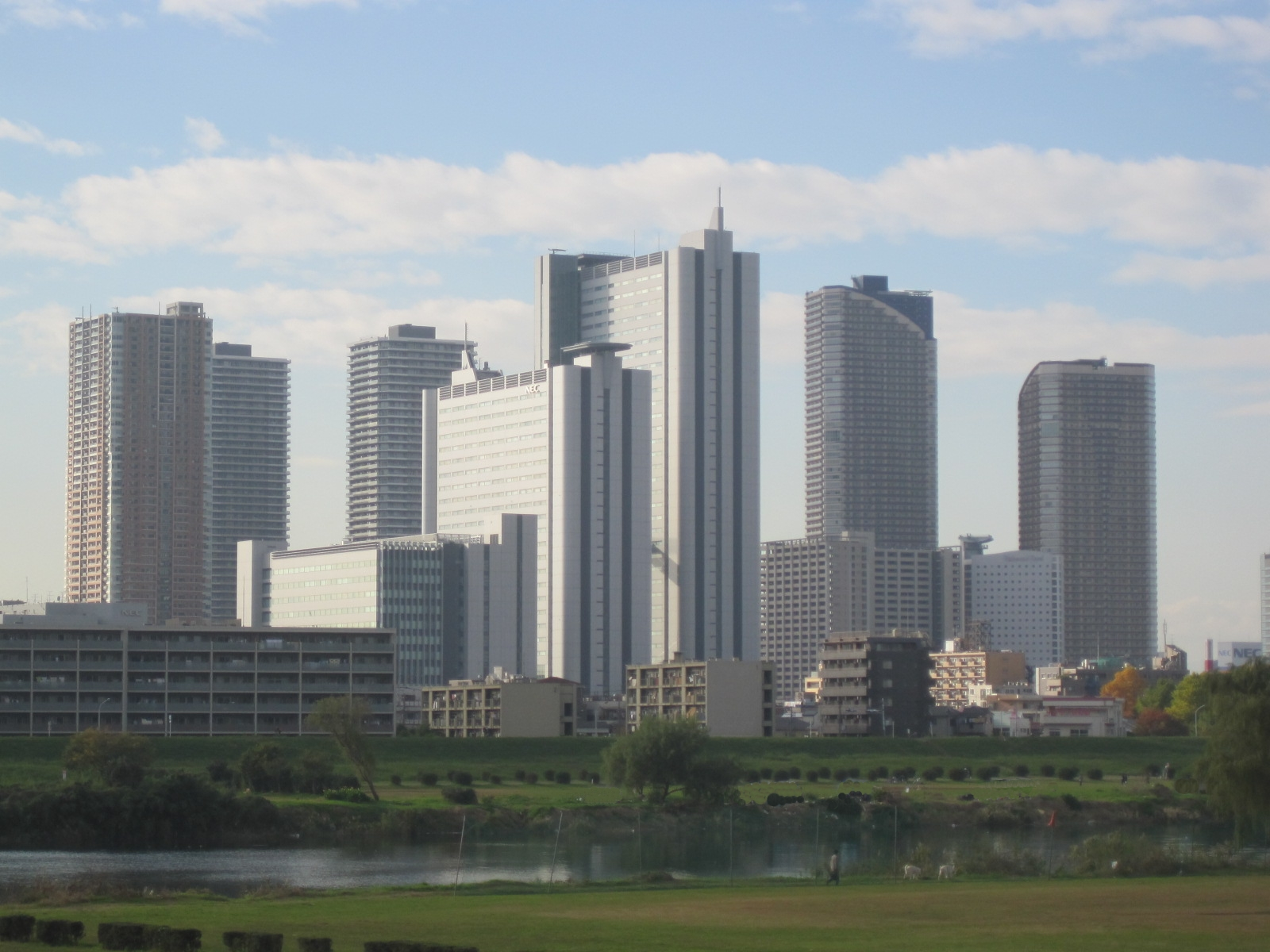
武蔵小杉（川崎）
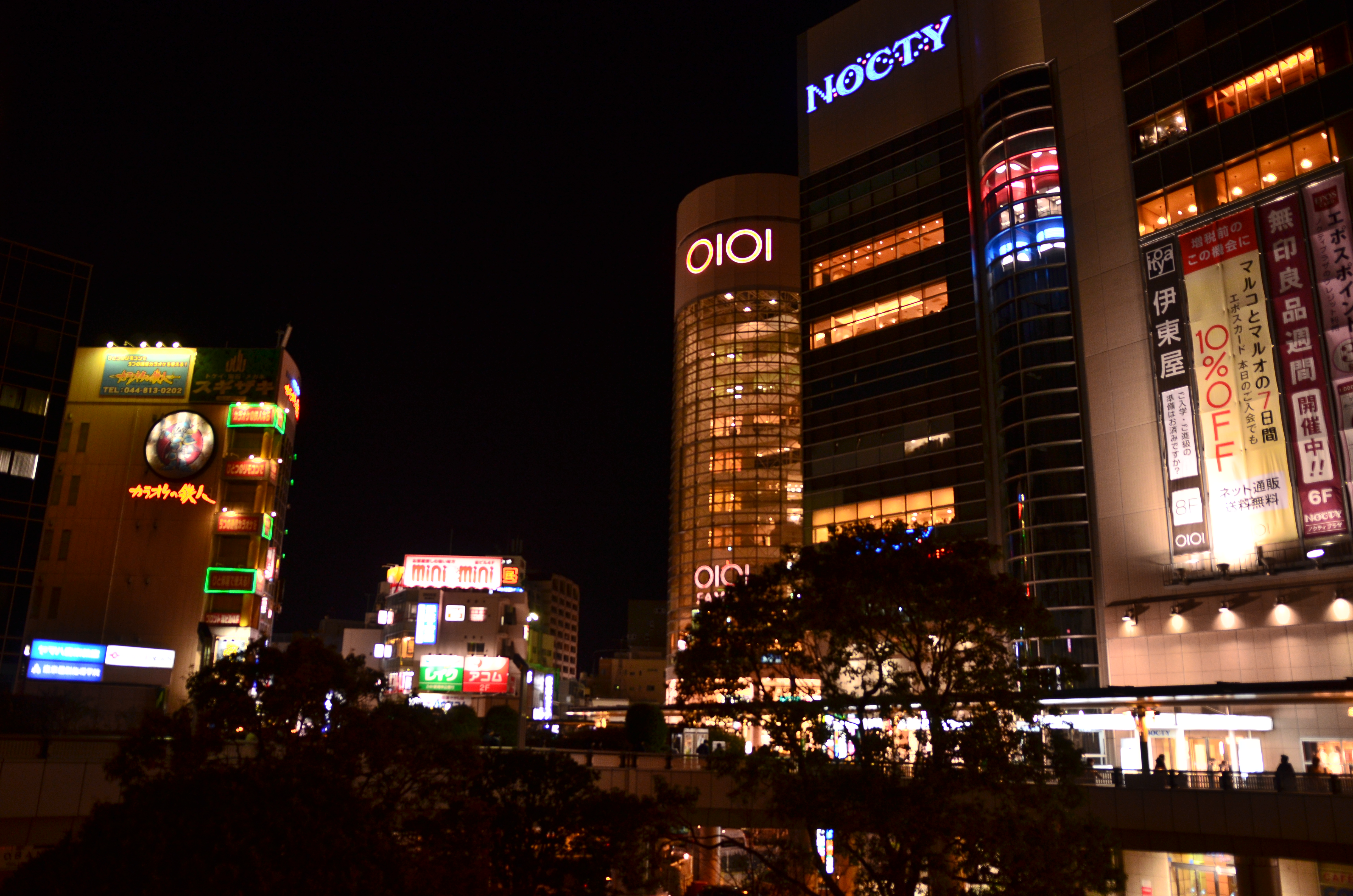
溝の口（川崎）
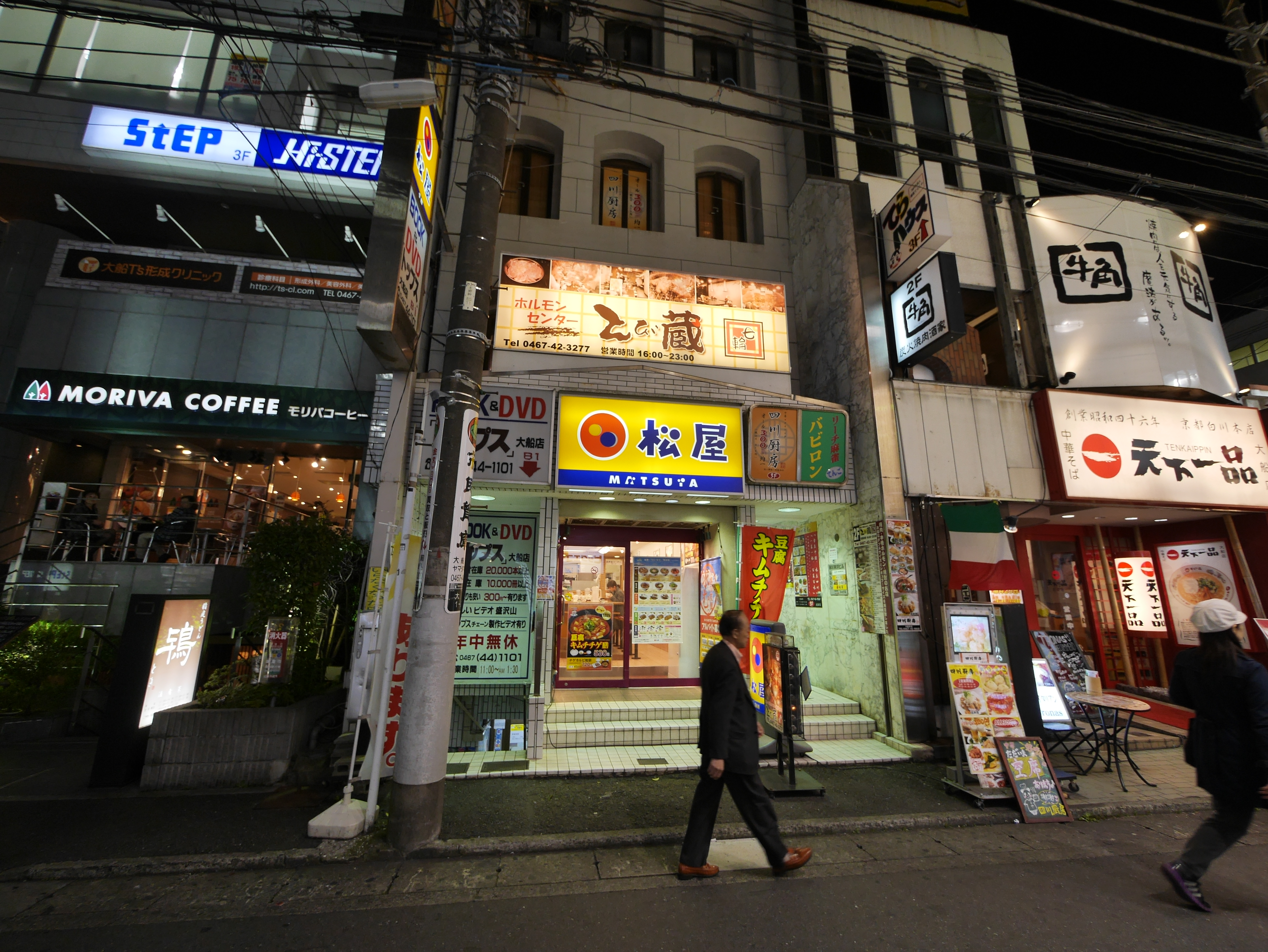
大船（鎌倉）

埼玉県

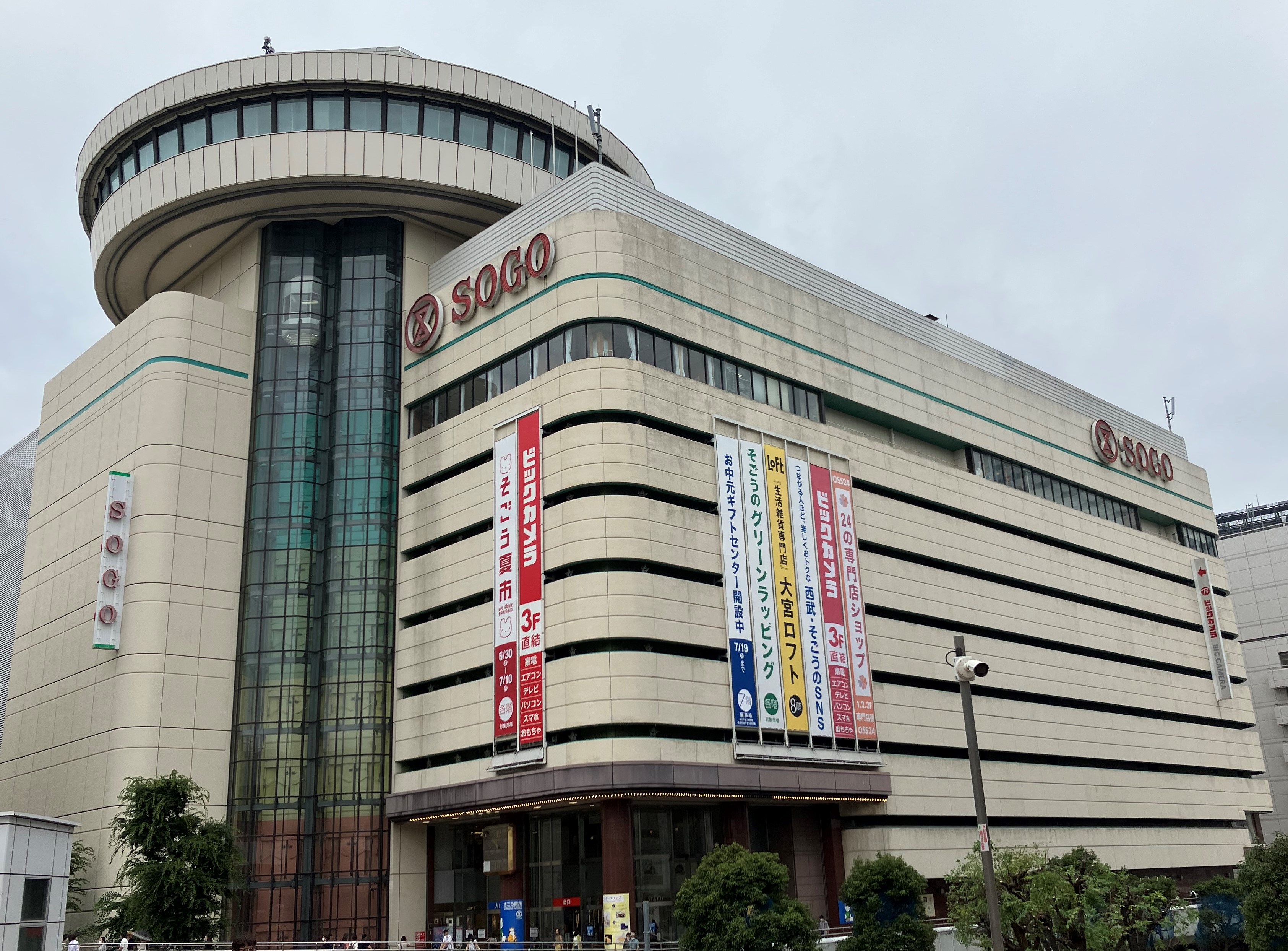
大宮・桜木町（さいたま）
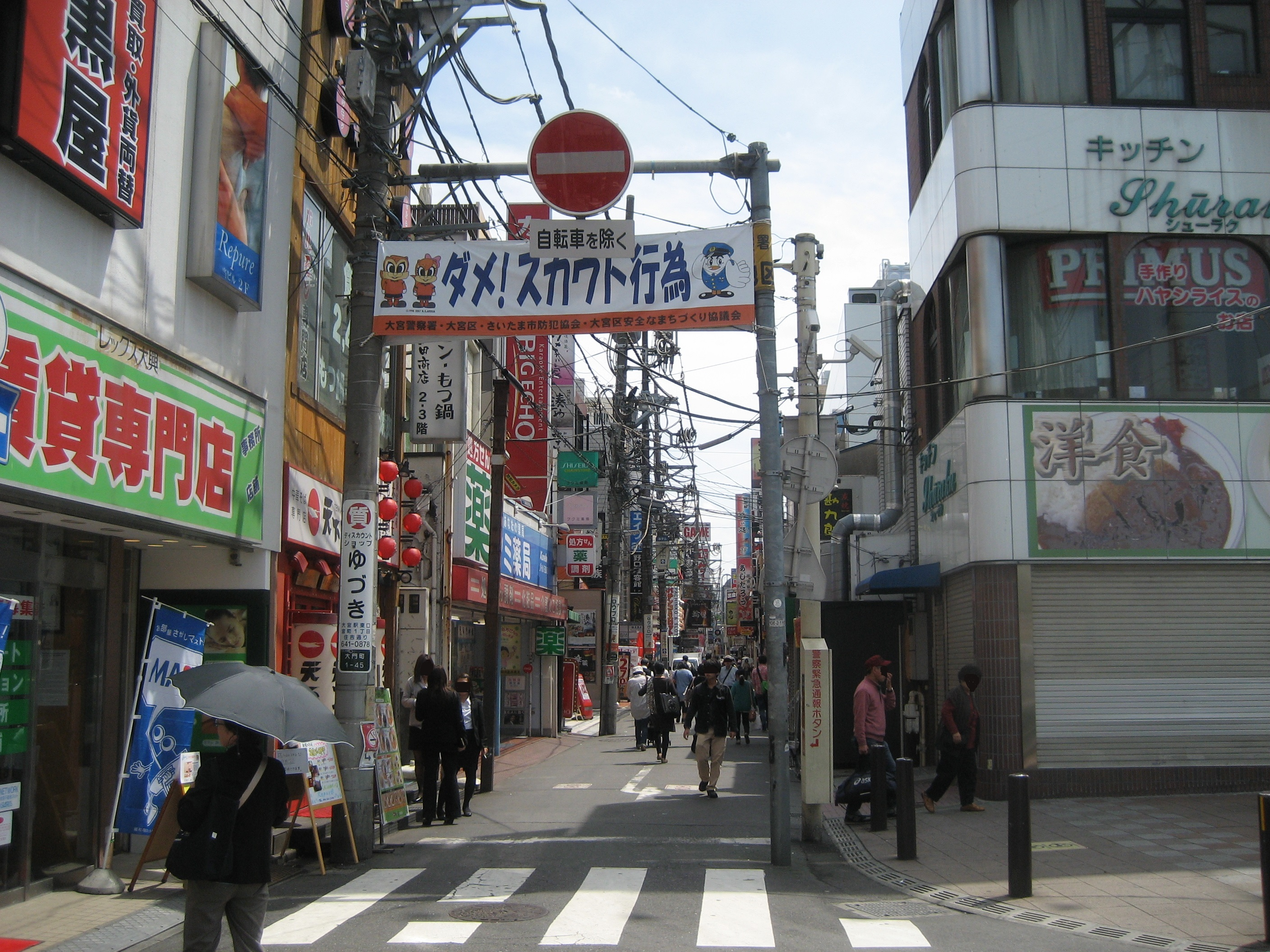
大宮南銀座（さいたま）
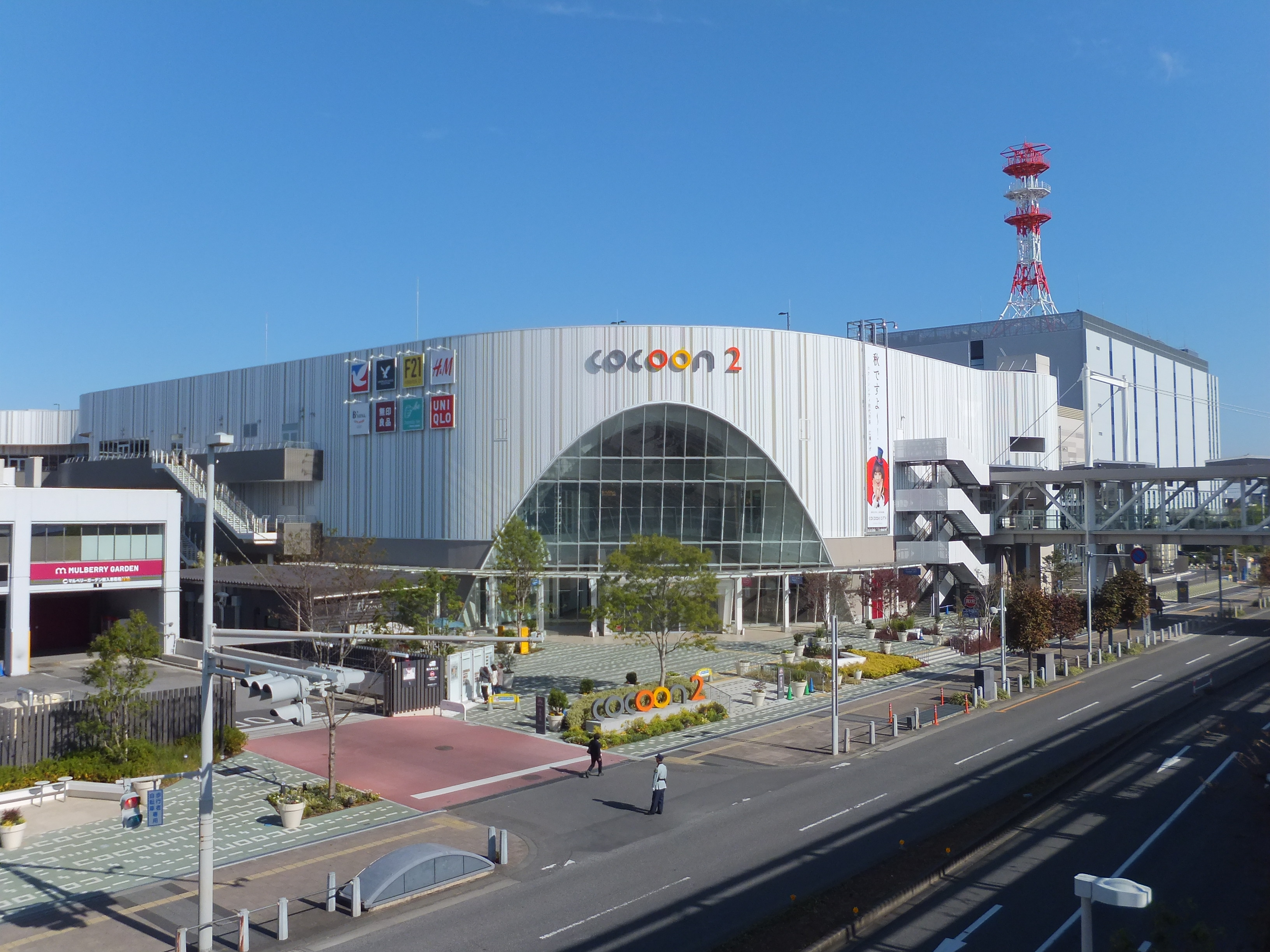
さいたま新都心（さいたま）
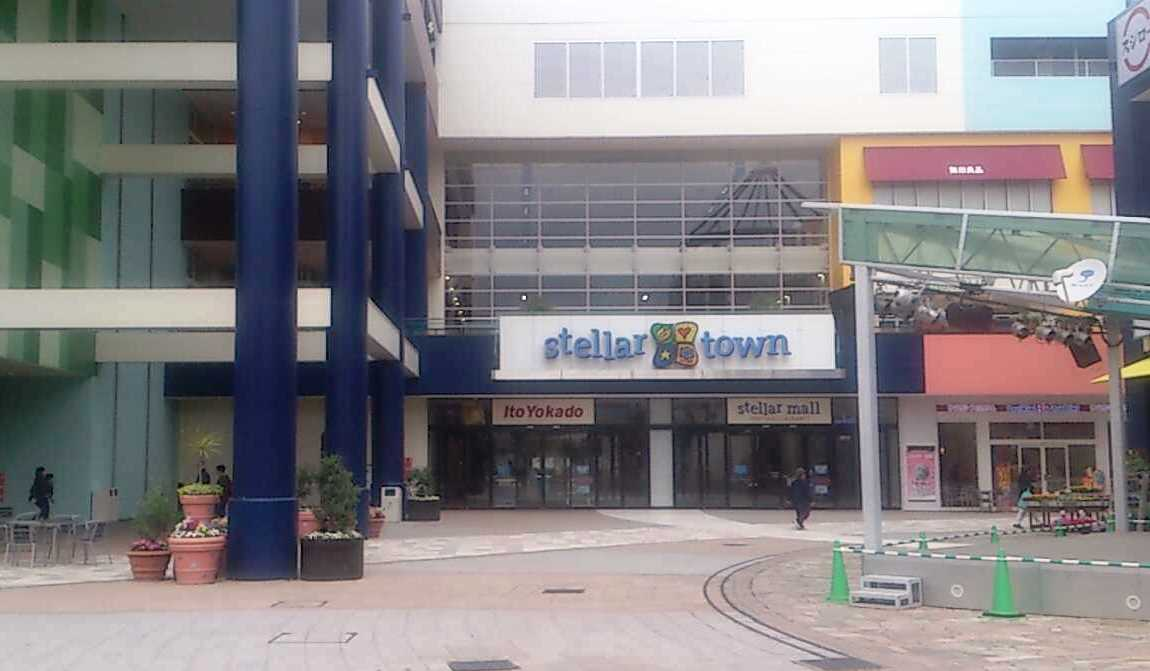
ノーザンハートきたまち（さいたま）
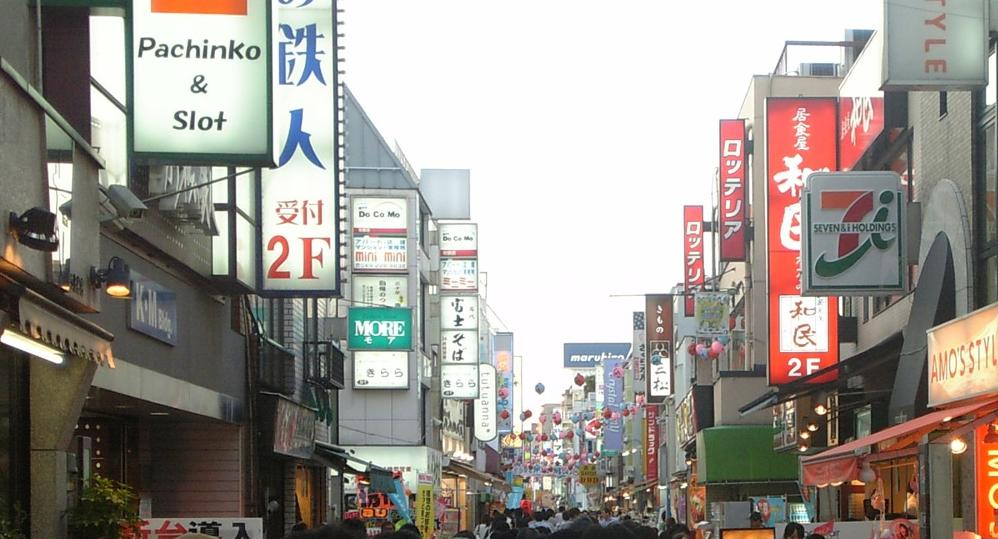
川越駅 - 本川越駅間（川越）
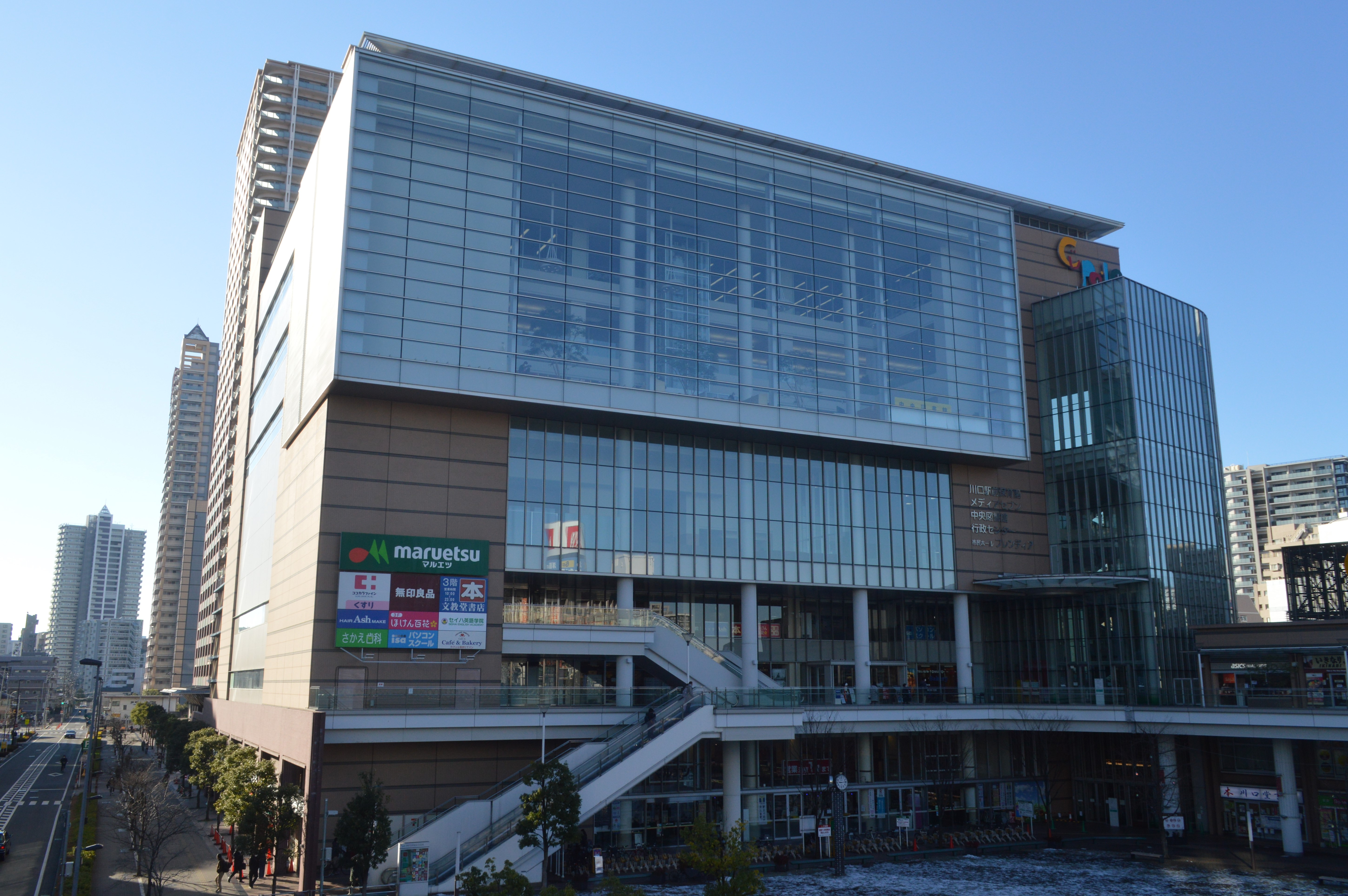
川口駅東口（川口）

千葉県

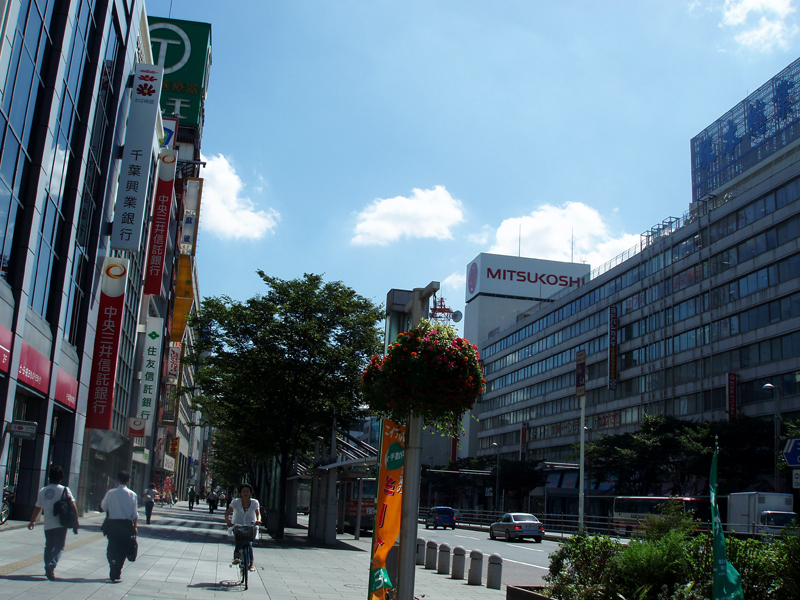
富士見（千葉）
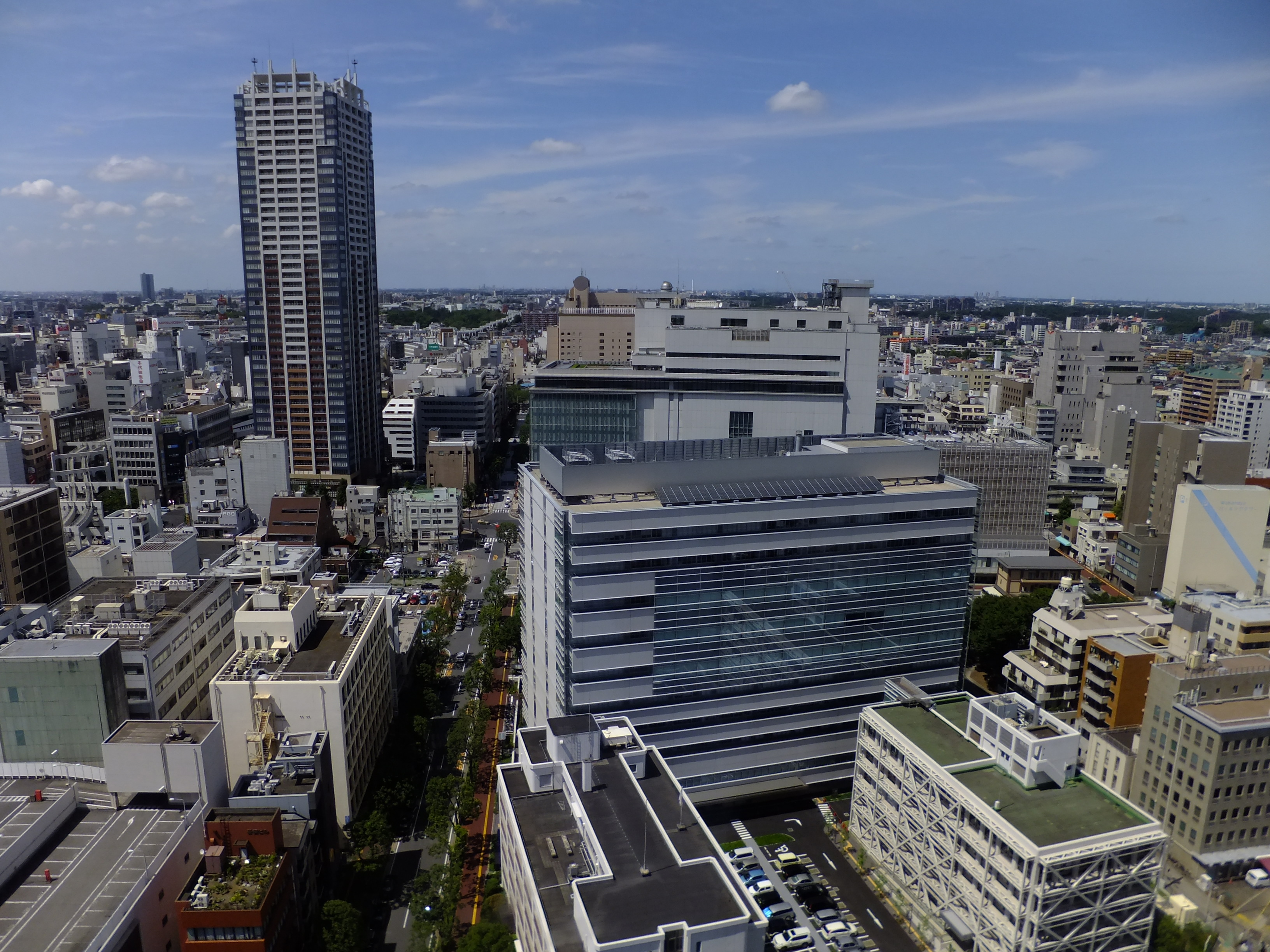
千葉中央（千葉）
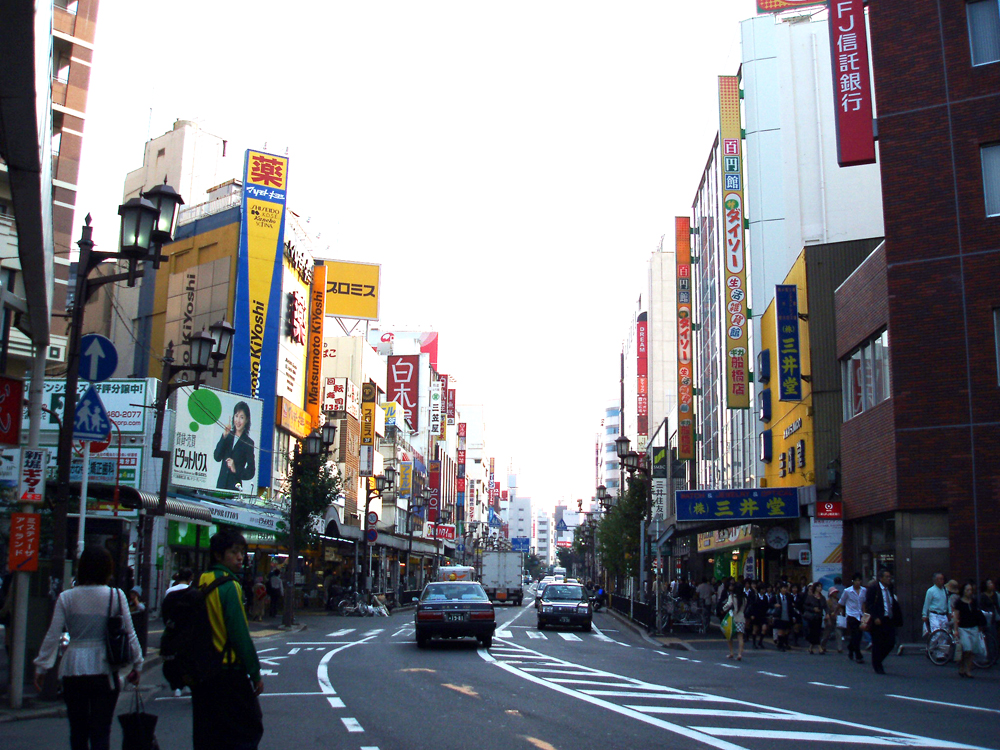
船橋本町（船橋）
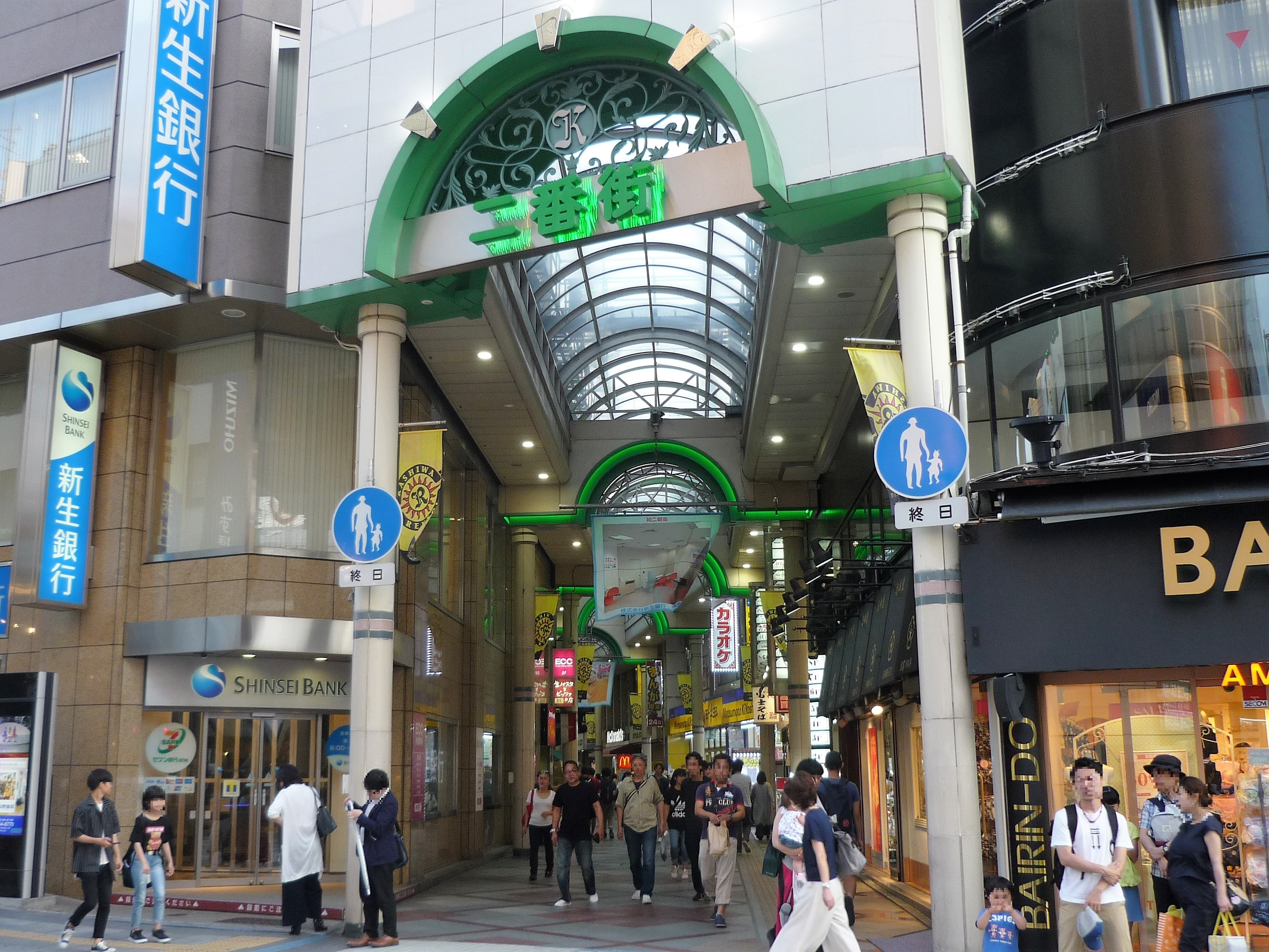
柏二番街（柏）

東京都

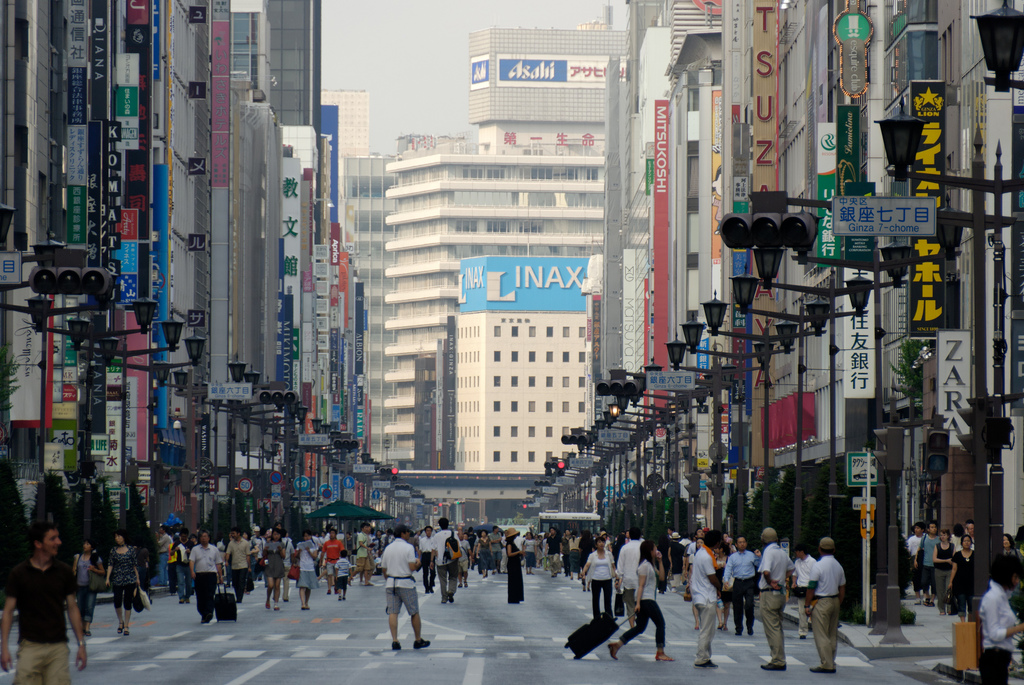
銀座（東京）
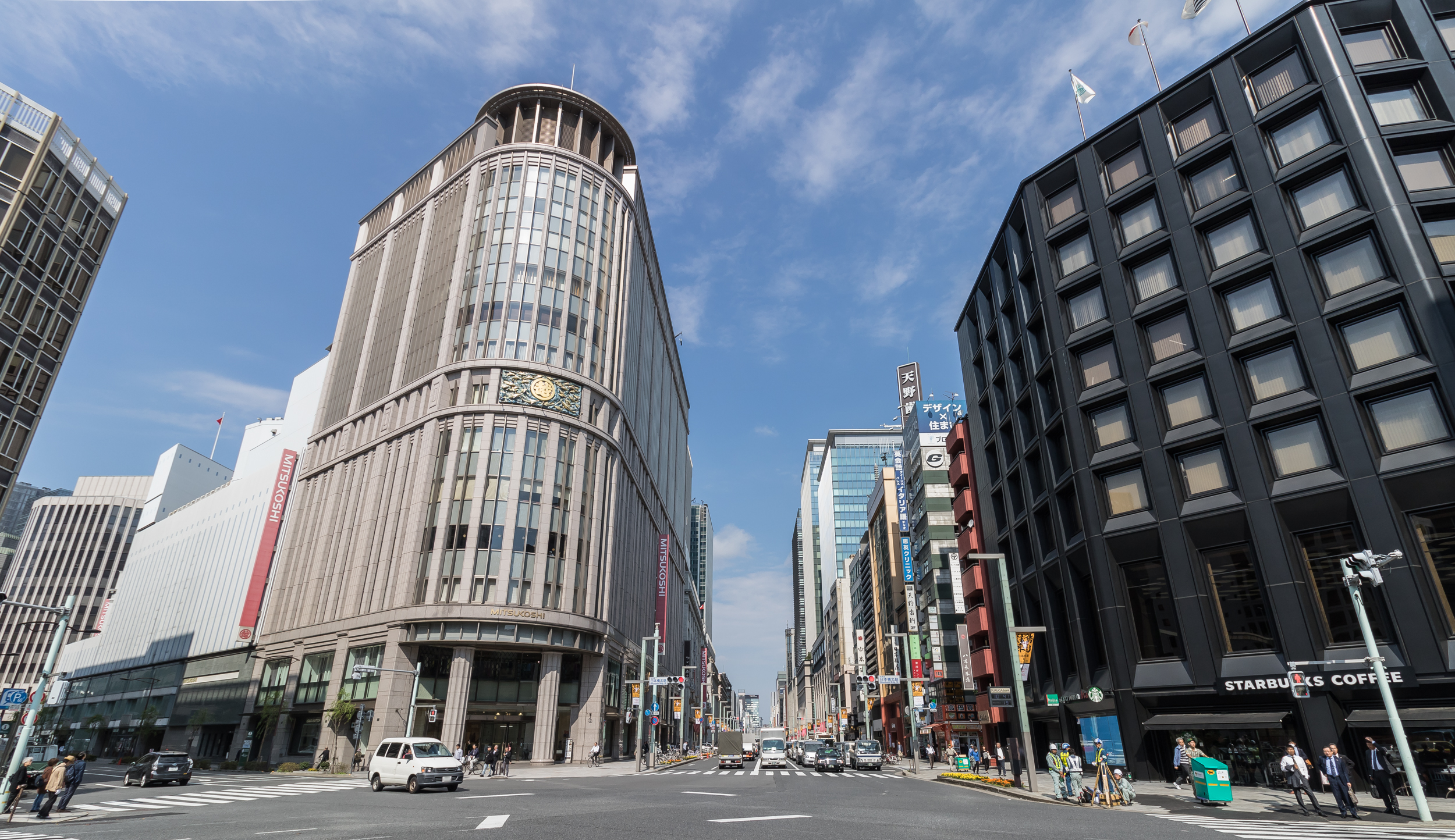
日本橋（東京）
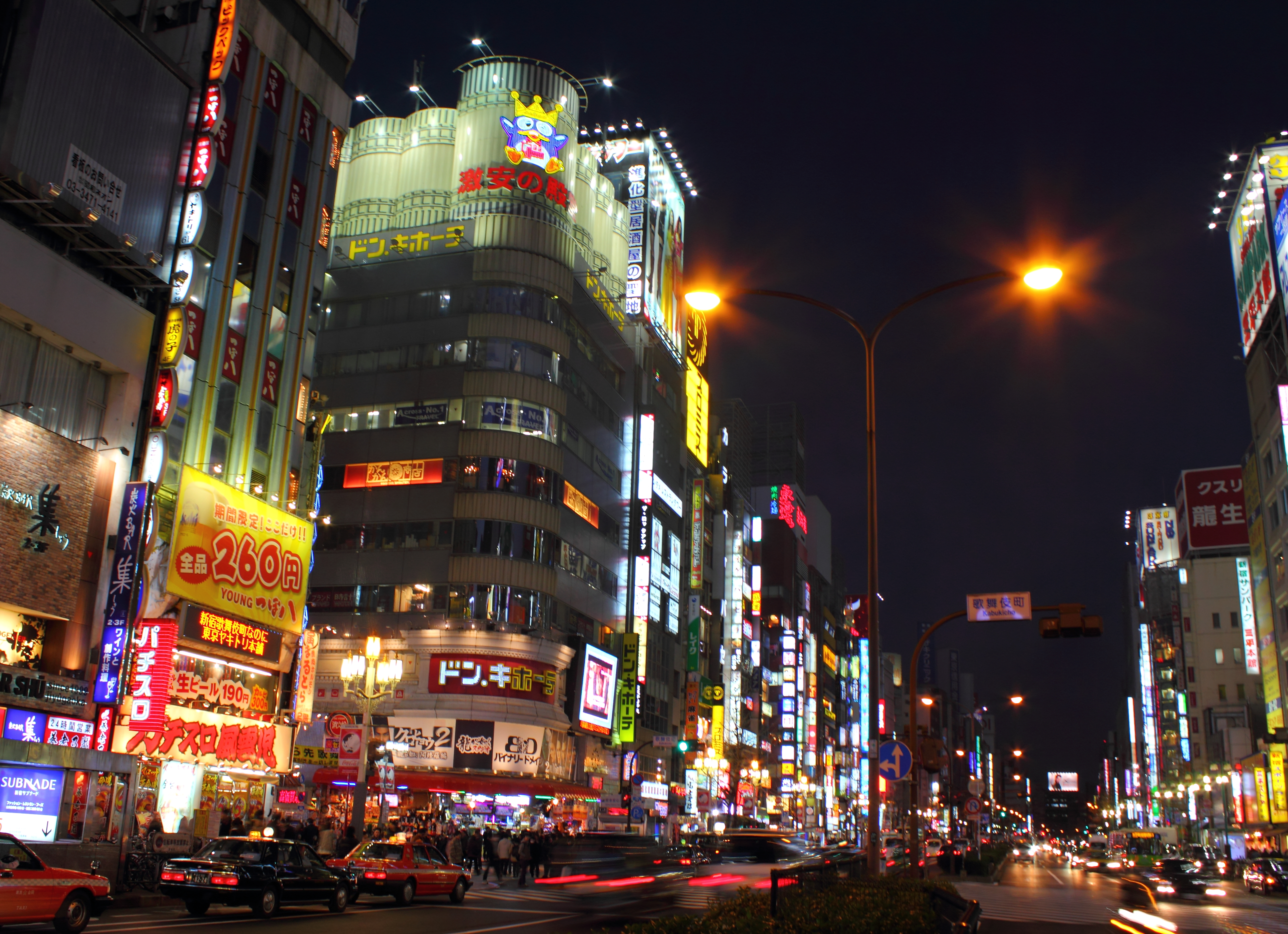
新宿（東京）
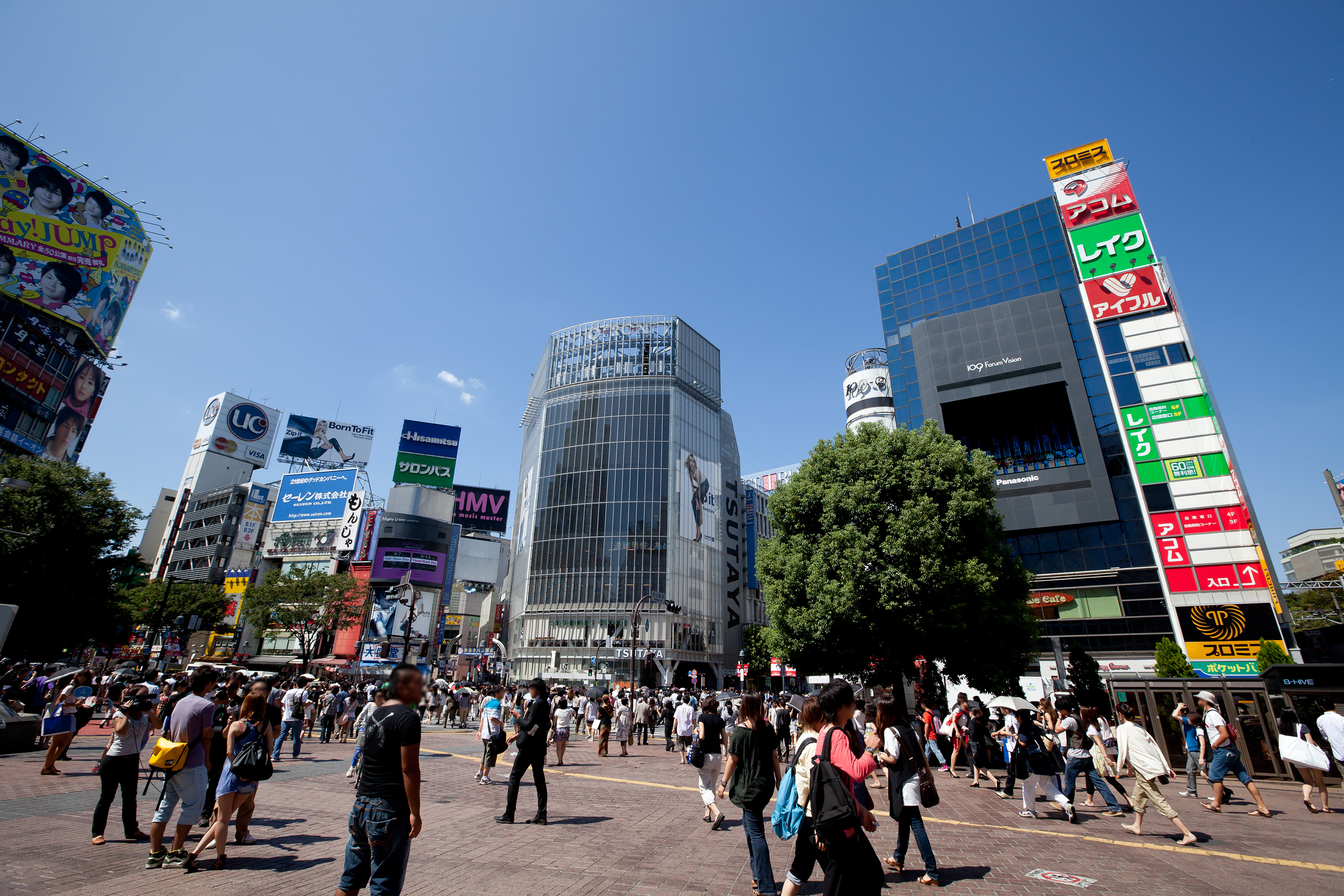
渋谷（東京）
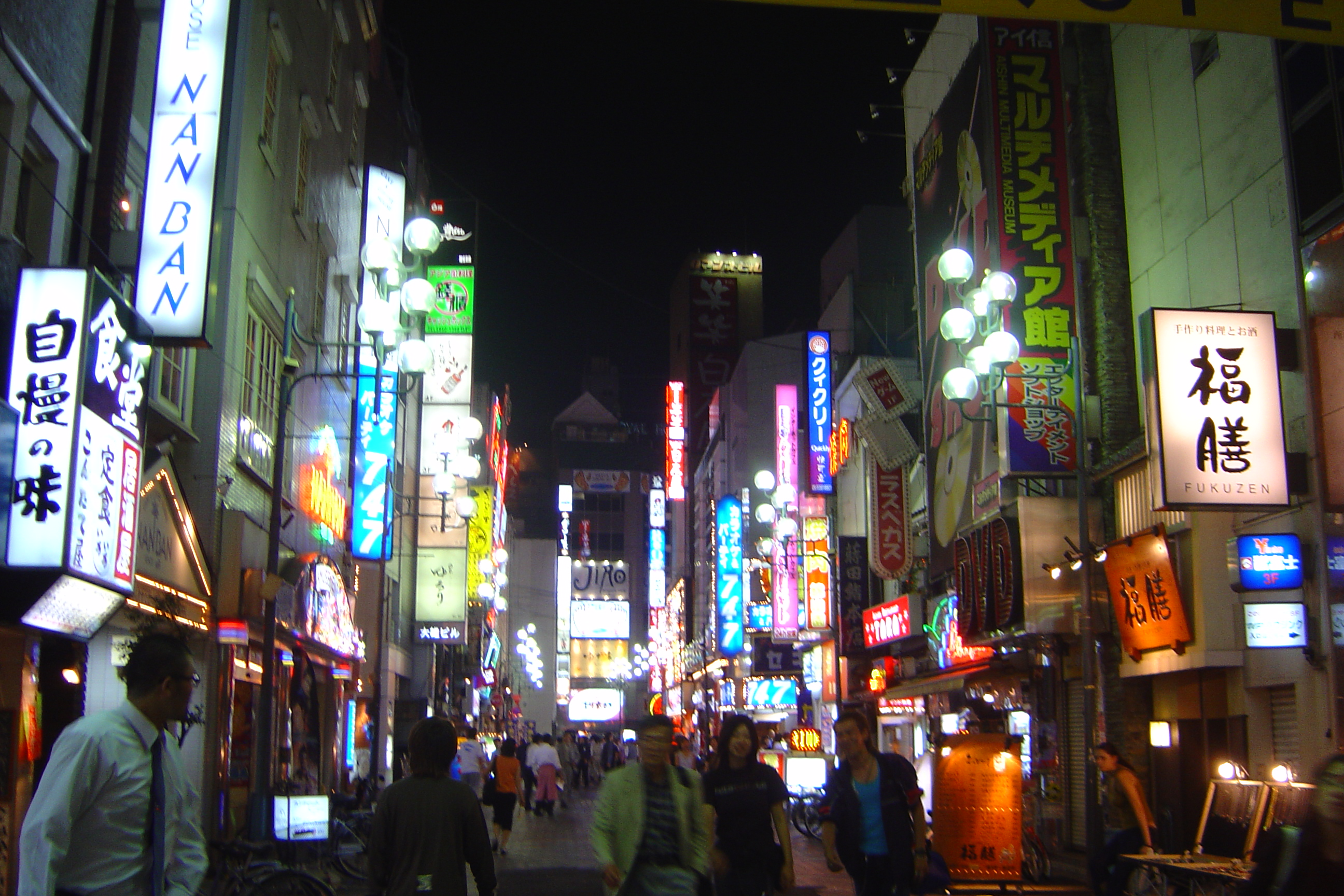
池袋（東京）
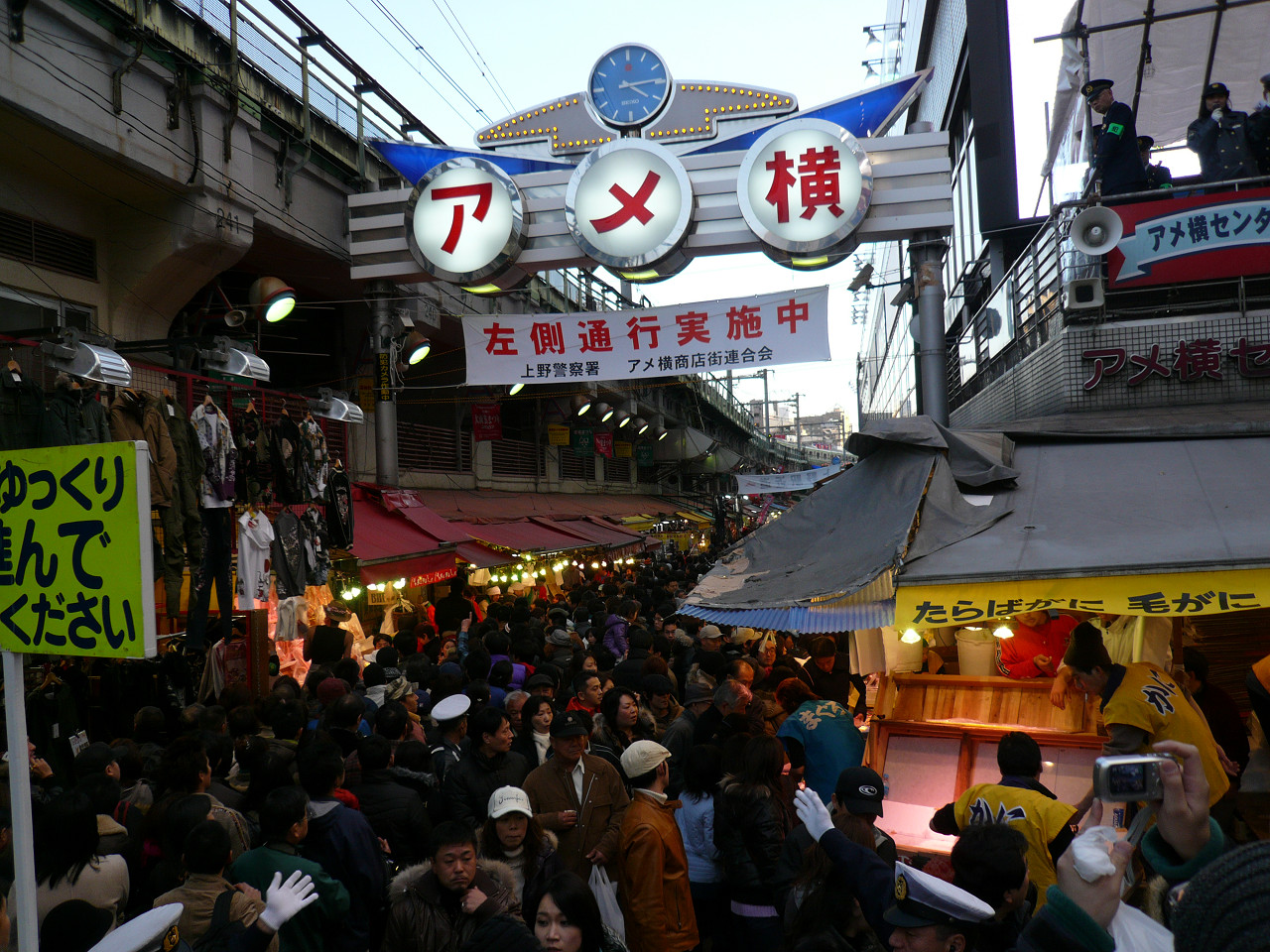
上野（東京）
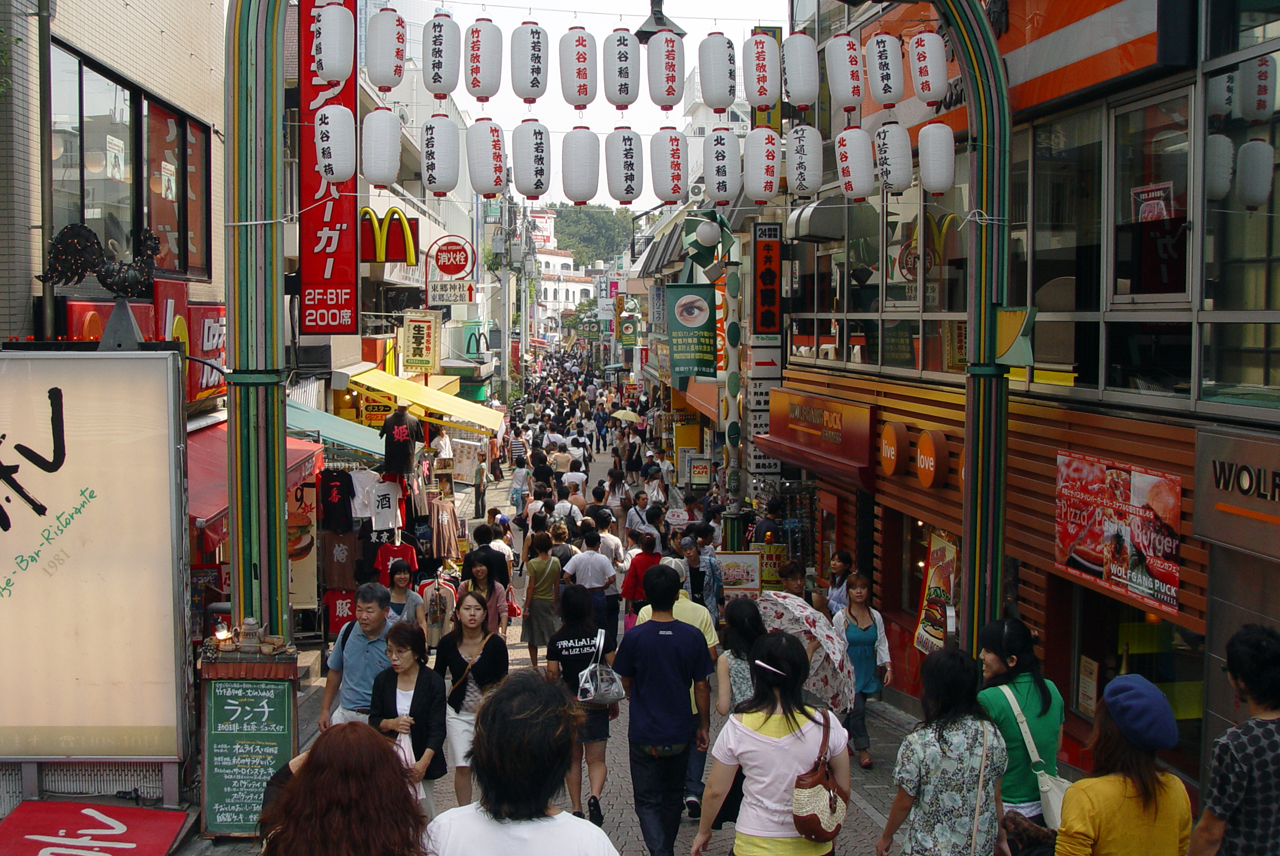
原宿（東京）
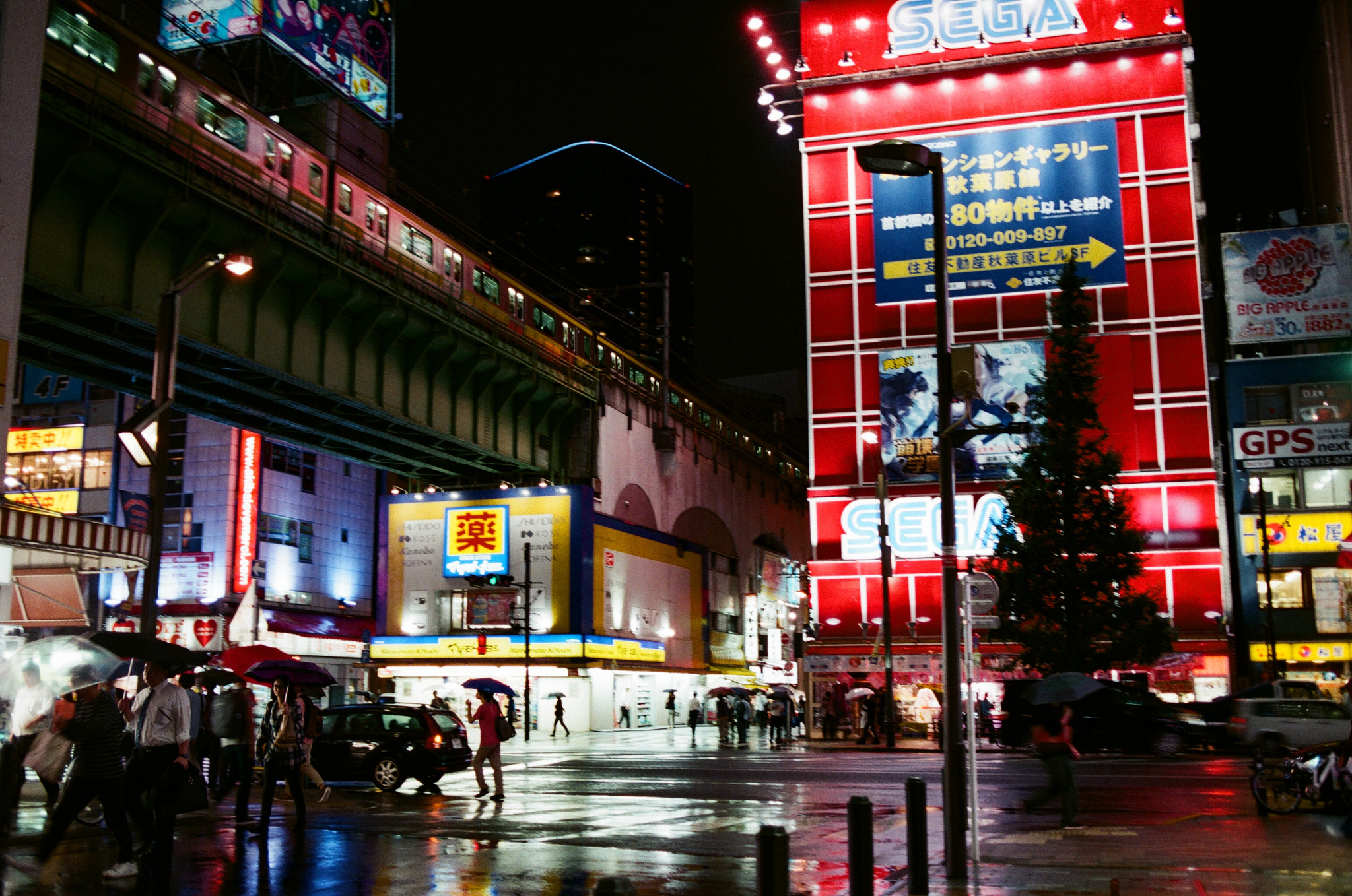
秋葉原（東京）
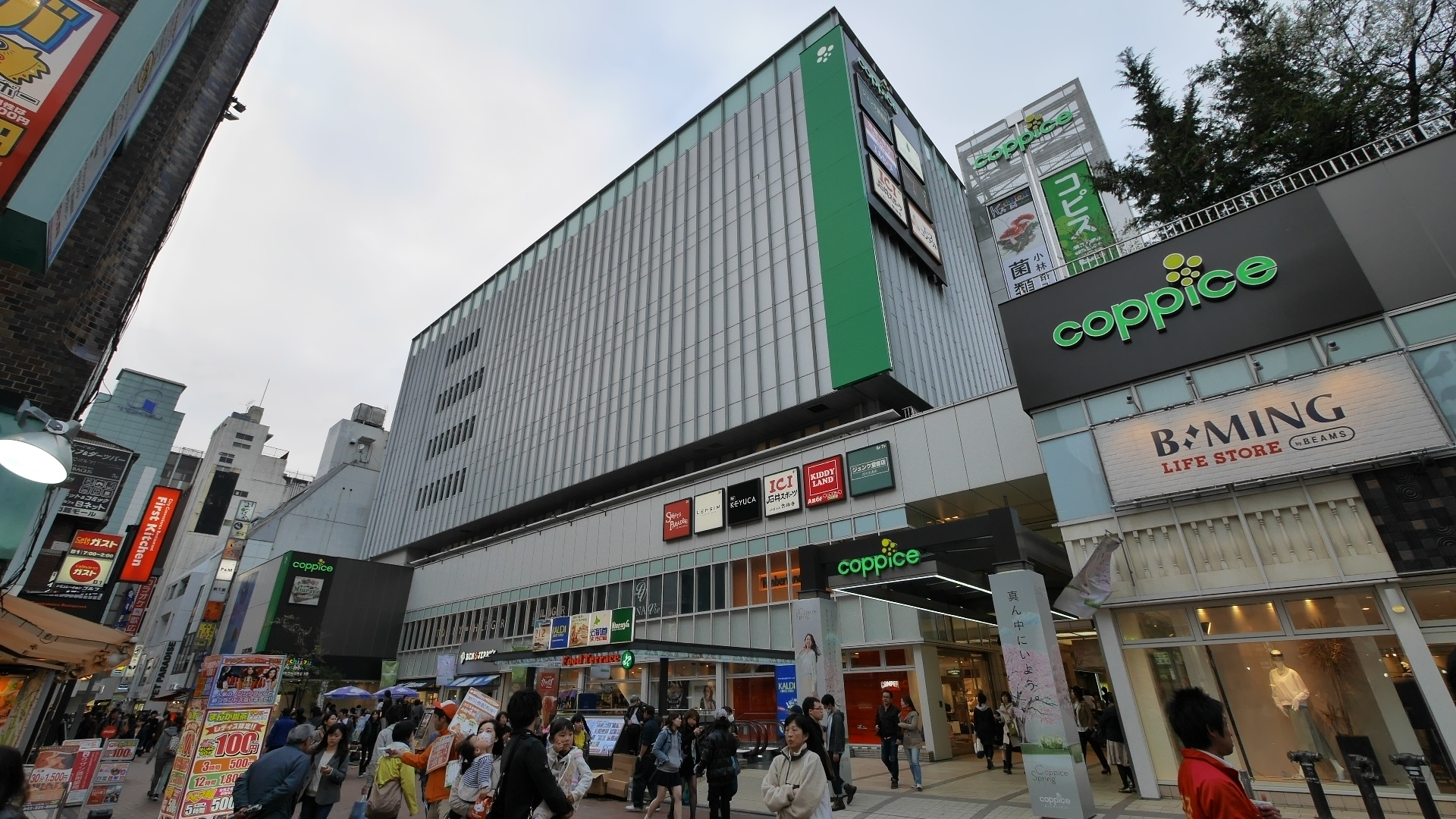
吉祥寺（武蔵野）
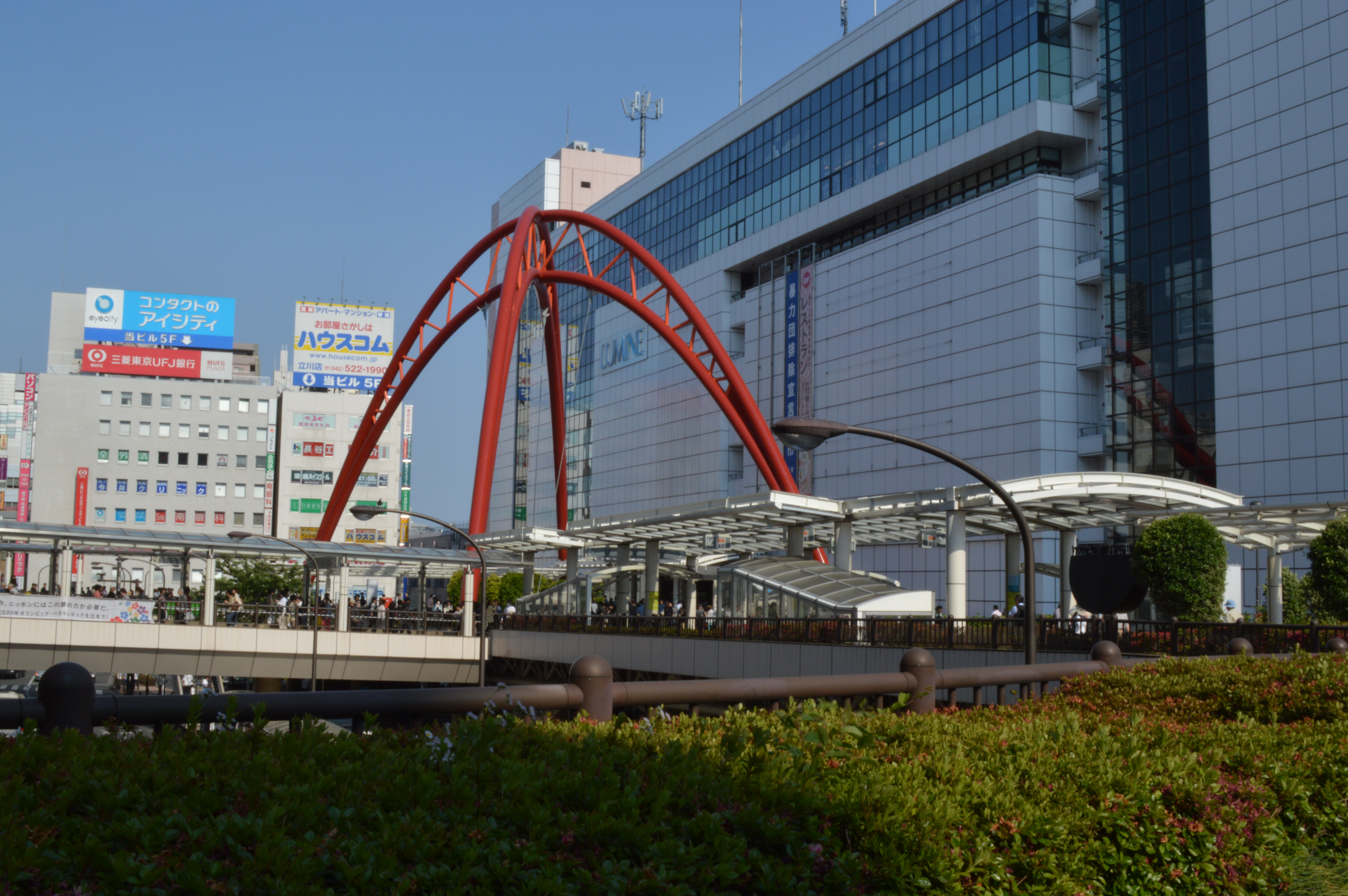
立川北口（立川）
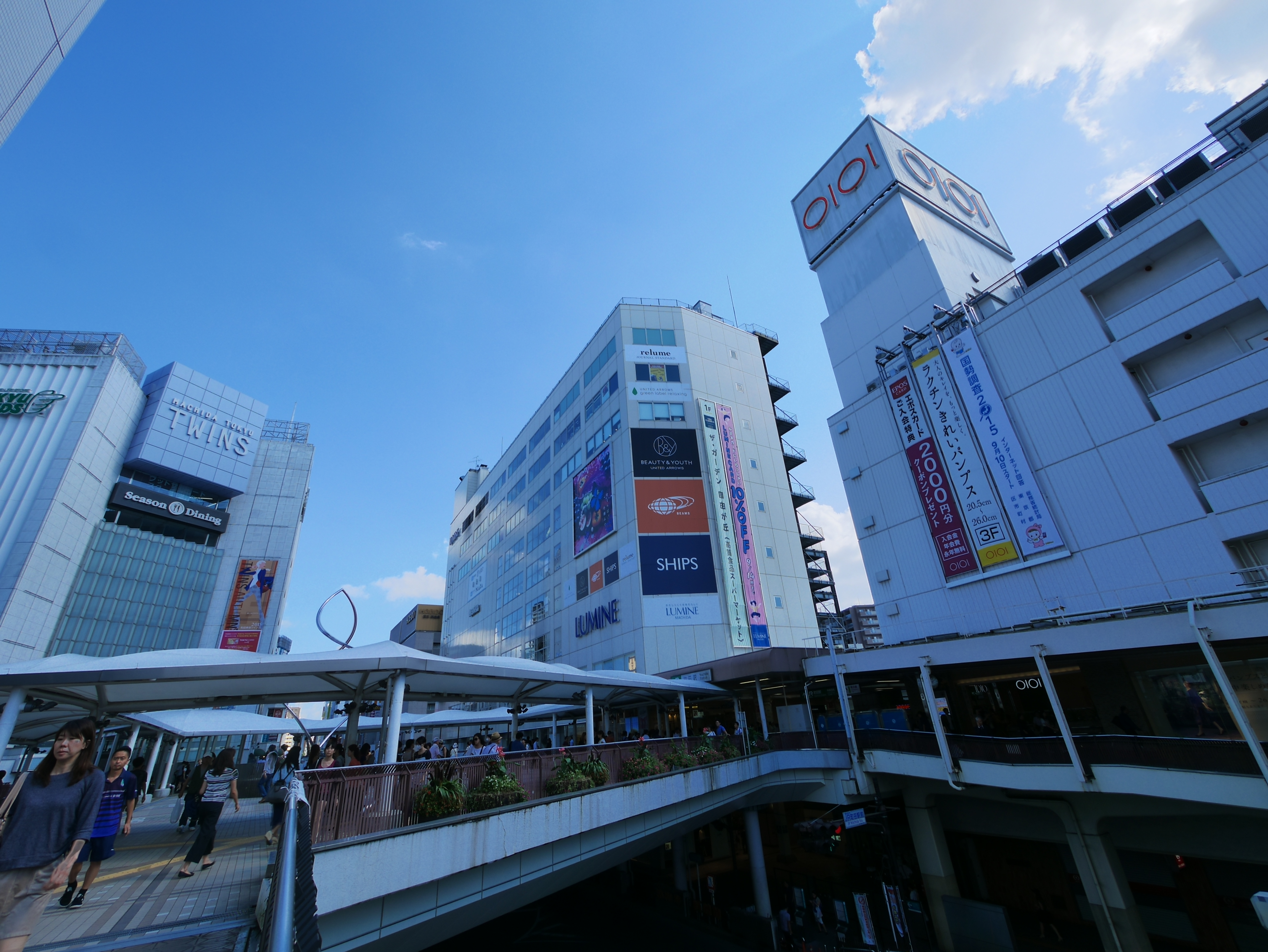
原町田（町田）

神奈川県

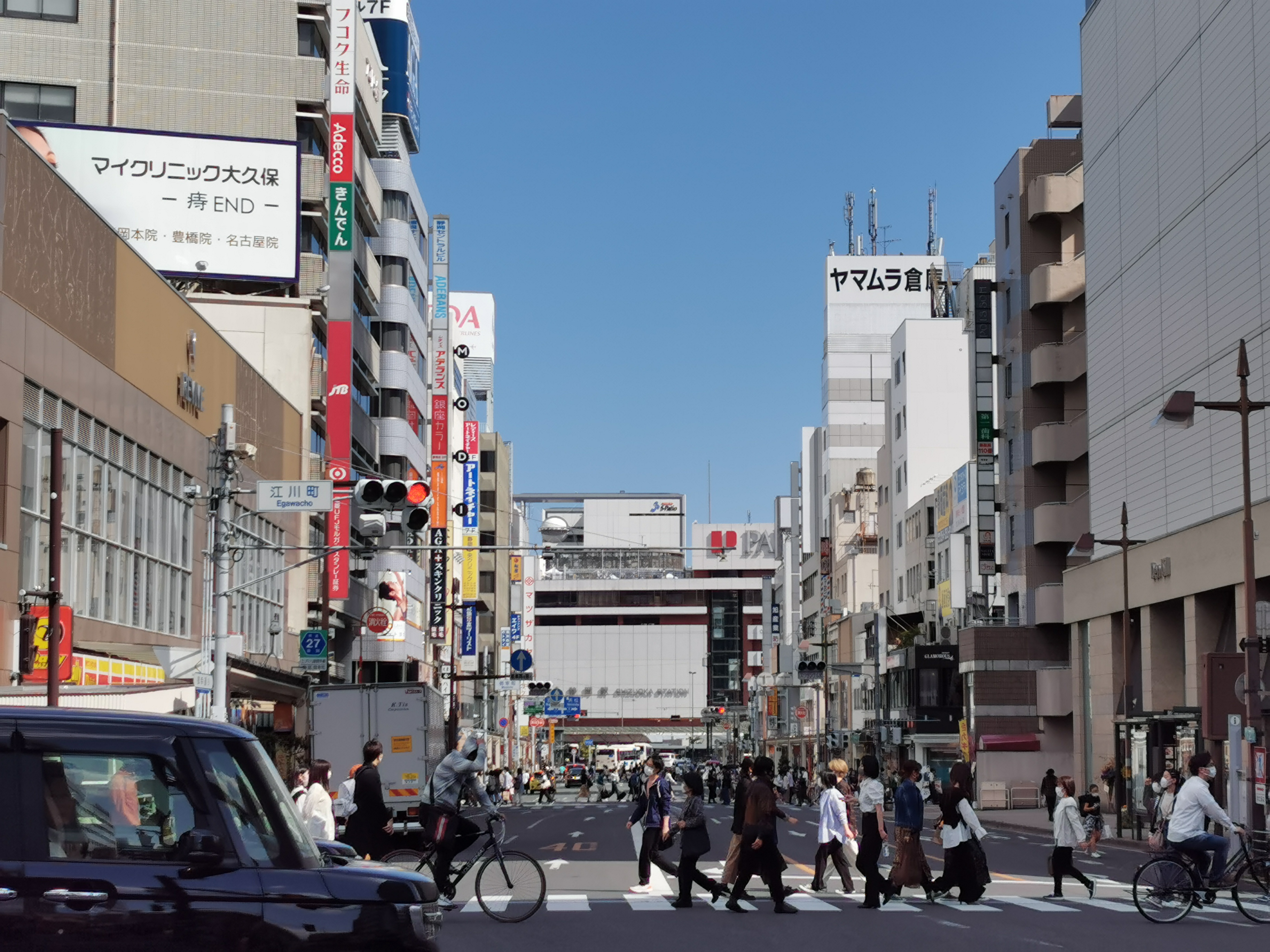
静岡駅北口（静岡）
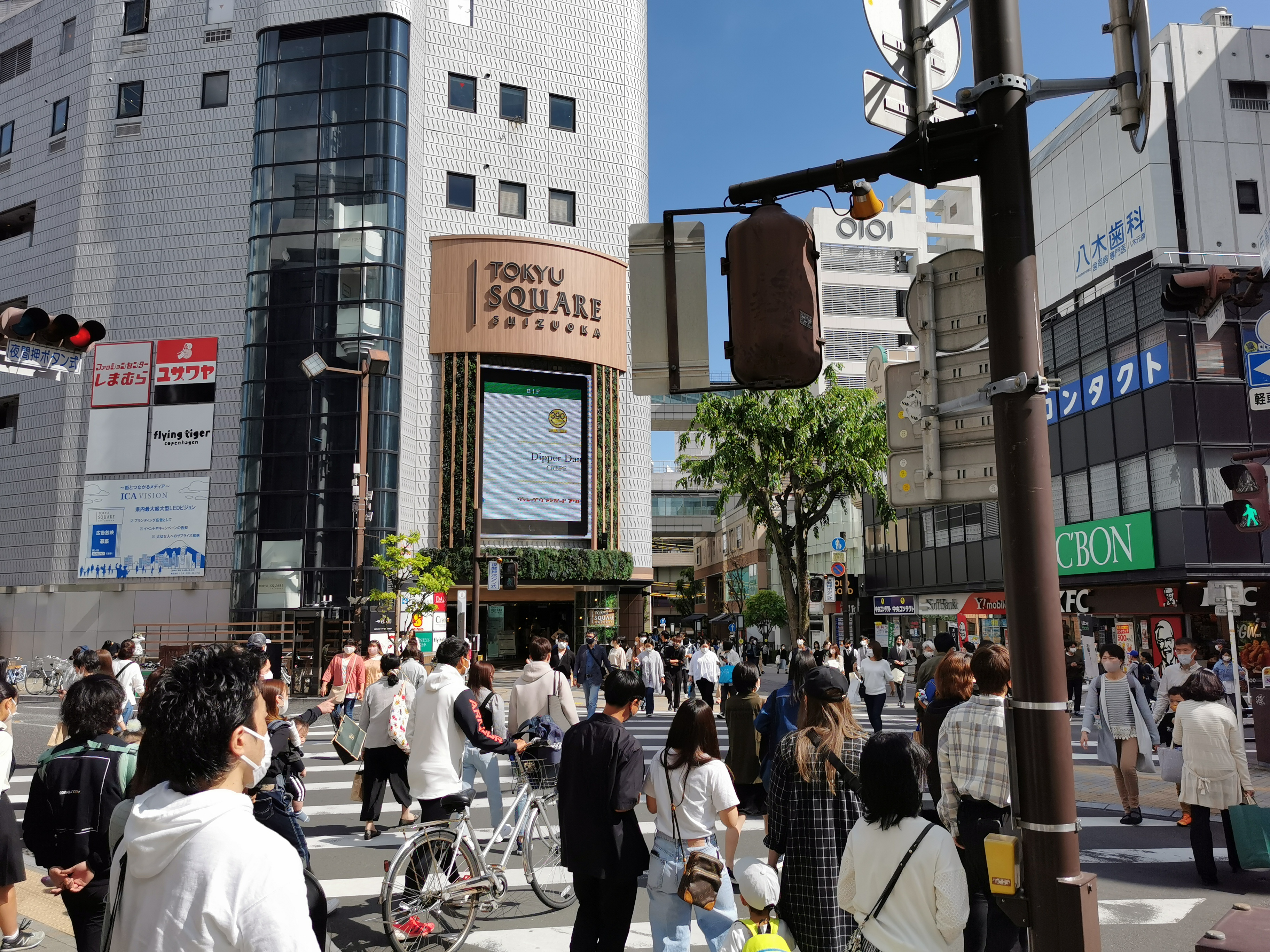
伝馬町（静岡）
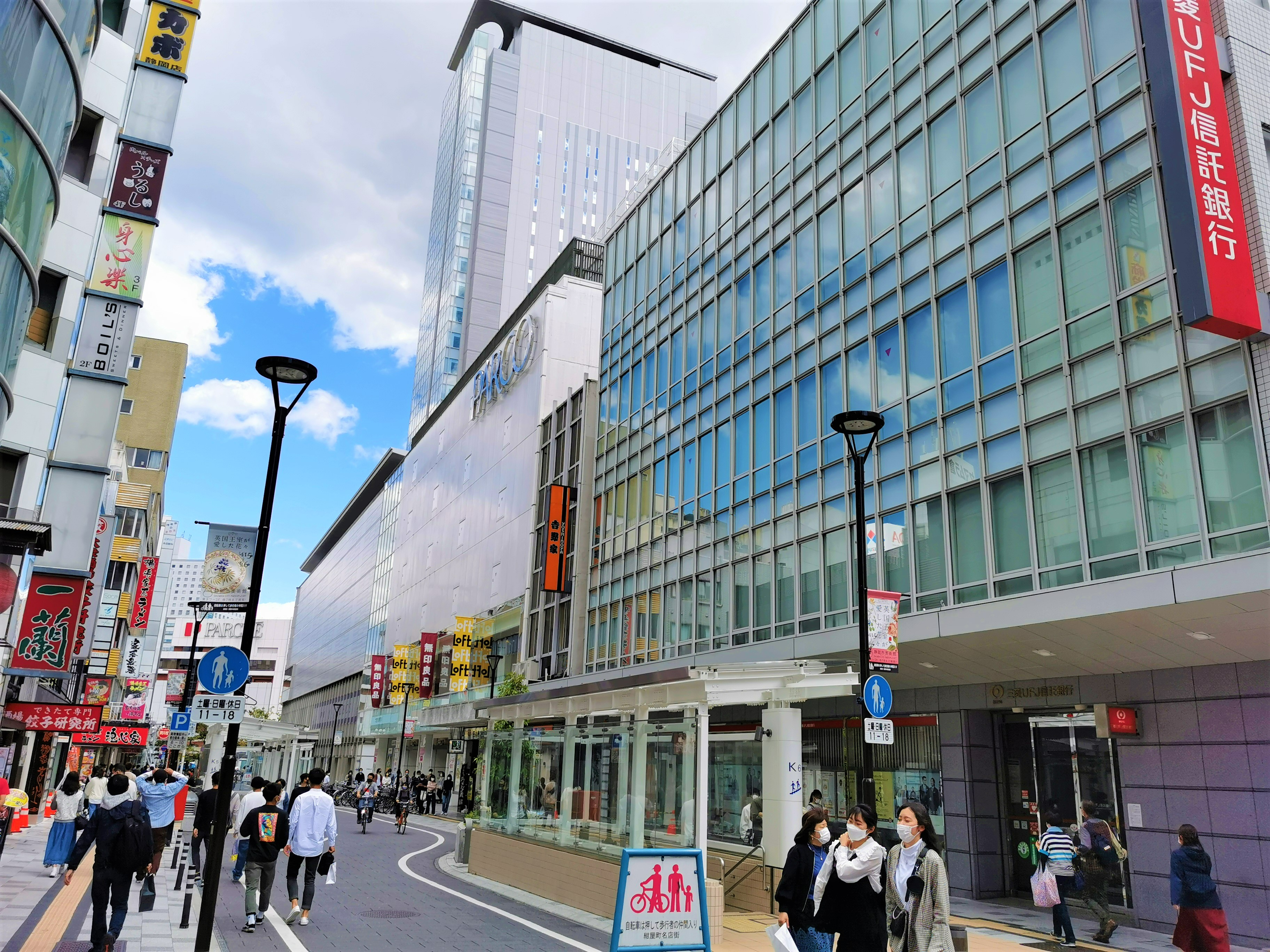
横浜駅西口・鶴屋町（横浜）
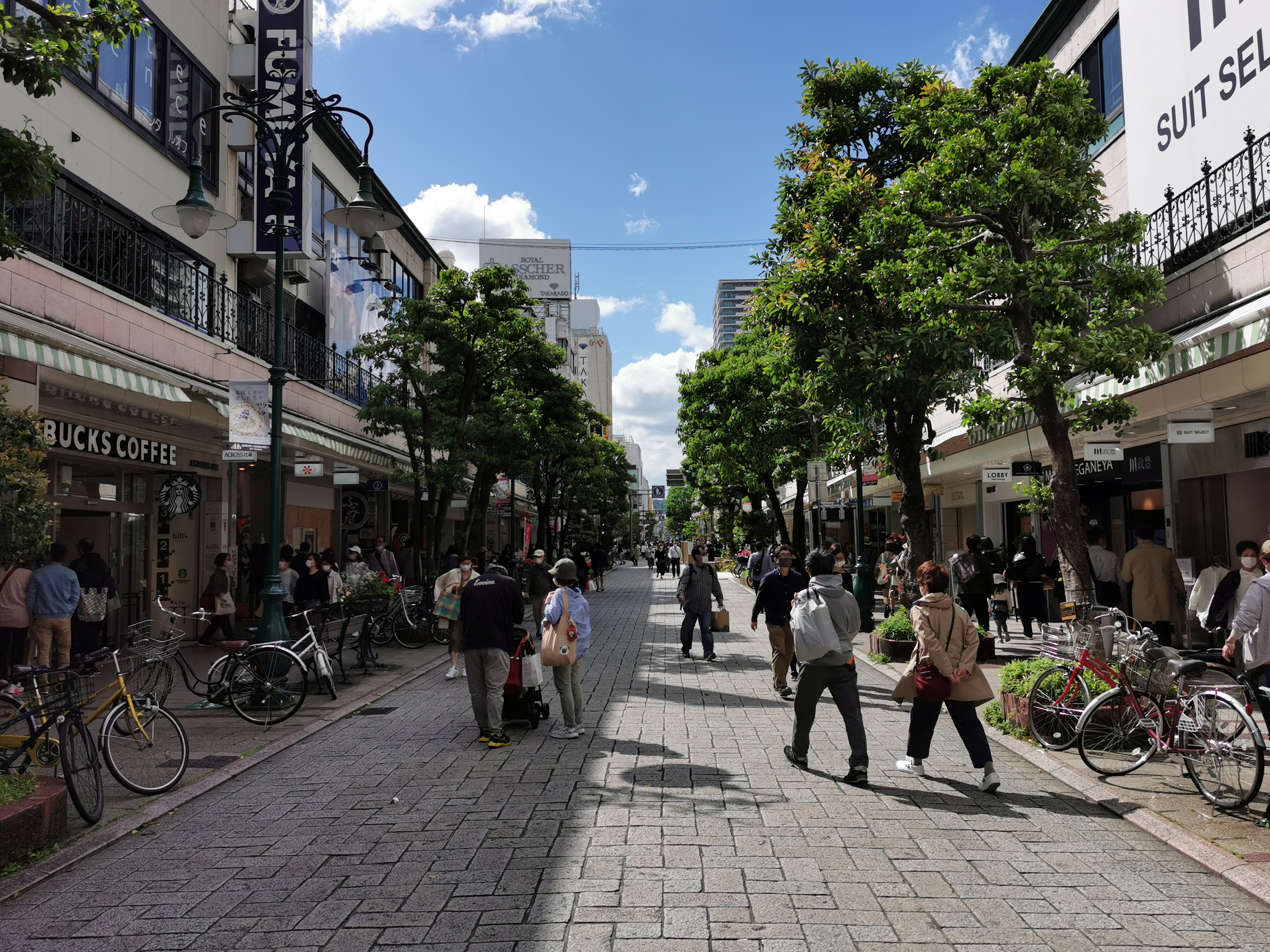
呉服町（静岡）
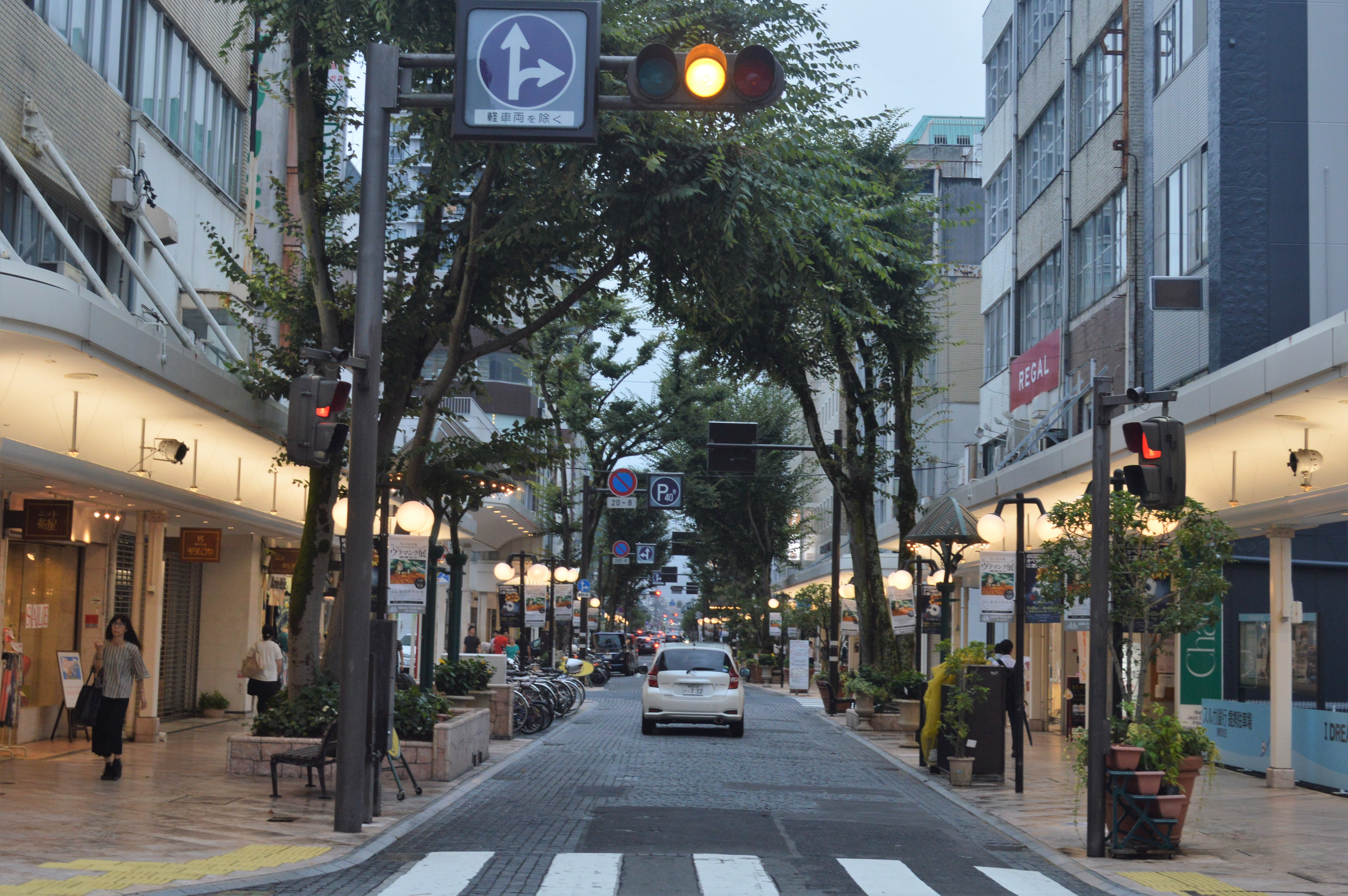
七間町（静岡）
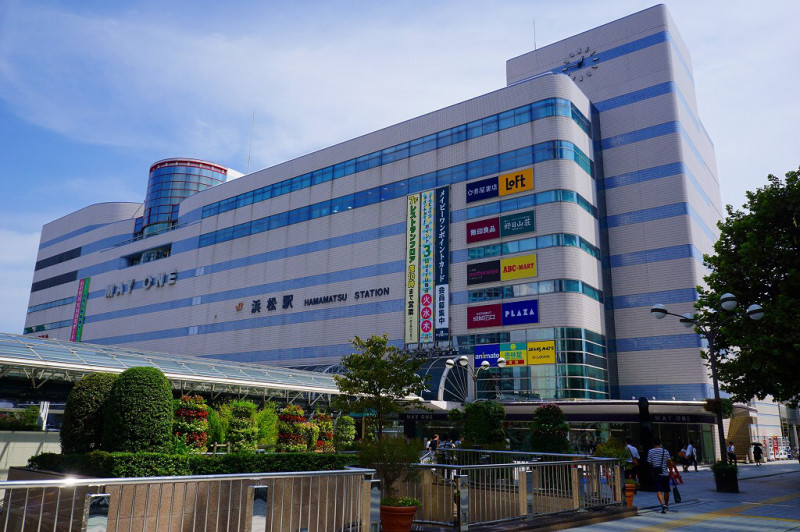
浜松駅北口（浜松）

- 横浜中華街（横浜）
- みなとみらい（横浜）
- 関内・馬車道（横浜）
- 新横浜（横浜）
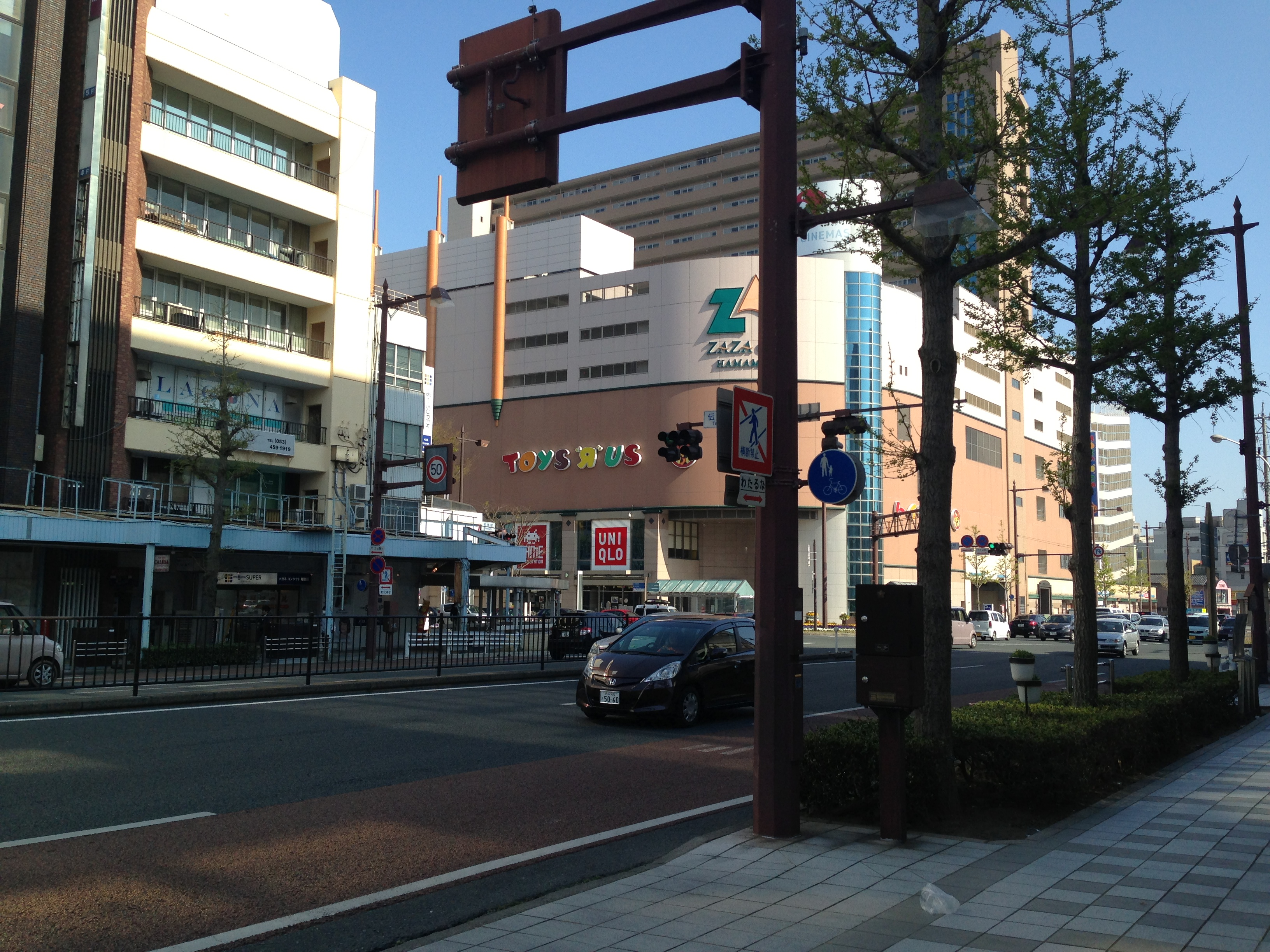
伊勢佐木町（横浜）
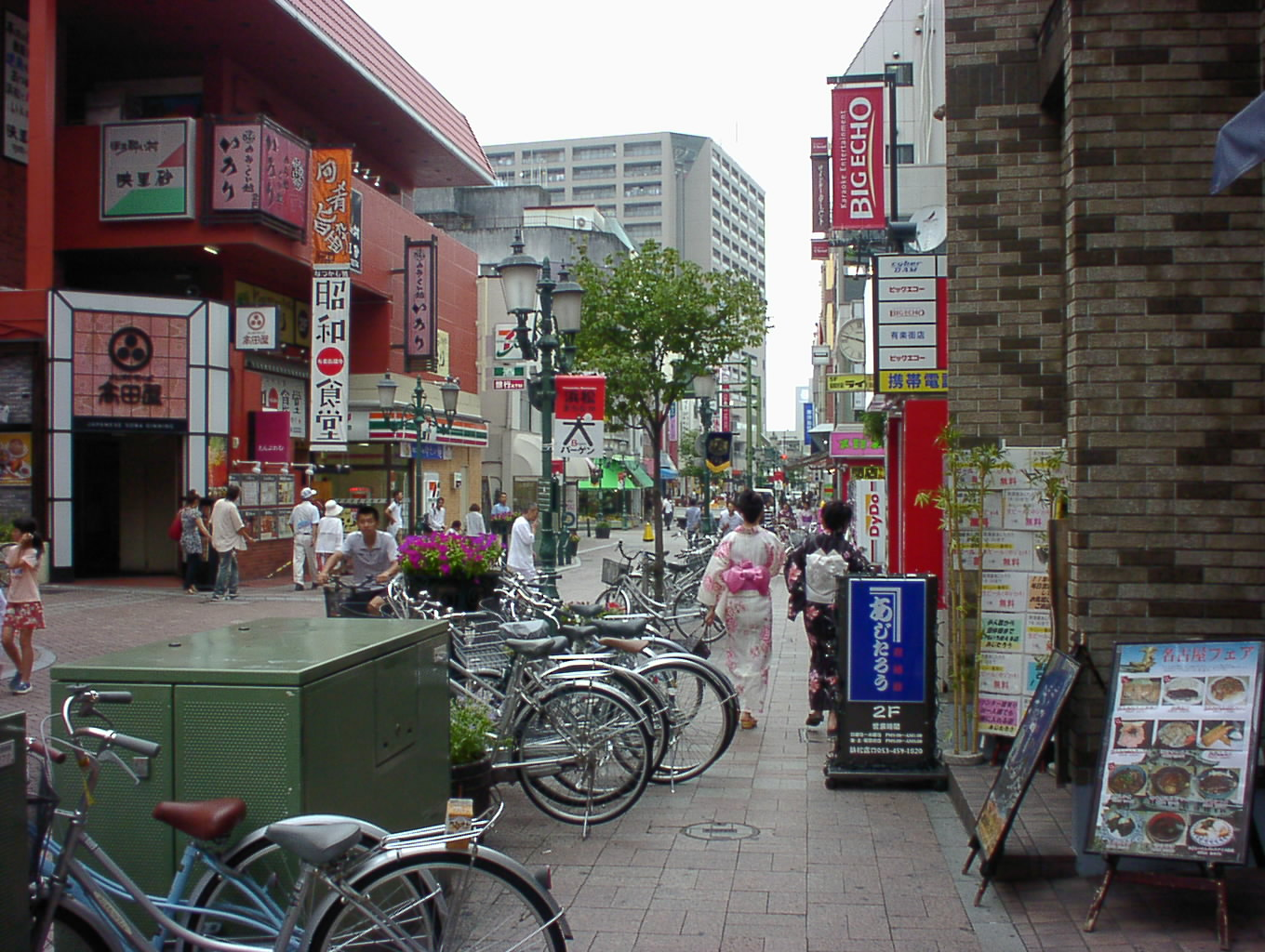
元町（横浜）
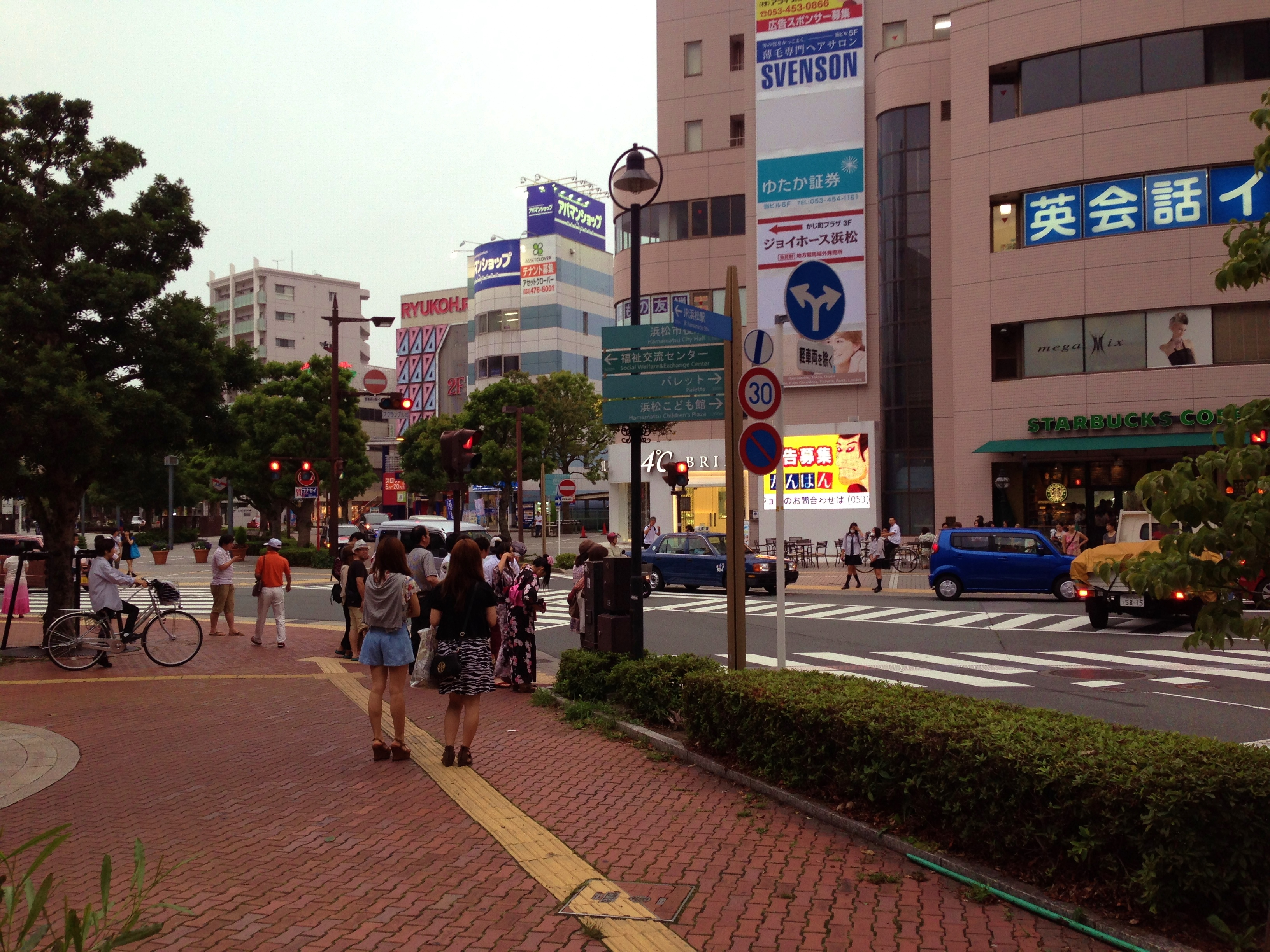
千歳町（浜松）
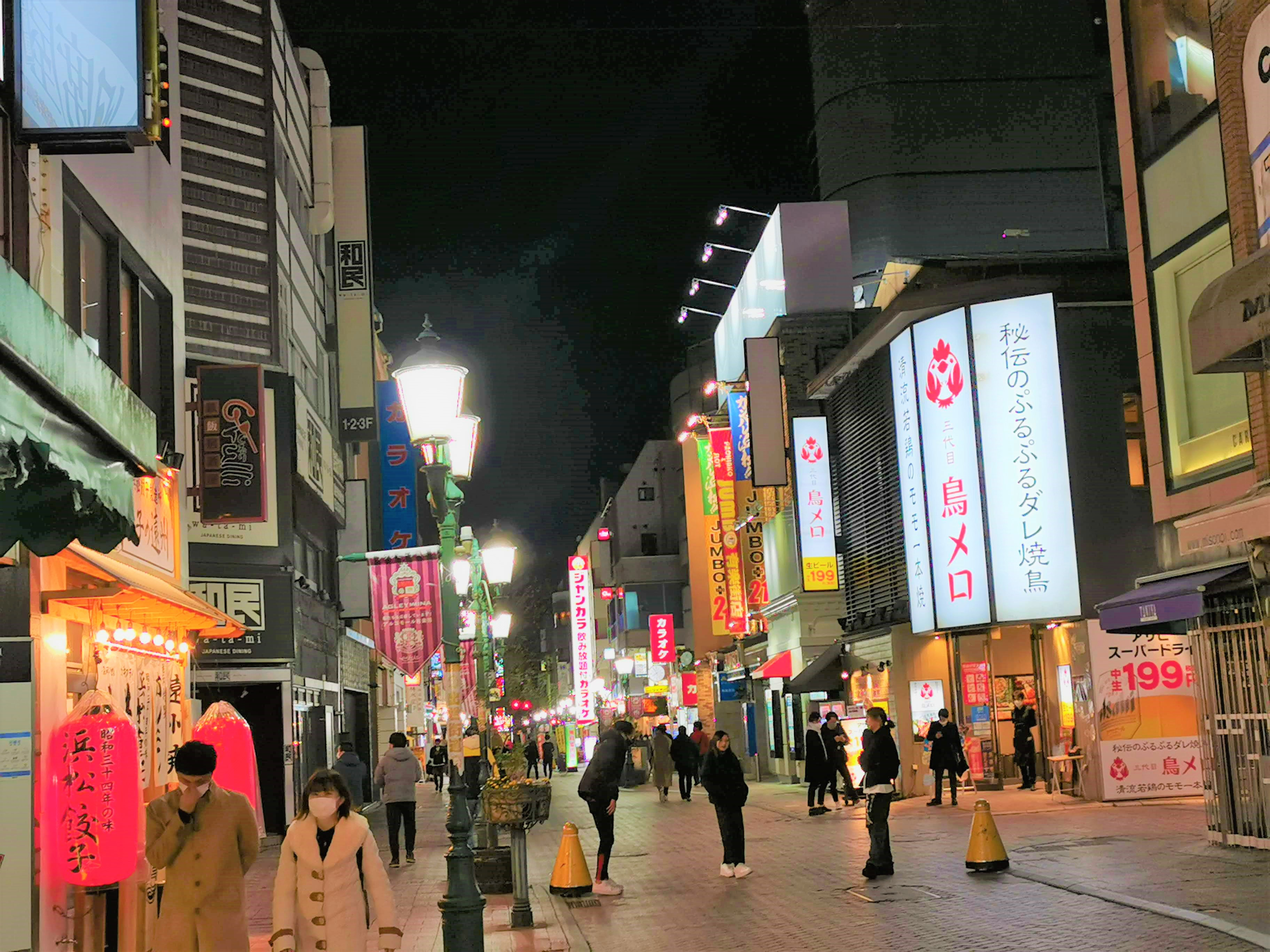
有楽街（浜松）

- 上大岡（横浜）
- 川崎駅東口（川崎）
- 武蔵小杉（川崎）
- 溝の口（川崎）
- 大船（鎌倉）

### 中部地方

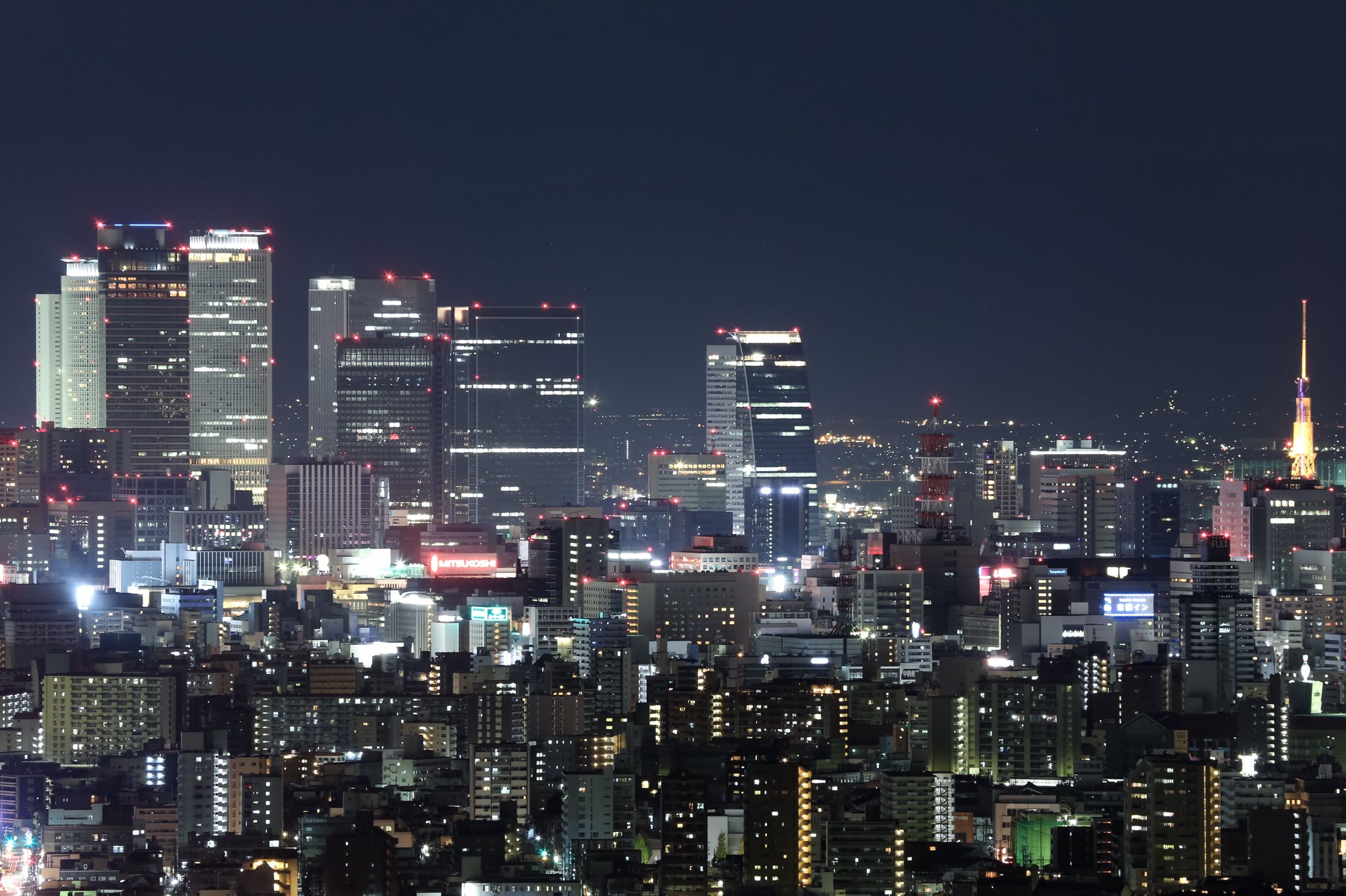
名古屋市

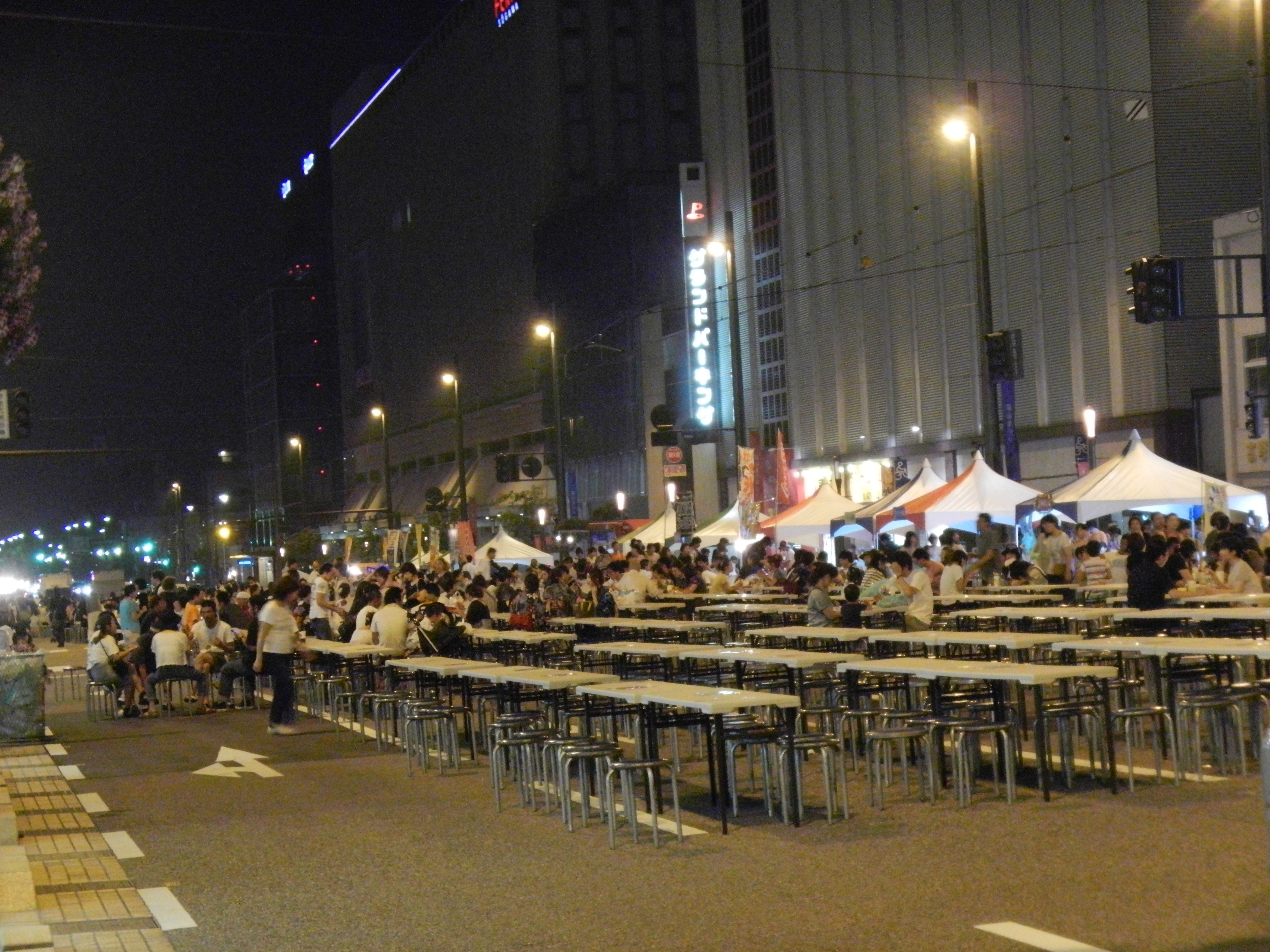
総曲輪（富山）

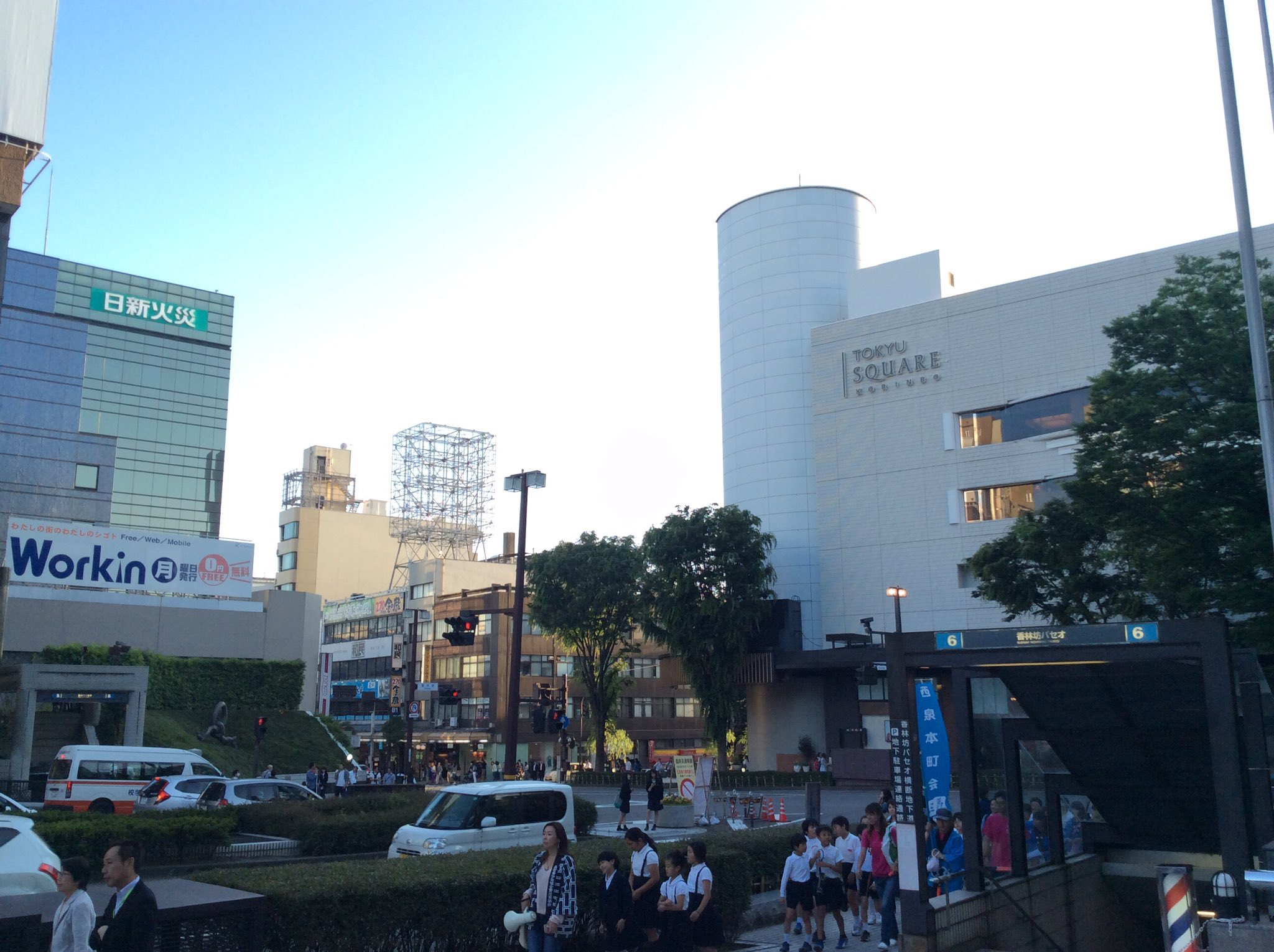
香林坊（金沢）
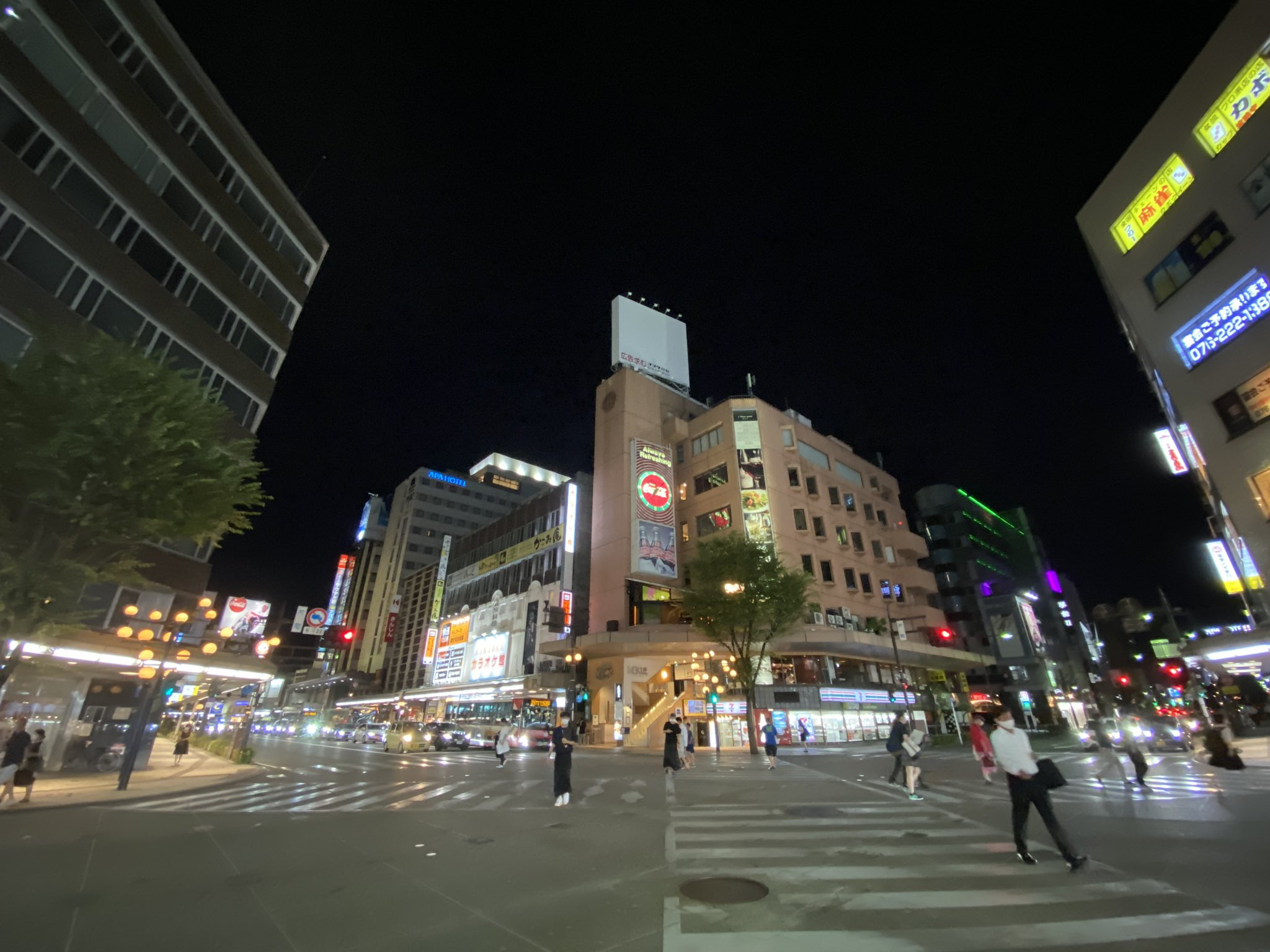
片町（金沢）
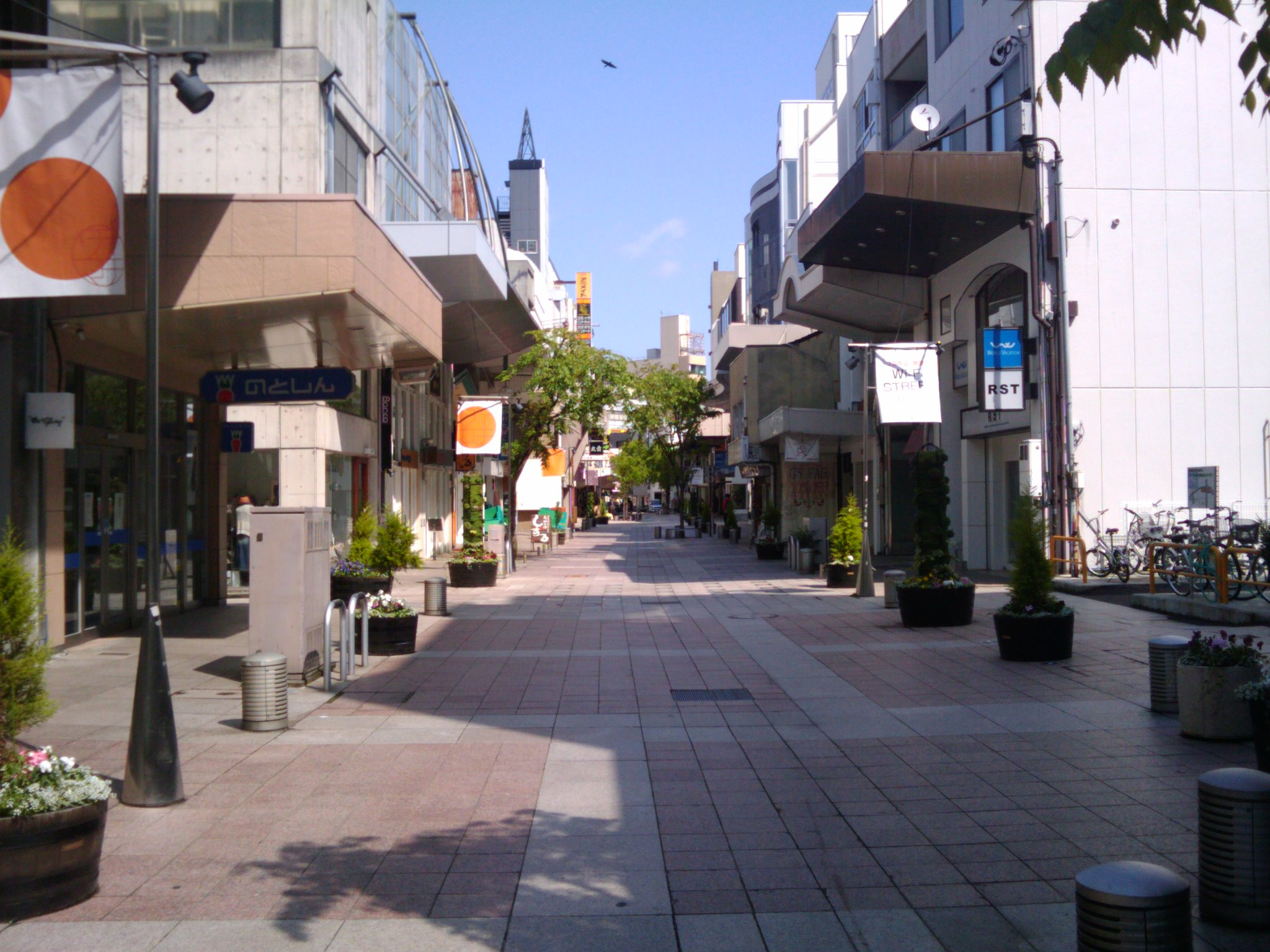
竪町（金沢）

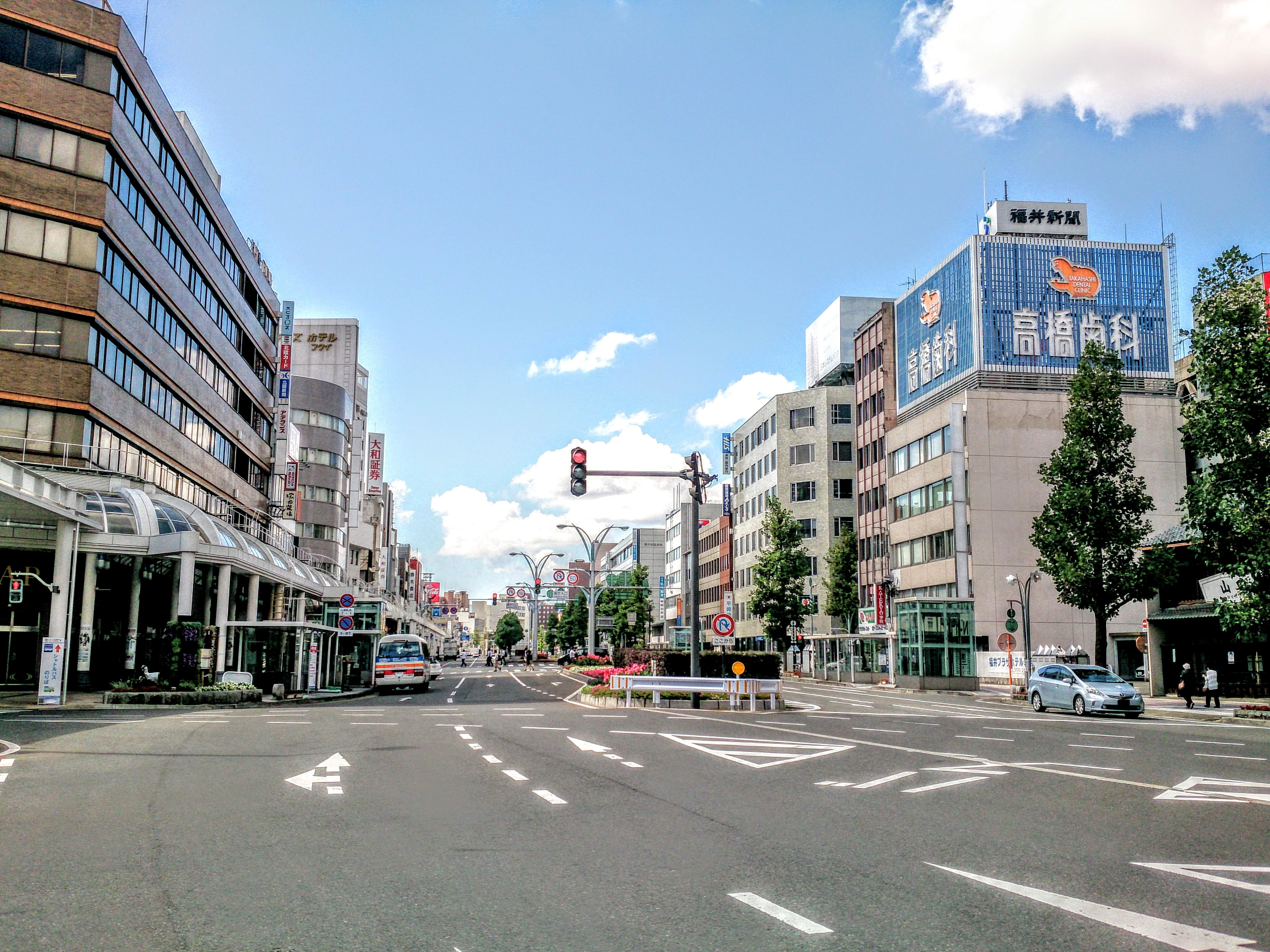
福井駅前（福井）

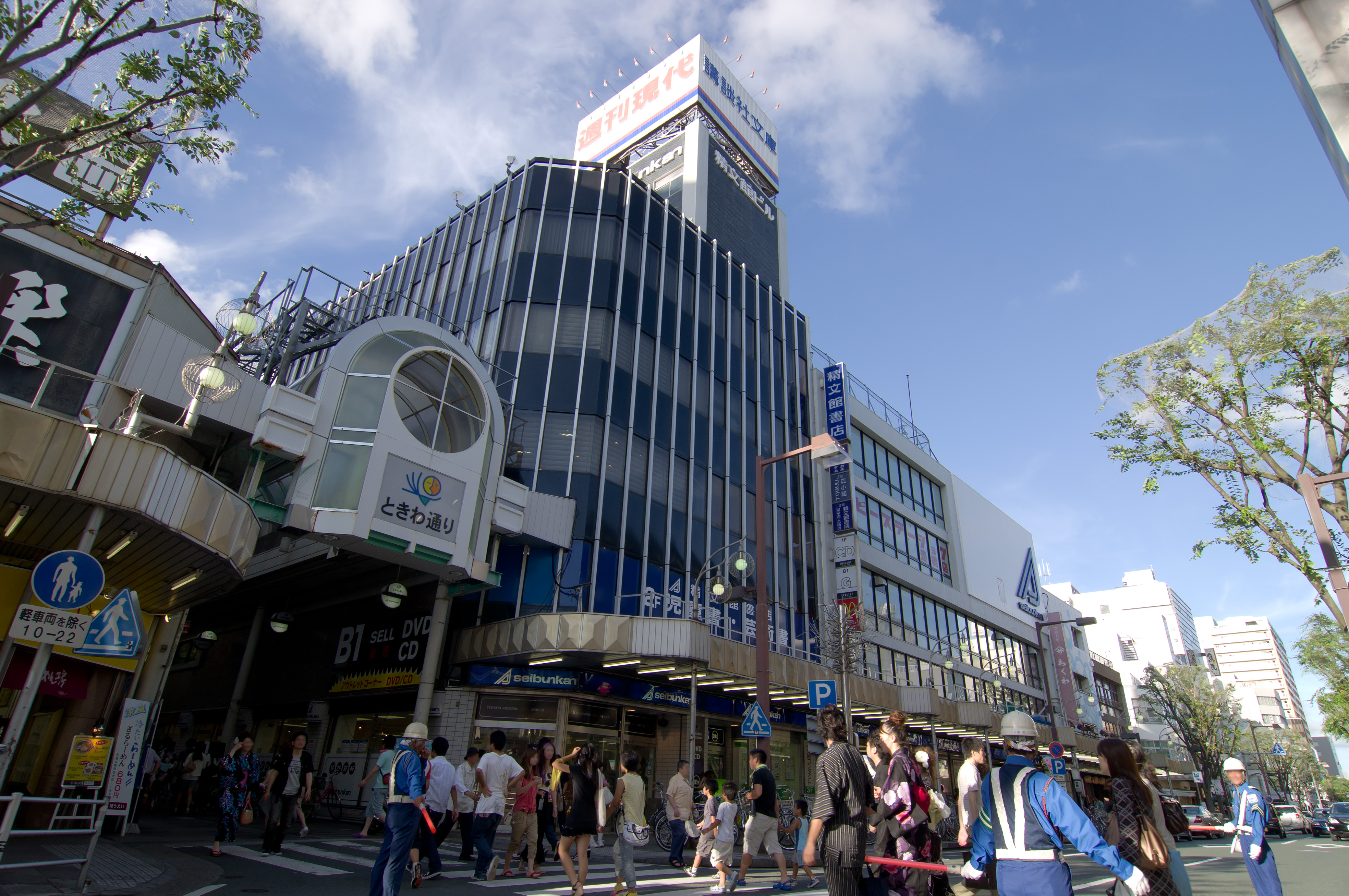
広小路（豊橋）
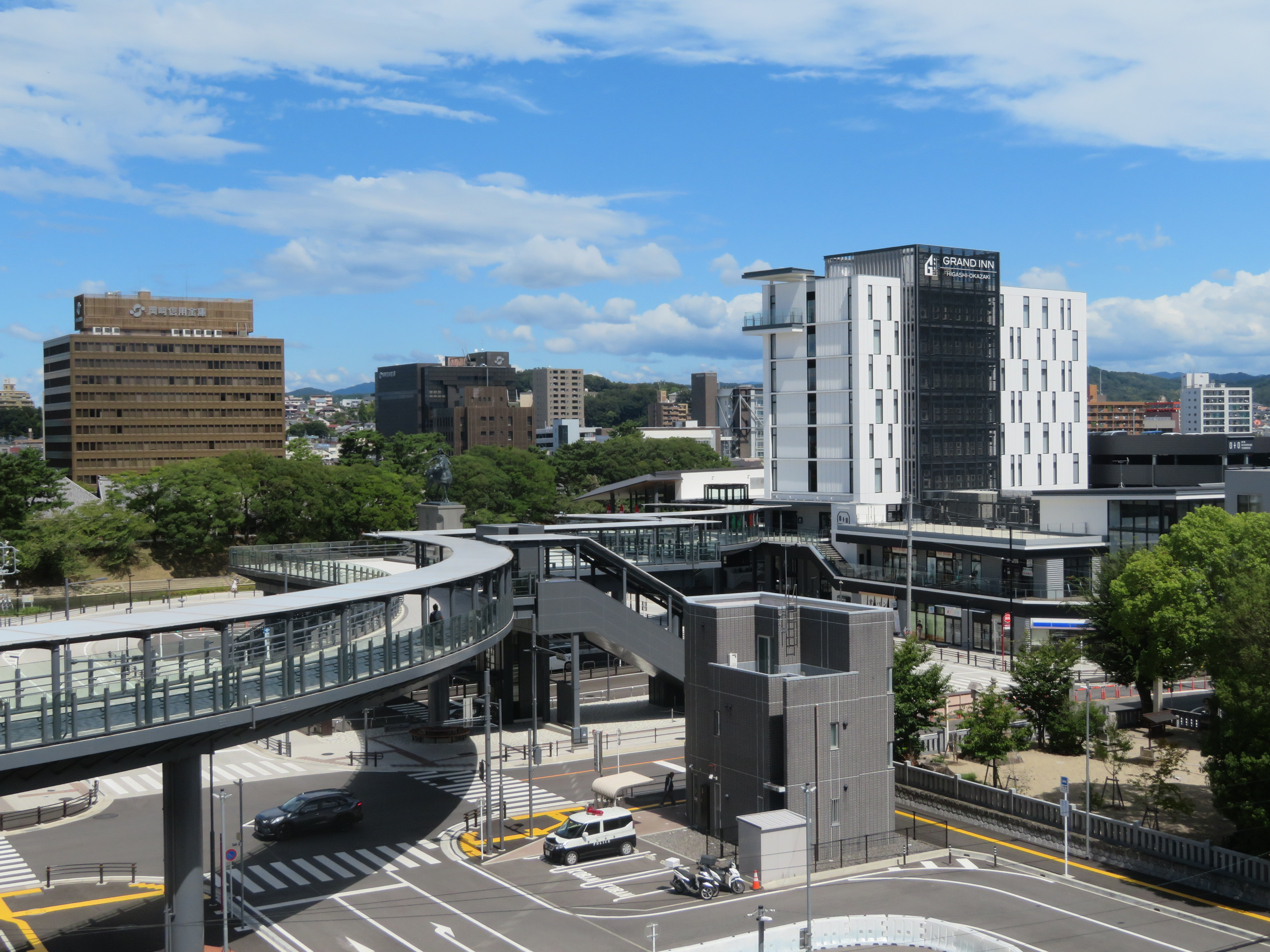
上明大寺町（岡崎）
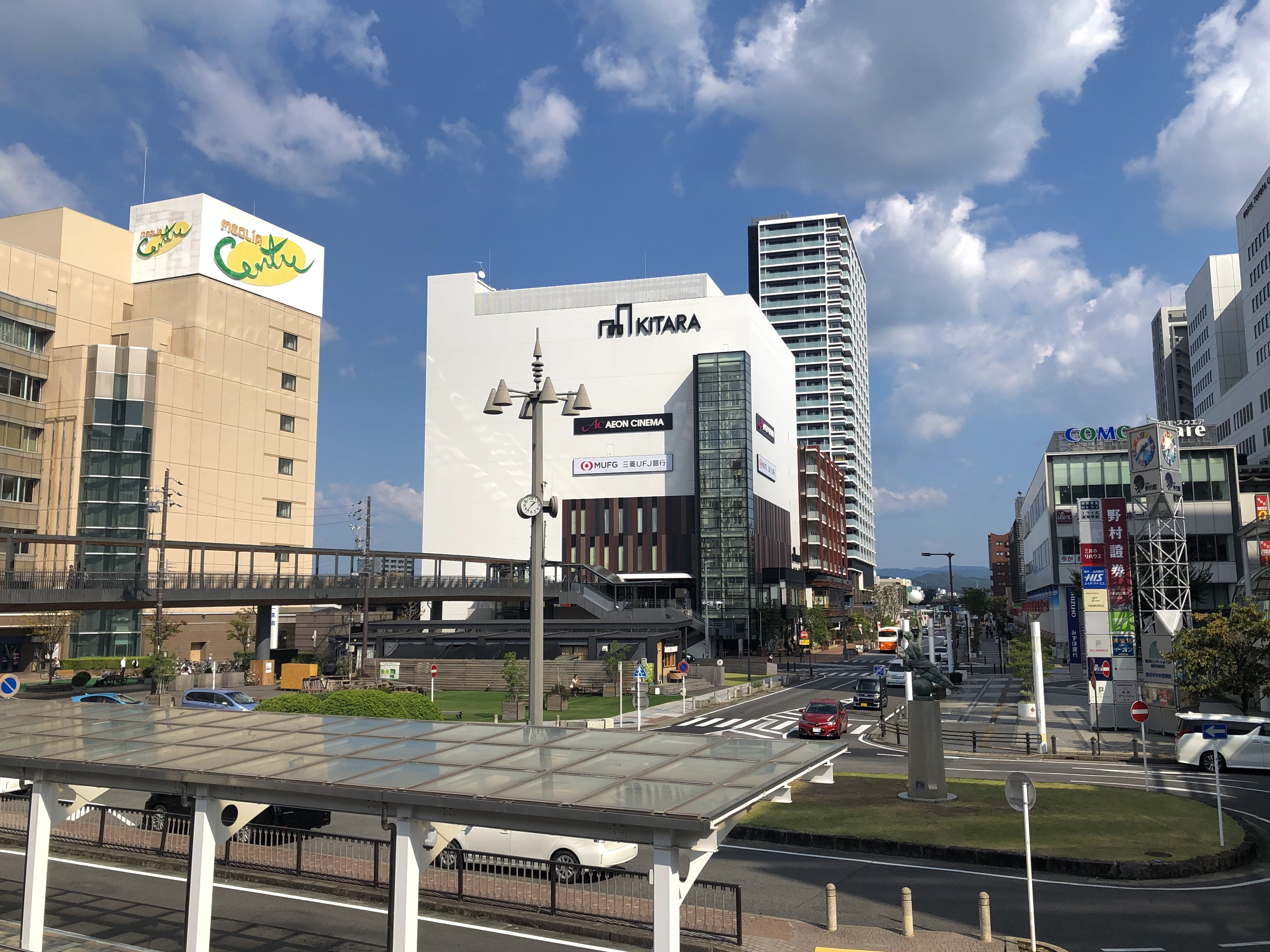
喜多町（豊田）
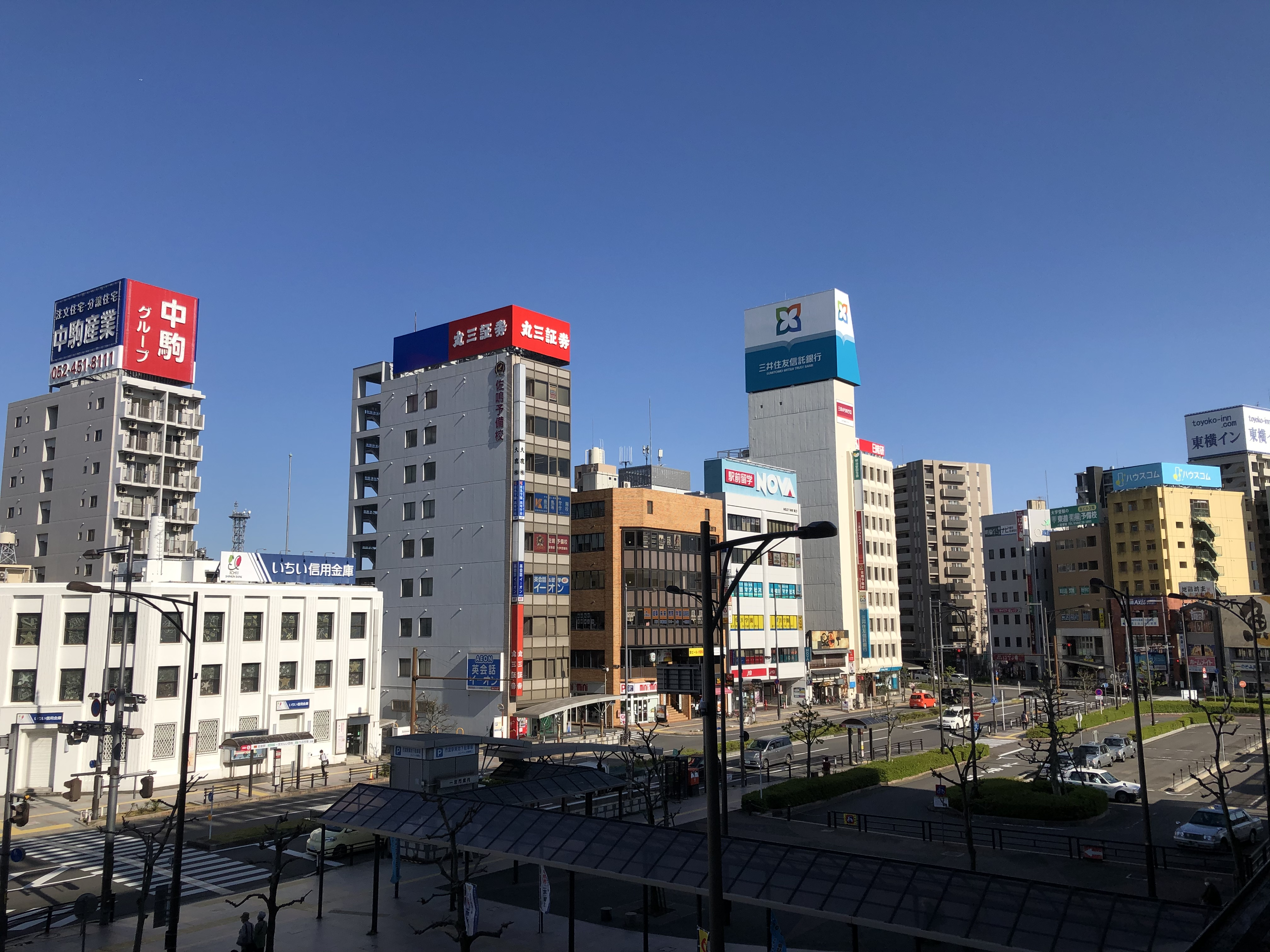
尾張一宮（一宮）
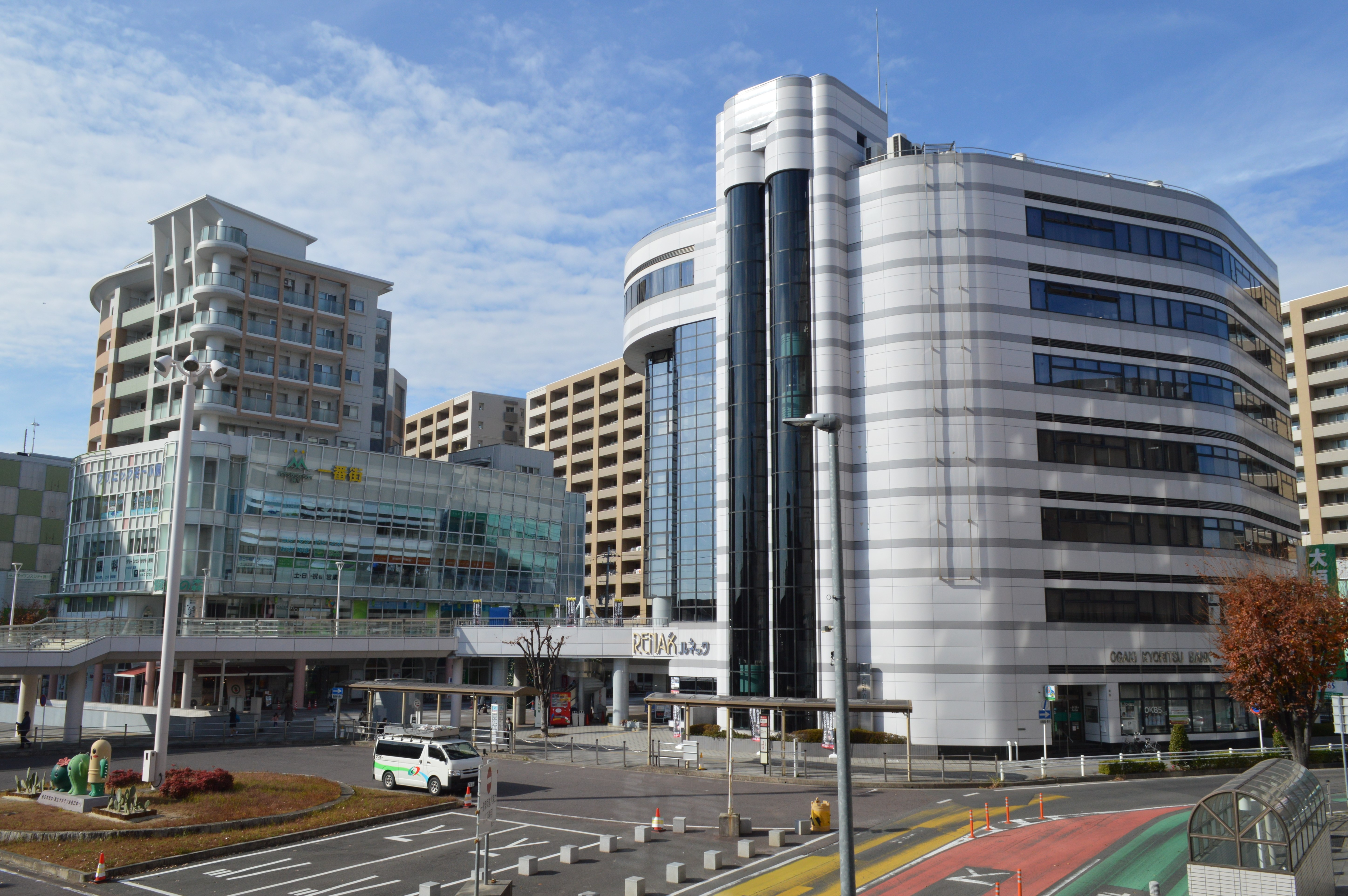
勝川（春日井）
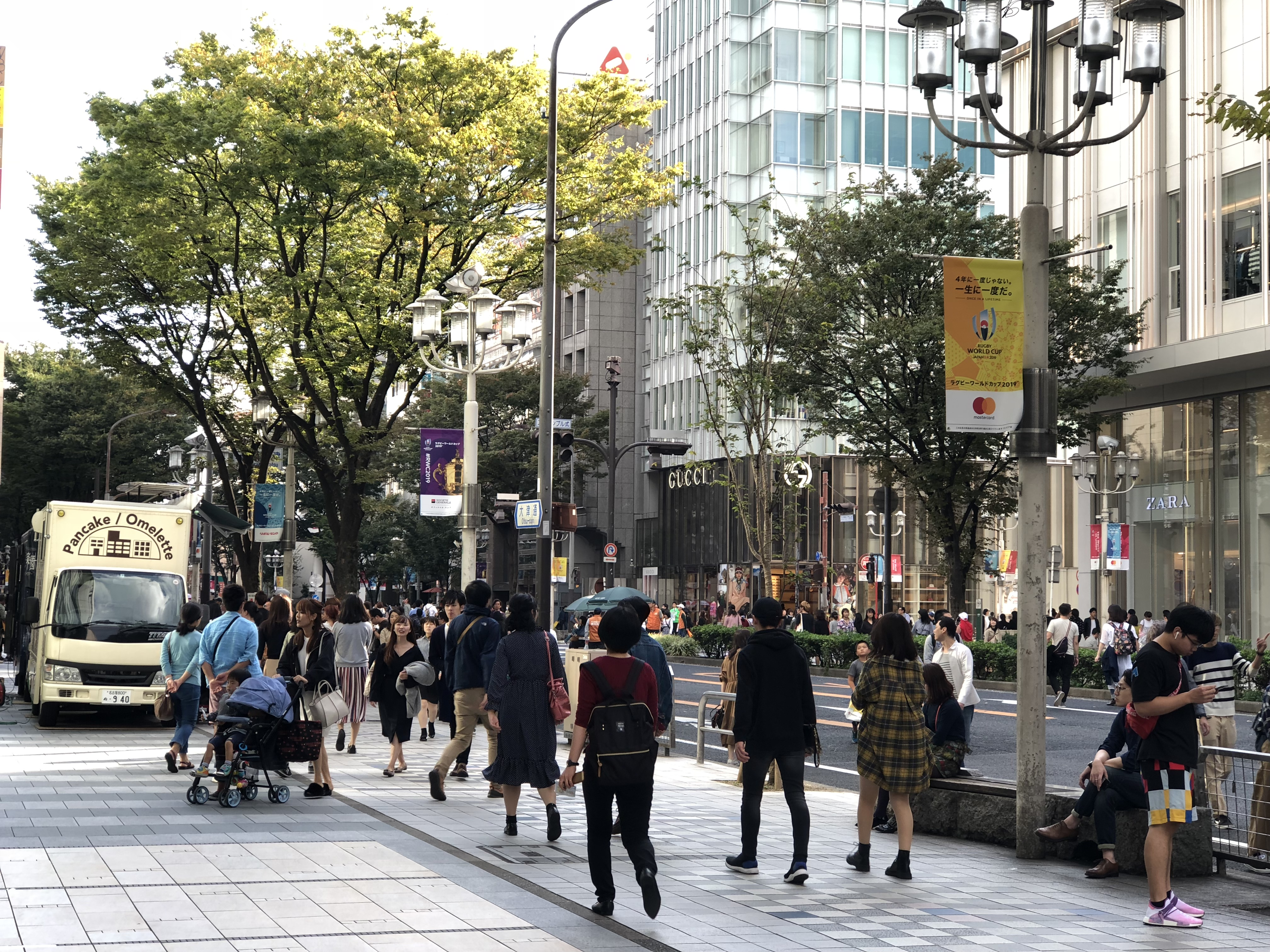
栄（名古屋）
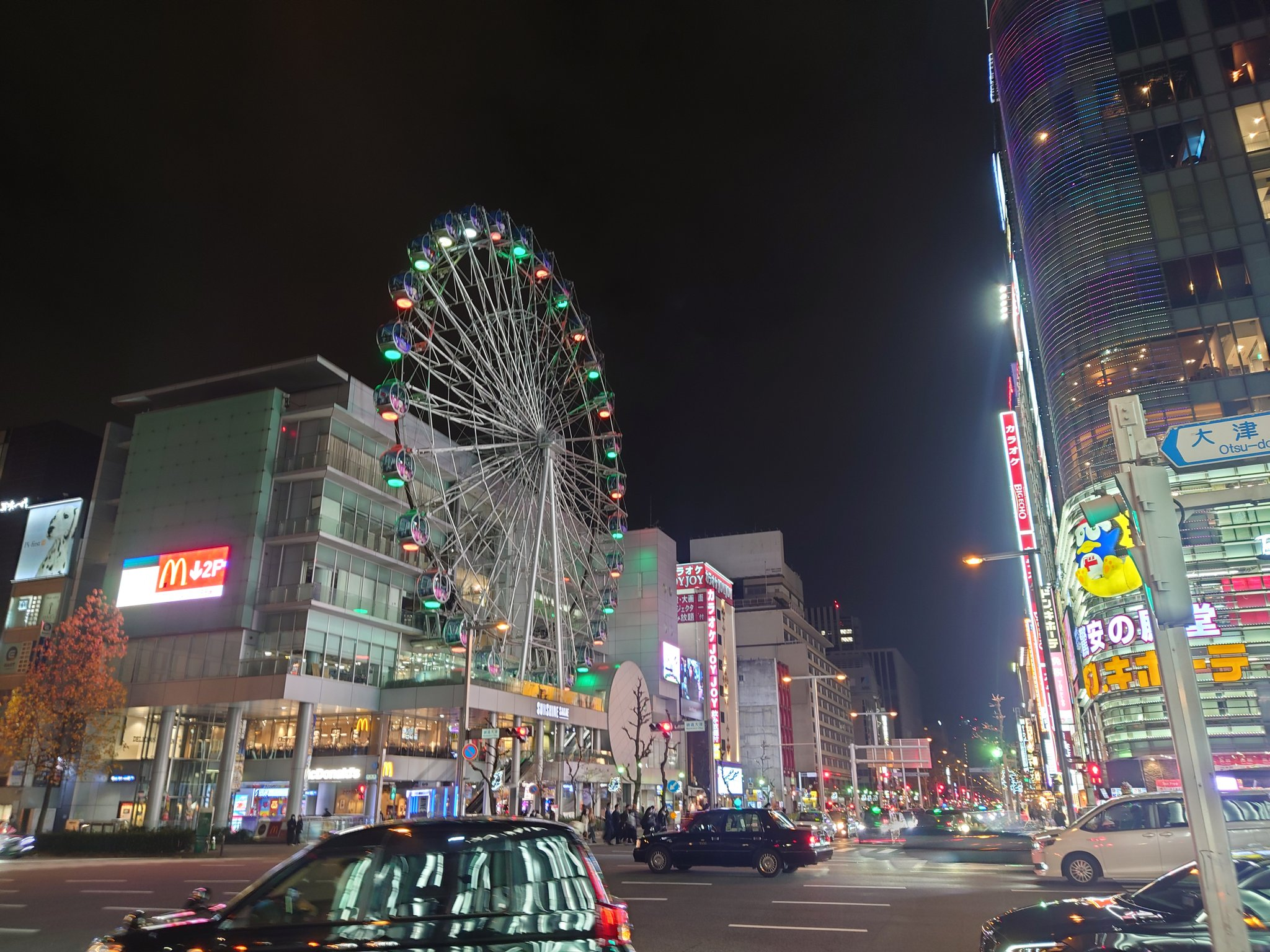
錦（名古屋）
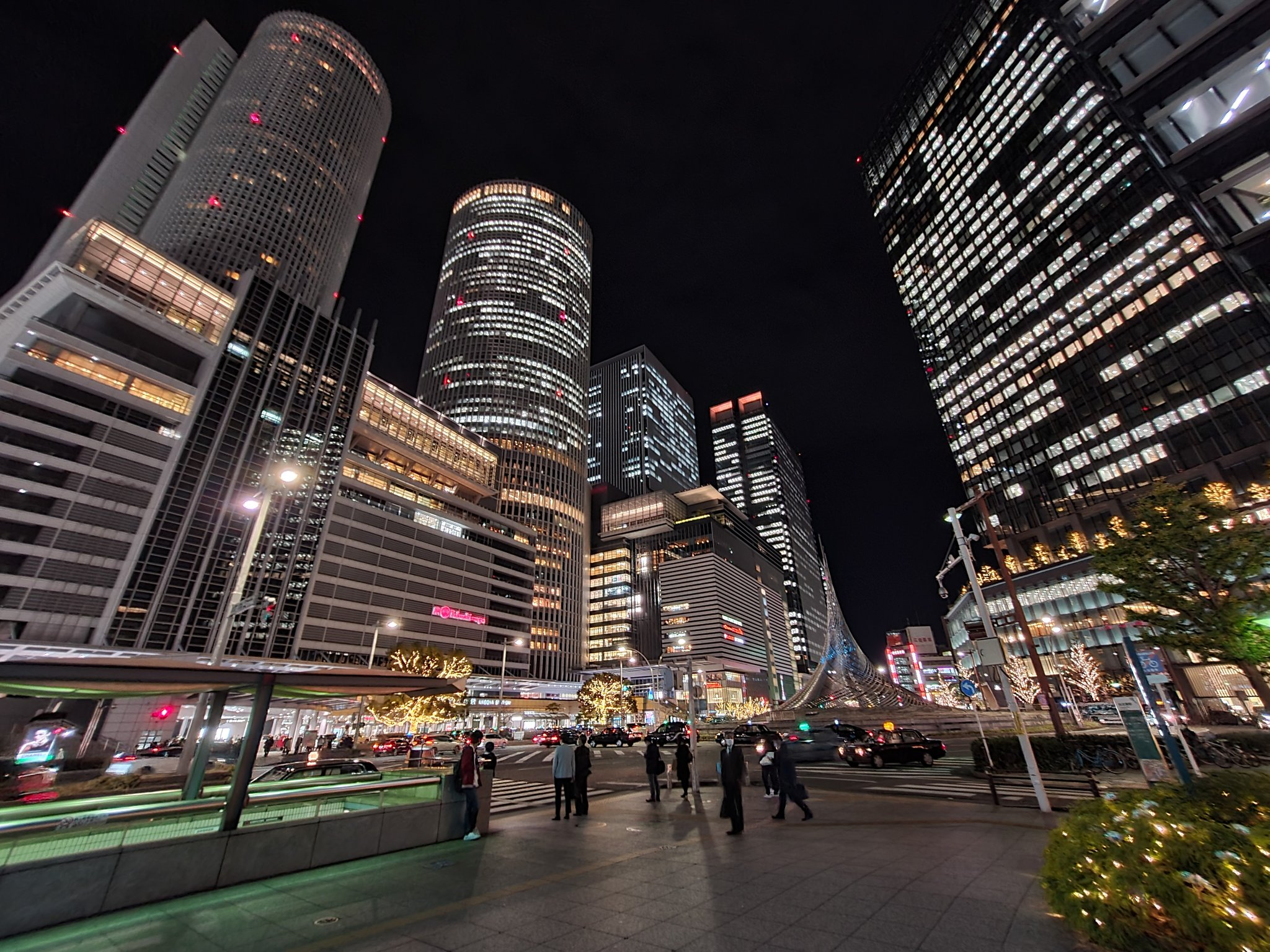
名駅（名古屋）
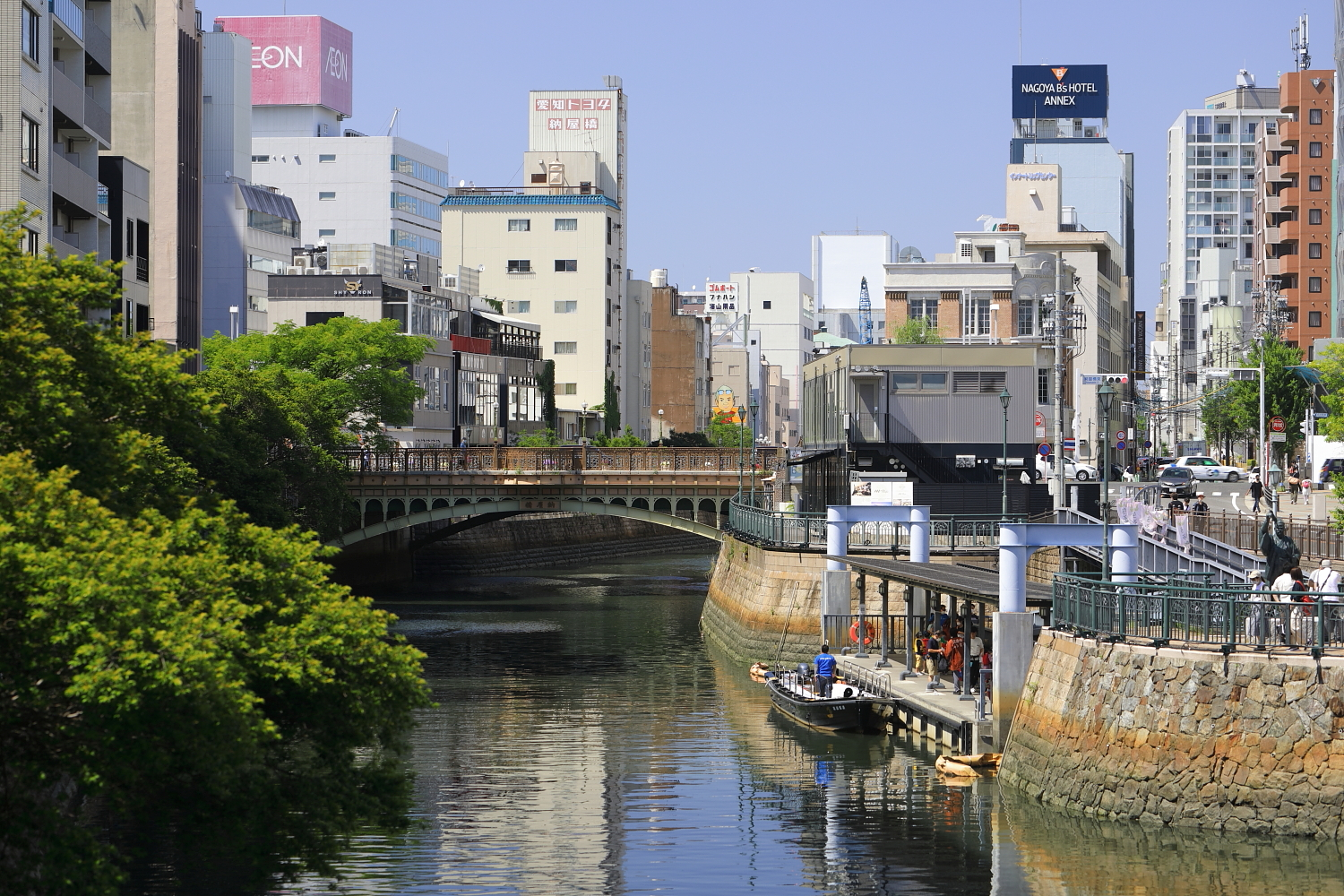
納屋橋（名古屋）
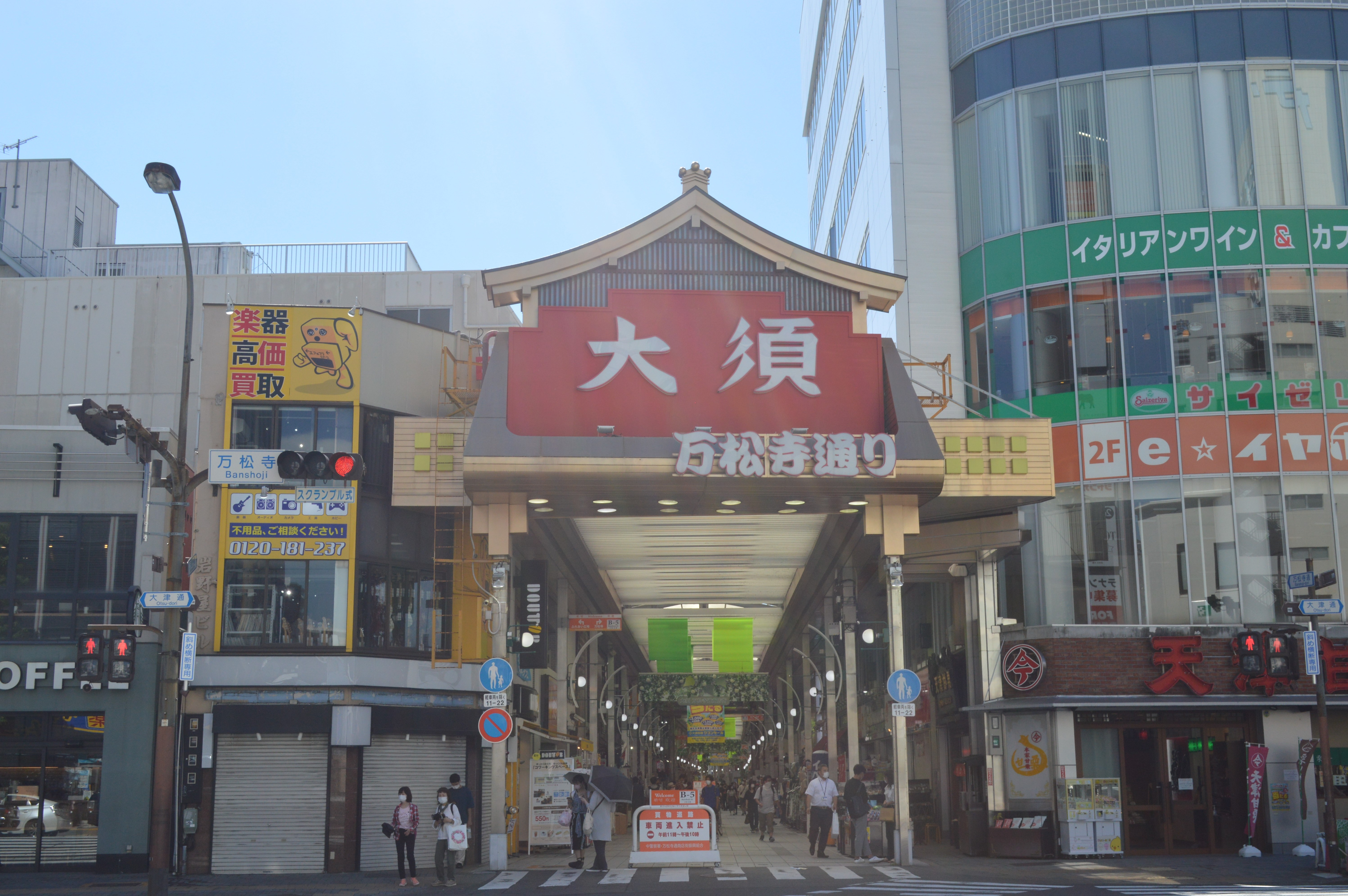
大須（名古屋）
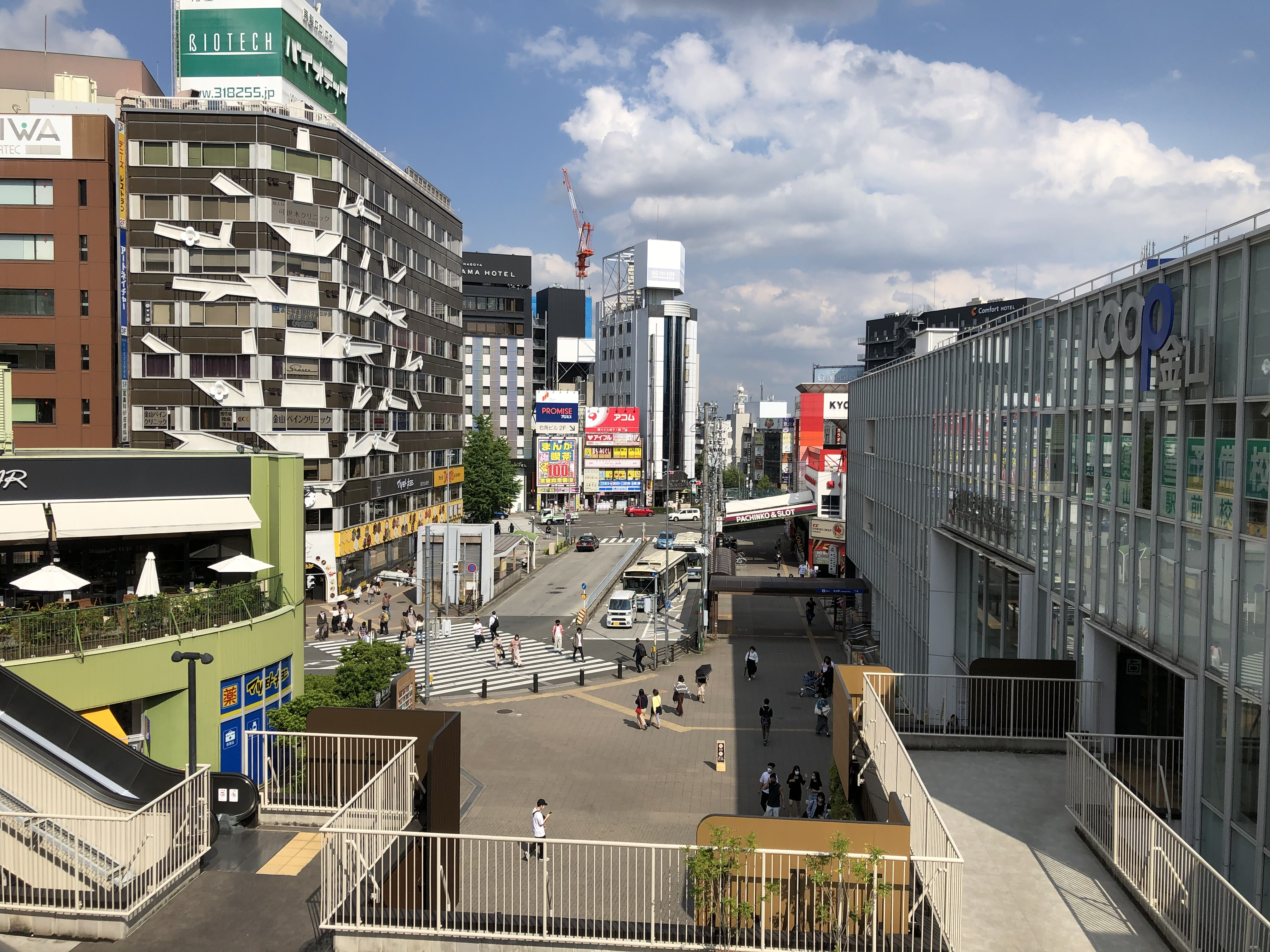
金山（名古屋）
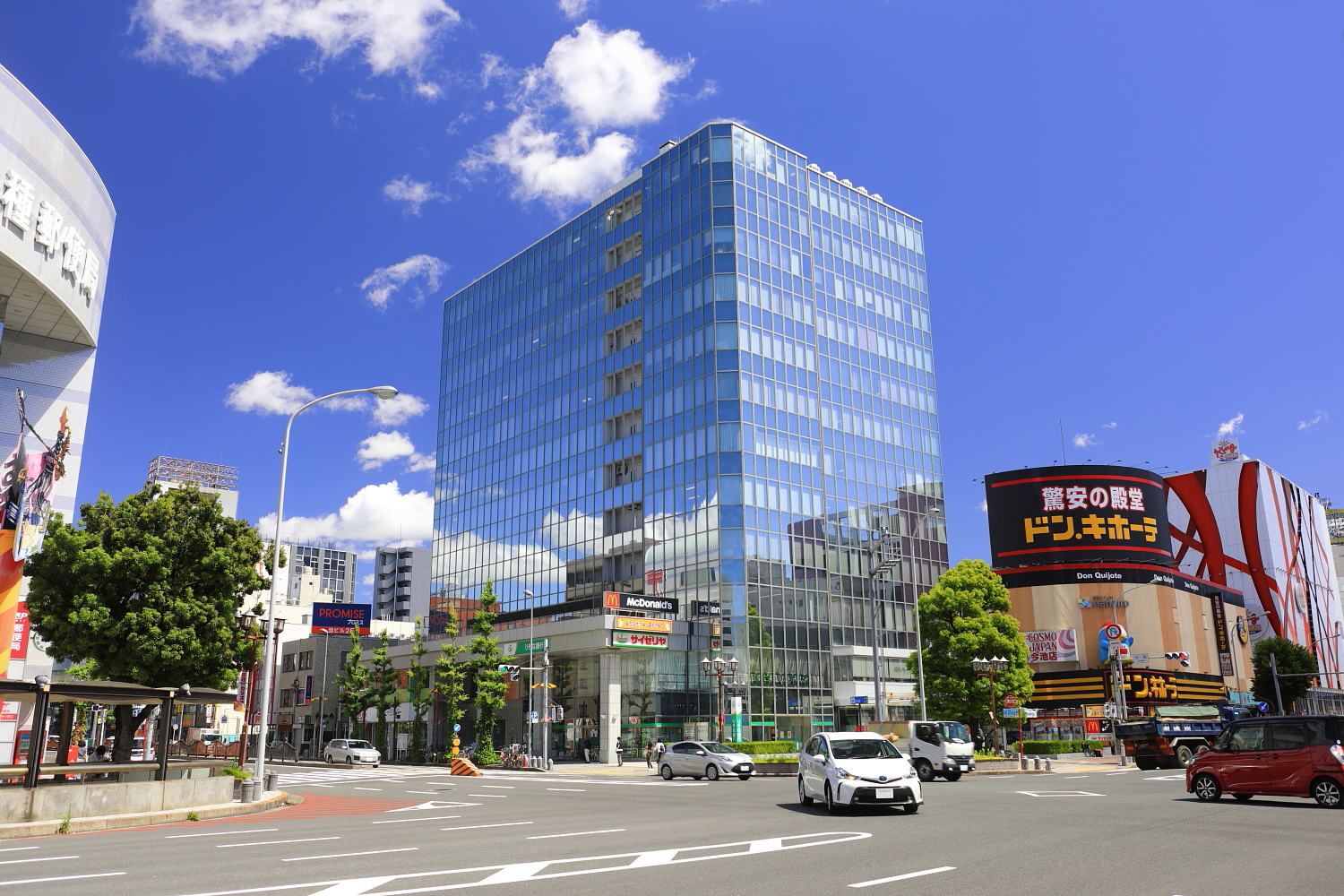
今池（名古屋）
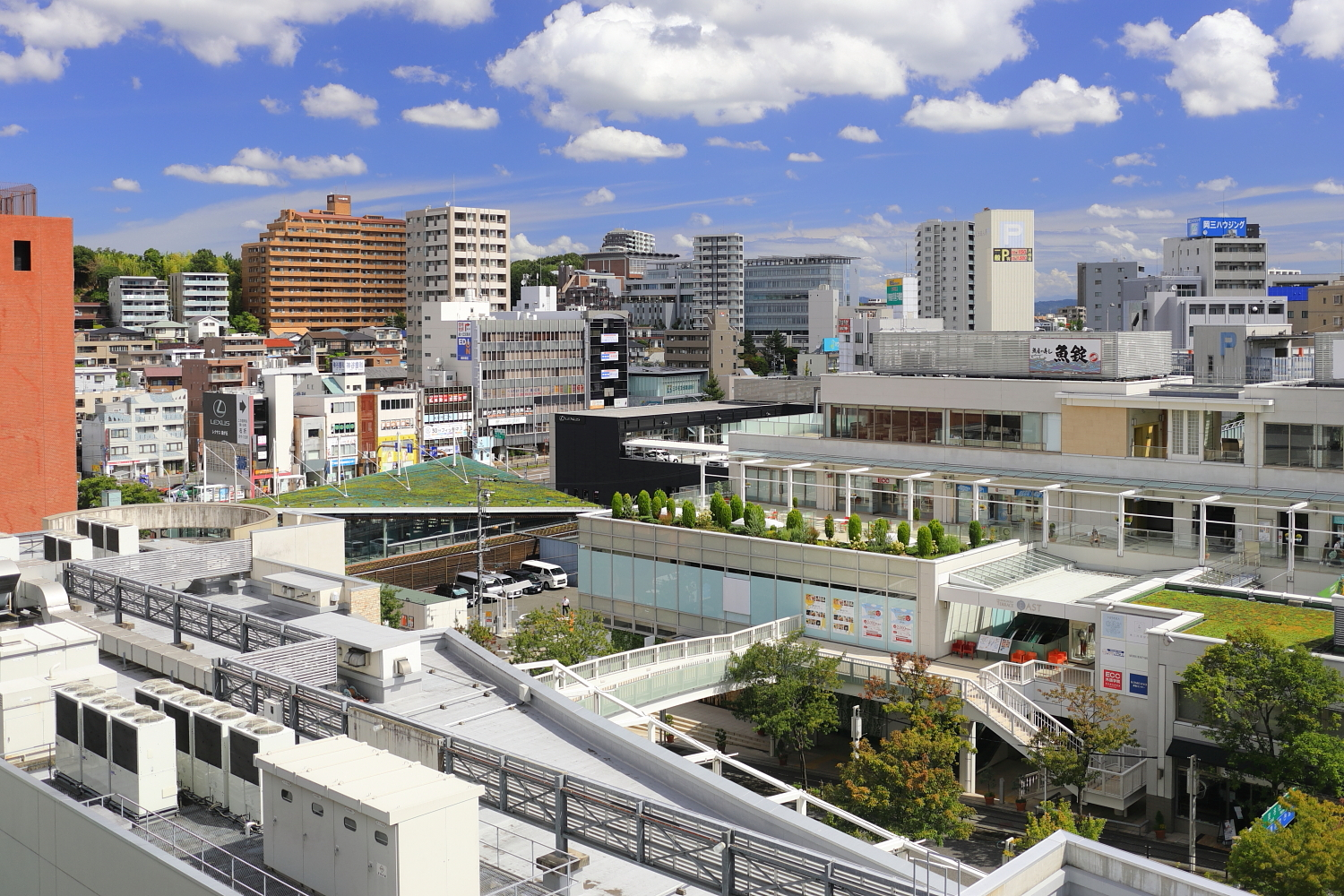
星ヶ丘（名古屋）
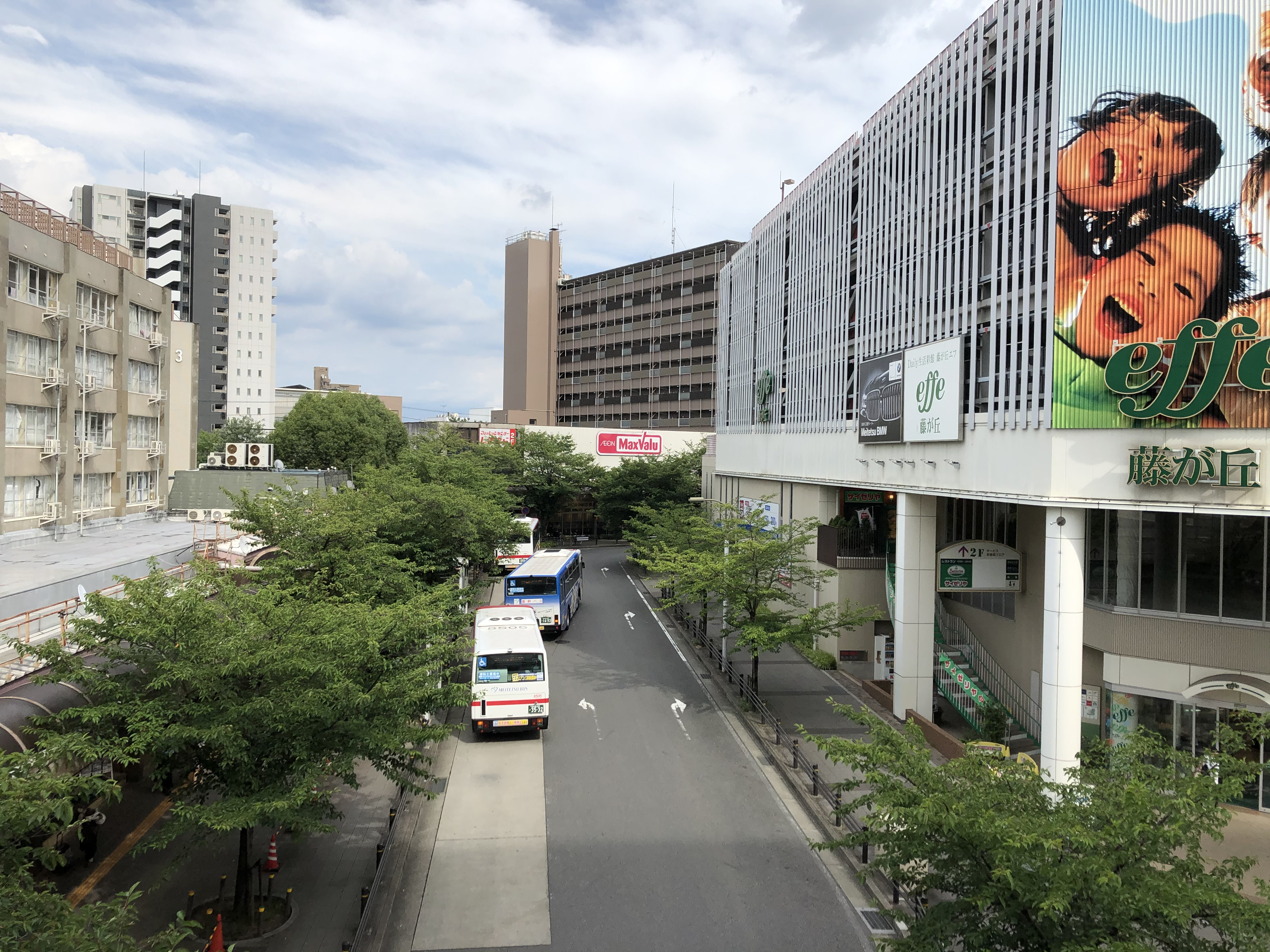
藤が丘（名古屋）

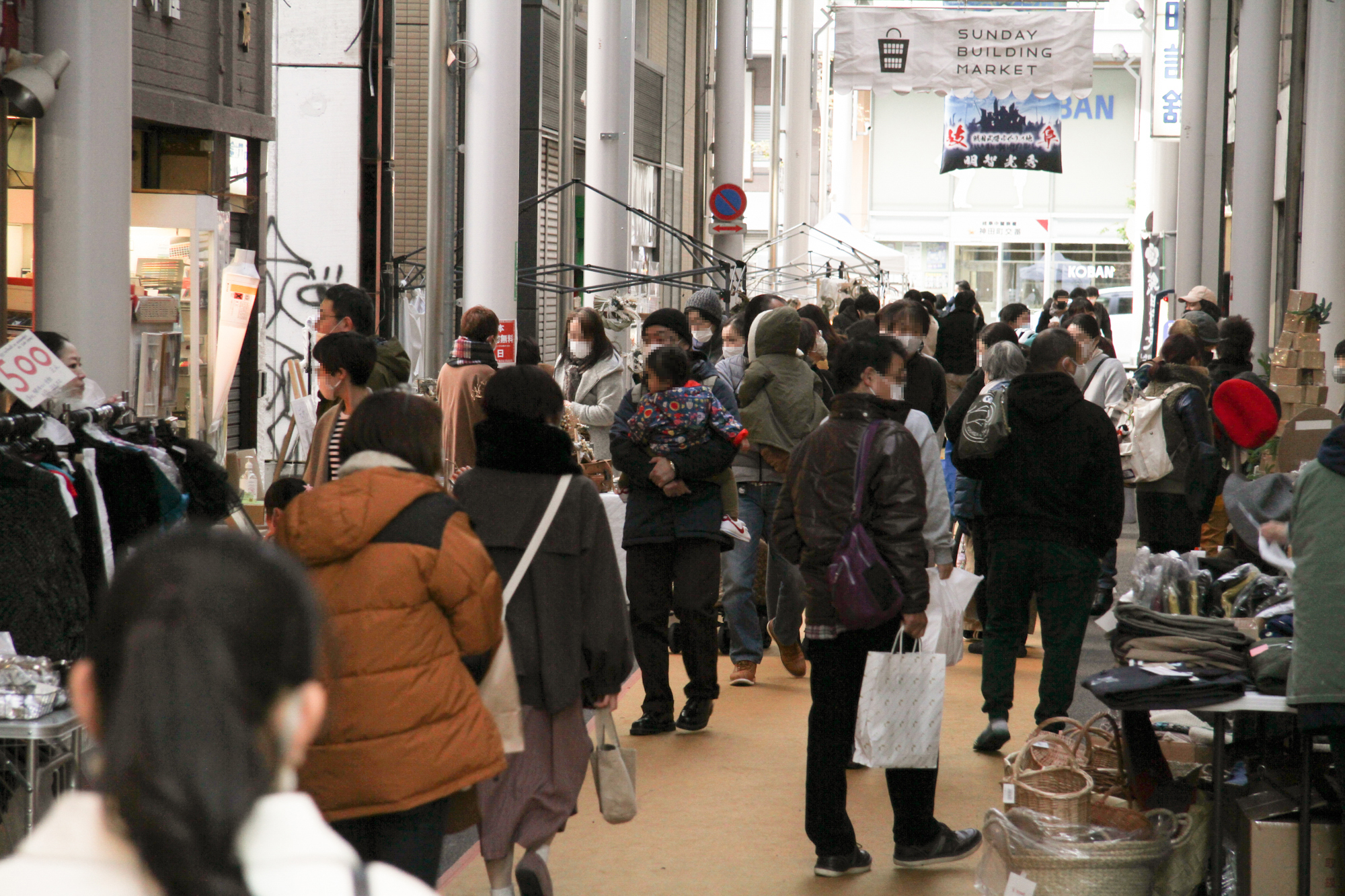
柳ヶ瀬（岐阜）
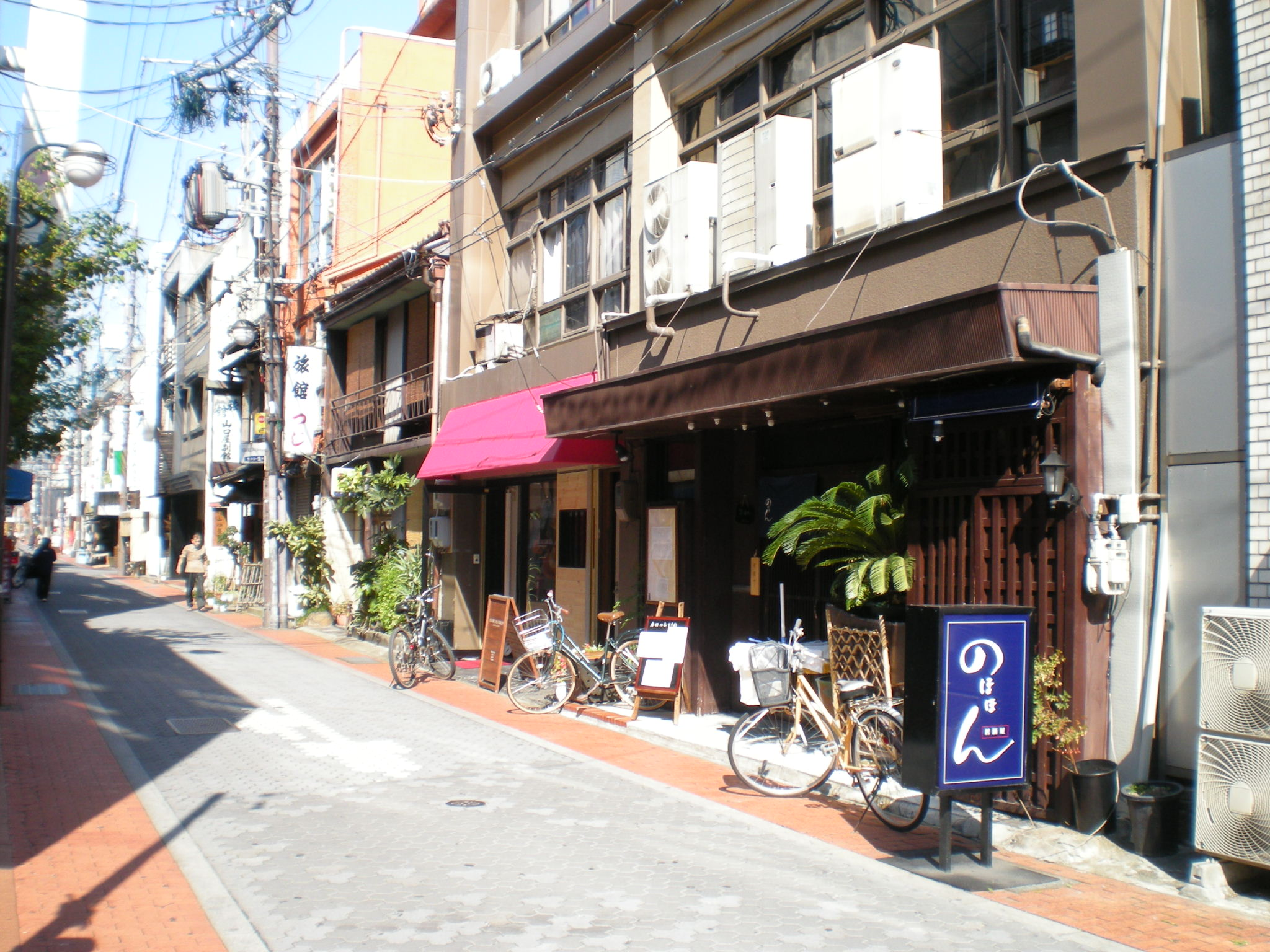
玉宮（岐阜）
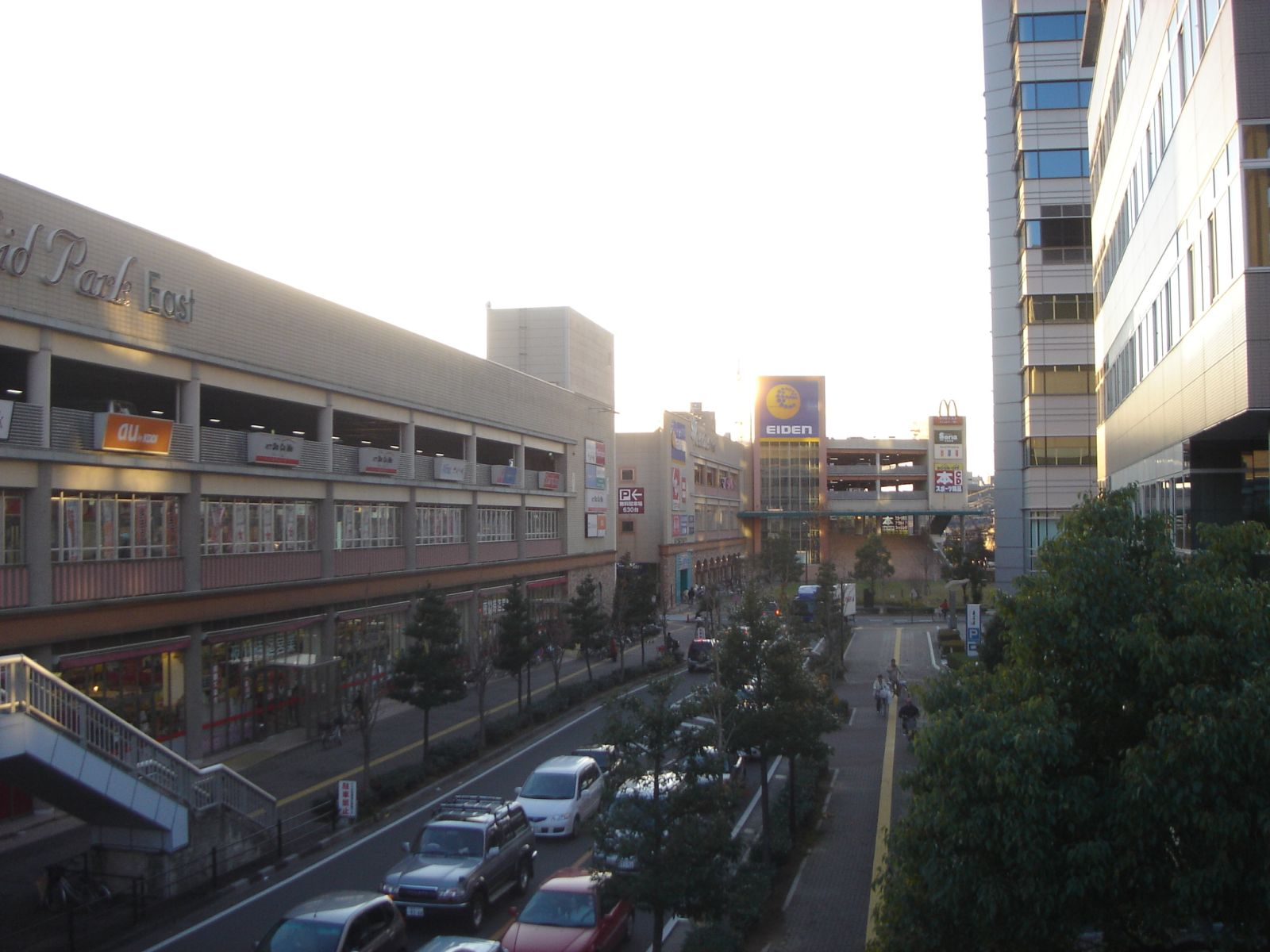
香蘭（岐阜）

山梨県

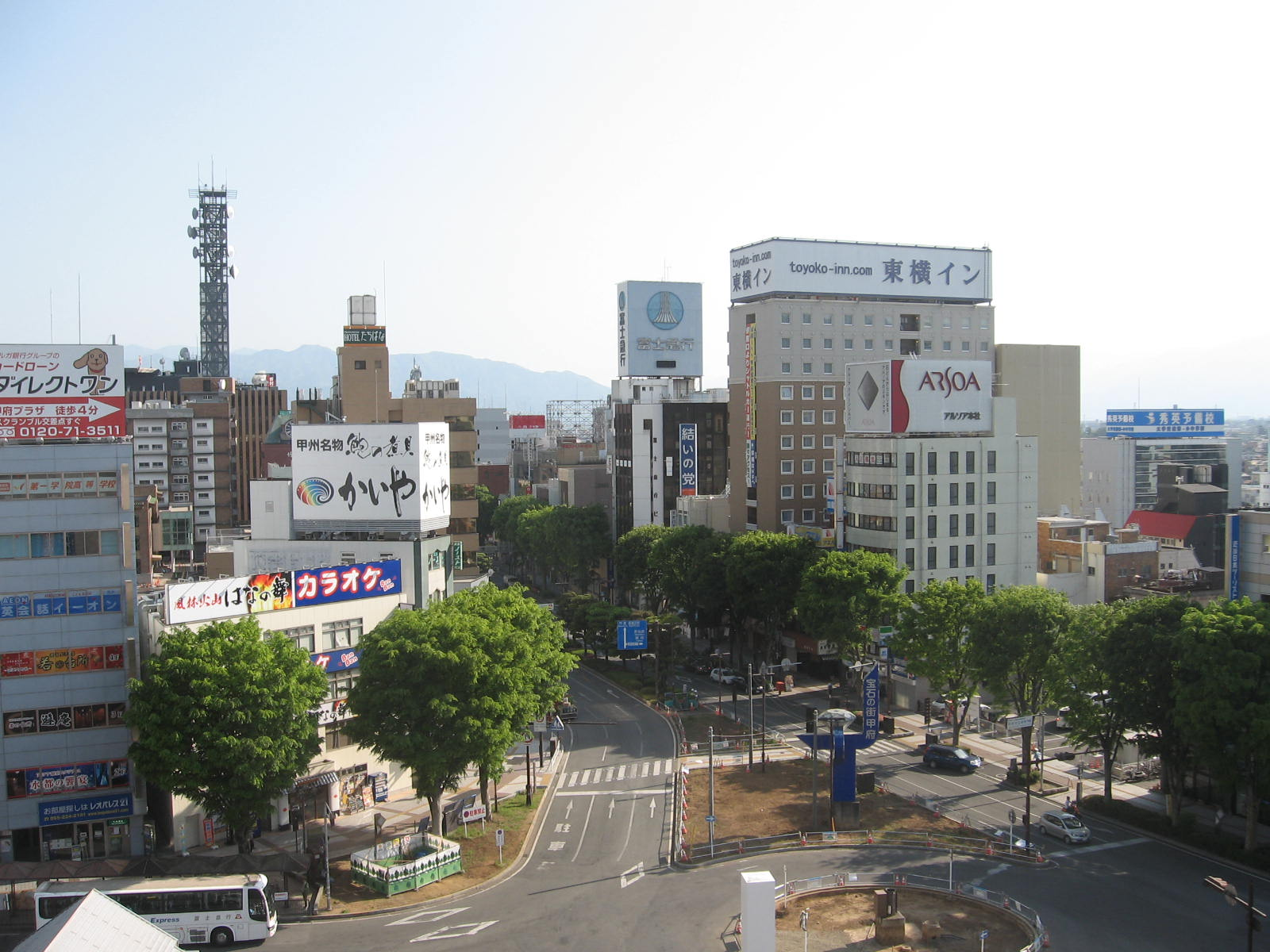
甲府駅前（甲府）

長野県

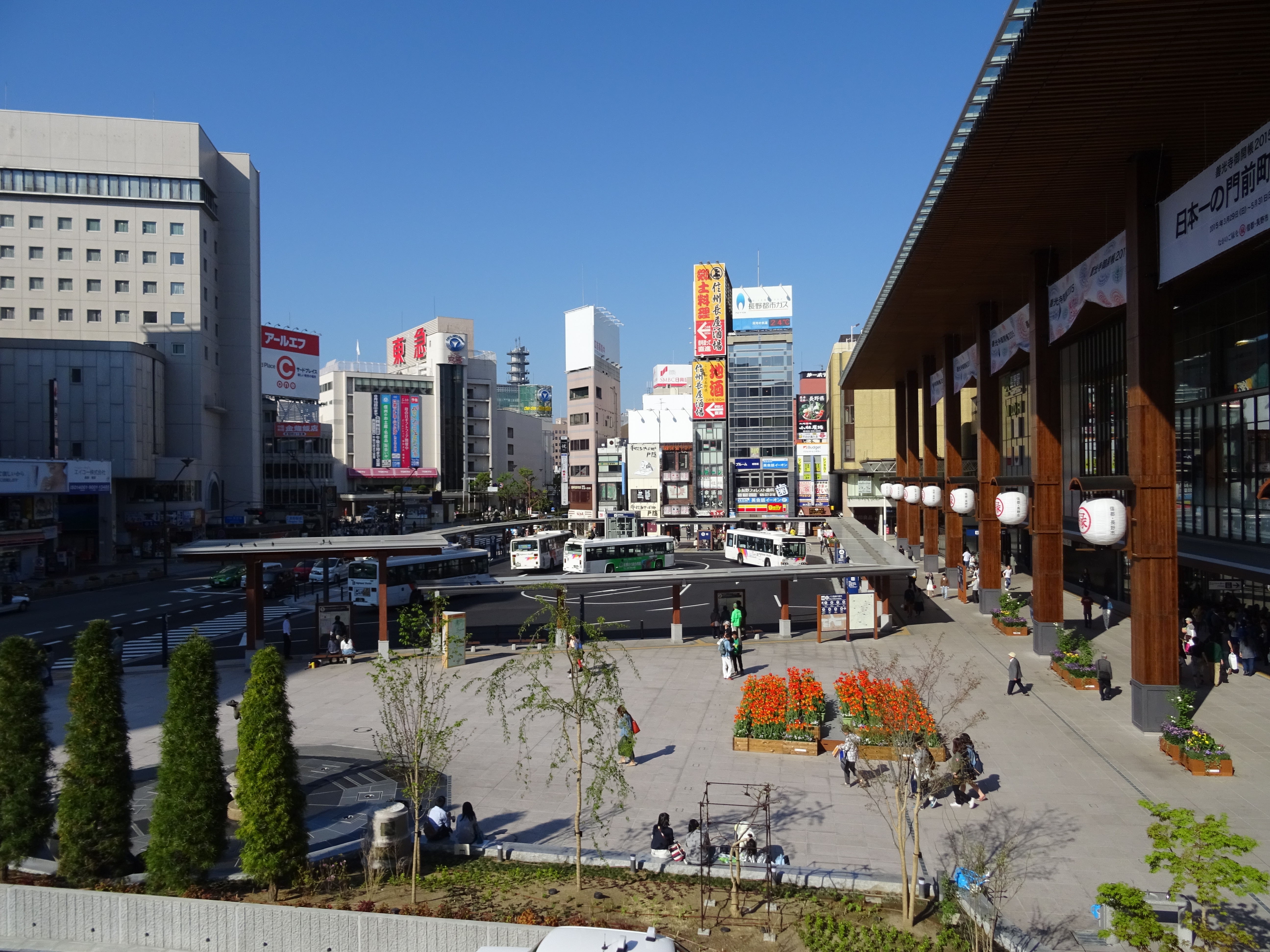
長野駅前（長野）
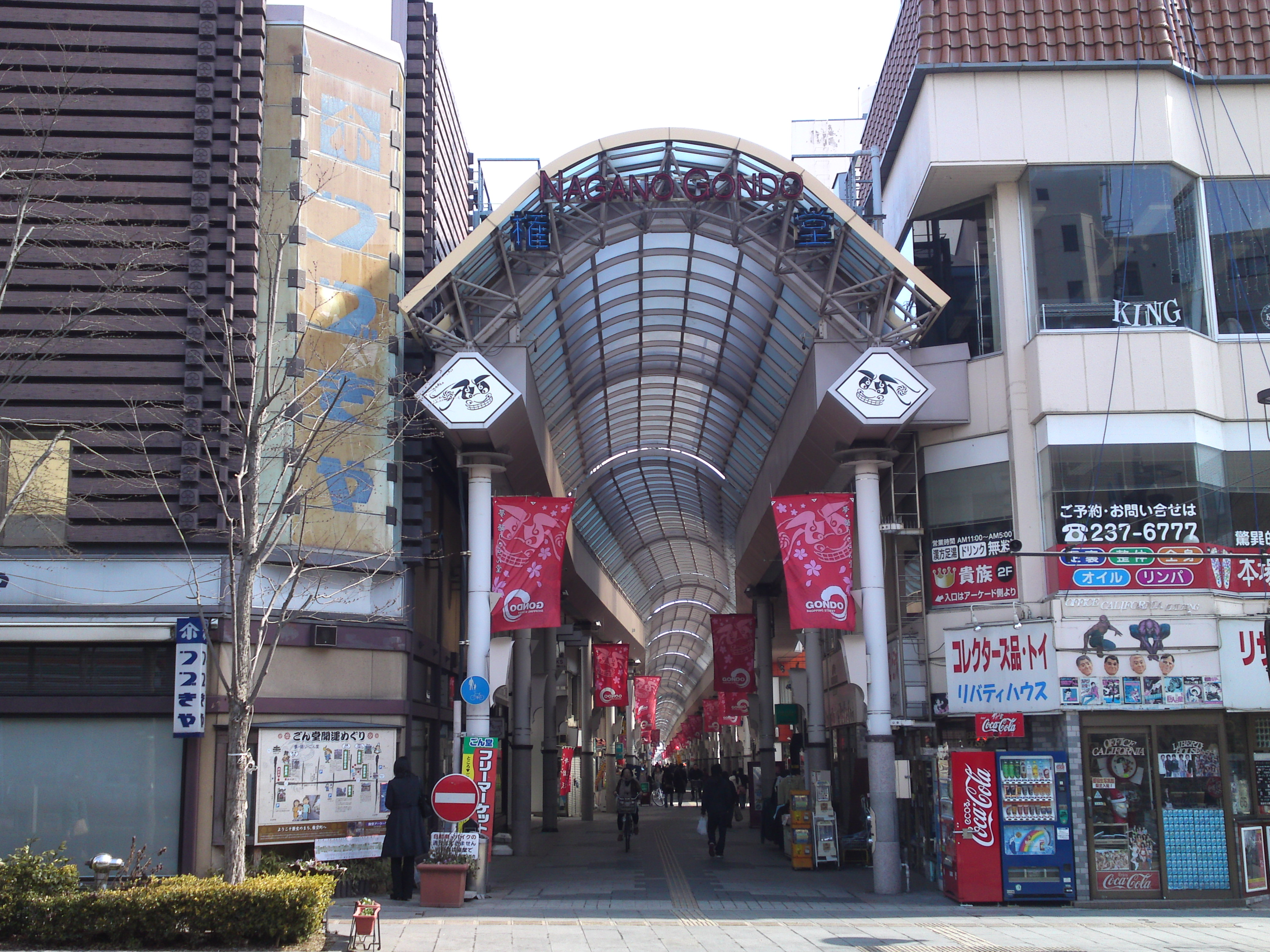
権堂（長野）
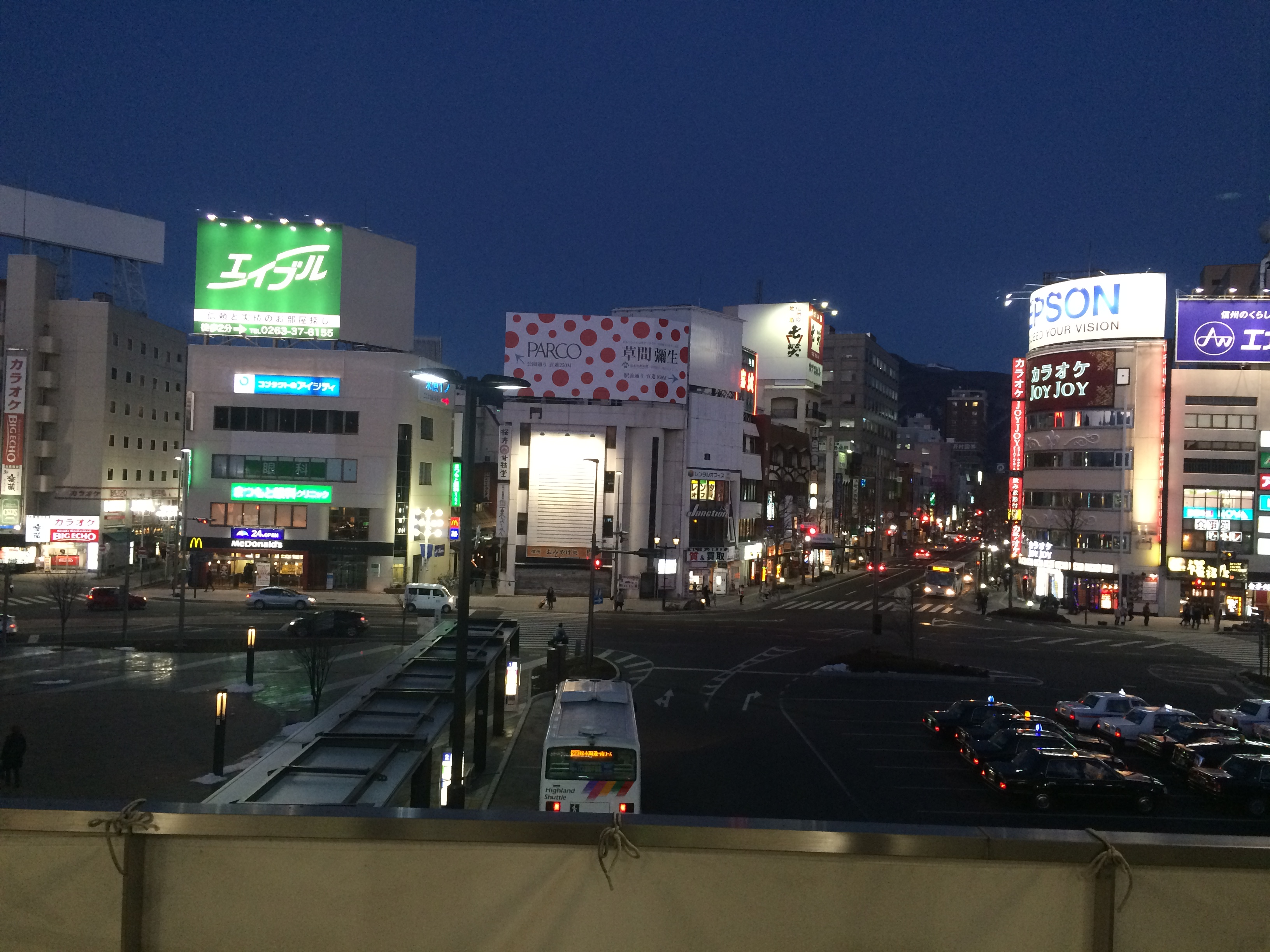
松本駅前（松本）

新潟県

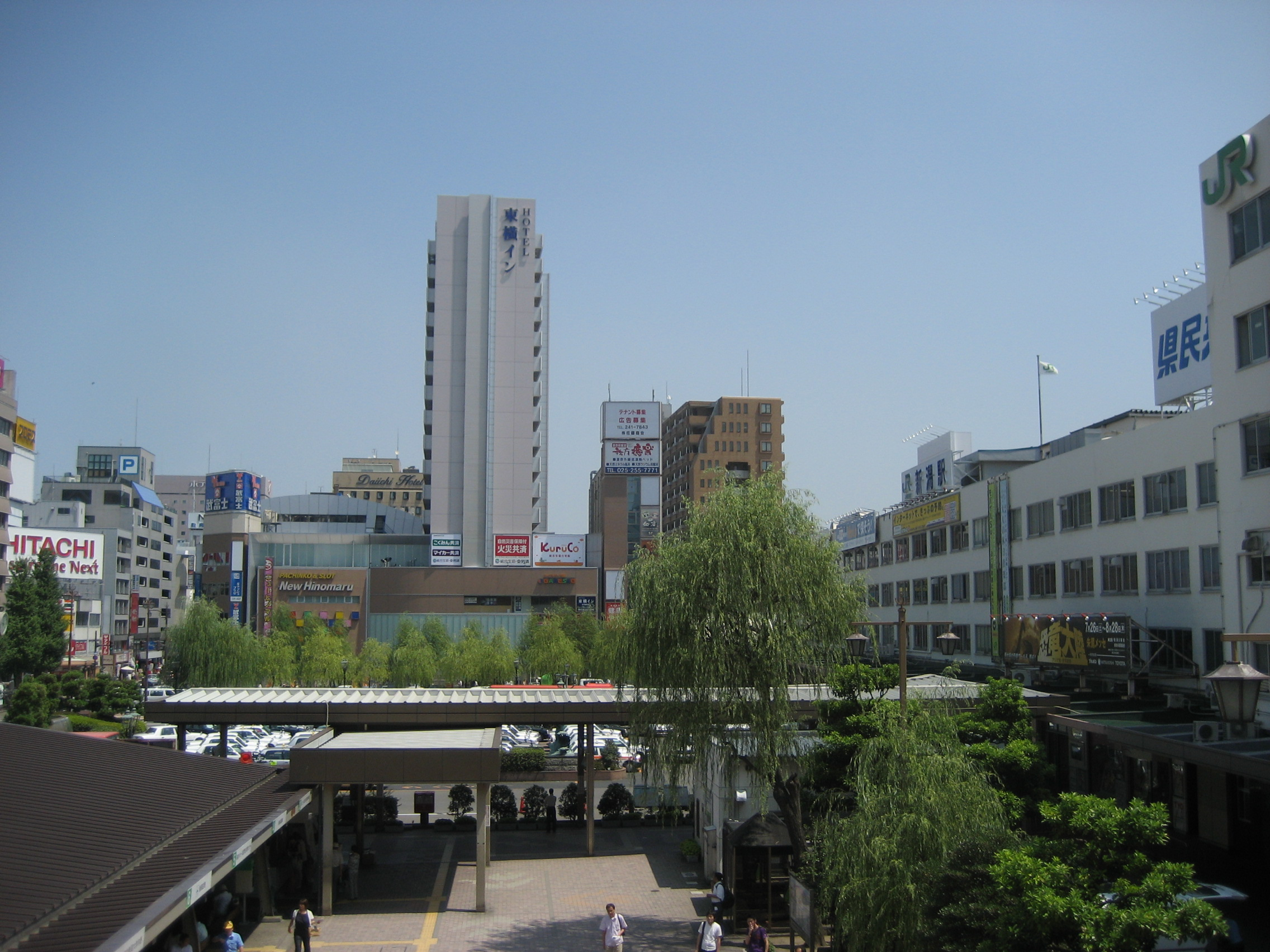
新潟駅北口（新潟）
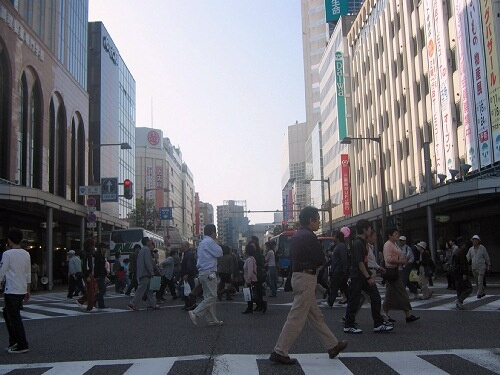
古町（新潟）
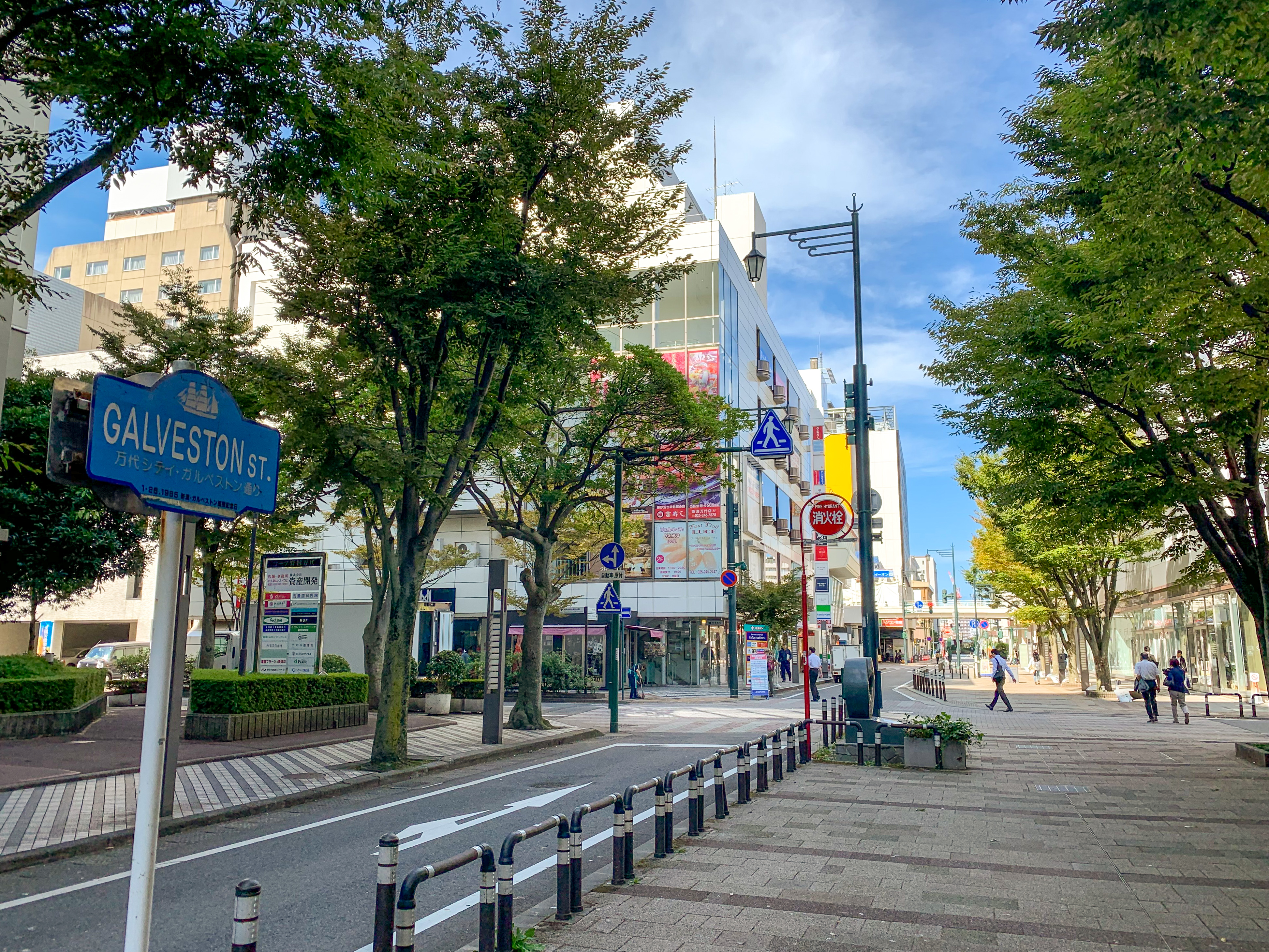
万代（新潟）
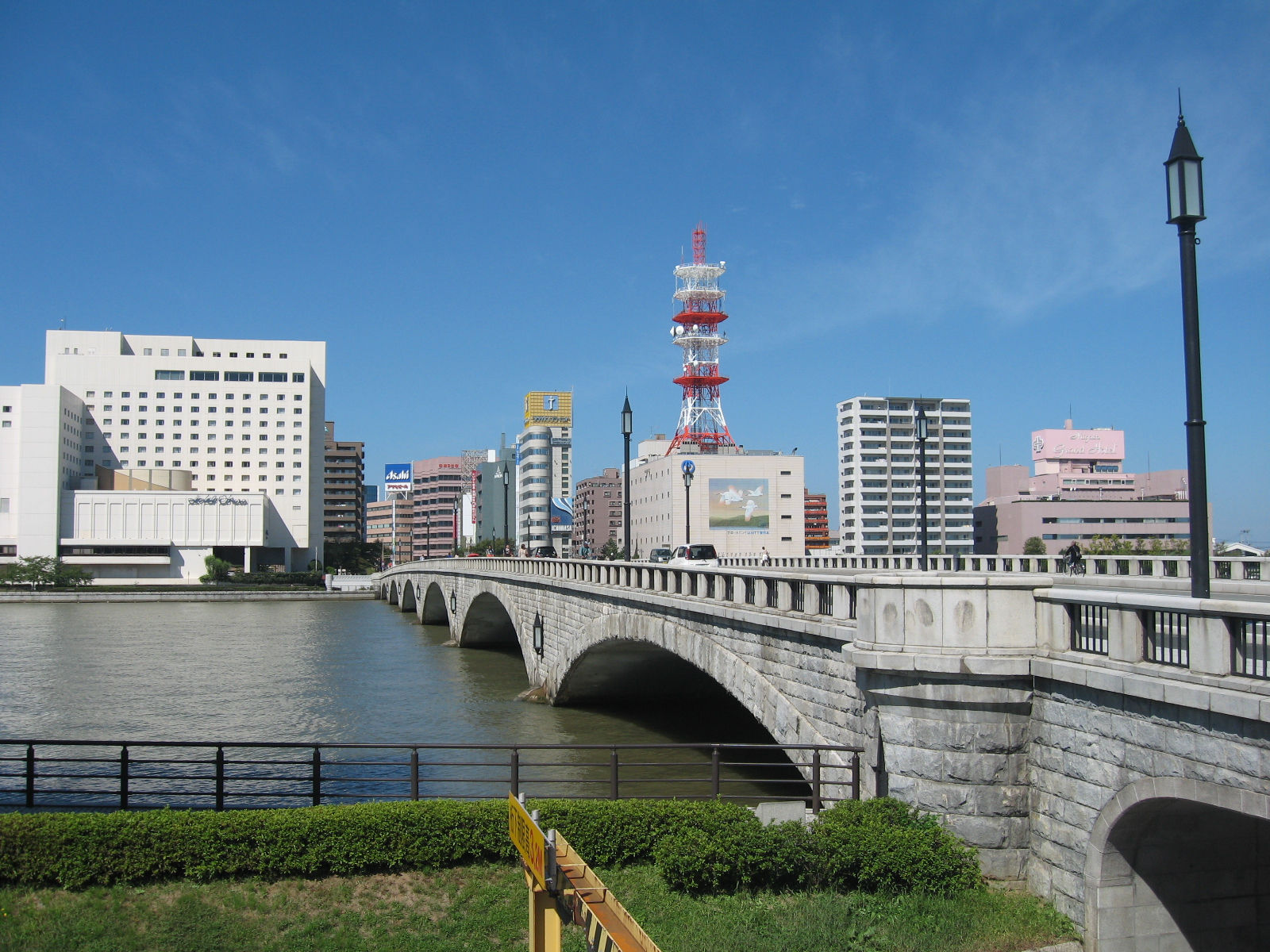
萬代橋（新潟）

富山県
- 総曲輪（富山）

石川県
- 香林坊（金沢）
- 片町（金沢）
- 竪町（金沢）

福井県
- 福井駅前（福井）

静岡県
- 静岡駅北口（静岡）
- 伝馬町（静岡）
- 紺屋町（静岡）
- 呉服町（静岡）
- 七間町（静岡）
- 浜松駅北口（浜松）
- 鍛冶町（浜松）
- 肴町（浜松）
- 千歳町（浜松）
- 有楽街（浜松）

愛知県
- 広小路（豊橋）
- 上明大寺町（岡崎）
- 喜多町（豊田）
- 尾張一宮（一宮）
- 勝川（春日井）
- 栄（名古屋）
- 錦（名古屋）
- 名駅（名古屋）
- 納屋橋（名古屋）
- 大須（名古屋）
- 金山（名古屋）
- 今池（名古屋）
- 星ヶ丘（名古屋）
- 藤が丘（名古屋）

岐阜県
- 柳ヶ瀬（岐阜）
- 玉宮（岐阜）
- 香蘭（岐阜）

### 近畿地方

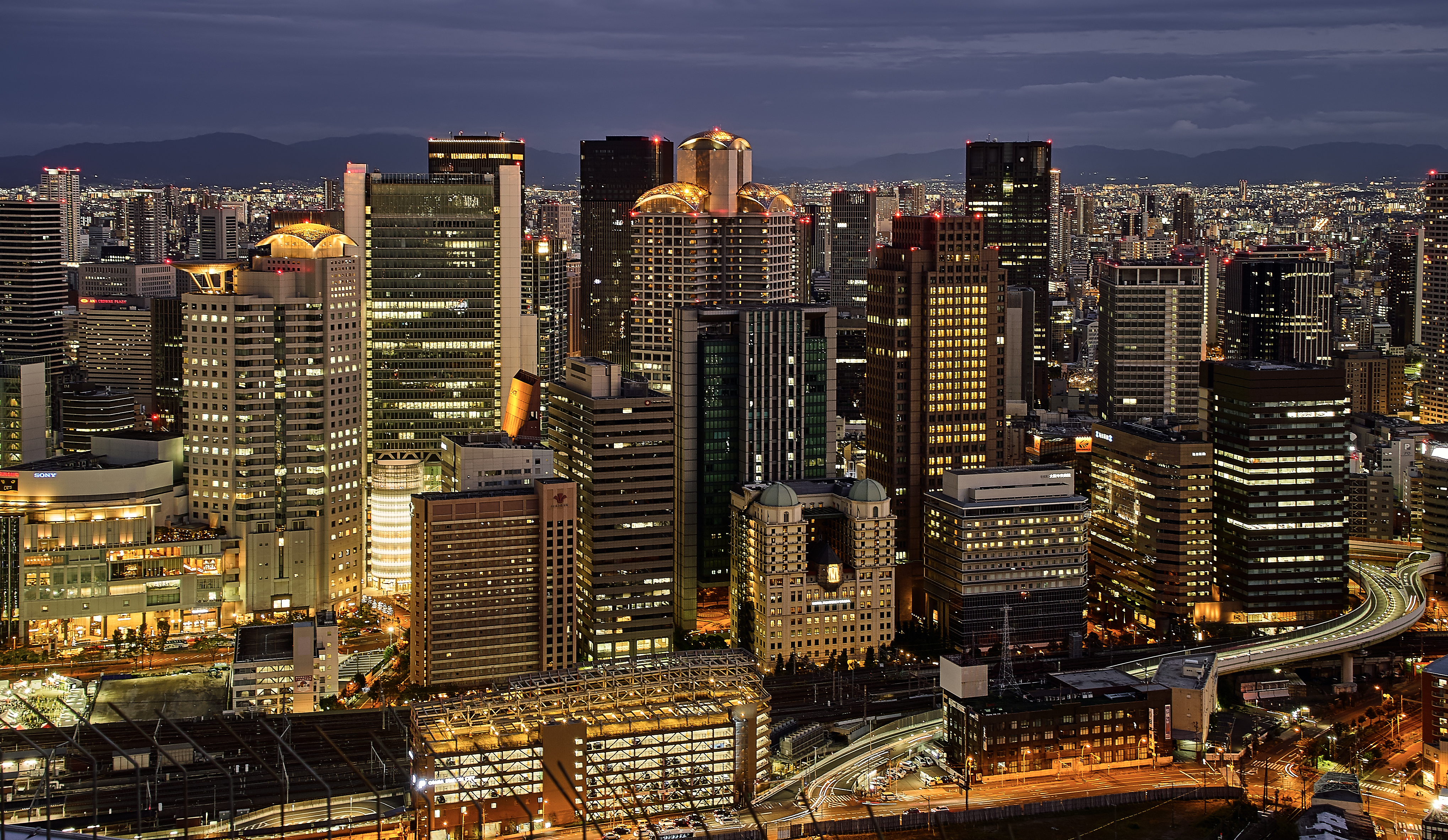
大阪市

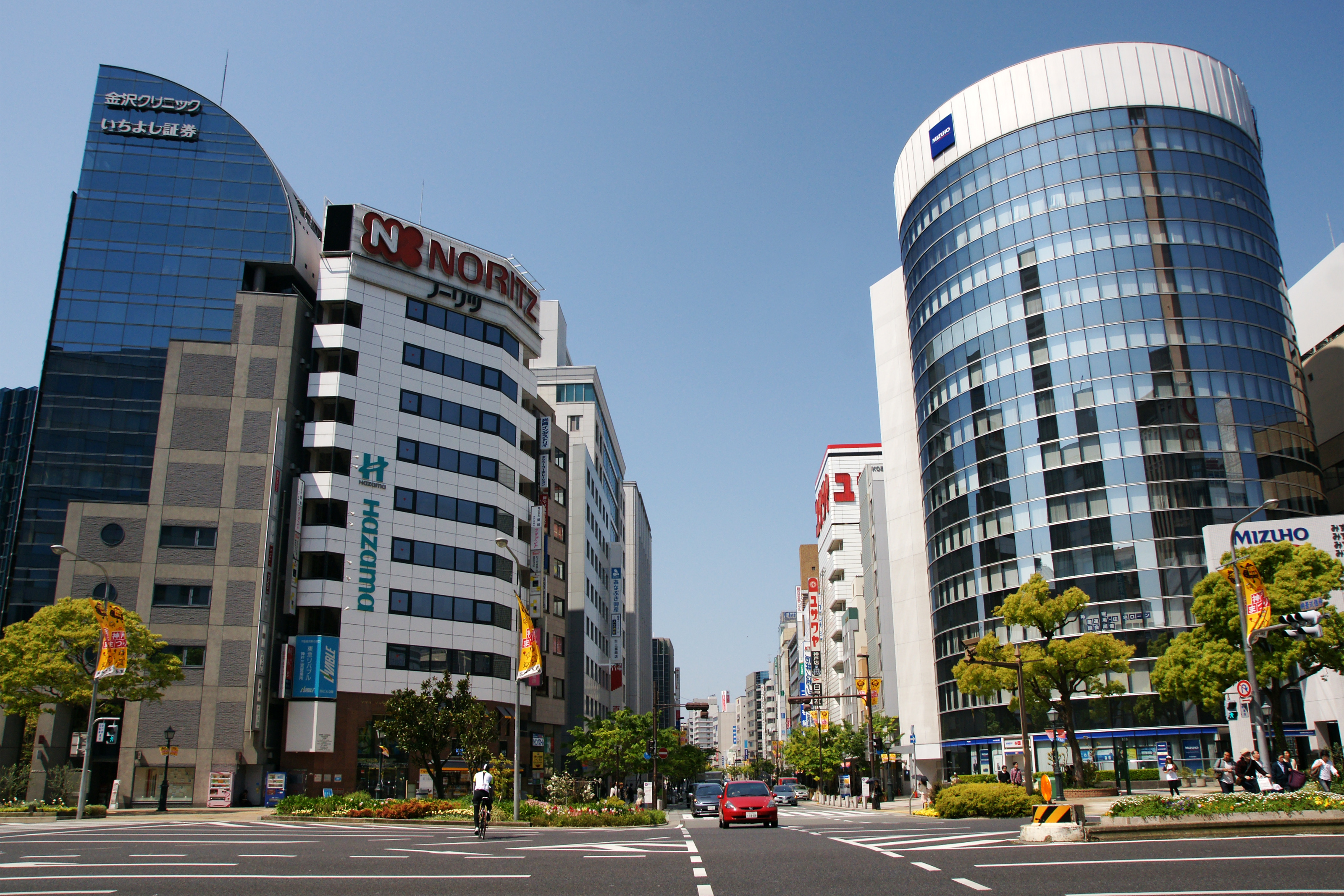
三宮（神戸）
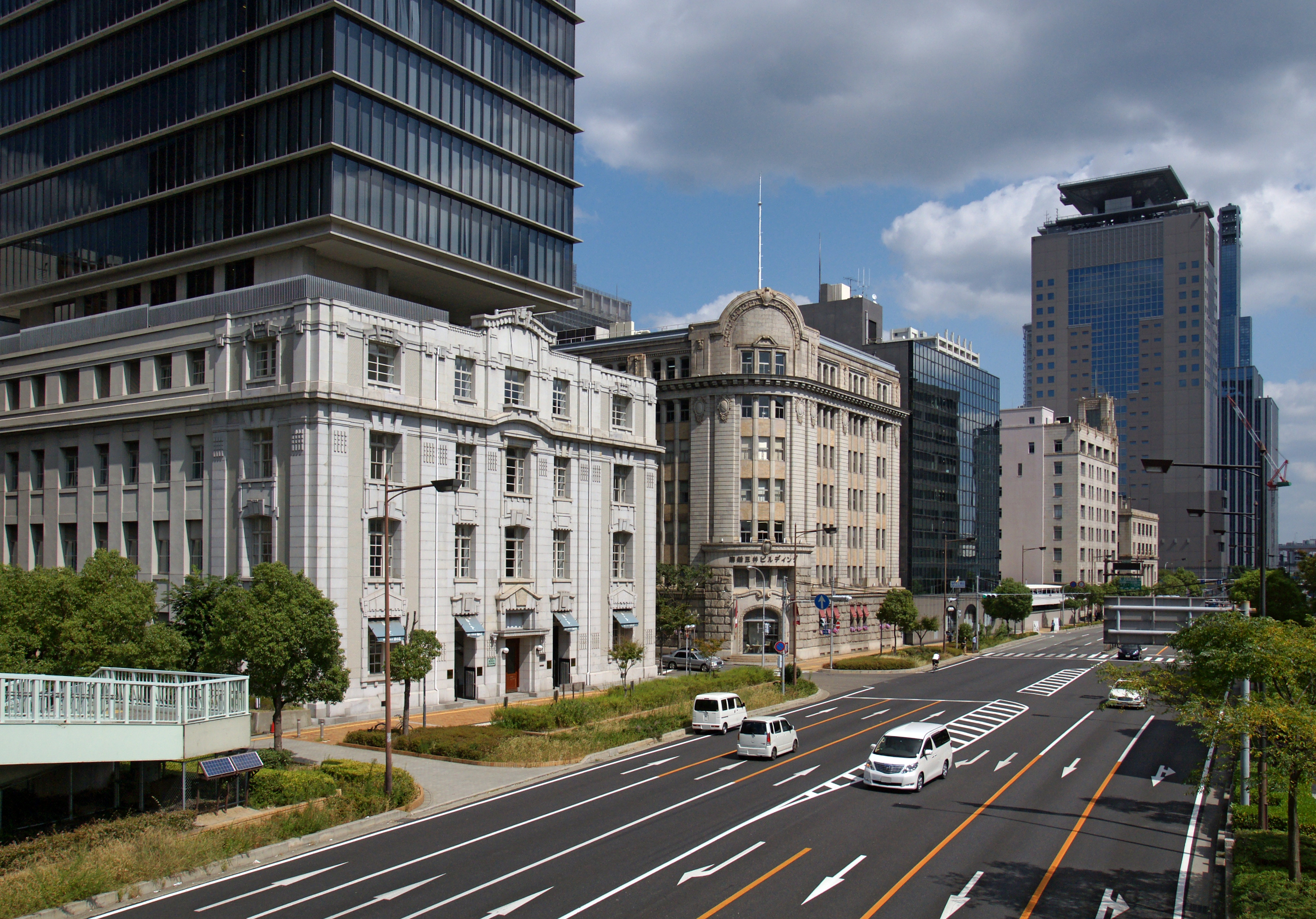
神戸居留地（神戸）
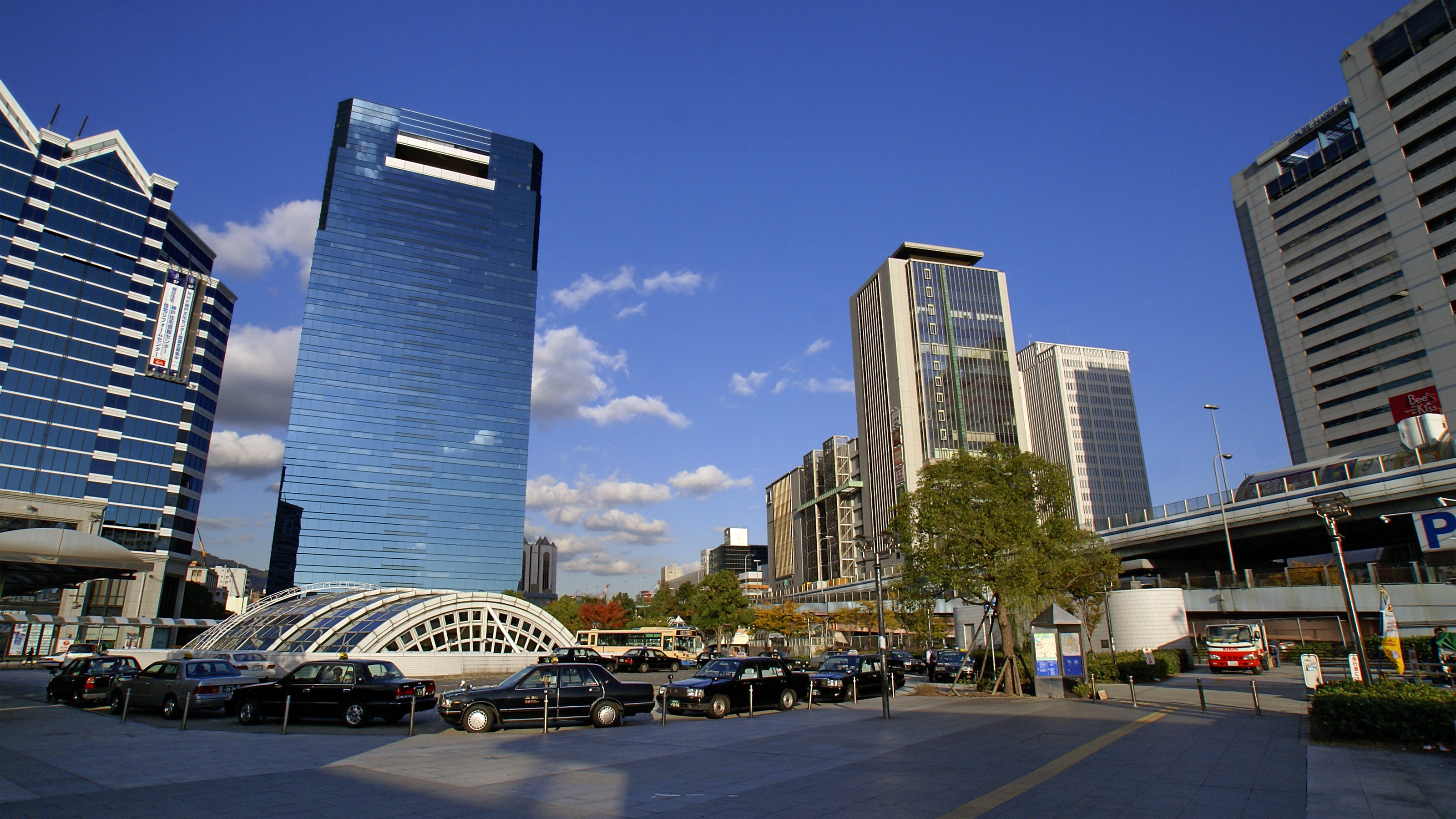
ハーバーランド（神戸）
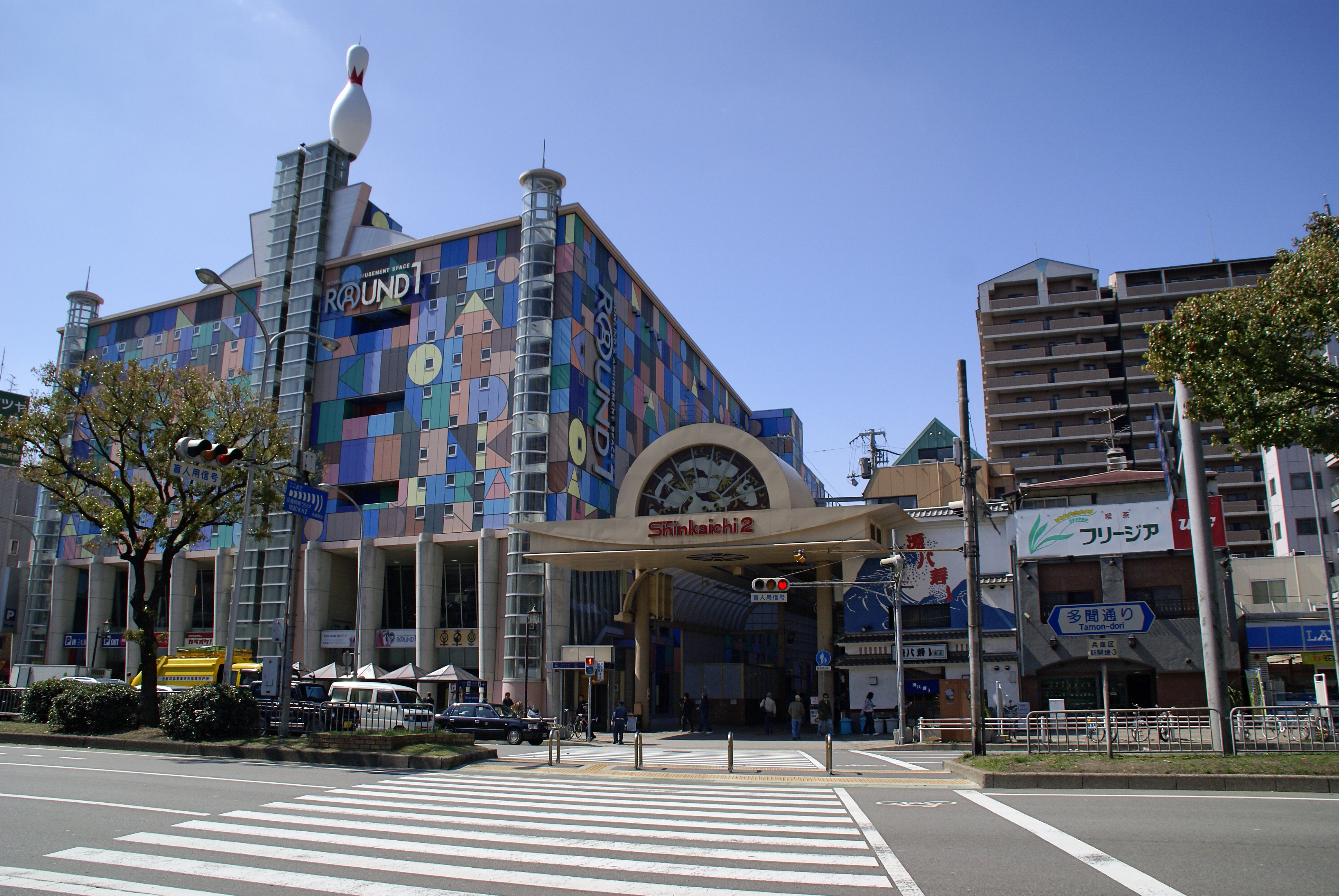
新開地（神戸）
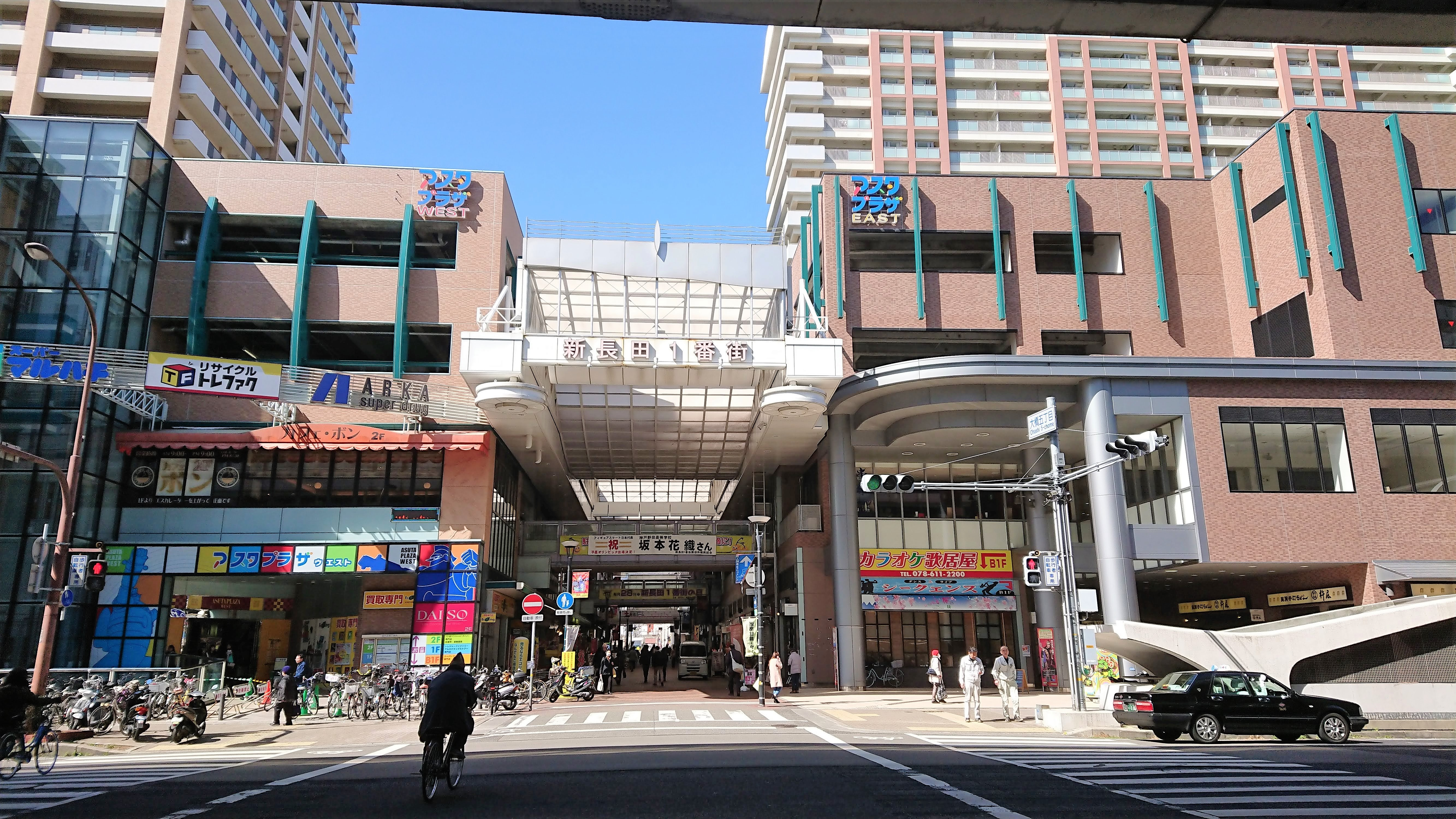
新長田（神戸）
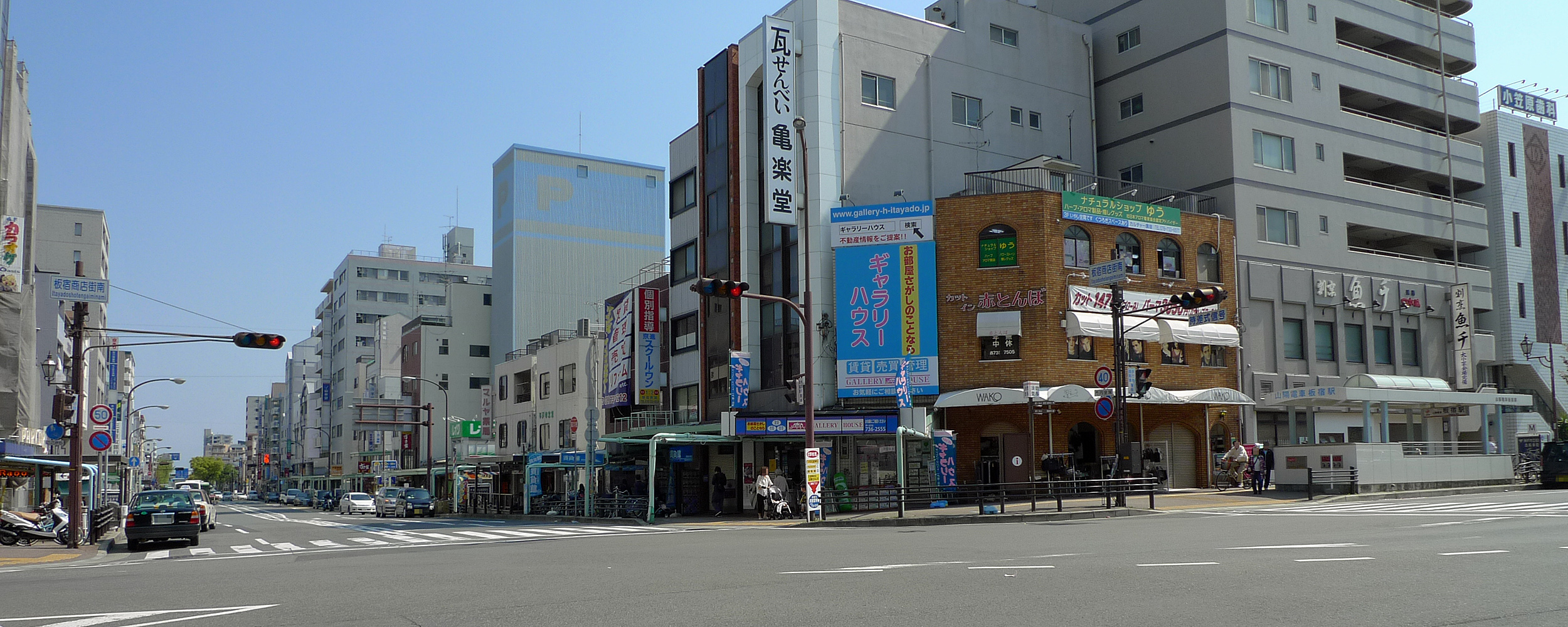
板宿（神戸）
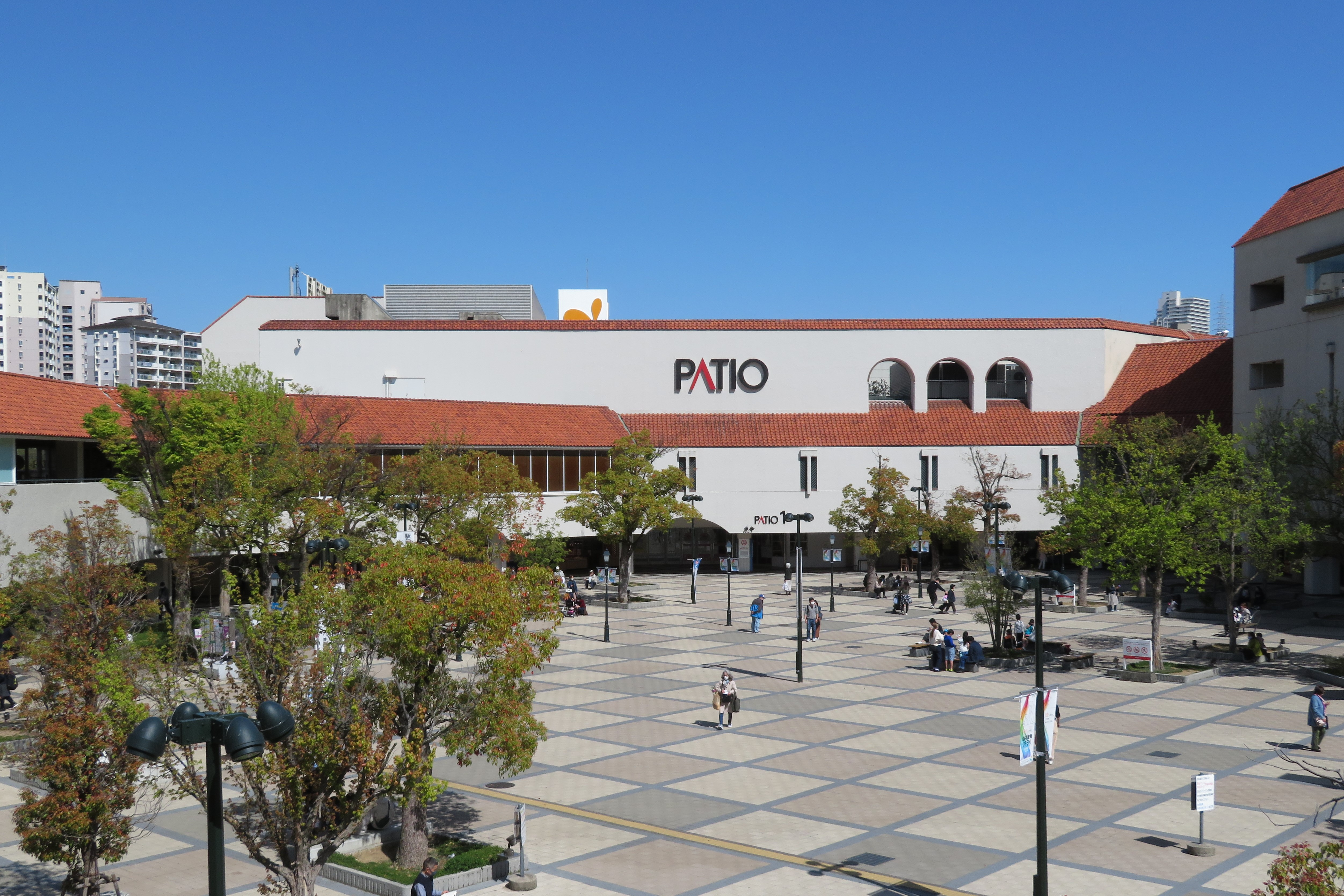
名谷（神戸）
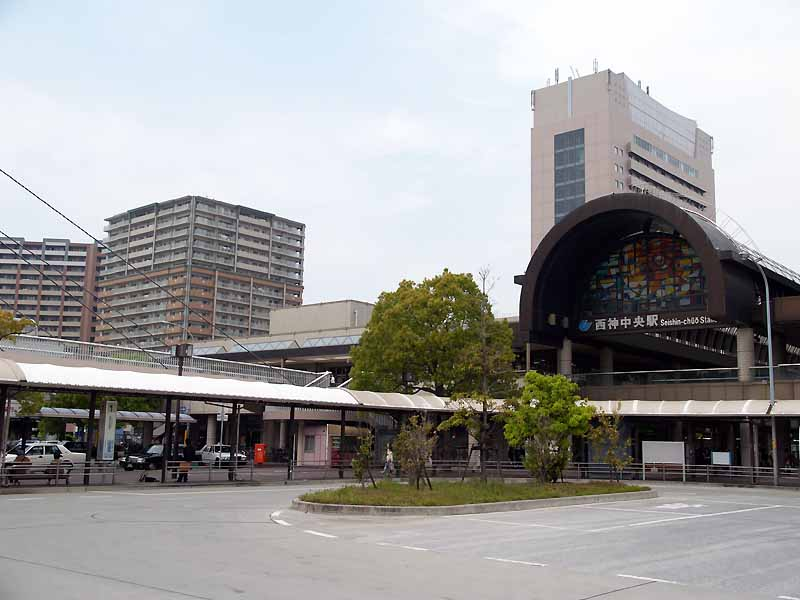
西神中央（神戸）
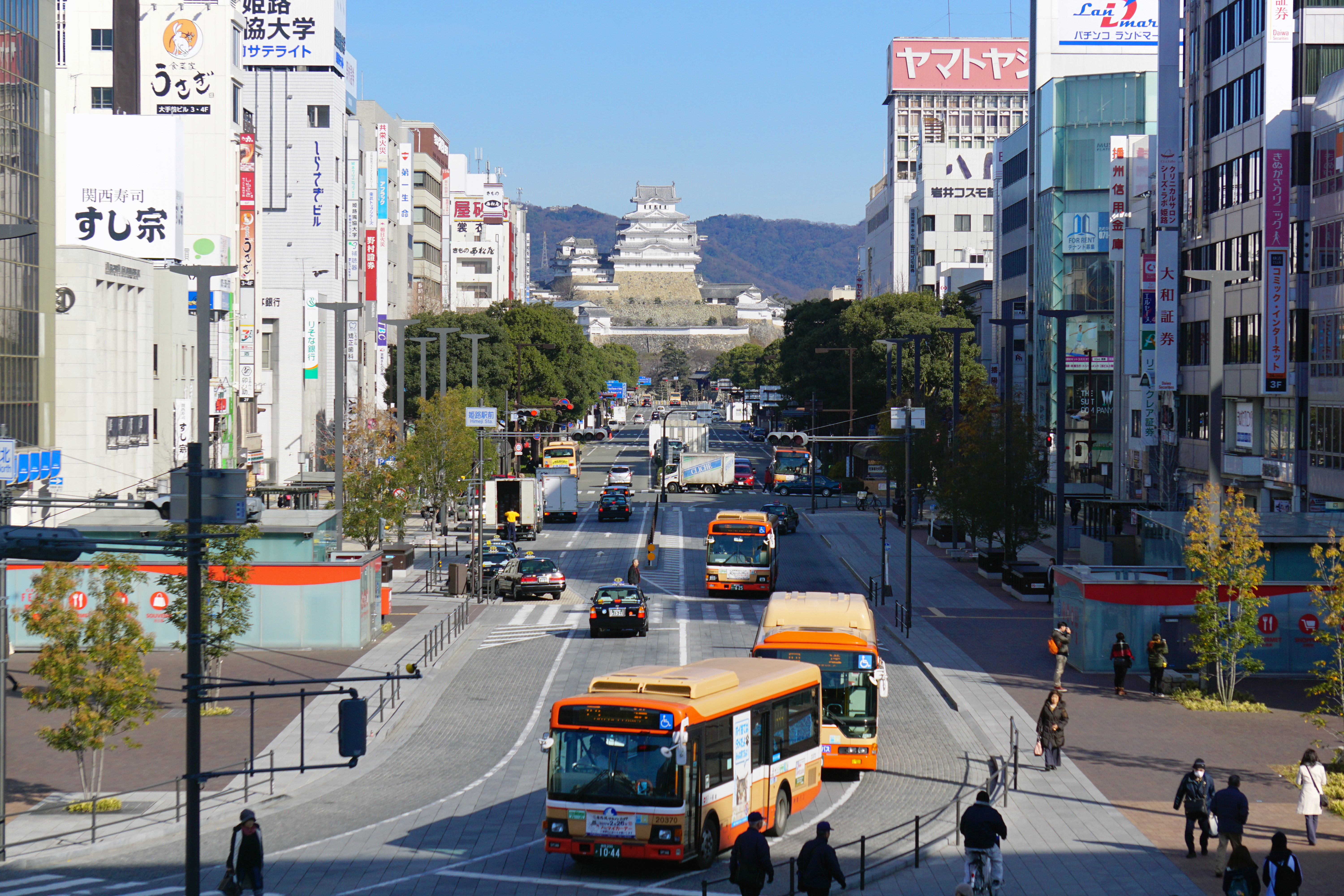
姫路駅北口（姫路）
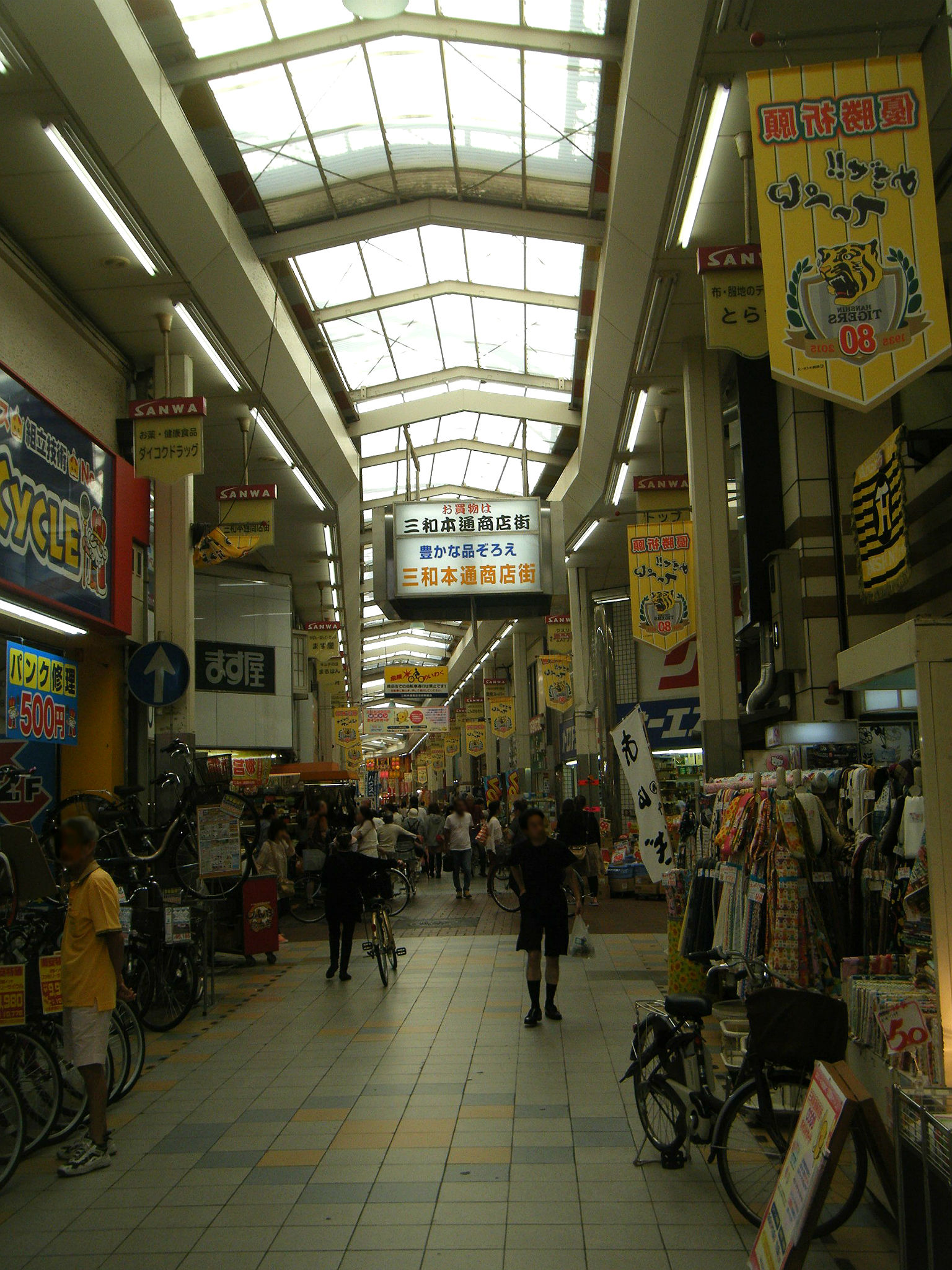
三和商店街（尼崎）

京都府

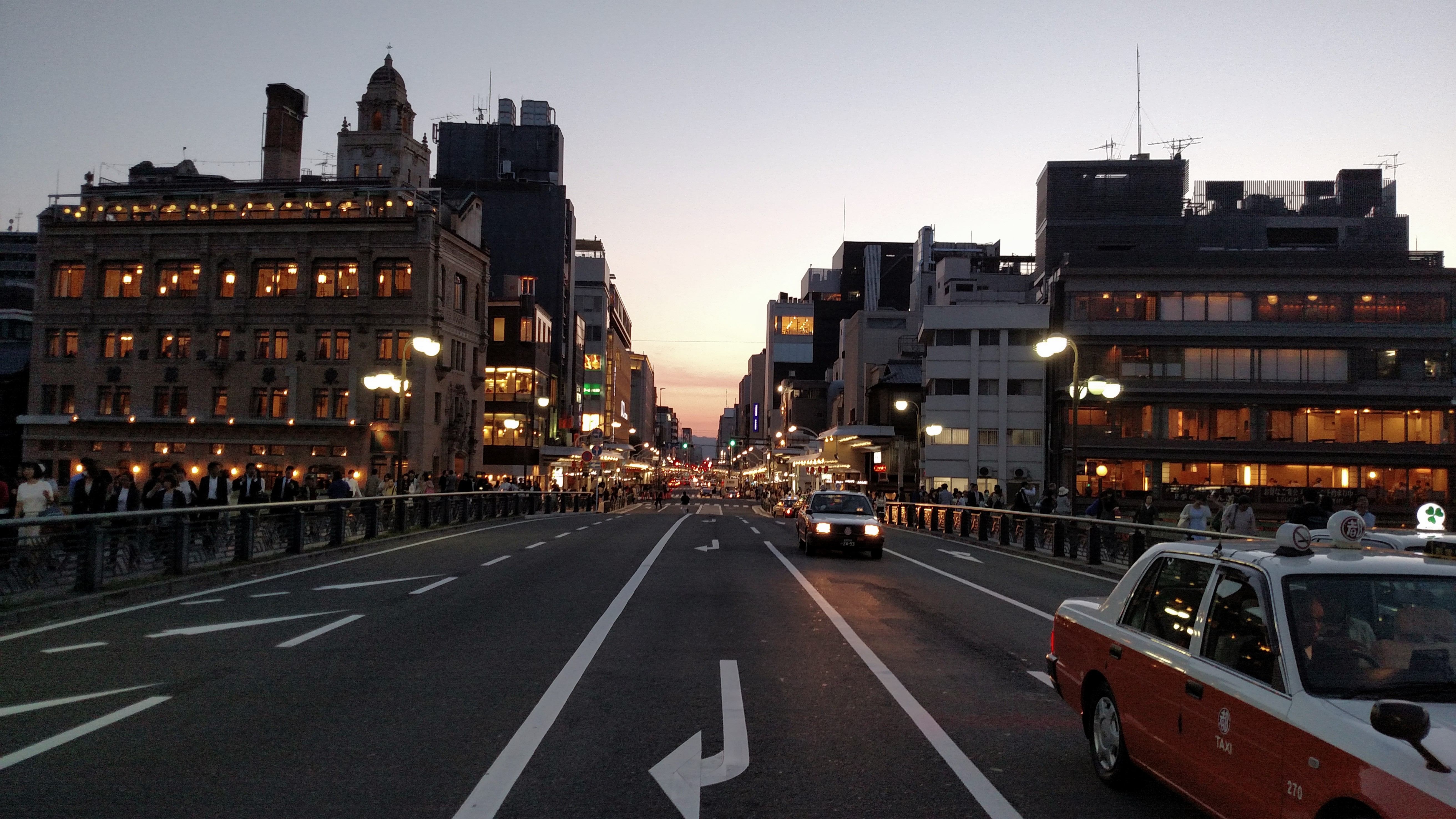
祇園（京都）
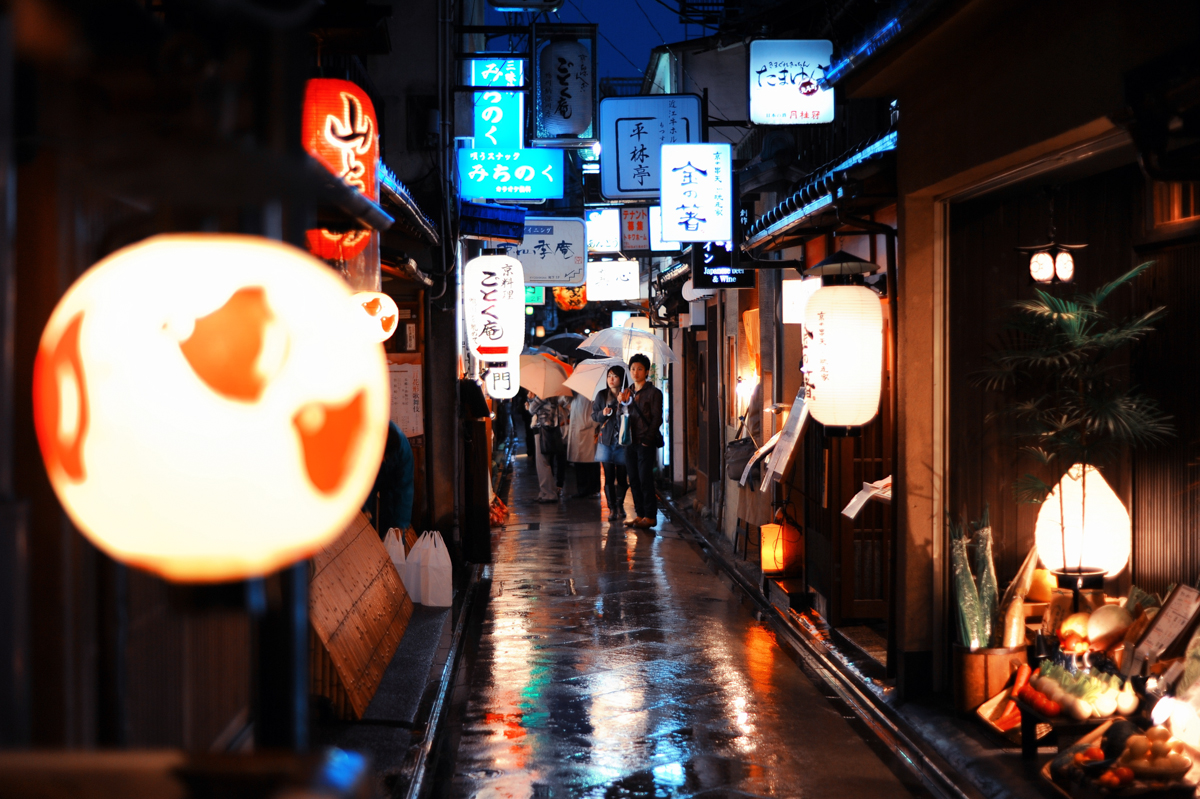
先斗町（京都）
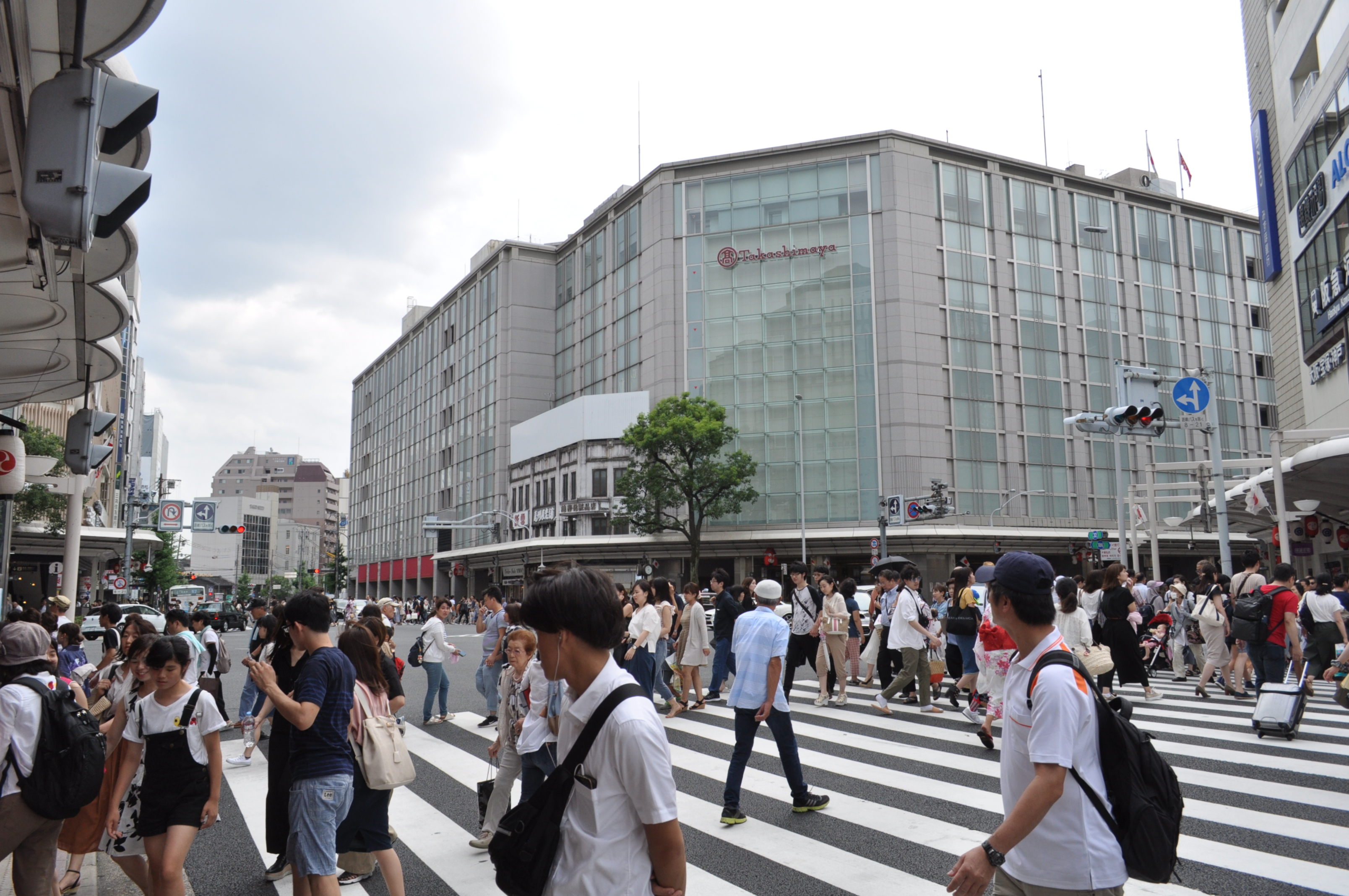
四条河原町（京都）
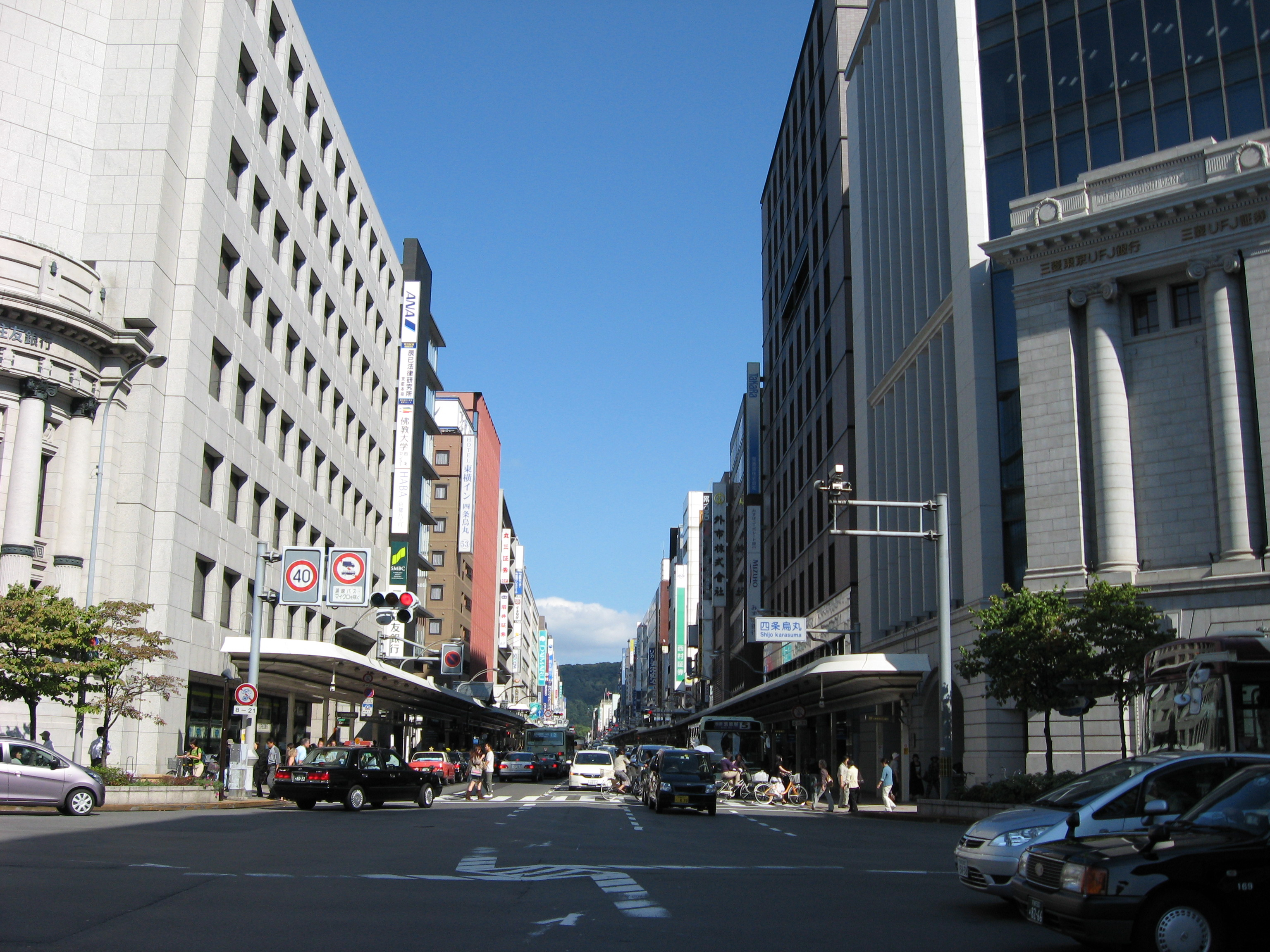
四条烏丸（京都）
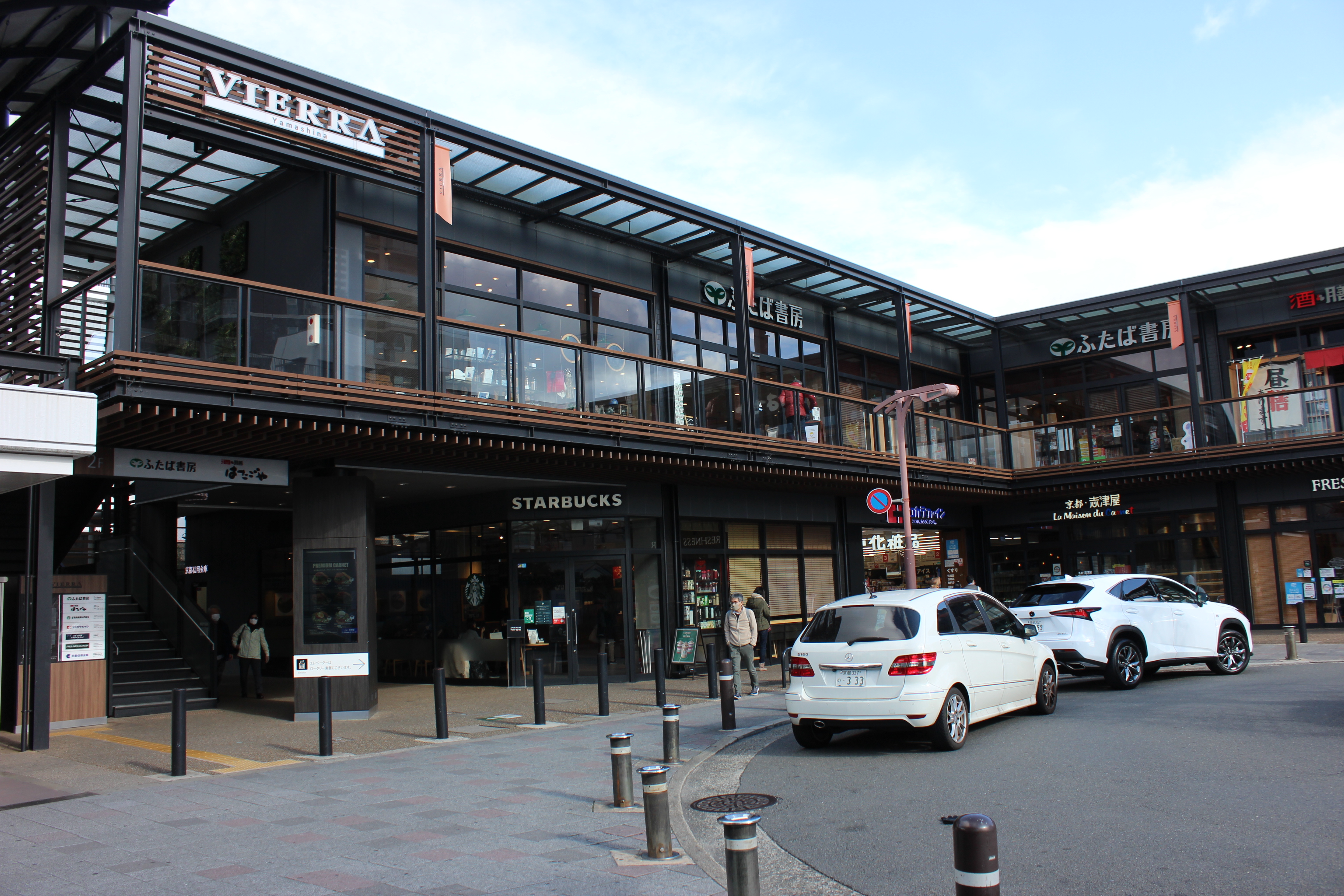
山科（京都）
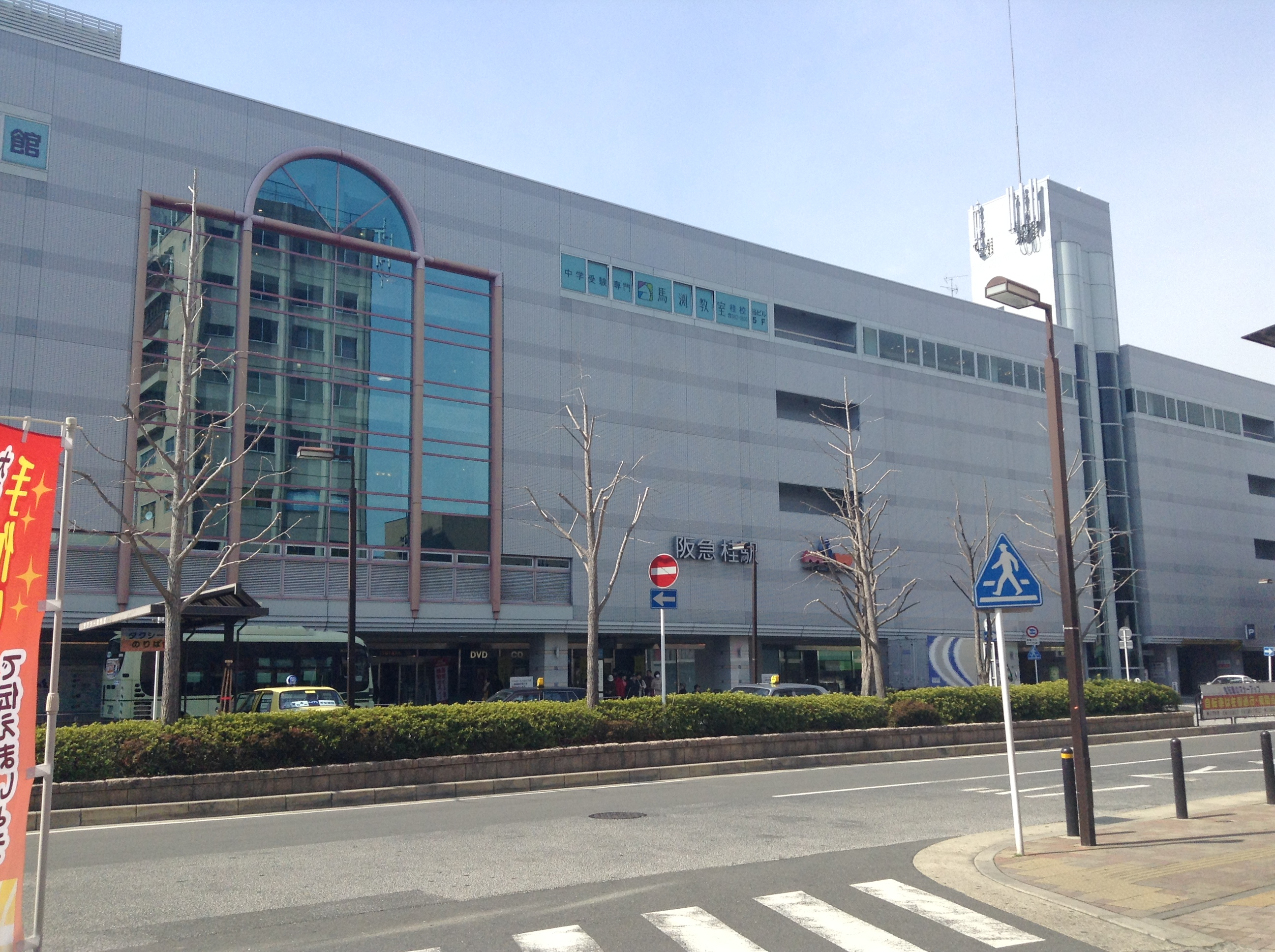
桂（京都）
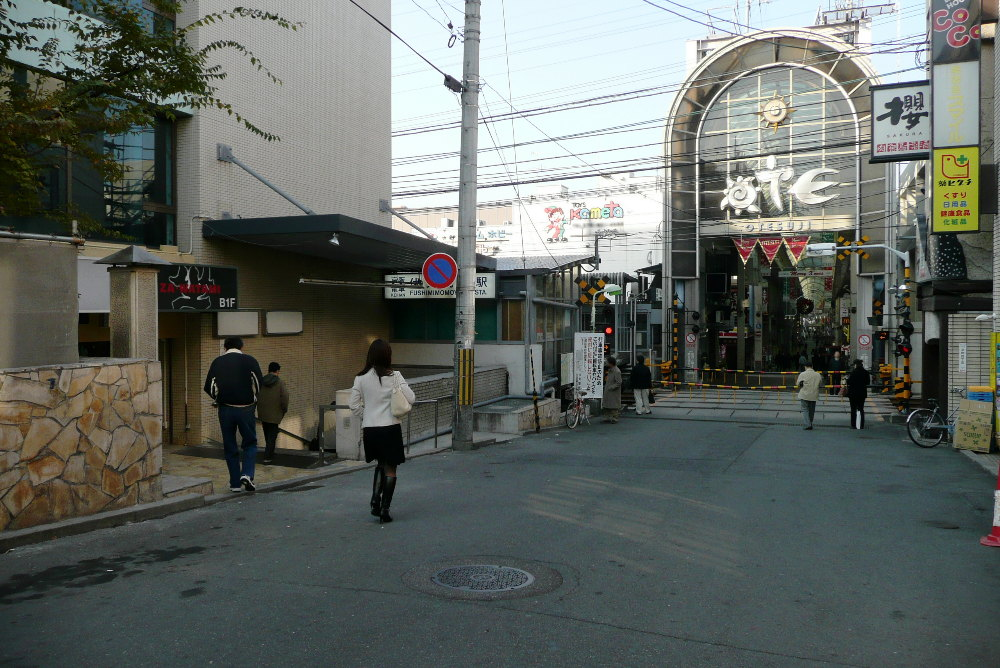
伏見桃山（京都）
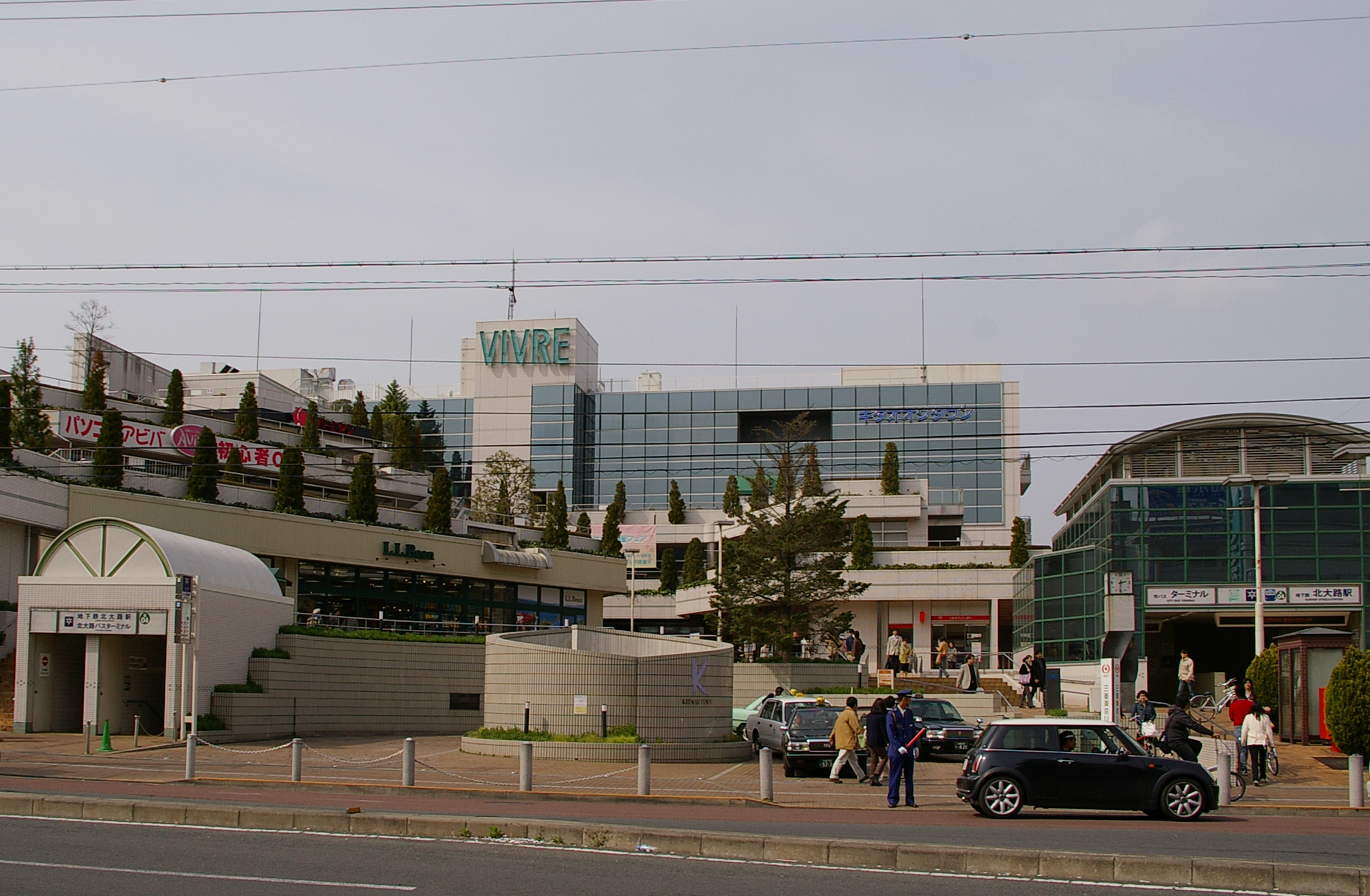
北大路（京都）

大阪府

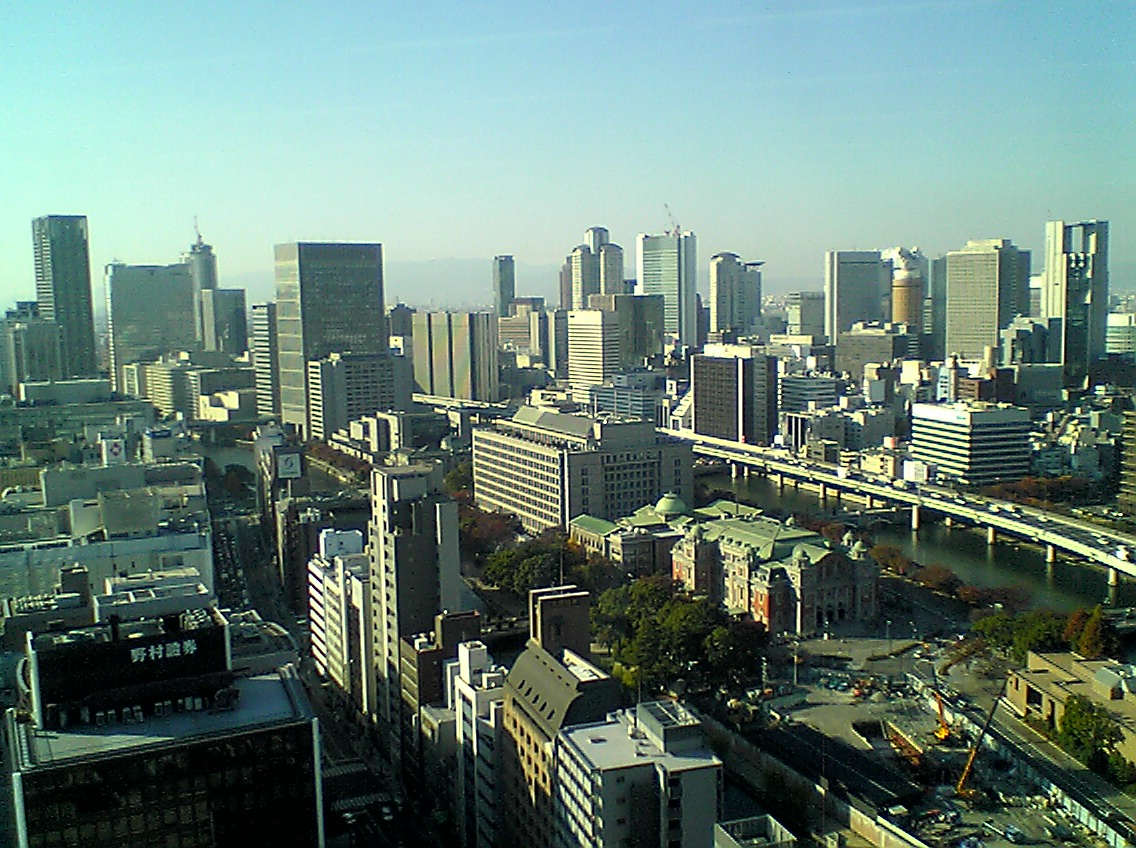
梅田（大阪）
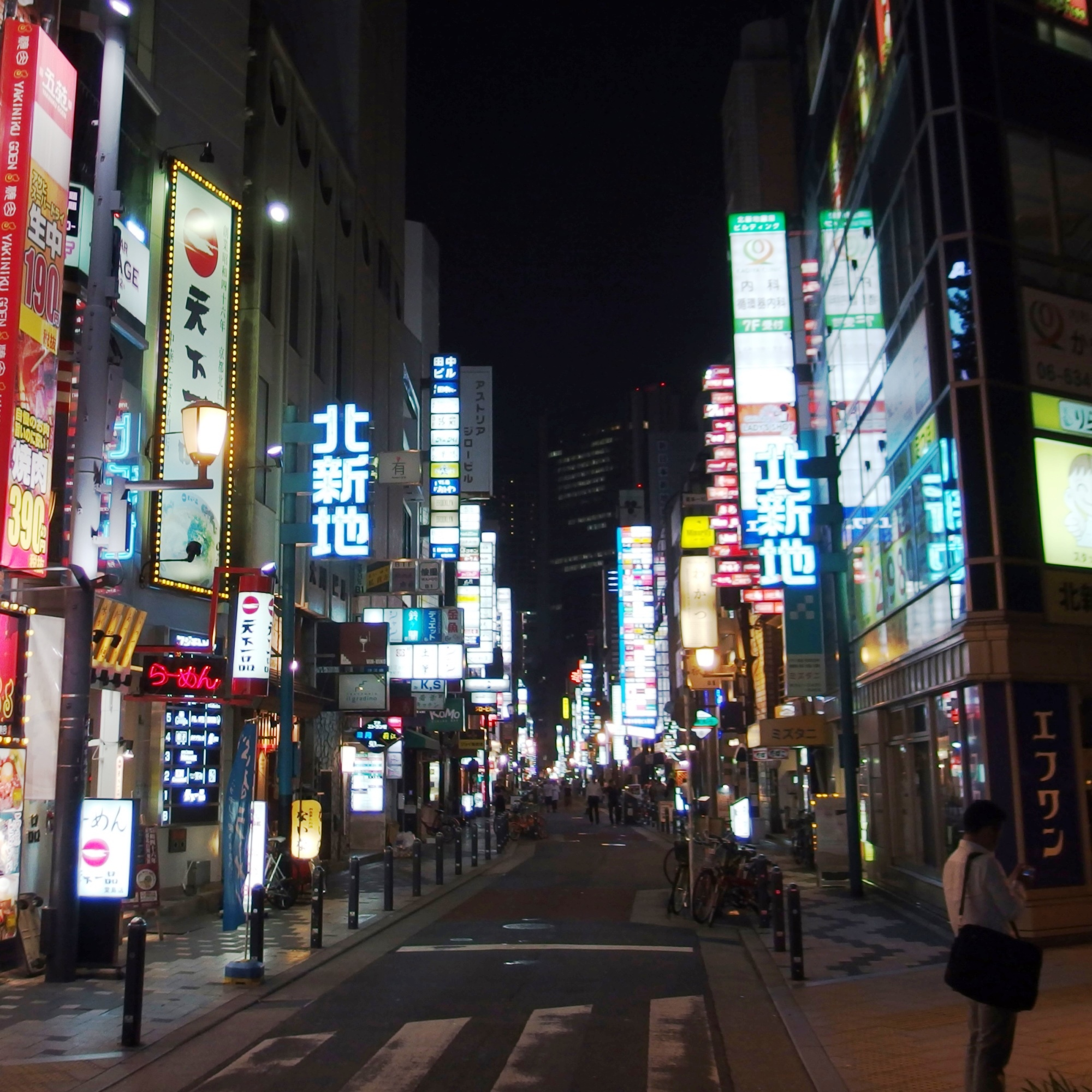
北新地（大阪）
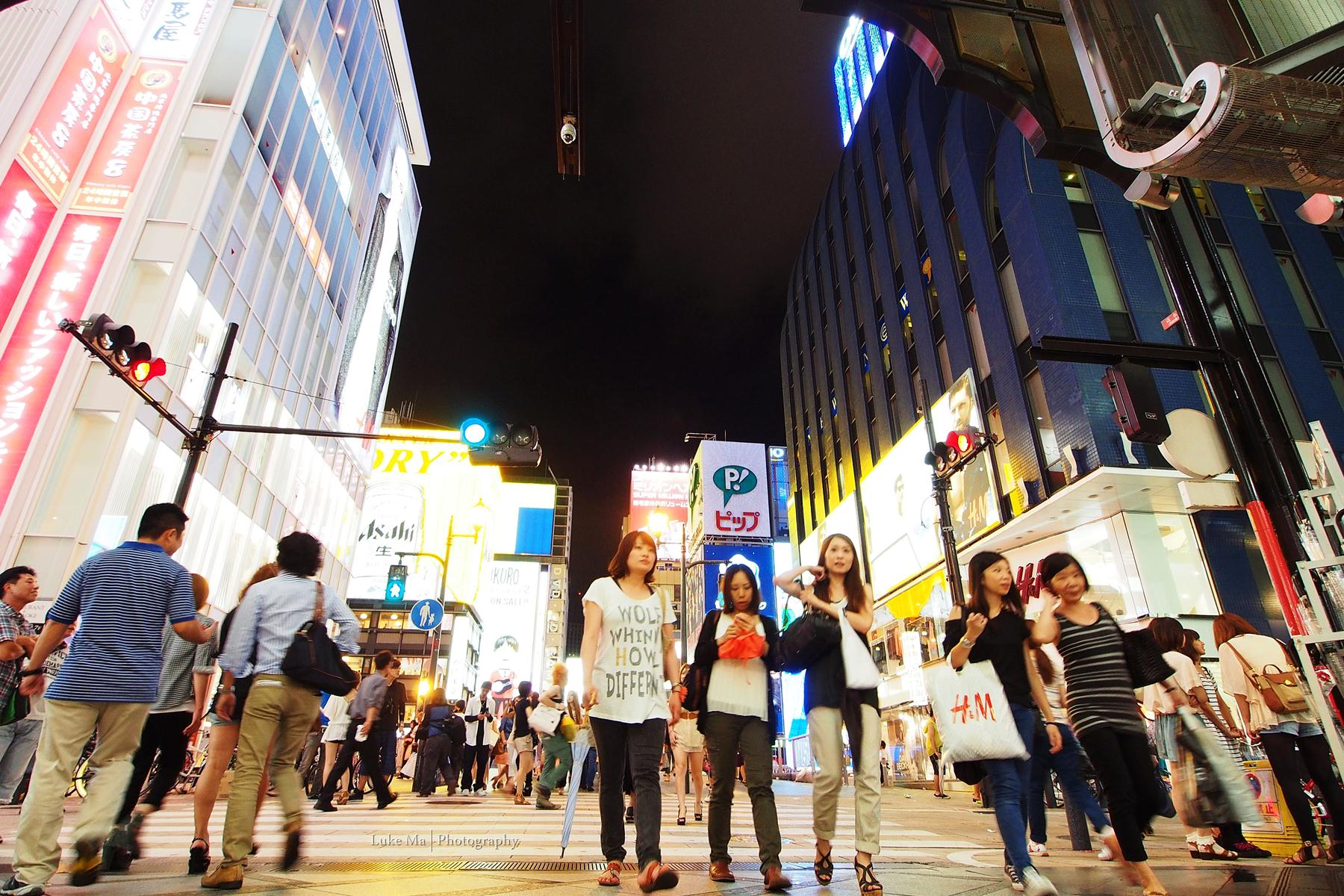
心斎橋（大阪）
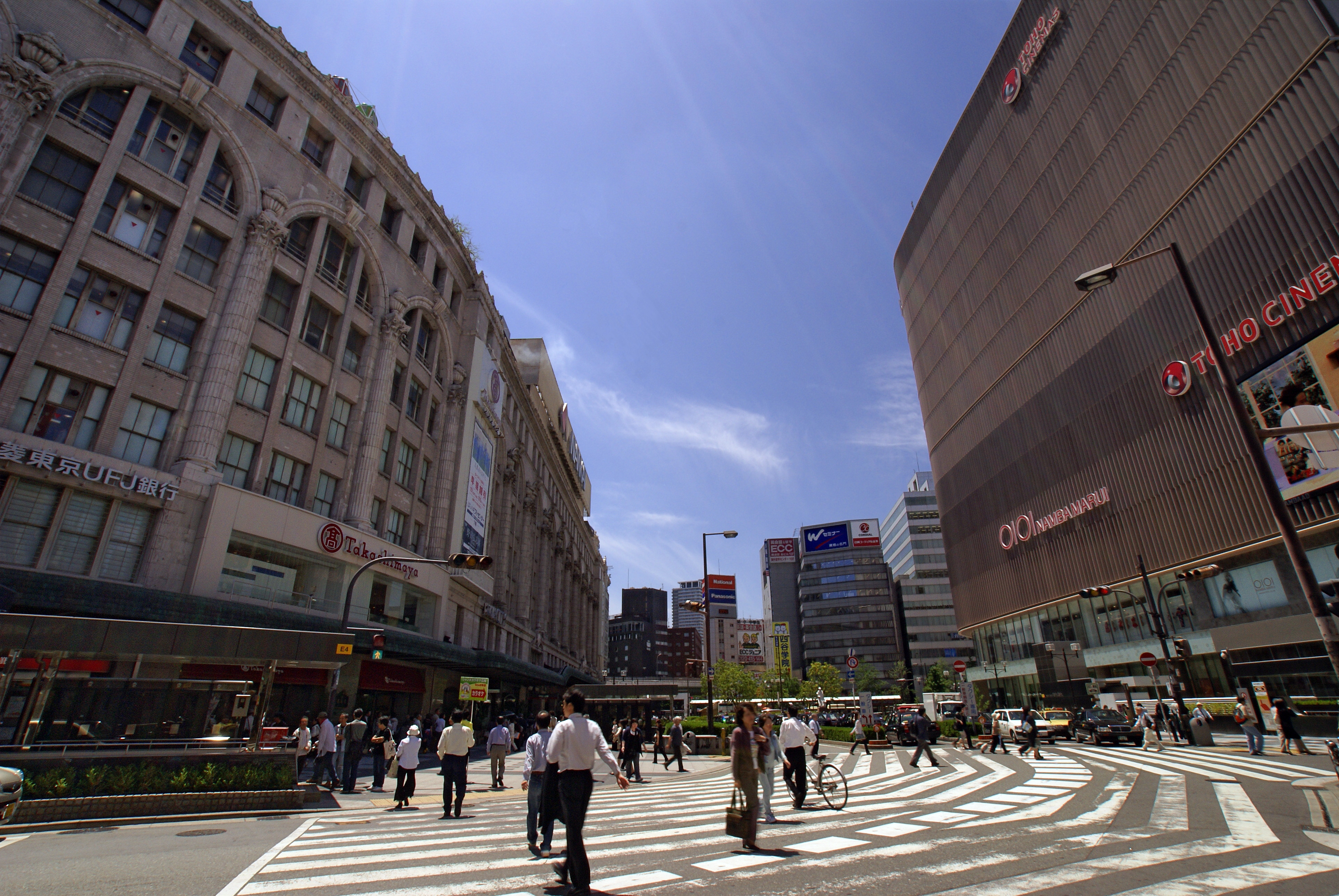
難波（大阪）
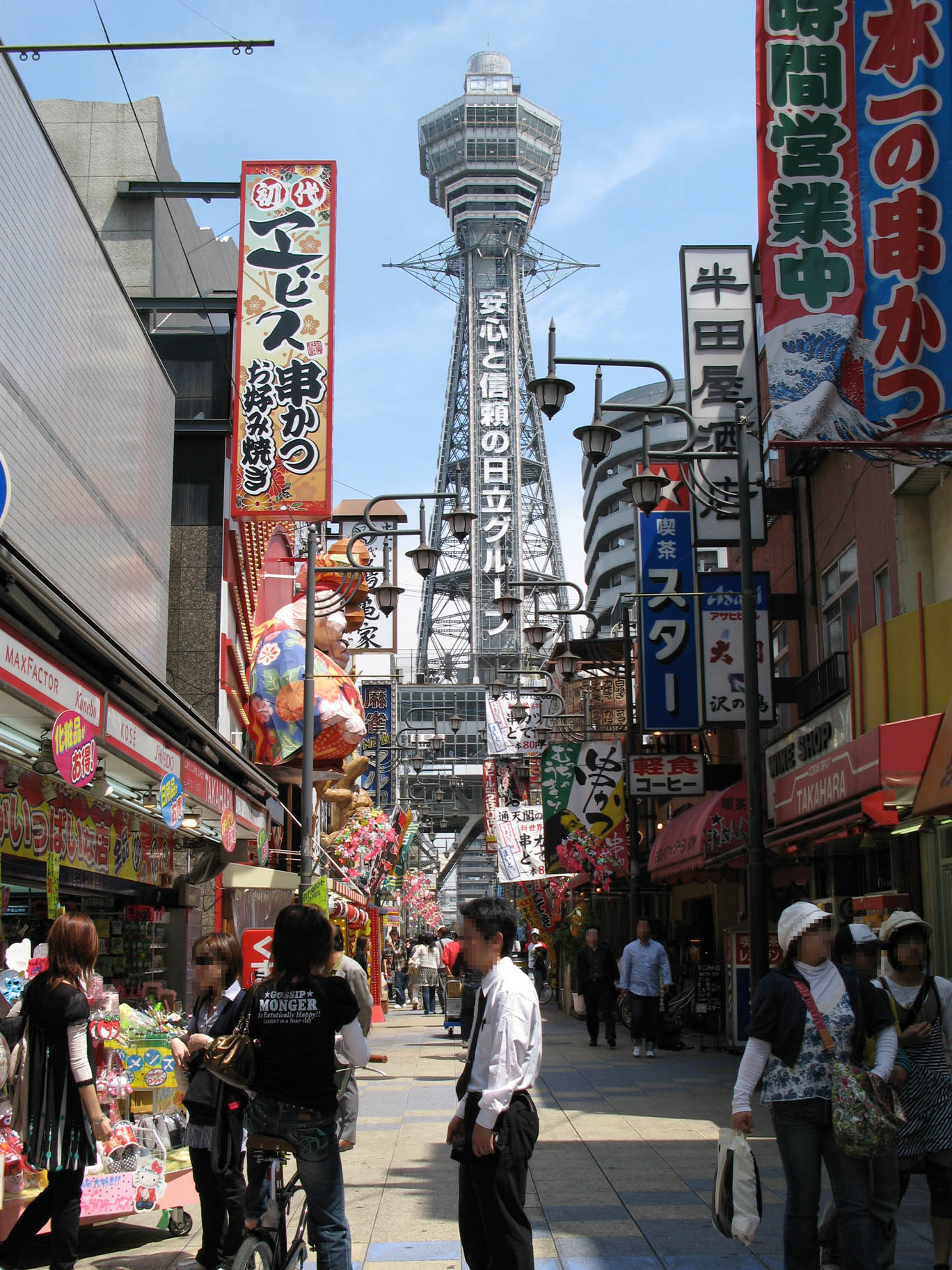
新世界（大阪）
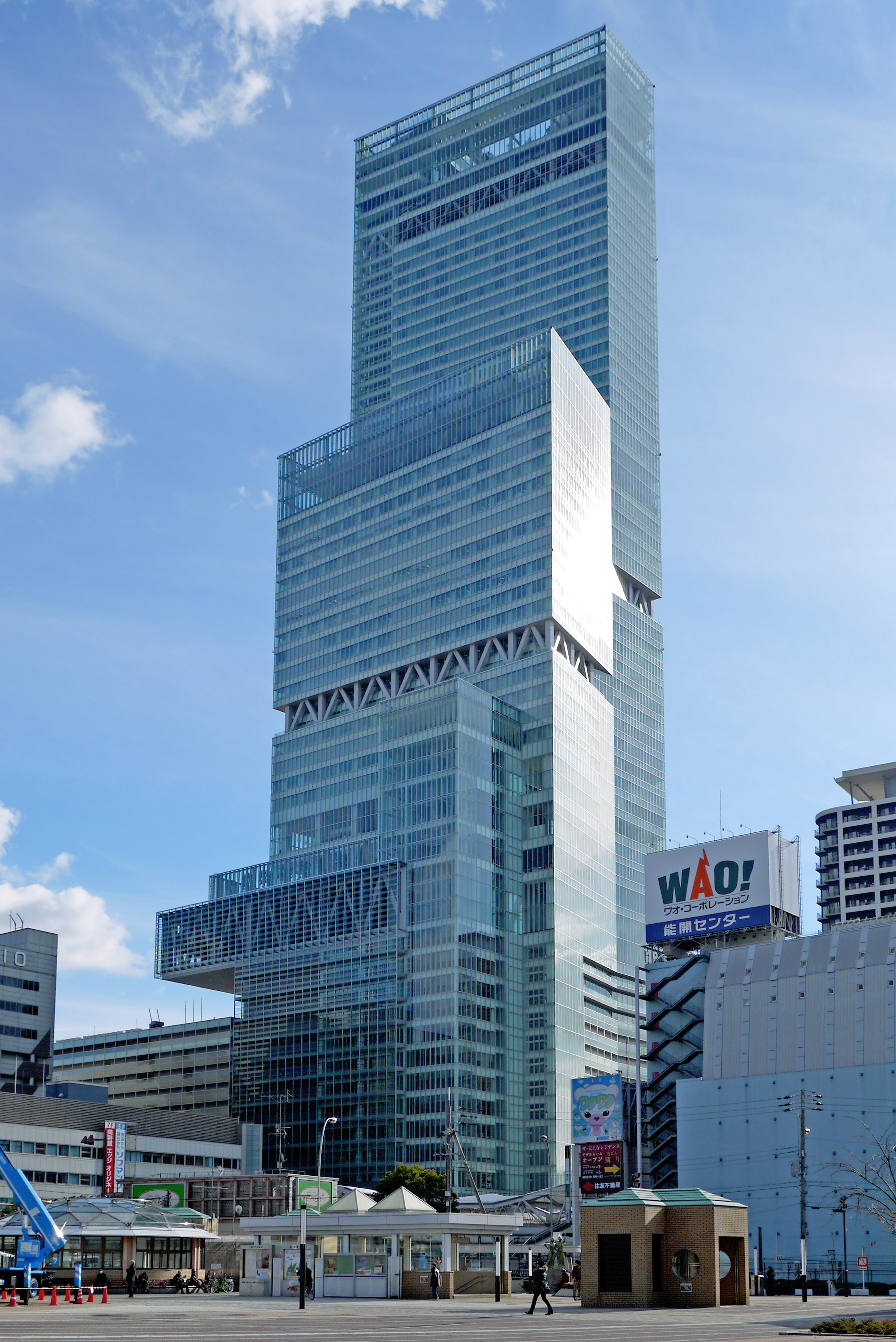
天王寺・阿倍野（大阪）
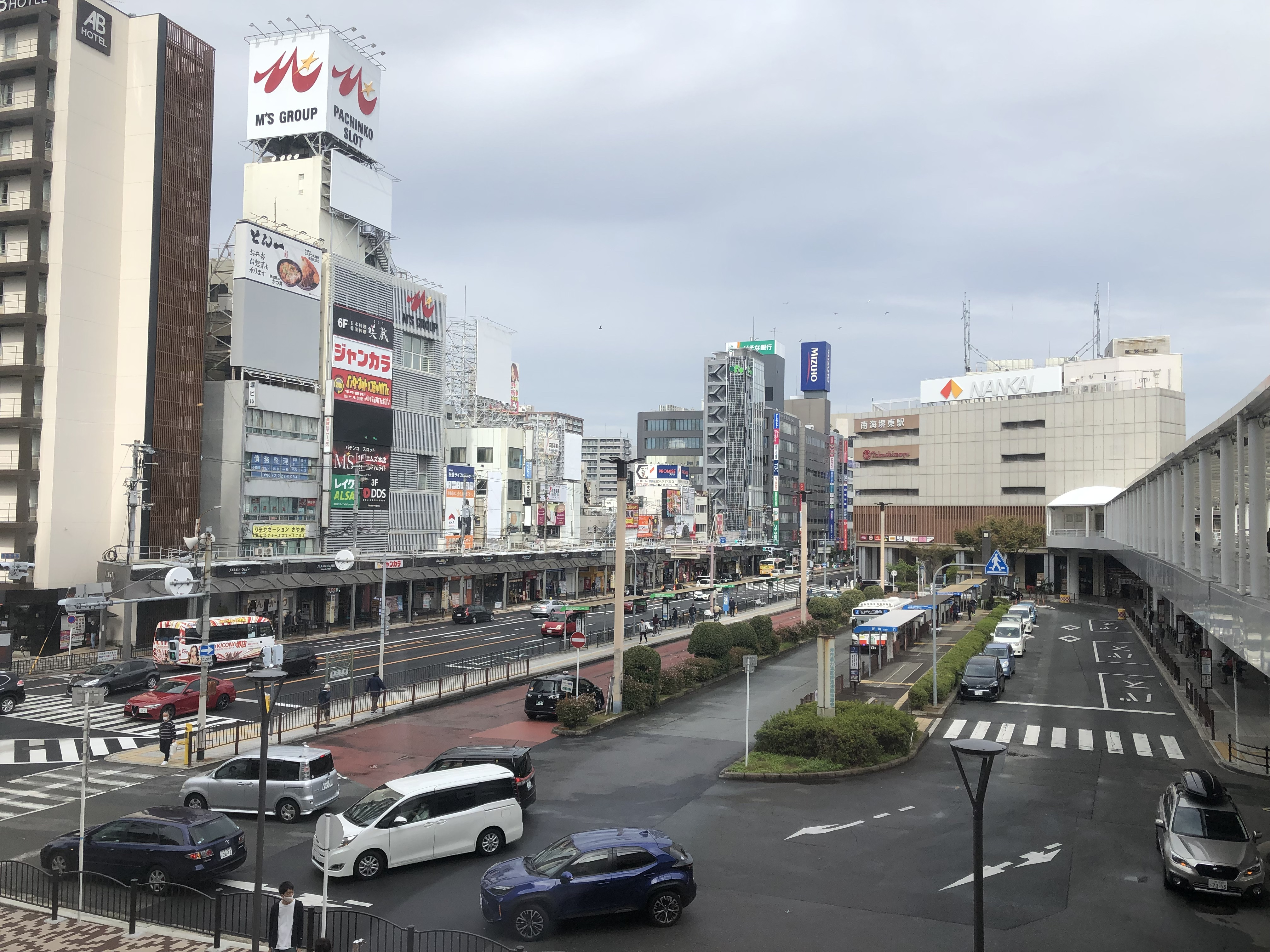
堺東（堺）
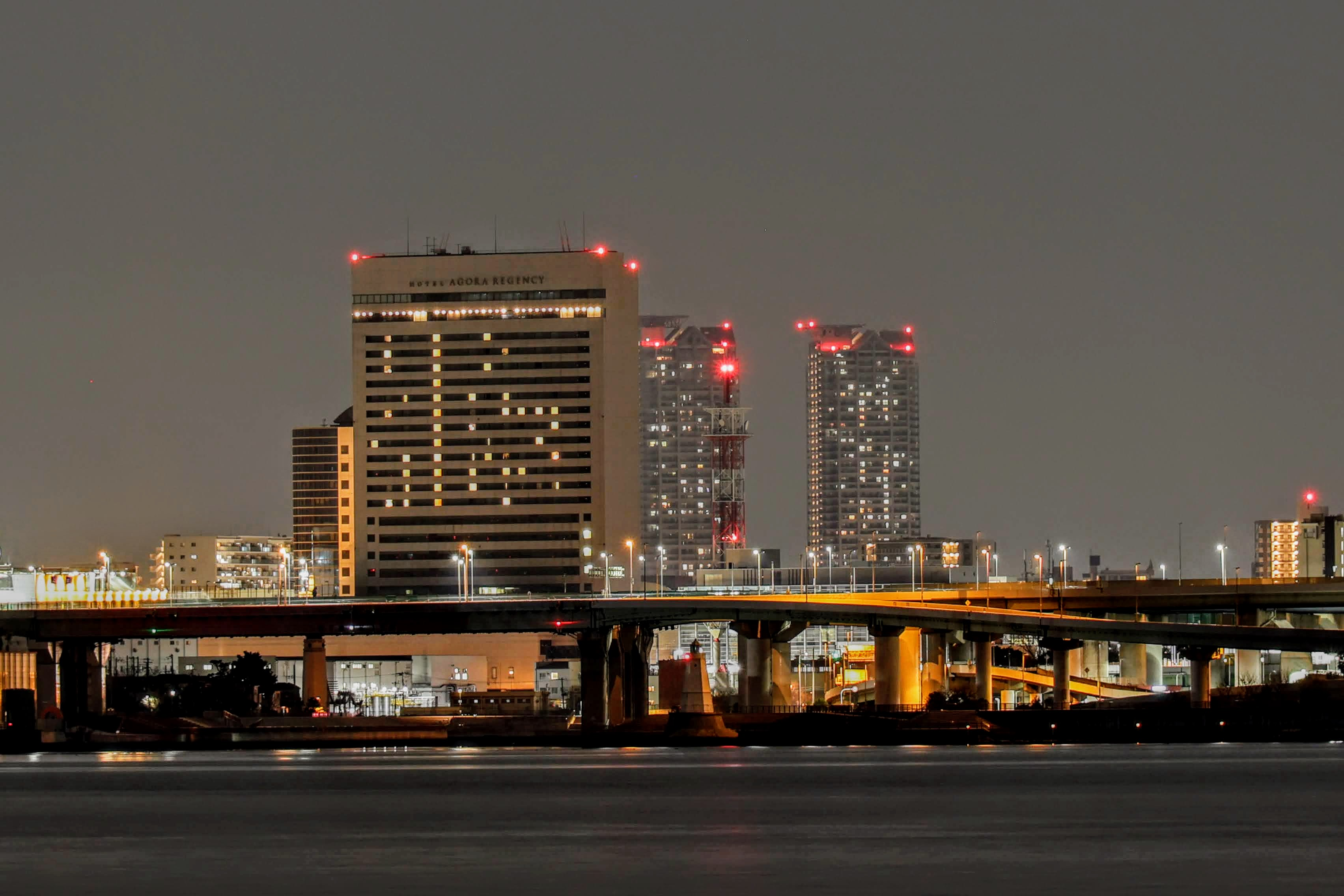
堺駅前（堺）
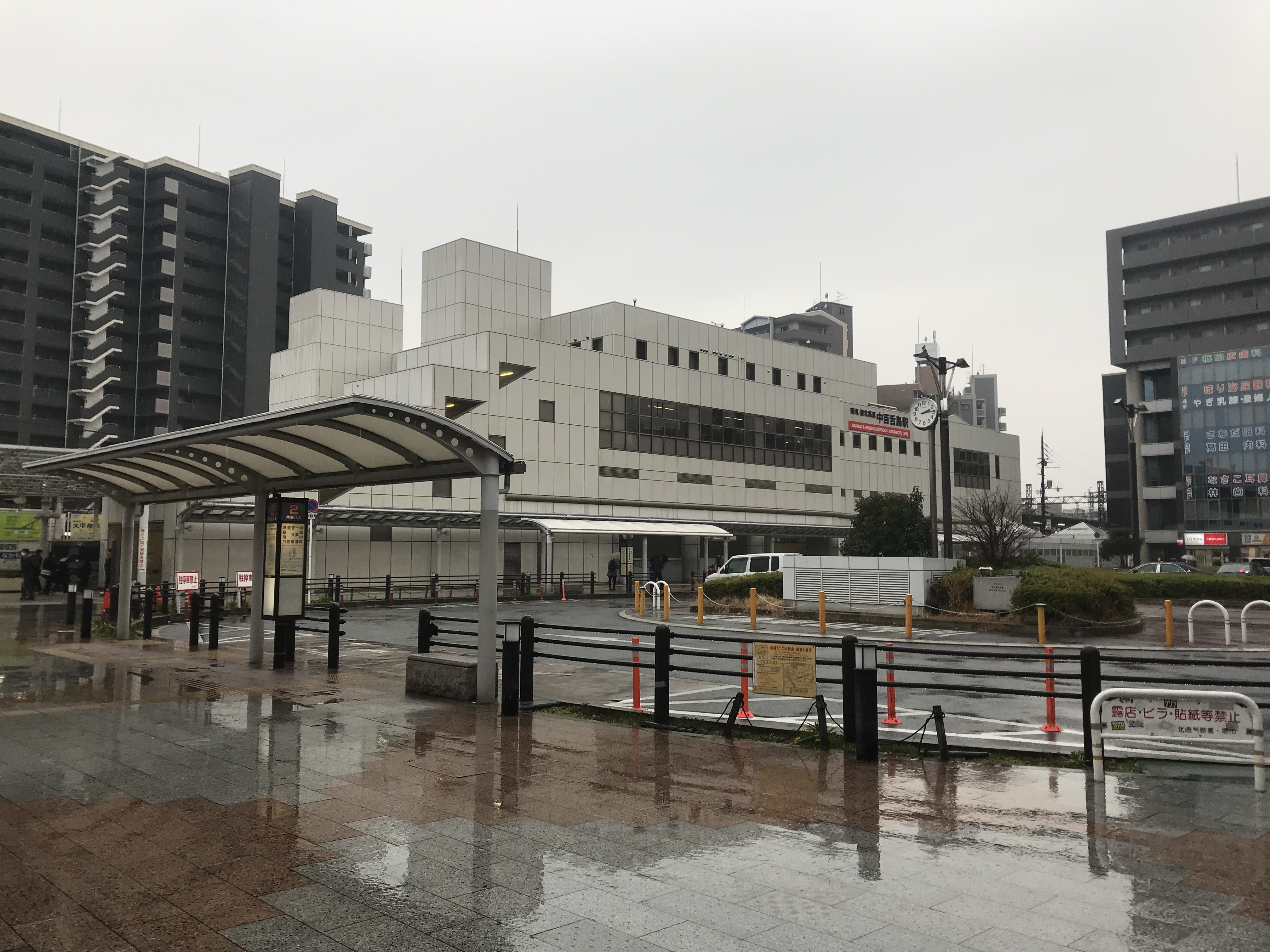
中百舌鳥（堺）
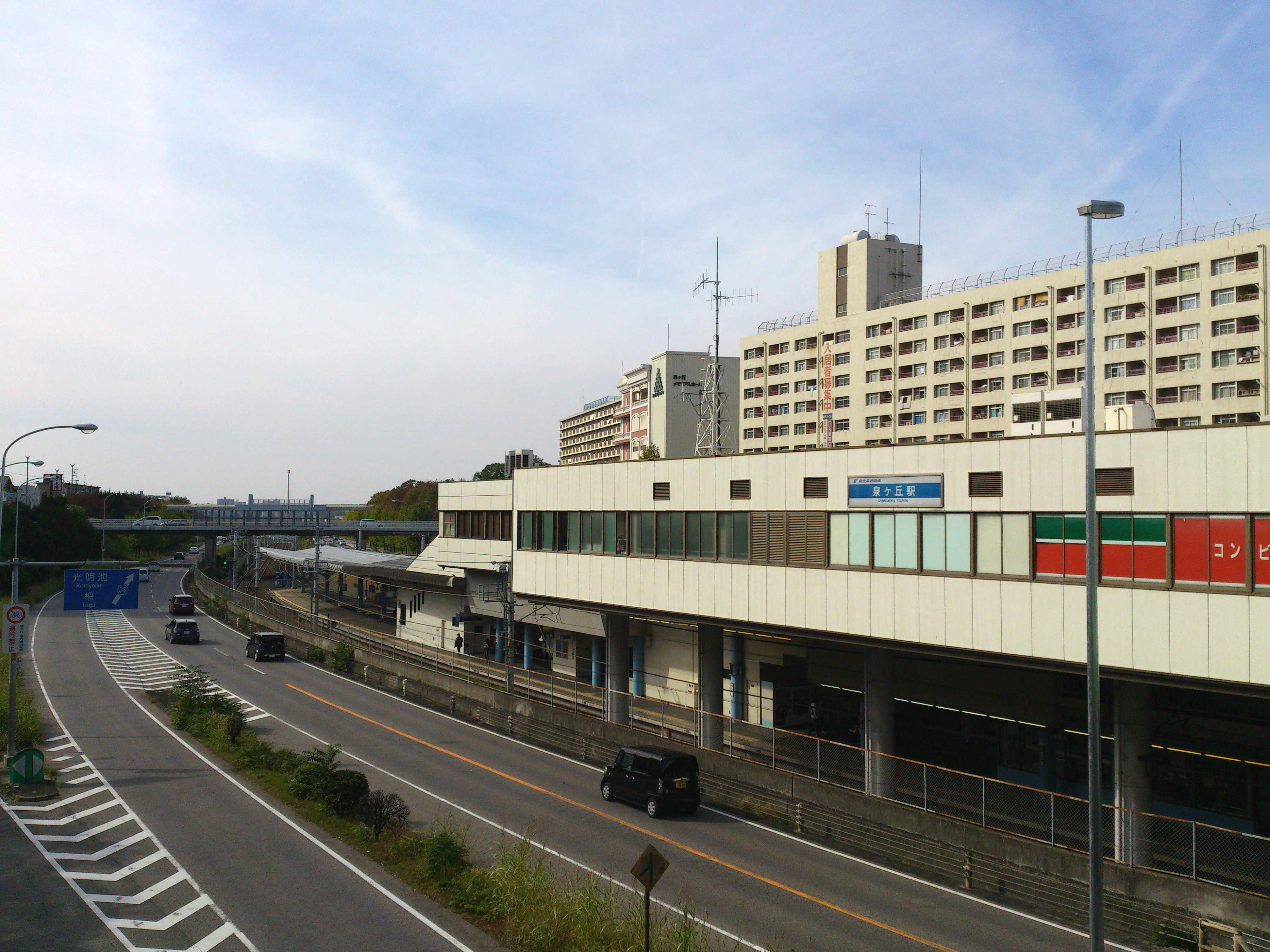
泉ヶ丘（堺）
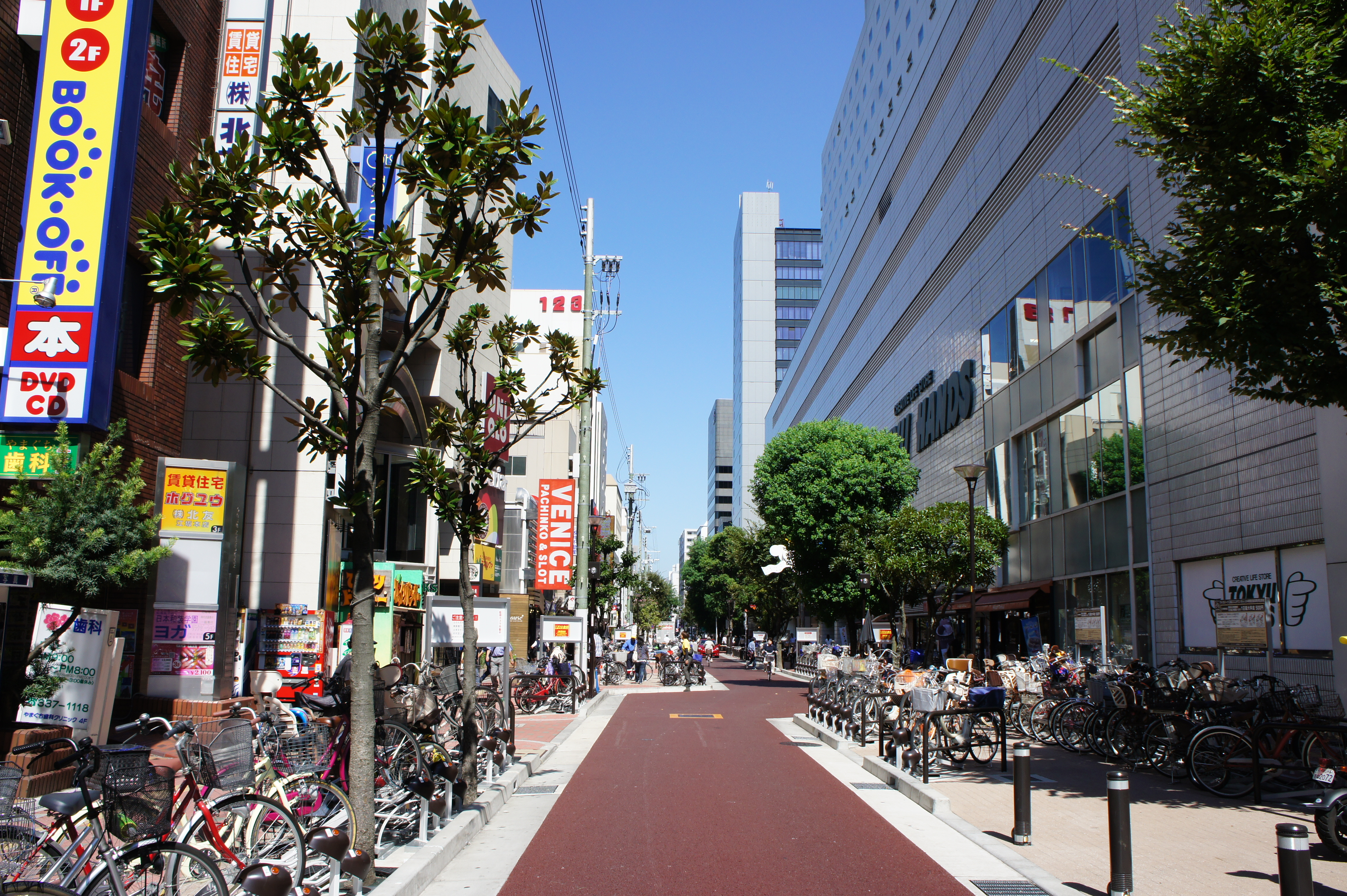
江坂（吹田）
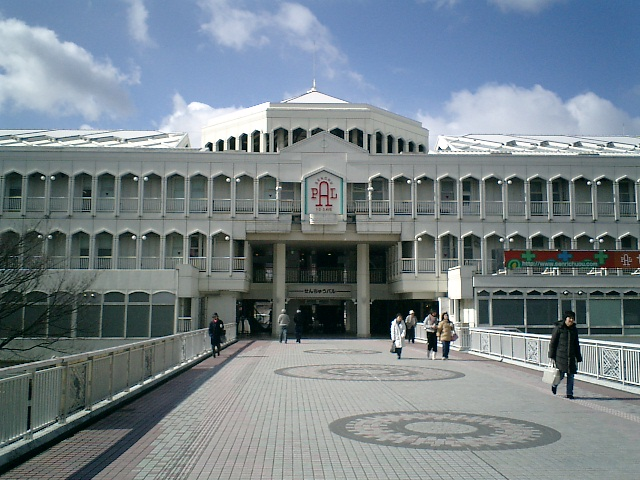
千里中央（豊中）
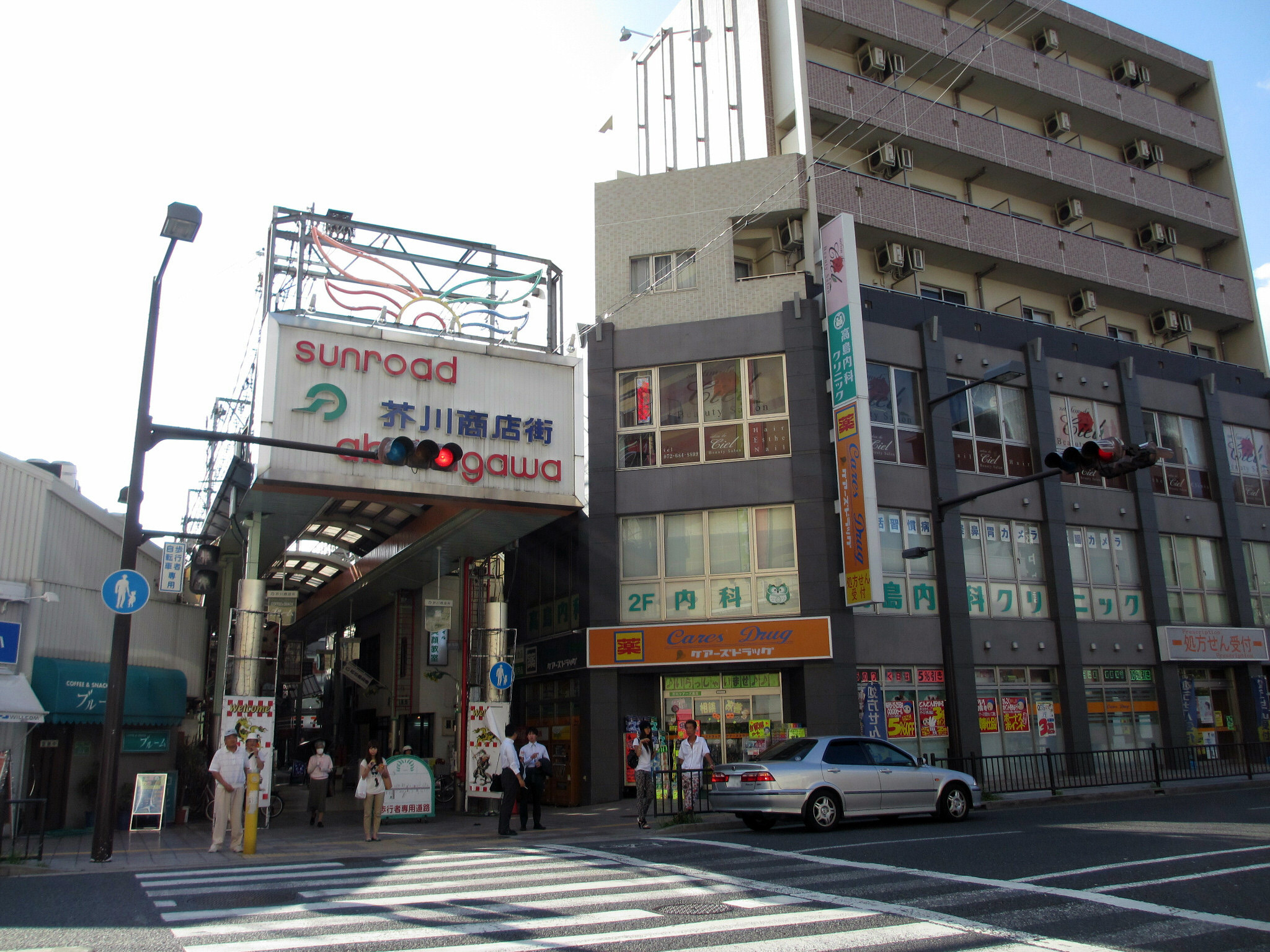
芥川商店街（高槻）
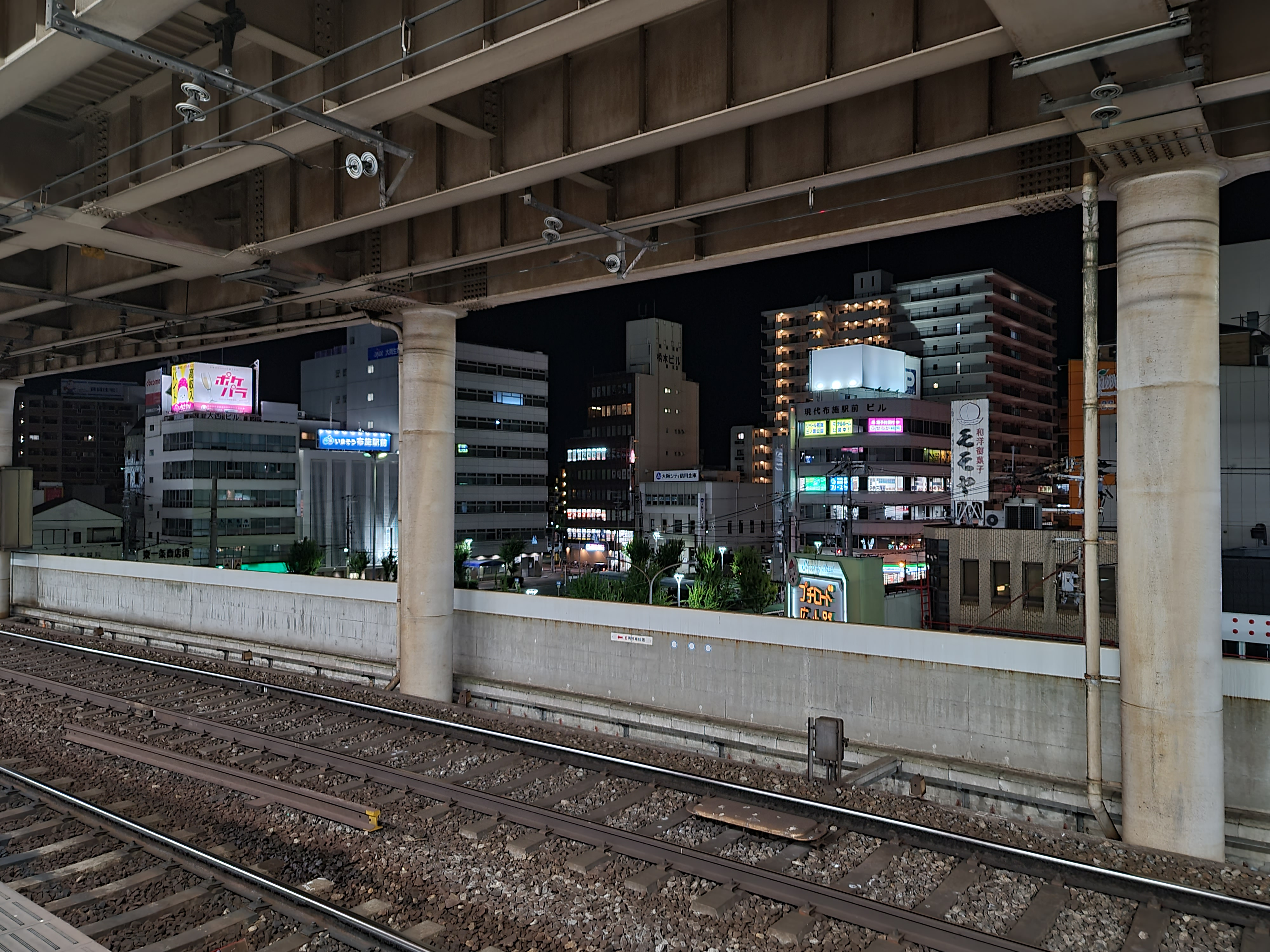
布施（東大阪）

兵庫県
- 三宮（神戸）
- 神戸居留地（神戸）
- ハーバーランド（神戸）
- 新開地（神戸）
- 新長田（神戸）
- 板宿（神戸）
- 名谷（神戸）
- 西神中央（神戸）
- 姫路駅北口（姫路）
- 三和商店街（尼崎）

### 中国地方

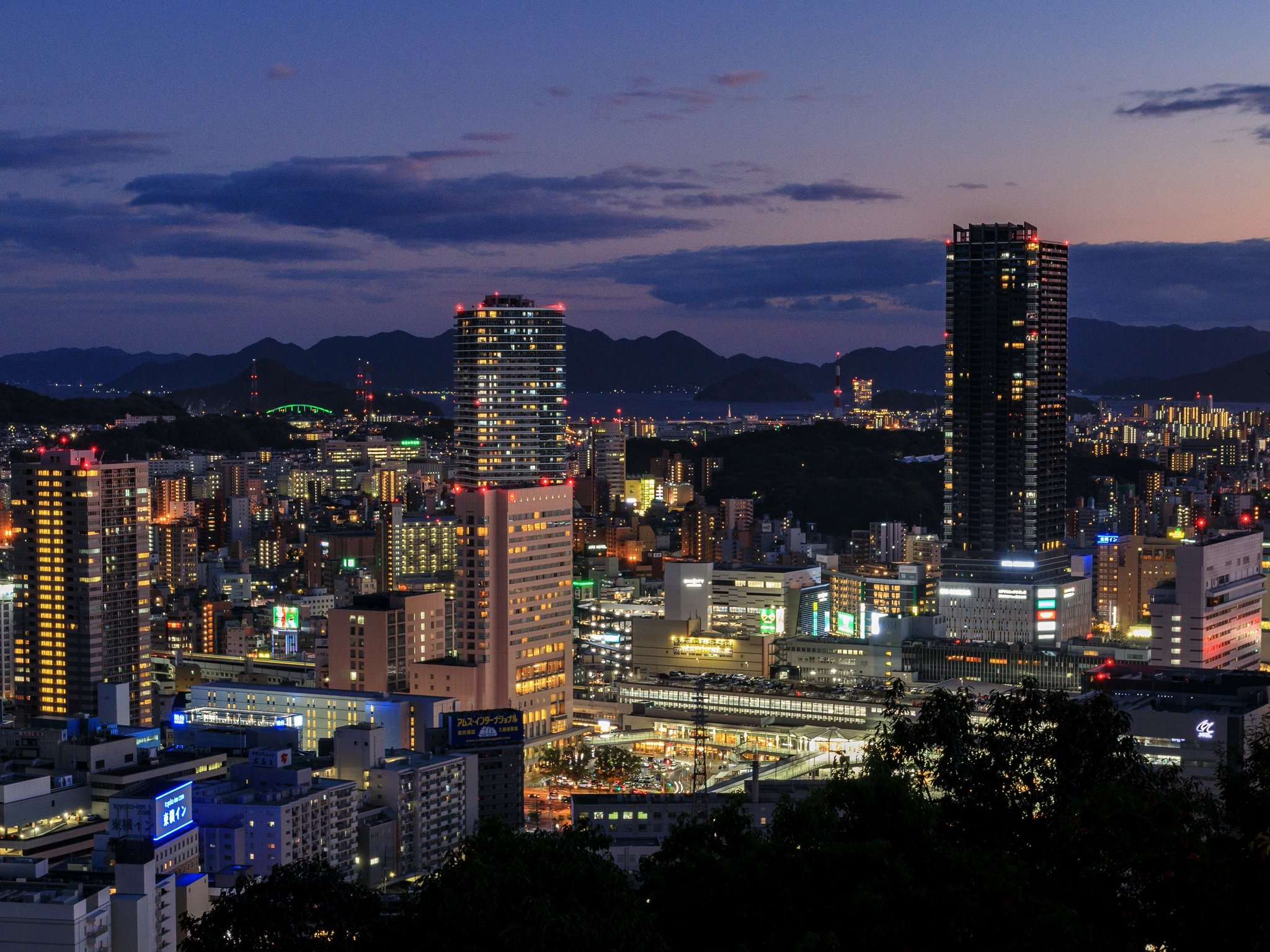
広島市

岡山県

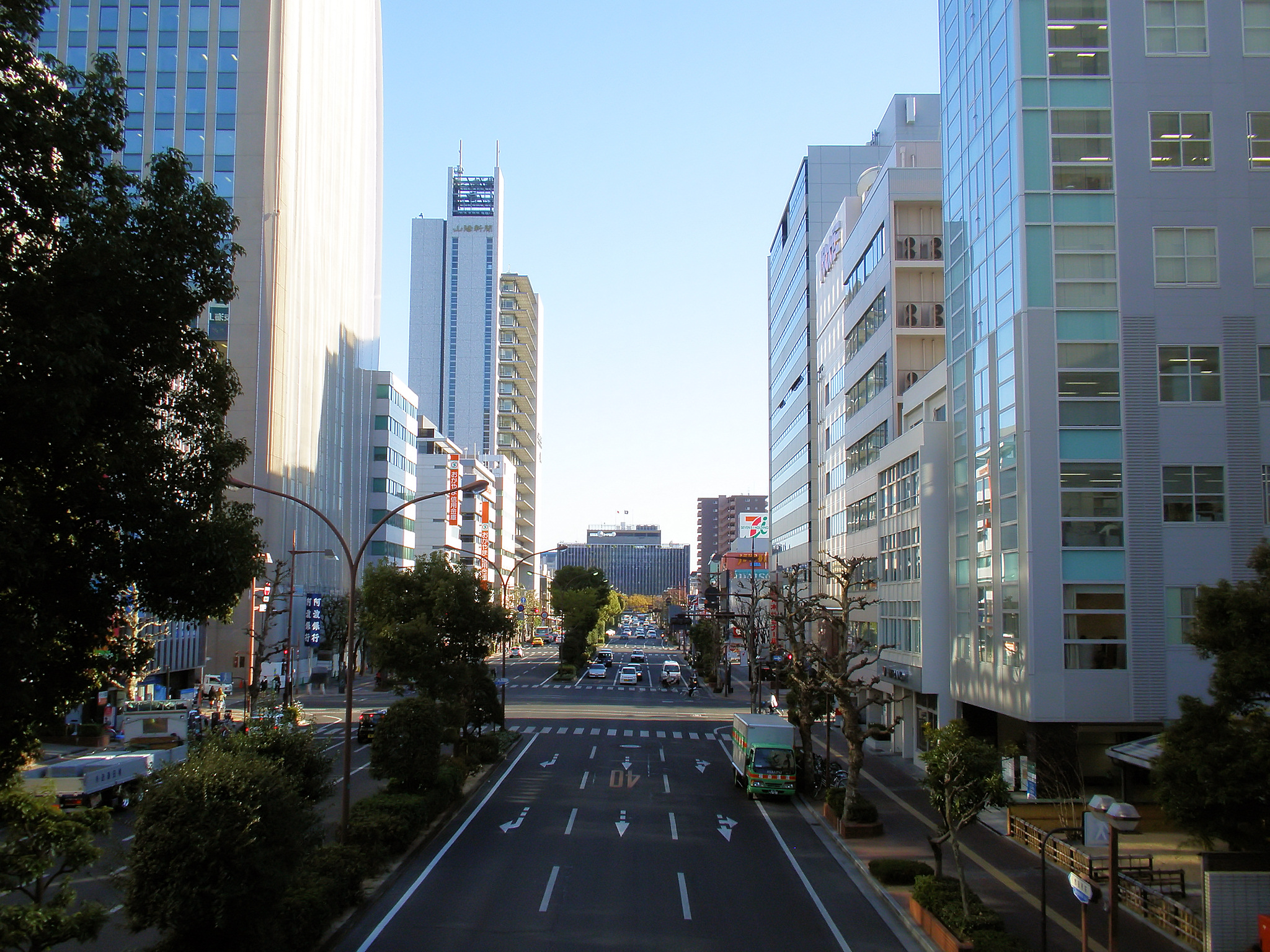
田町（岡山）
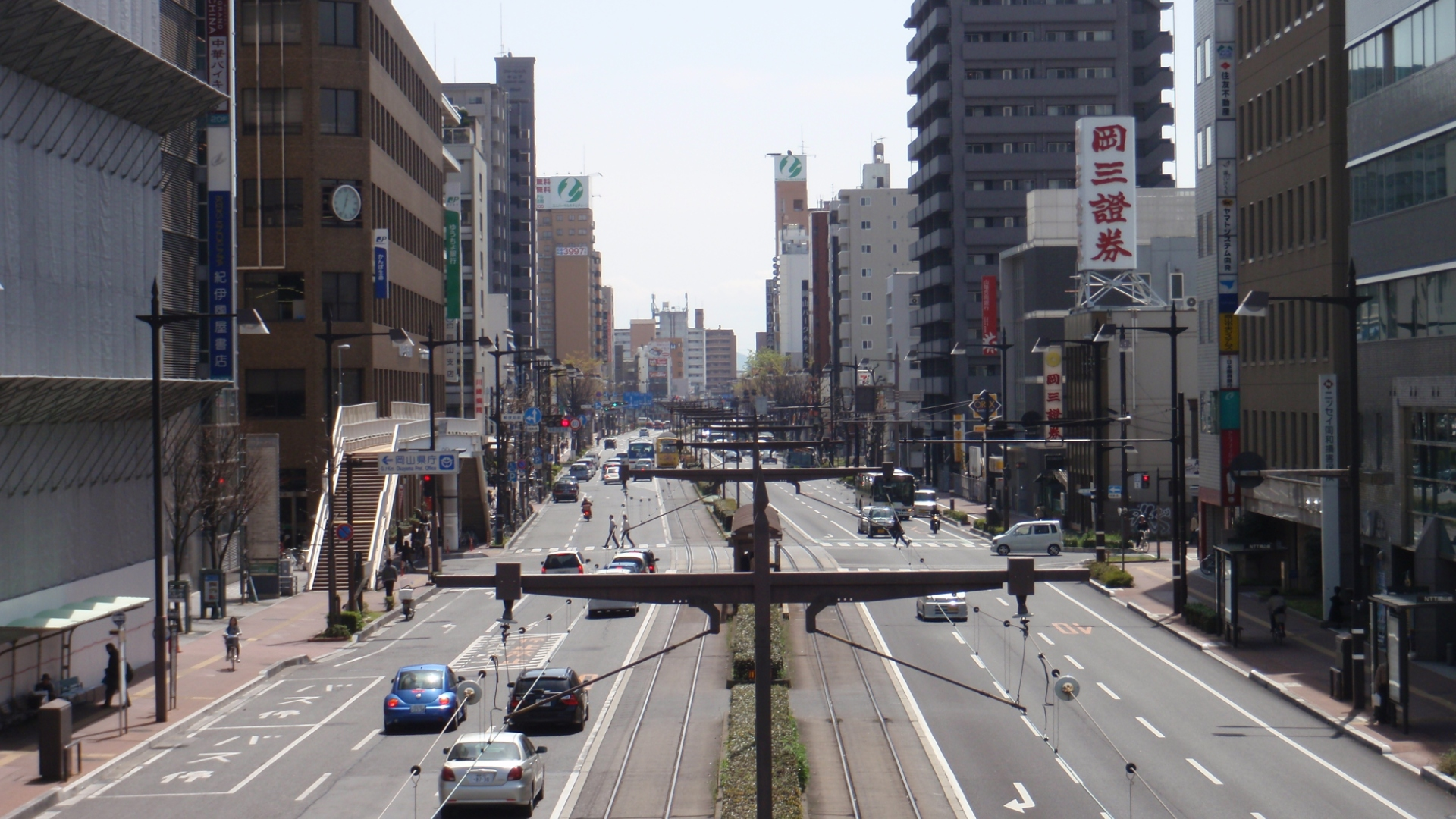
磨屋町（岡山）

広島県

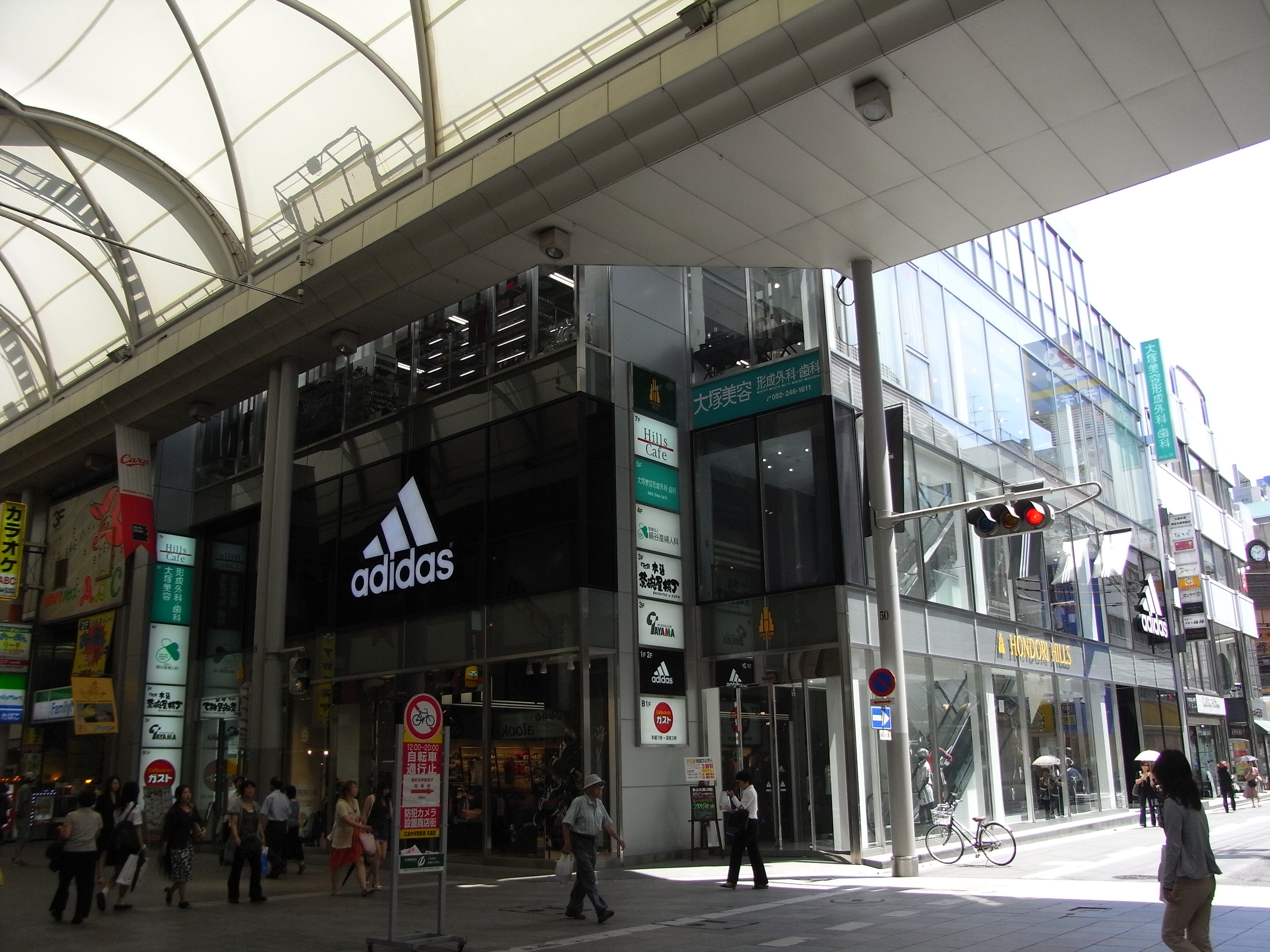
本通（広島）
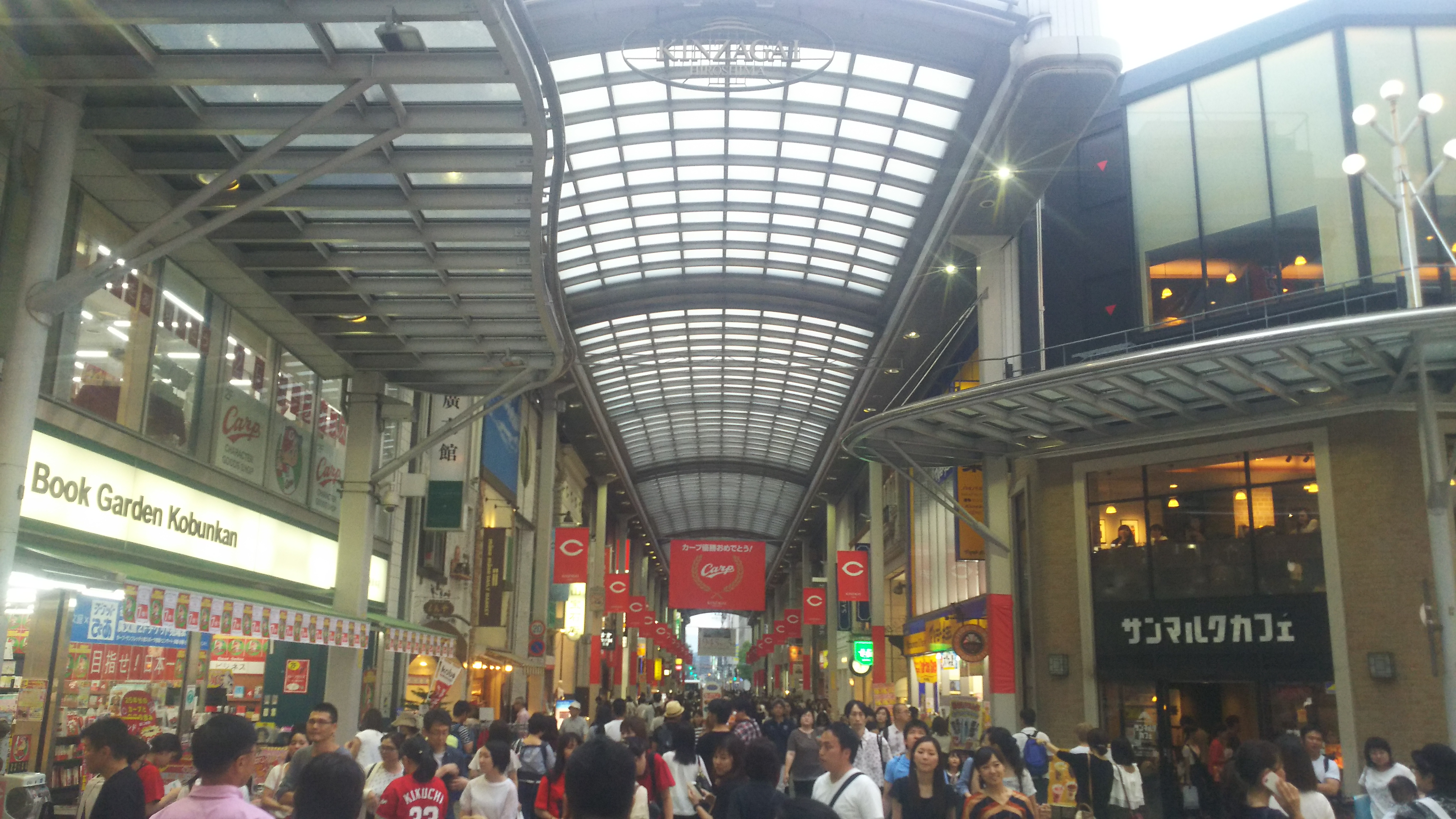
金座街（広島）
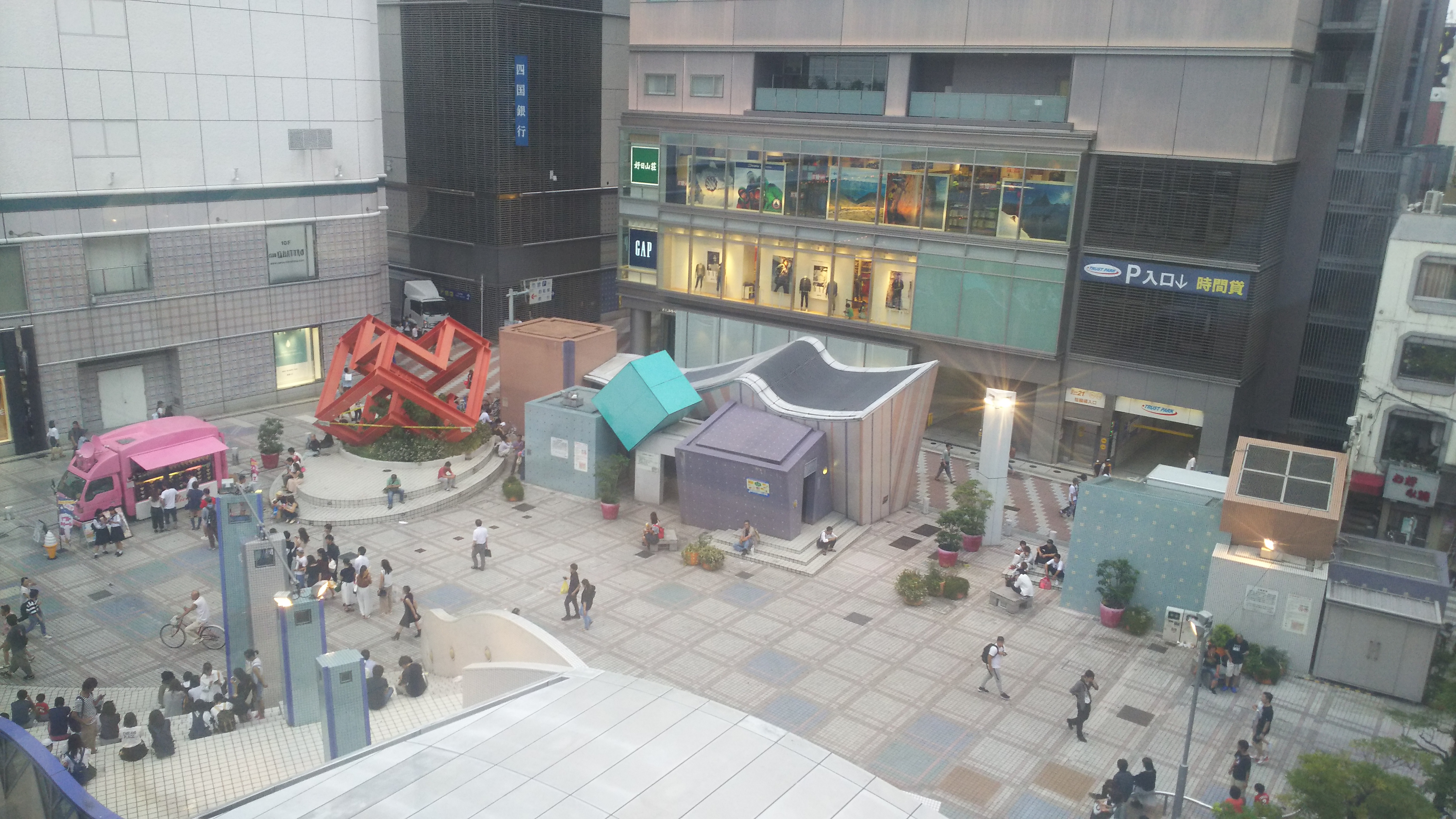
アリスガーデン（広島）
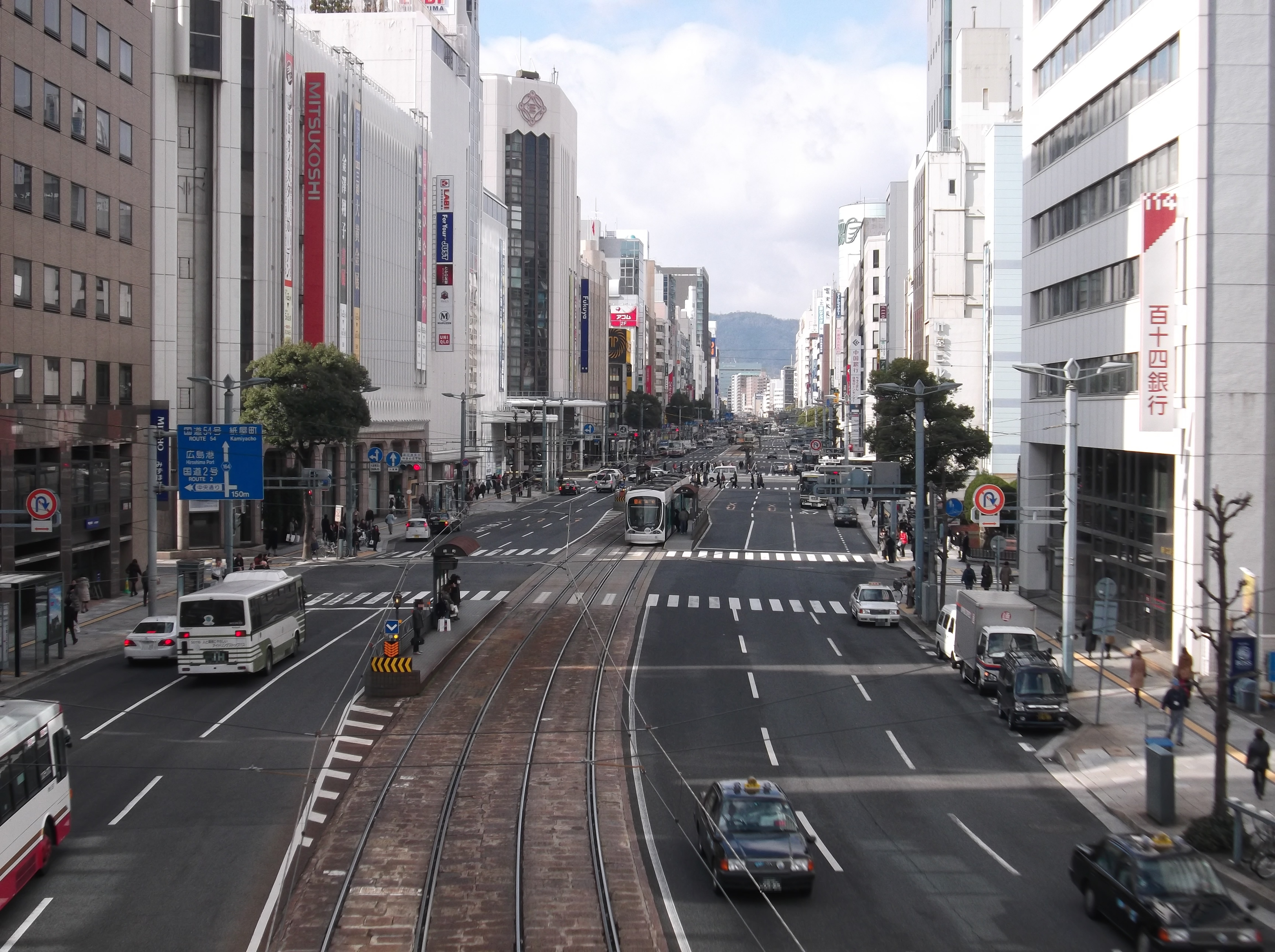
紙屋町（広島）
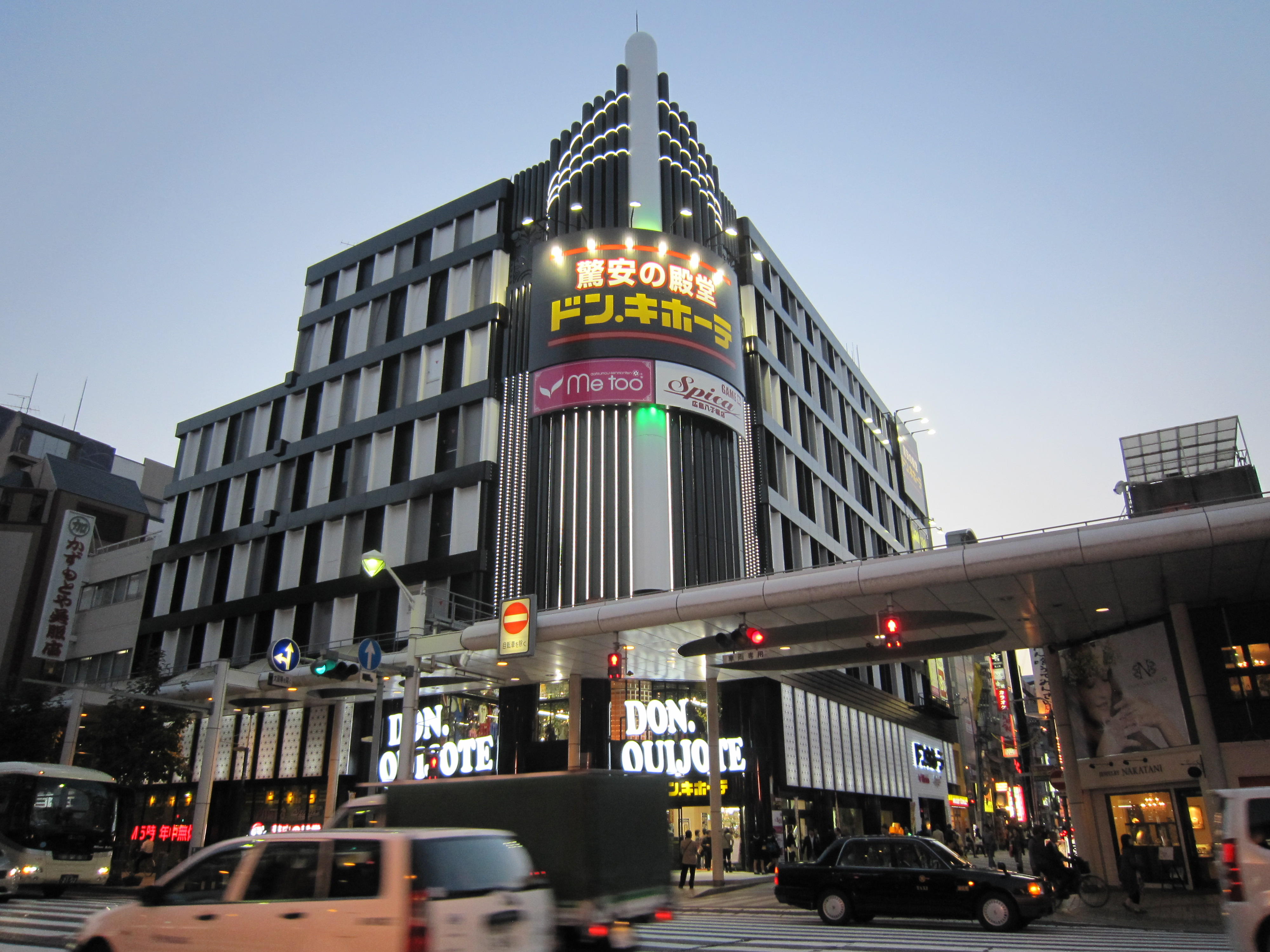
八丁堀（広島）

### 四国地方

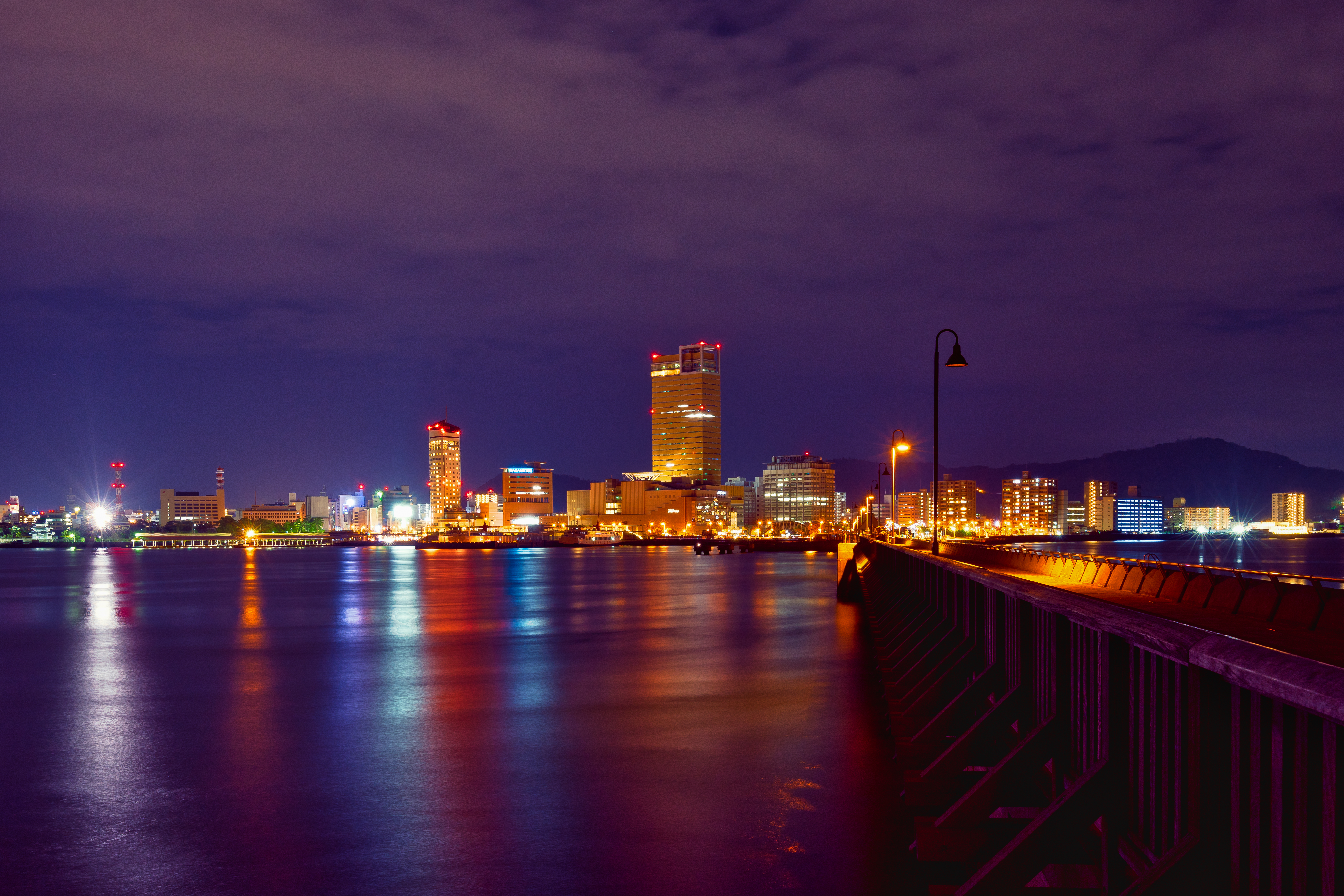
高松市

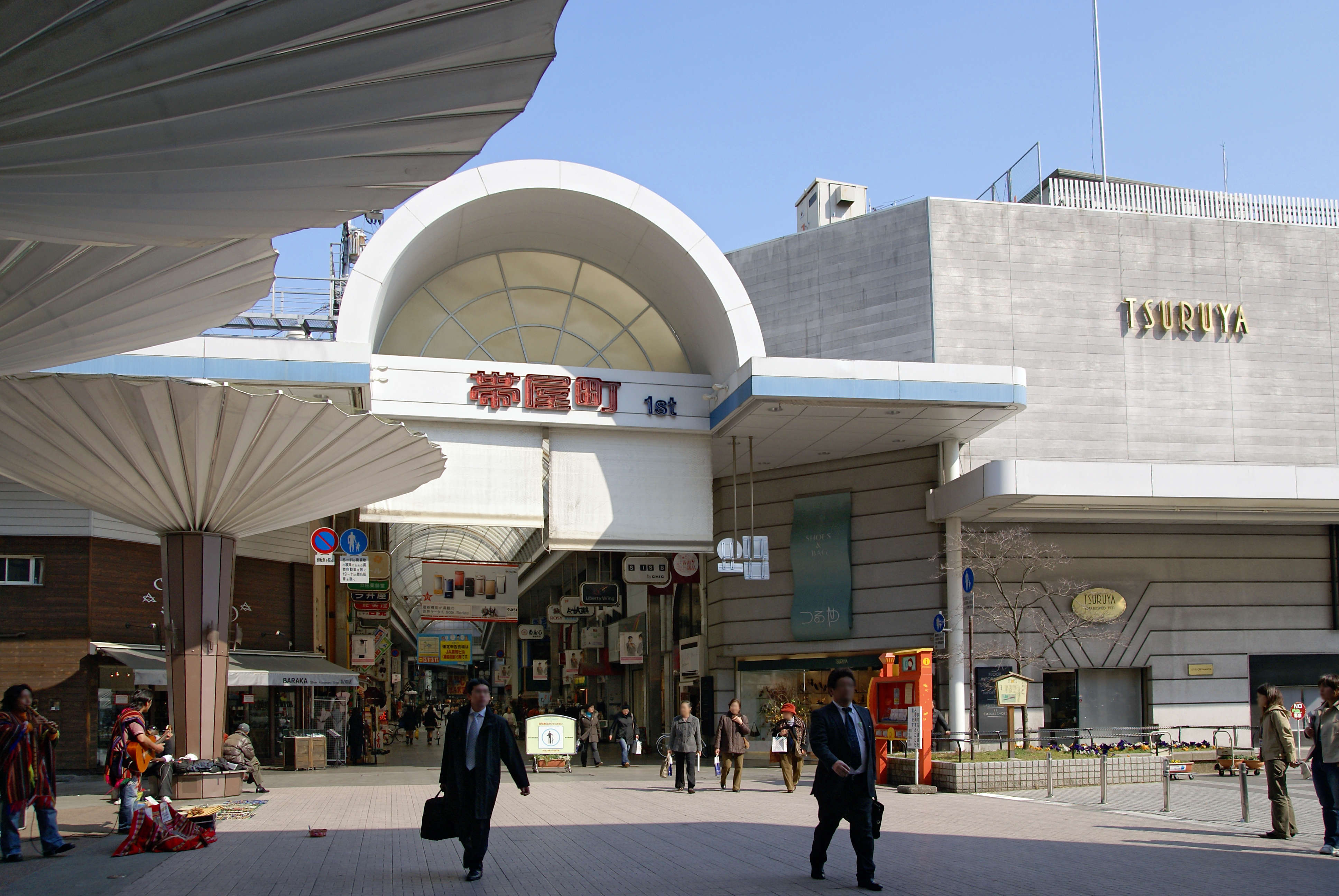
帯屋町（高知）
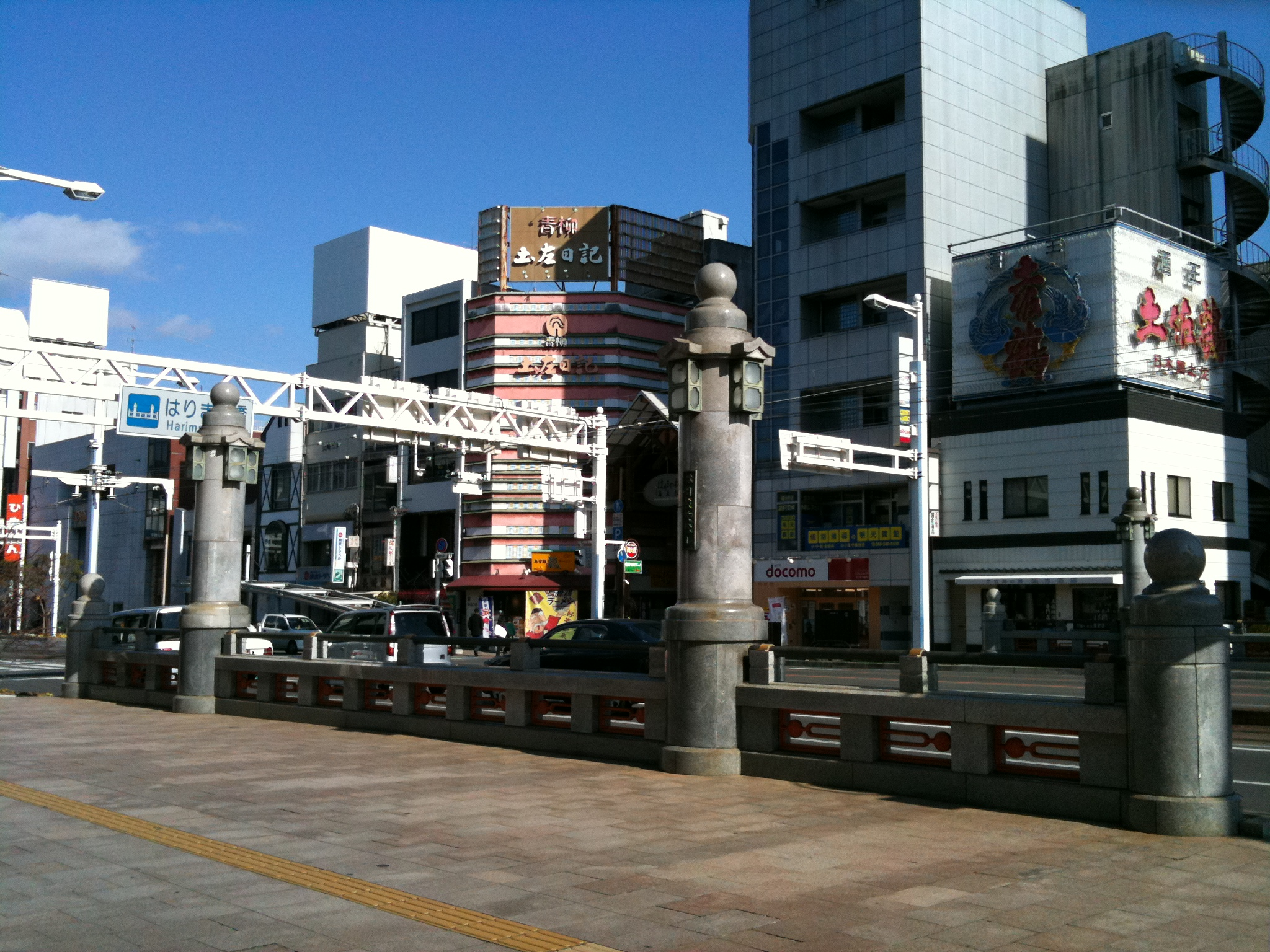
播磨屋橋（高知）

香川県

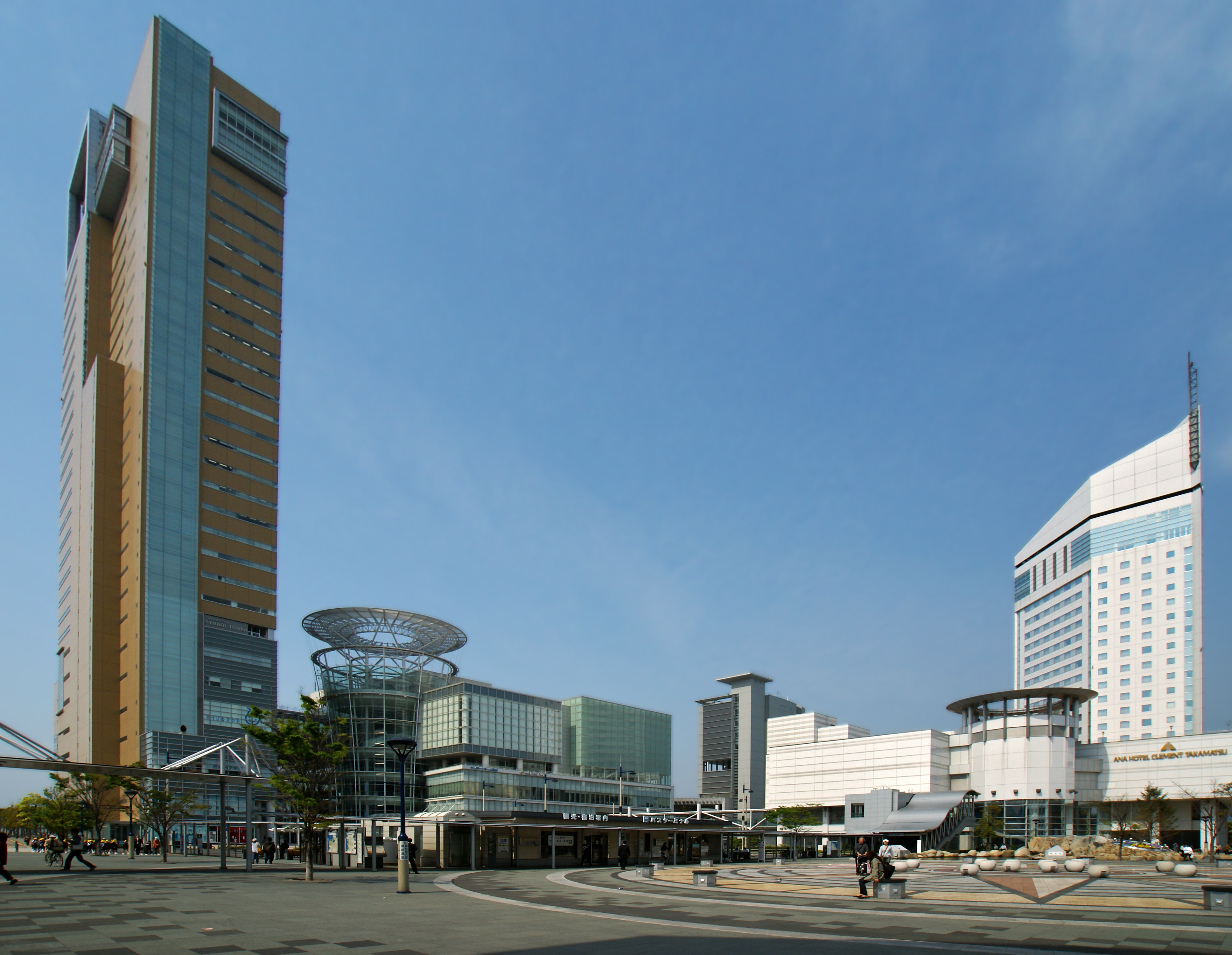
サンポート（高松）
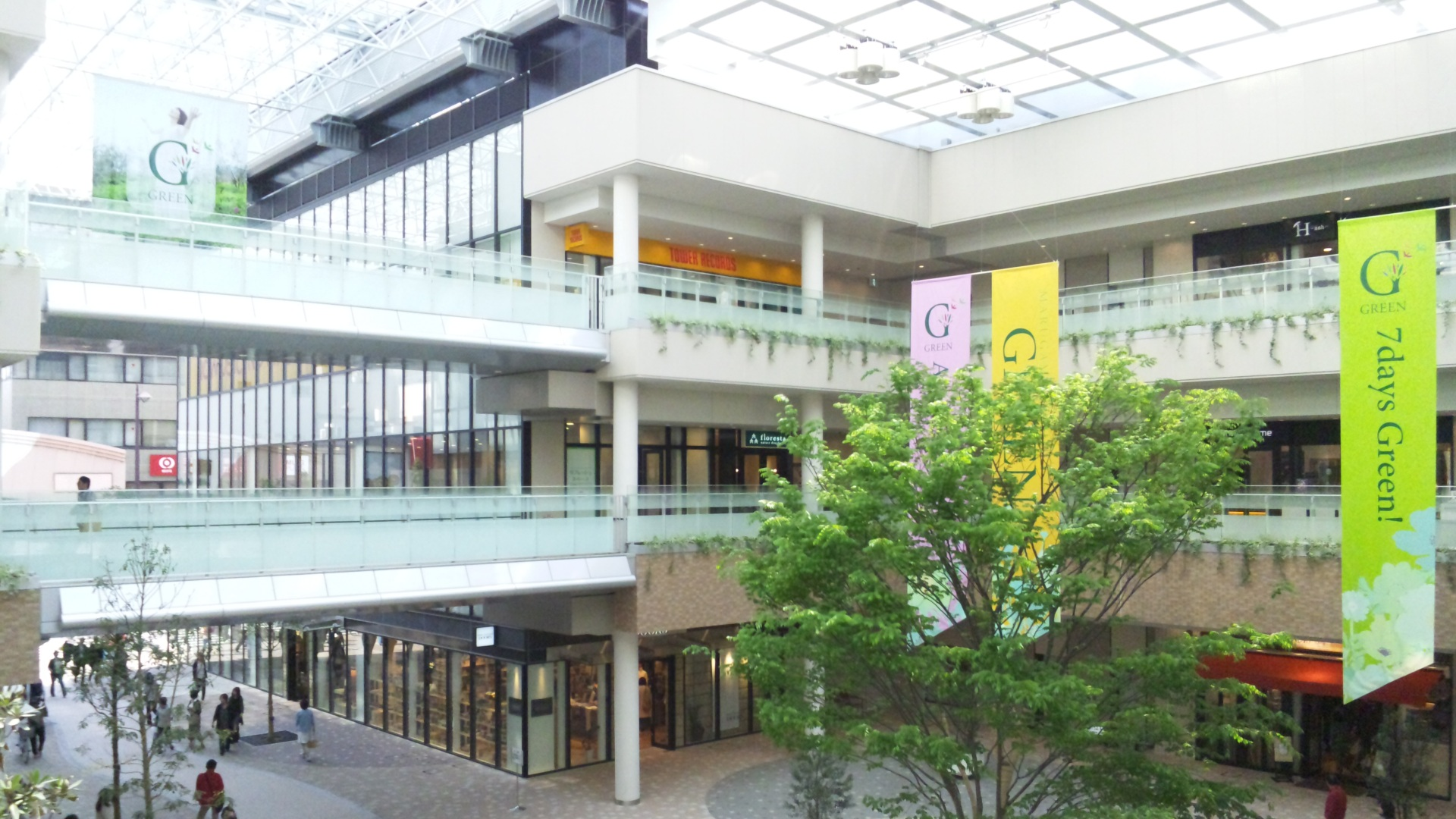
丸亀町（高松）

愛媛県

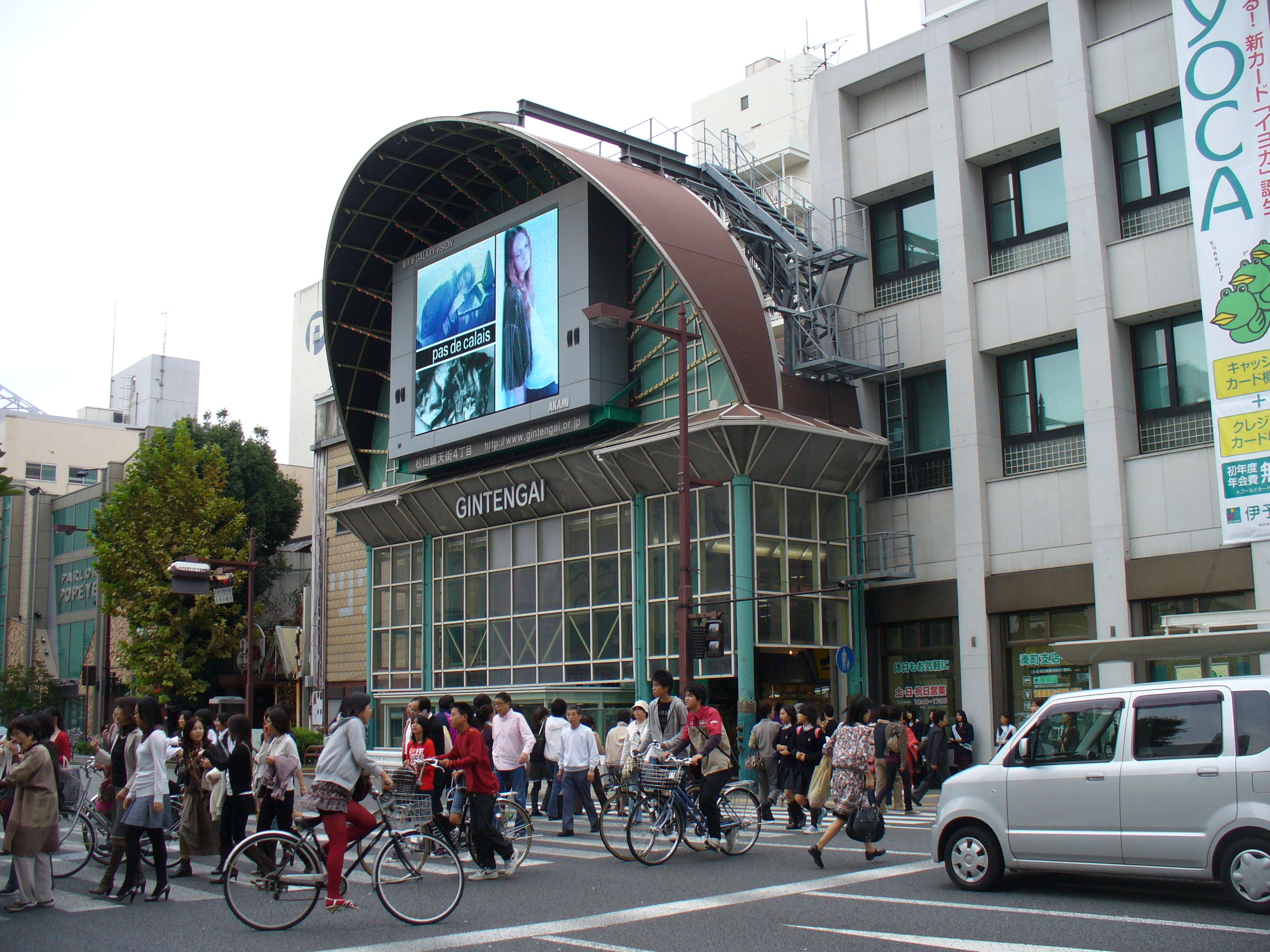
銀天街（松山）
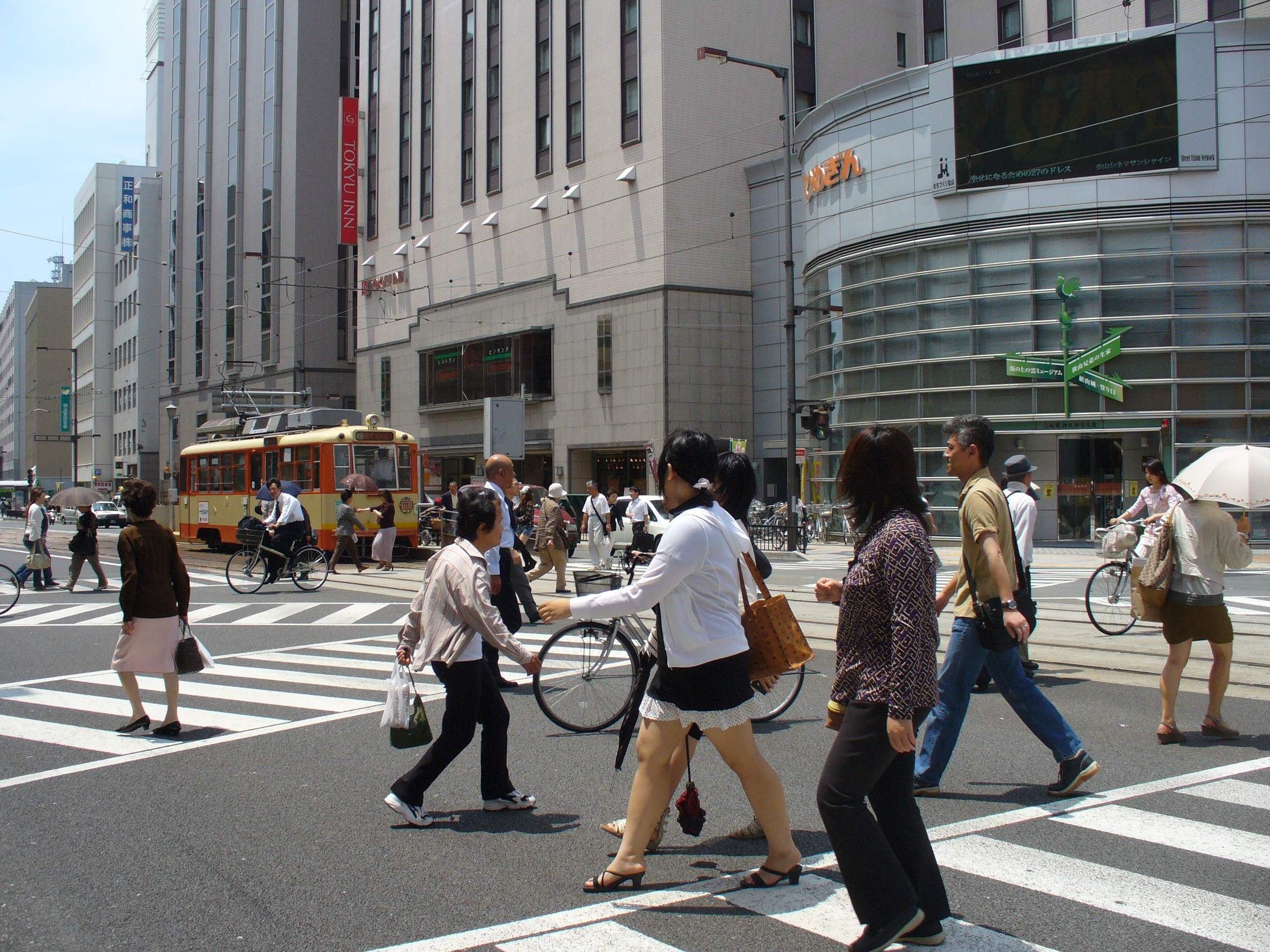
大街道（松山）

高知県
- 帯屋町（高知）
- 播磨屋橋（高知）

### 九州地方

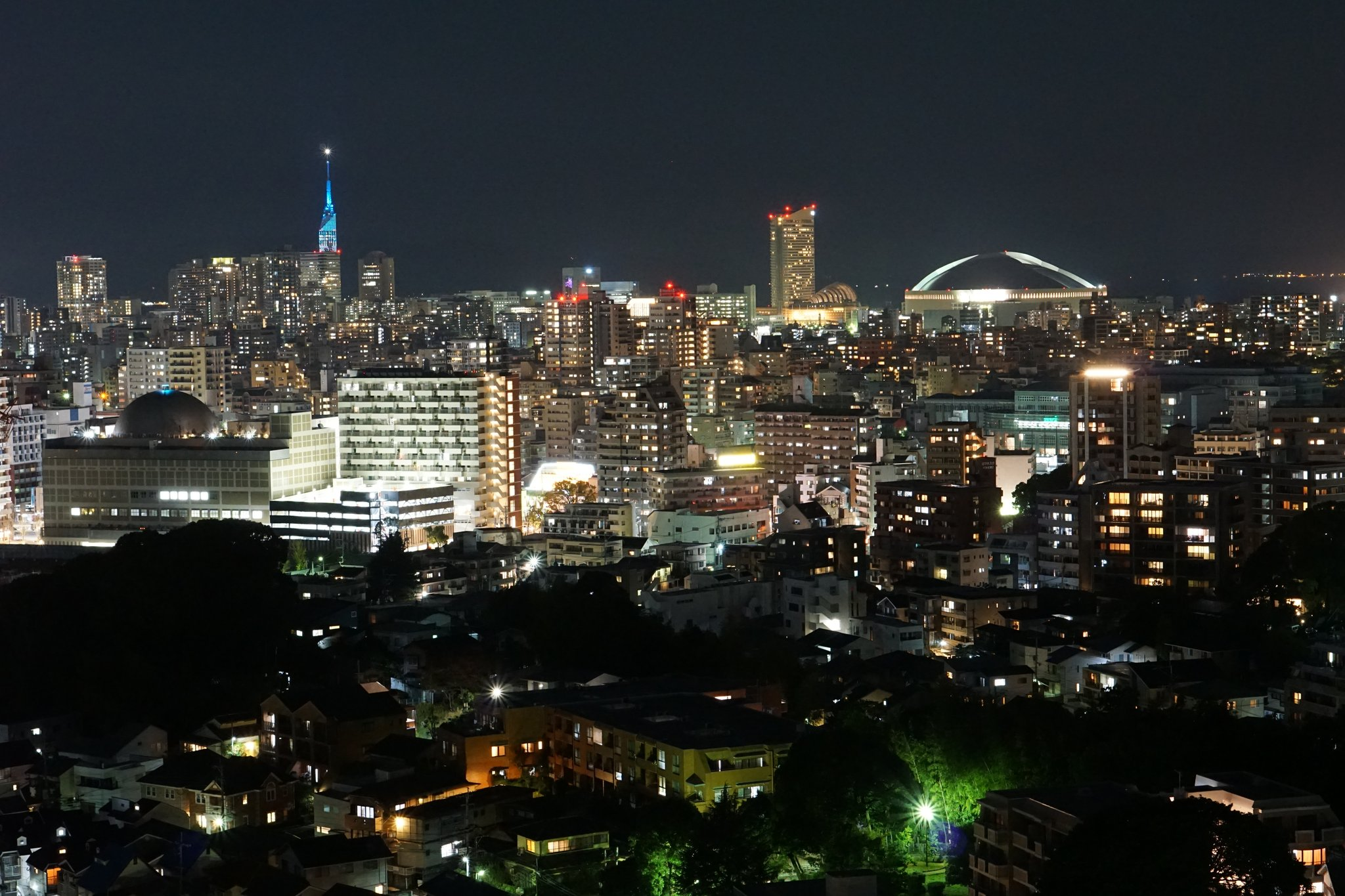
福岡市

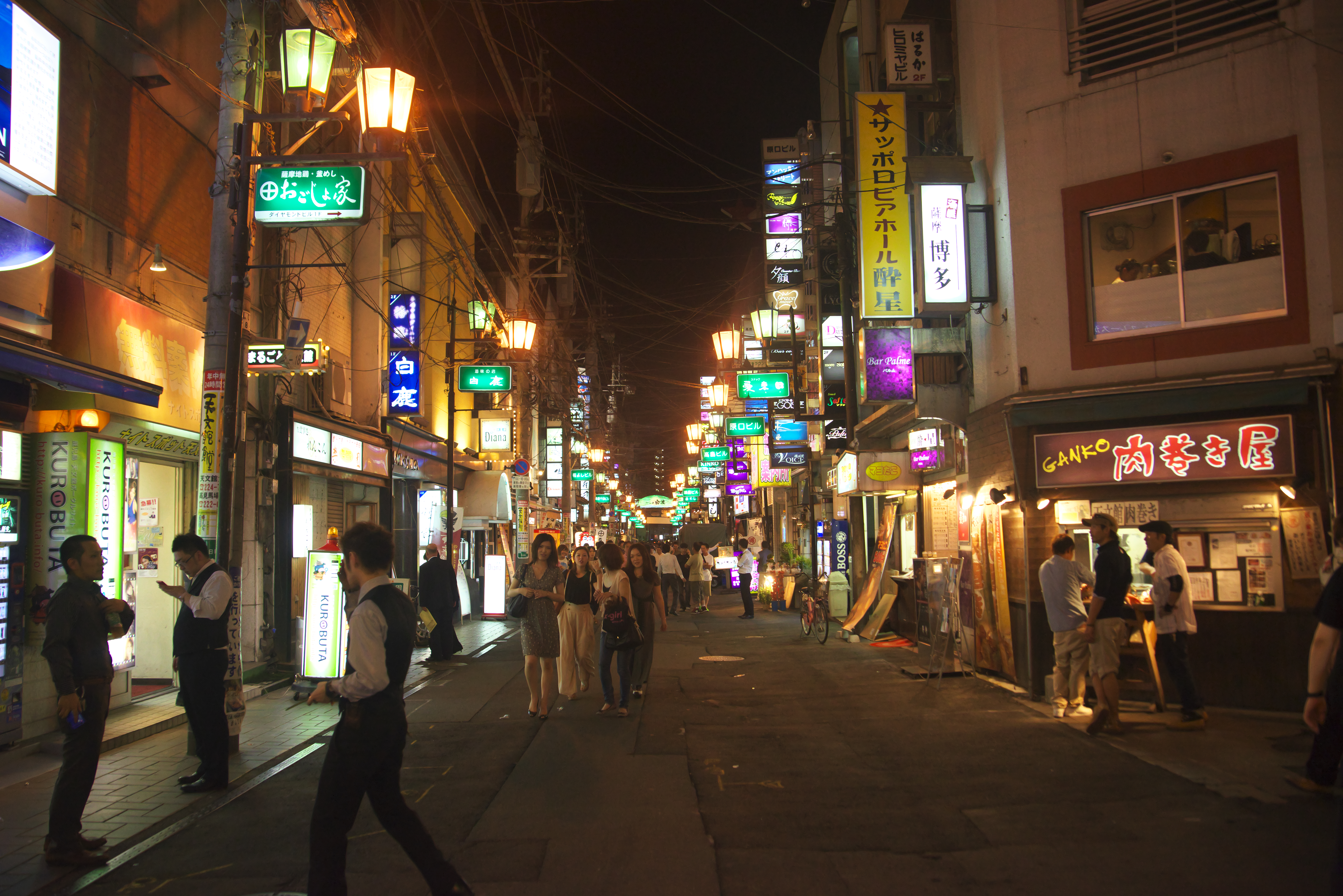
天文館（鹿児島）
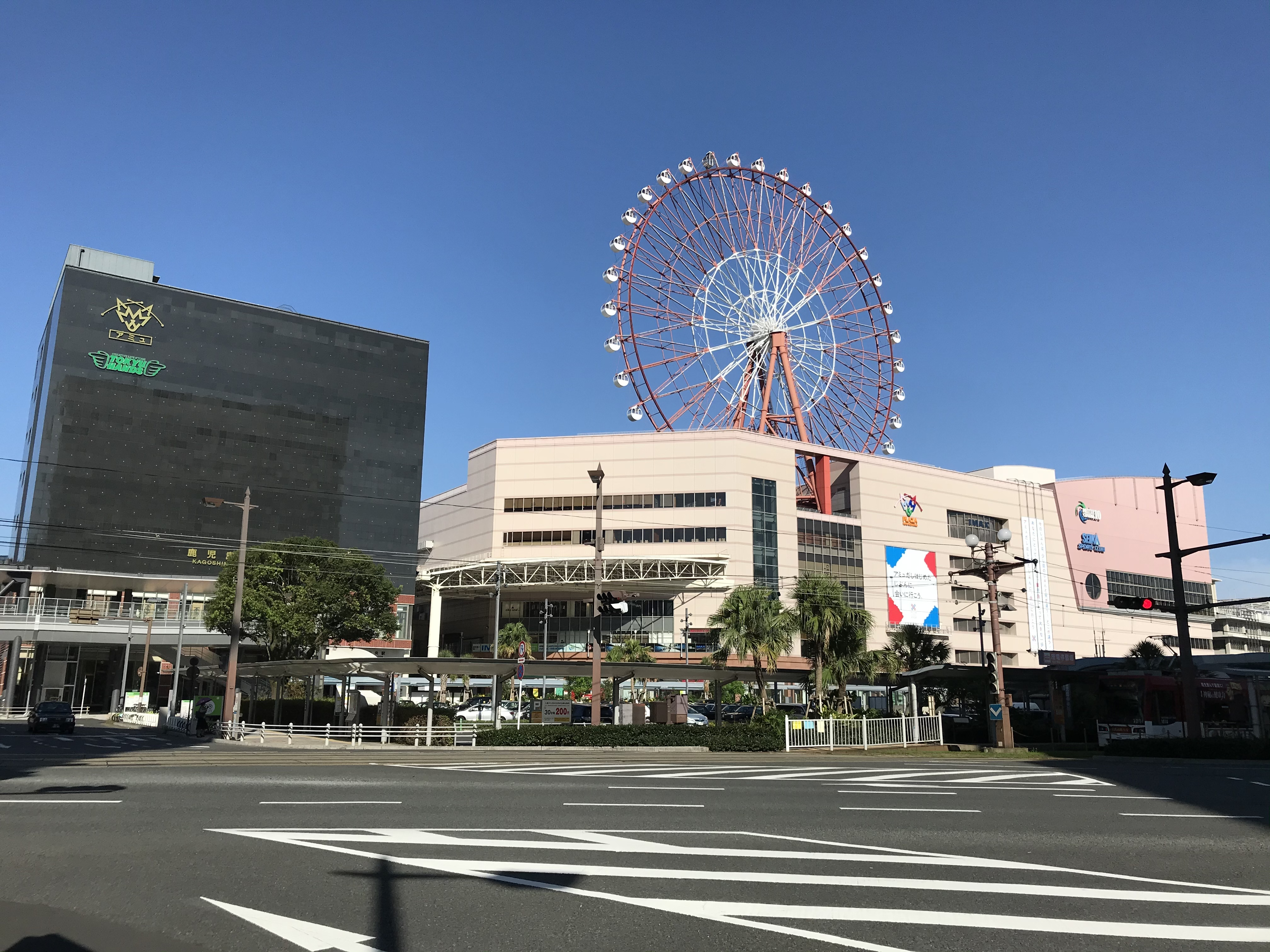
鹿児島中央駅（鹿児島）

福岡県

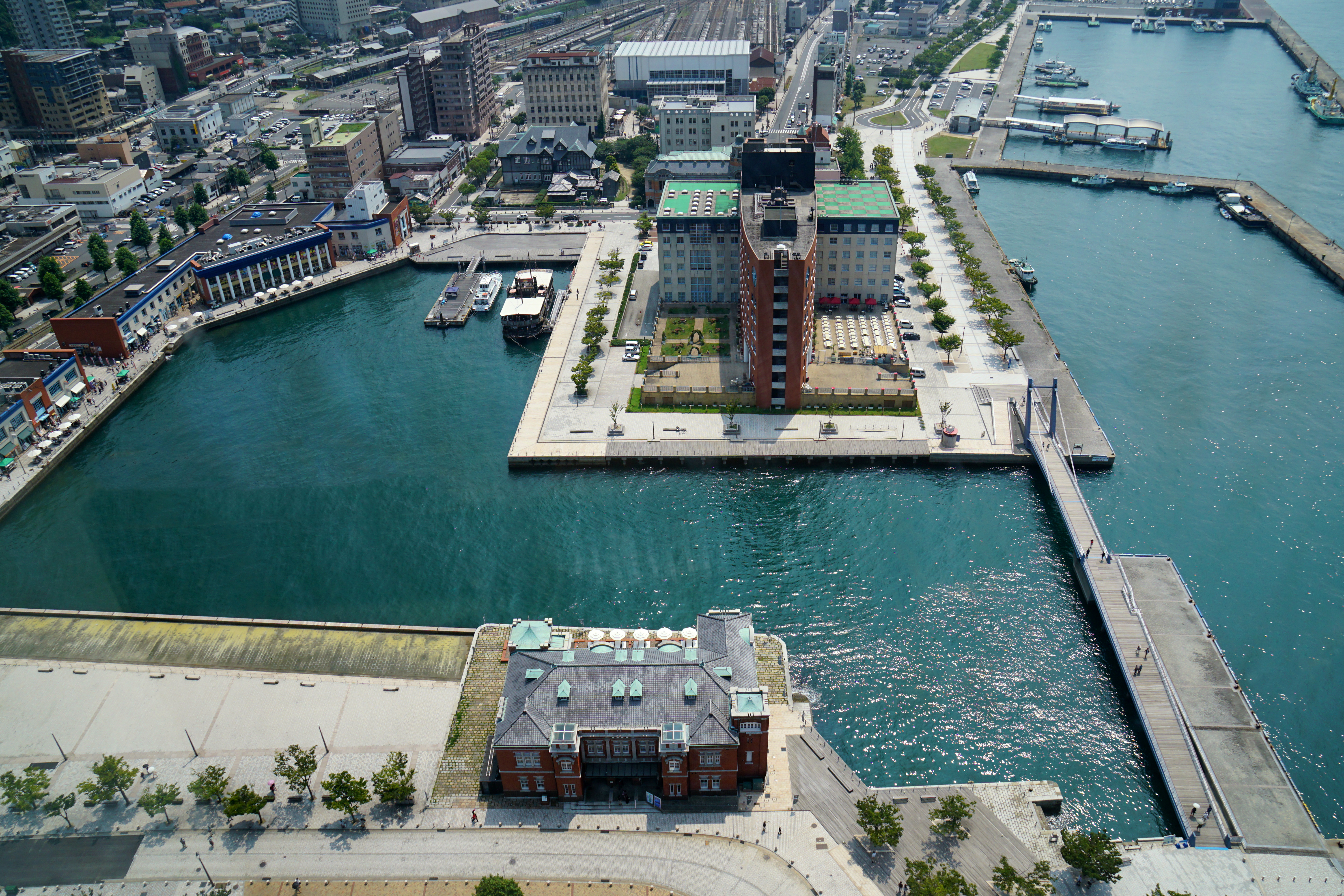
門司（北九州）
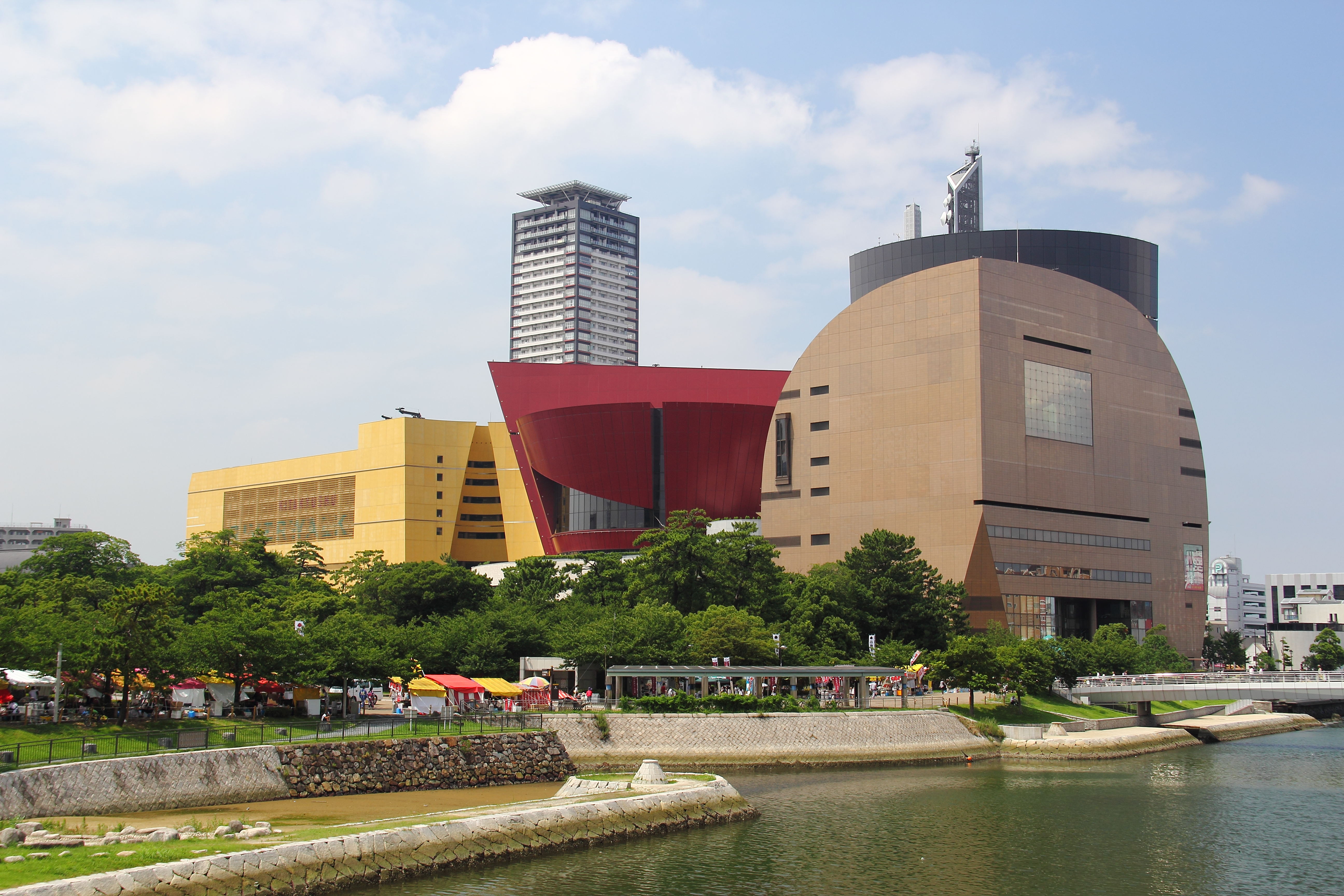
小倉（北九州）
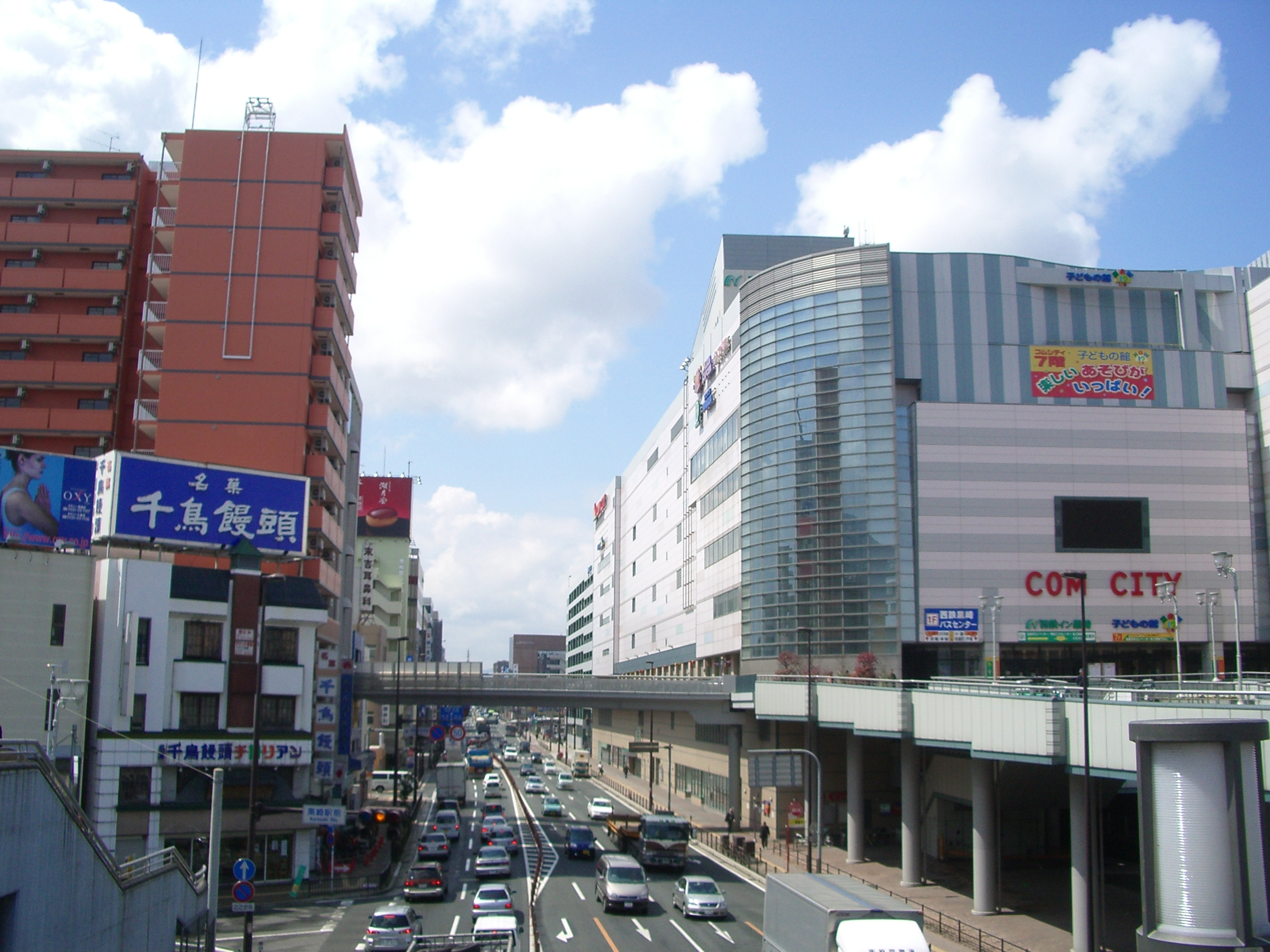
黒崎（北九州）
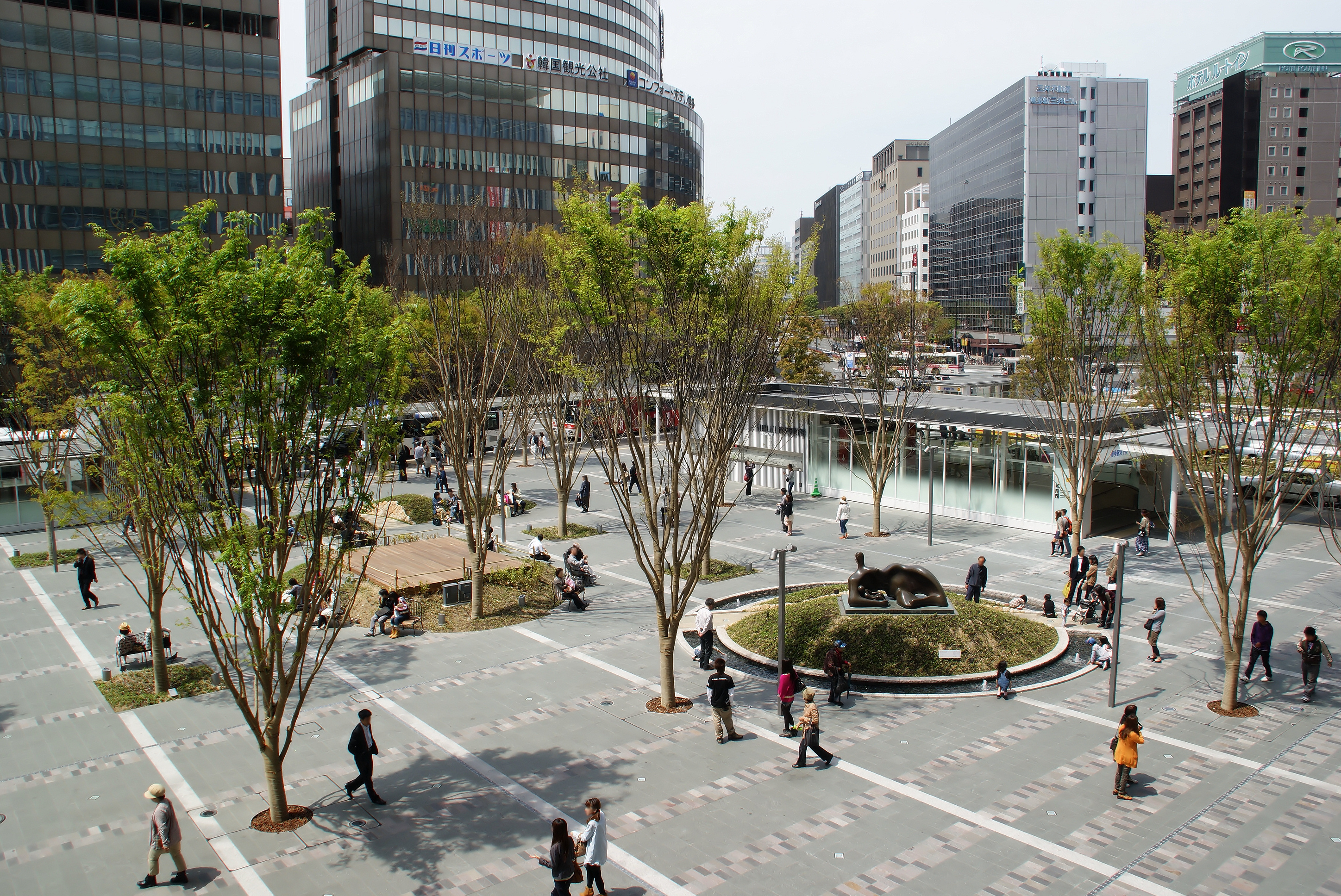
博多（福岡）
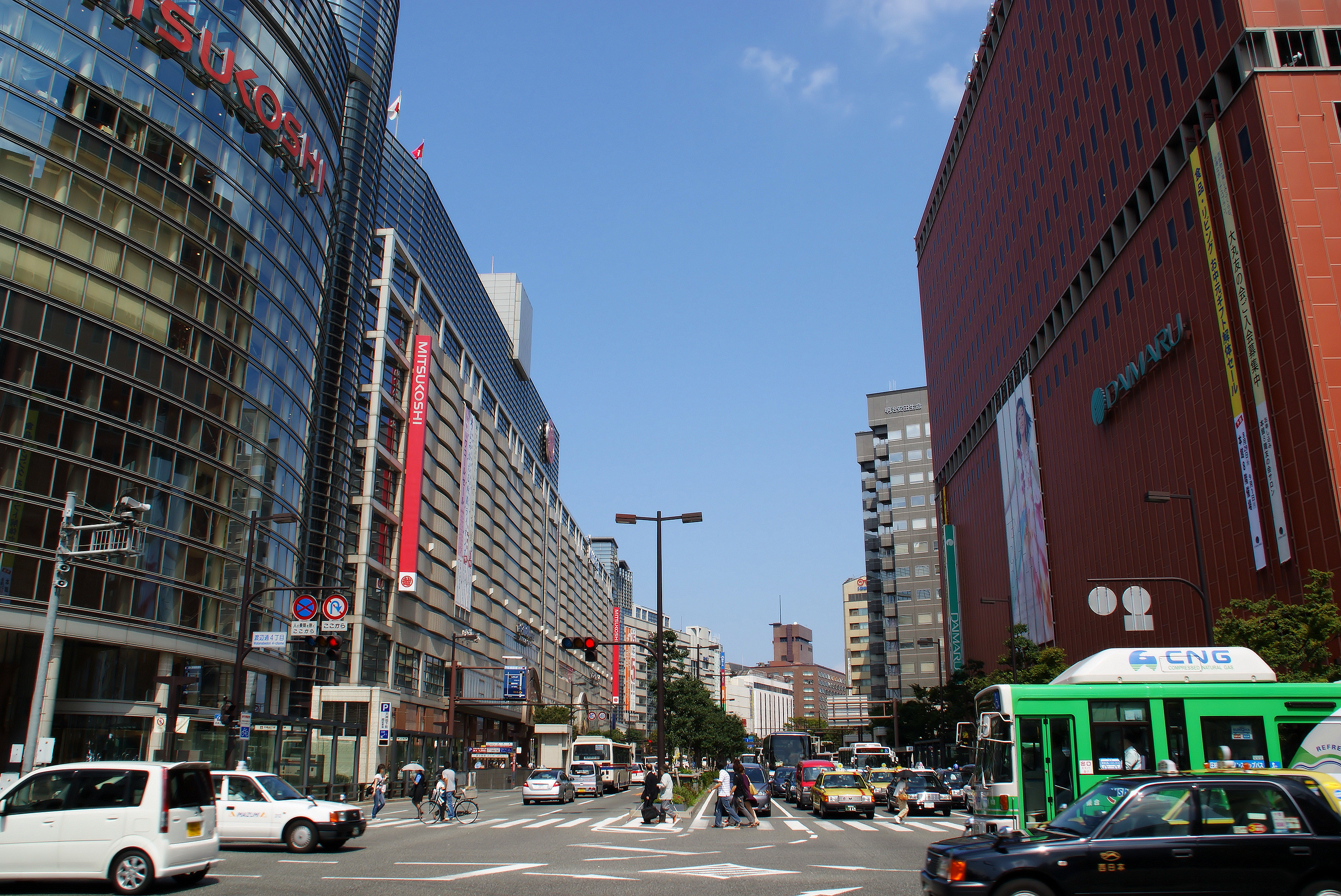
天神（福岡）

熊本県

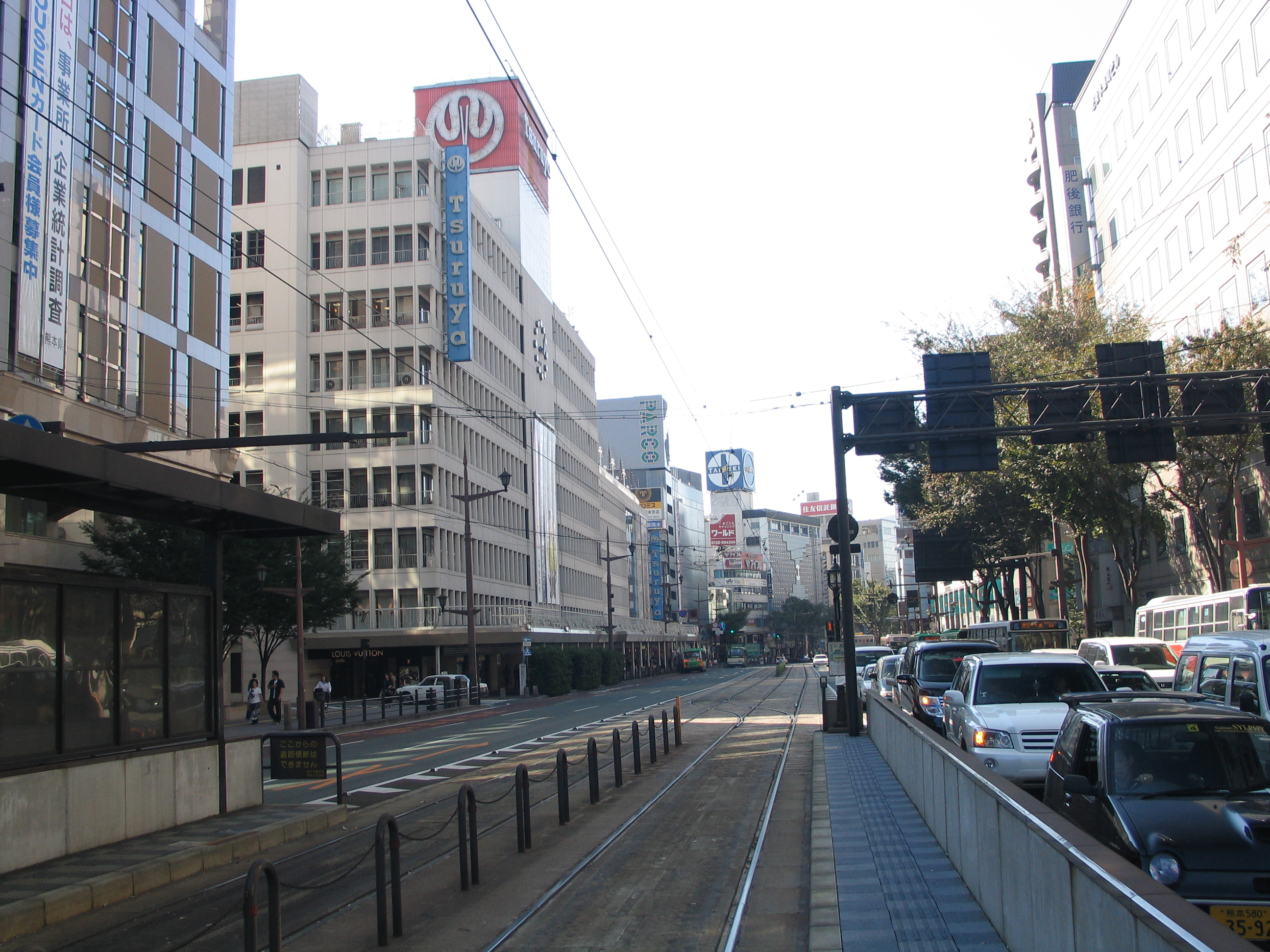
通町筋（熊本）
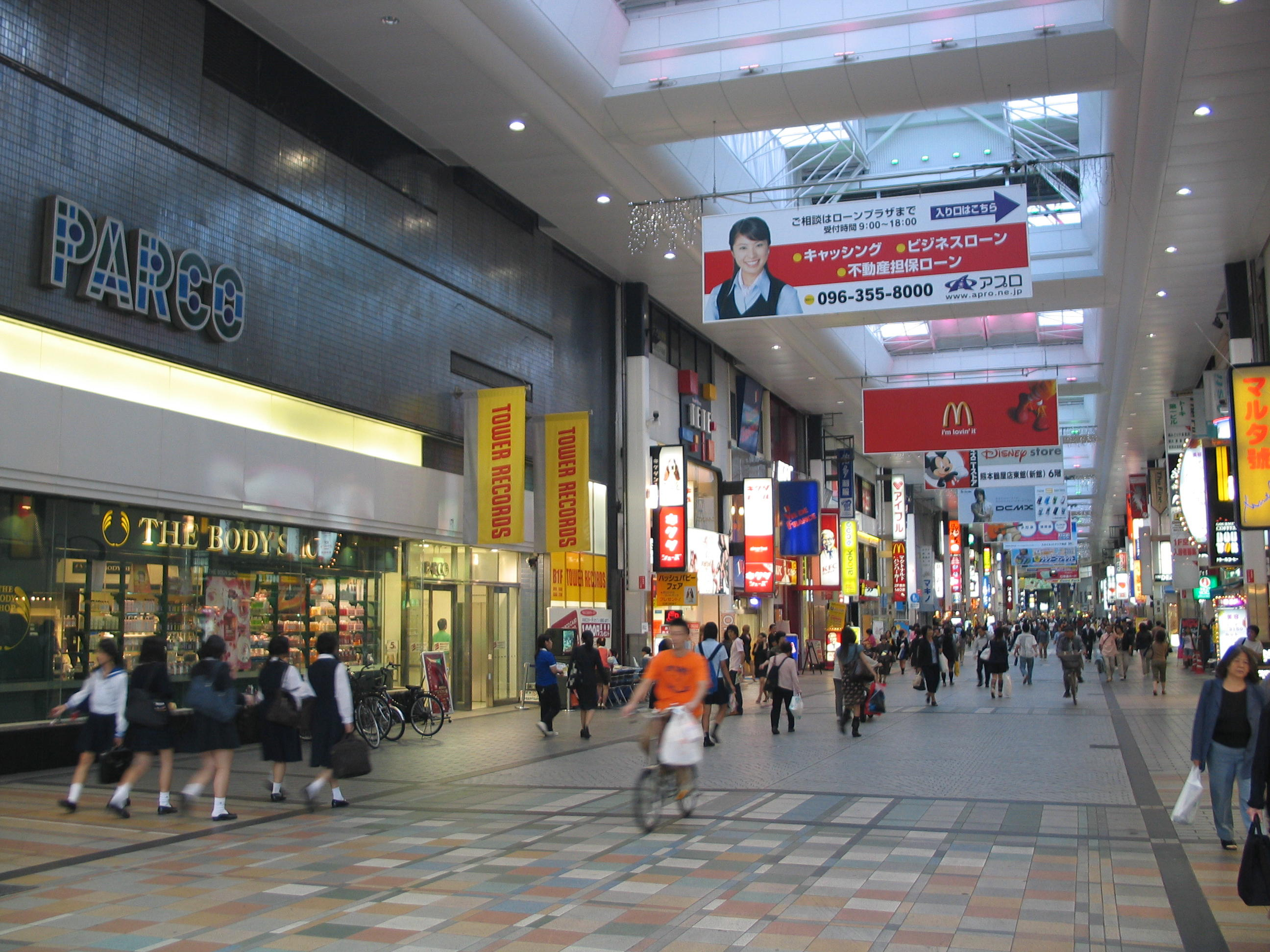
下通（熊本）
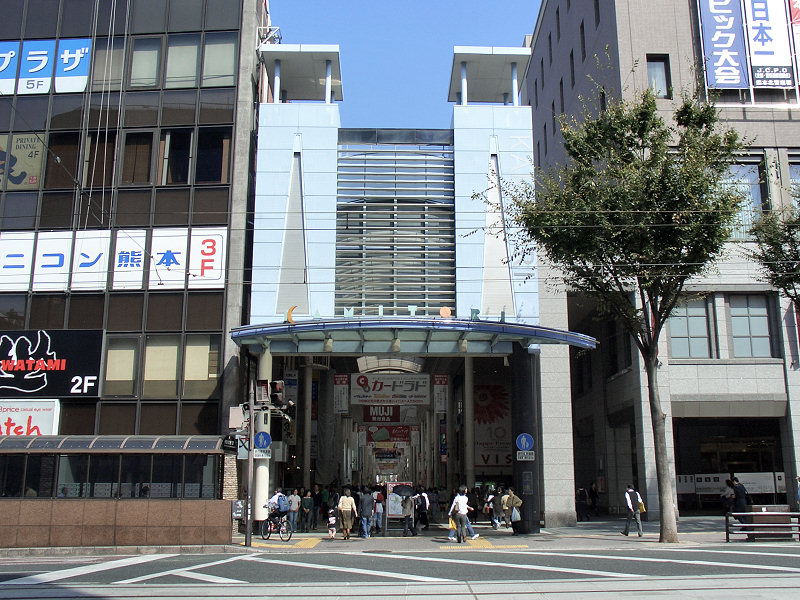
上通（熊本）
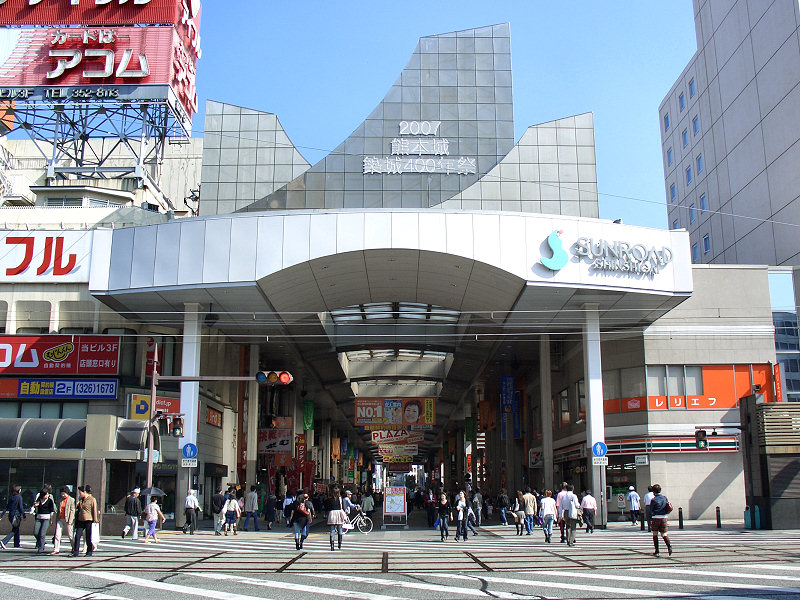
サンロード新市街（熊本）
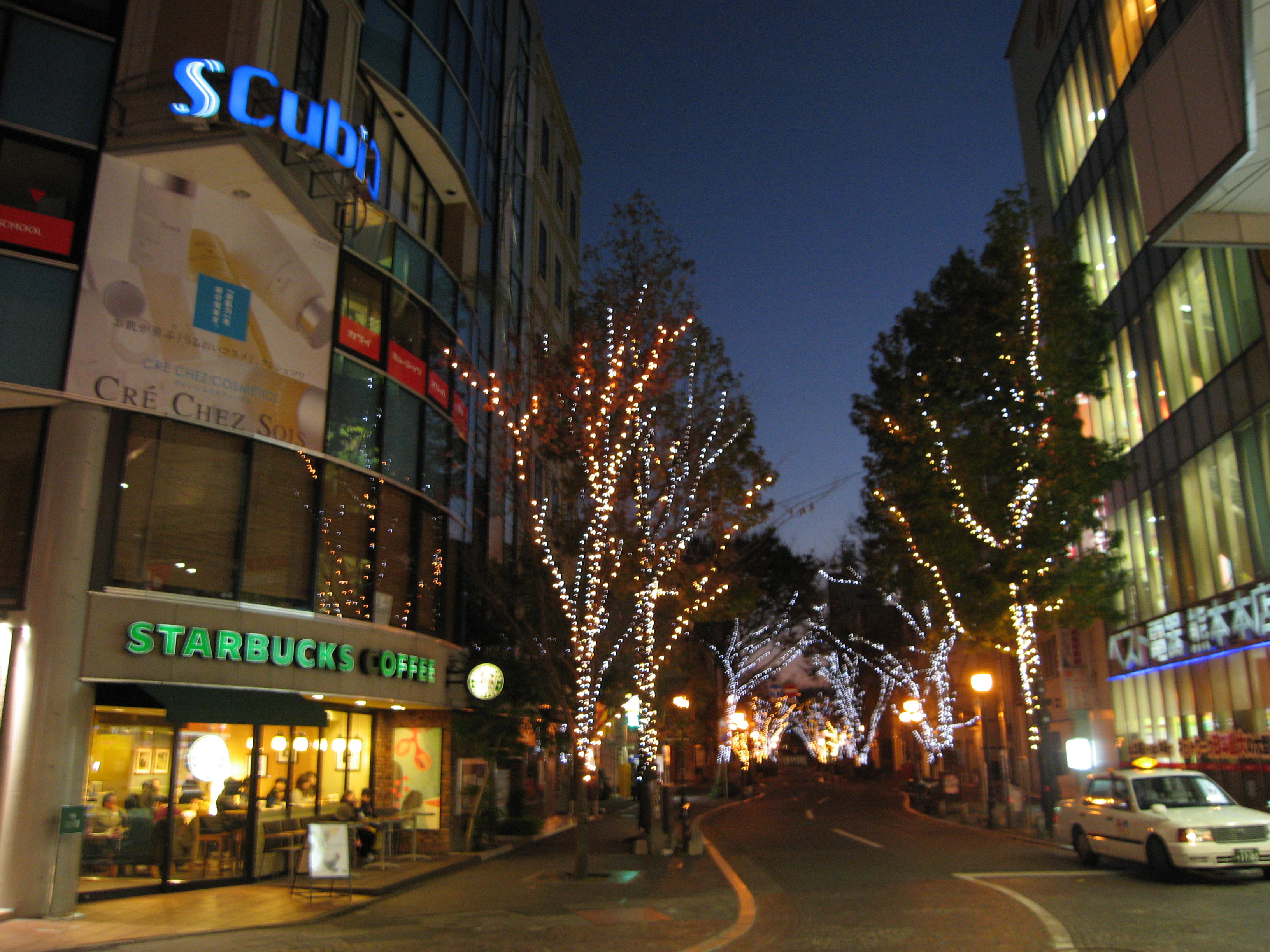
シャワー通り（熊本）
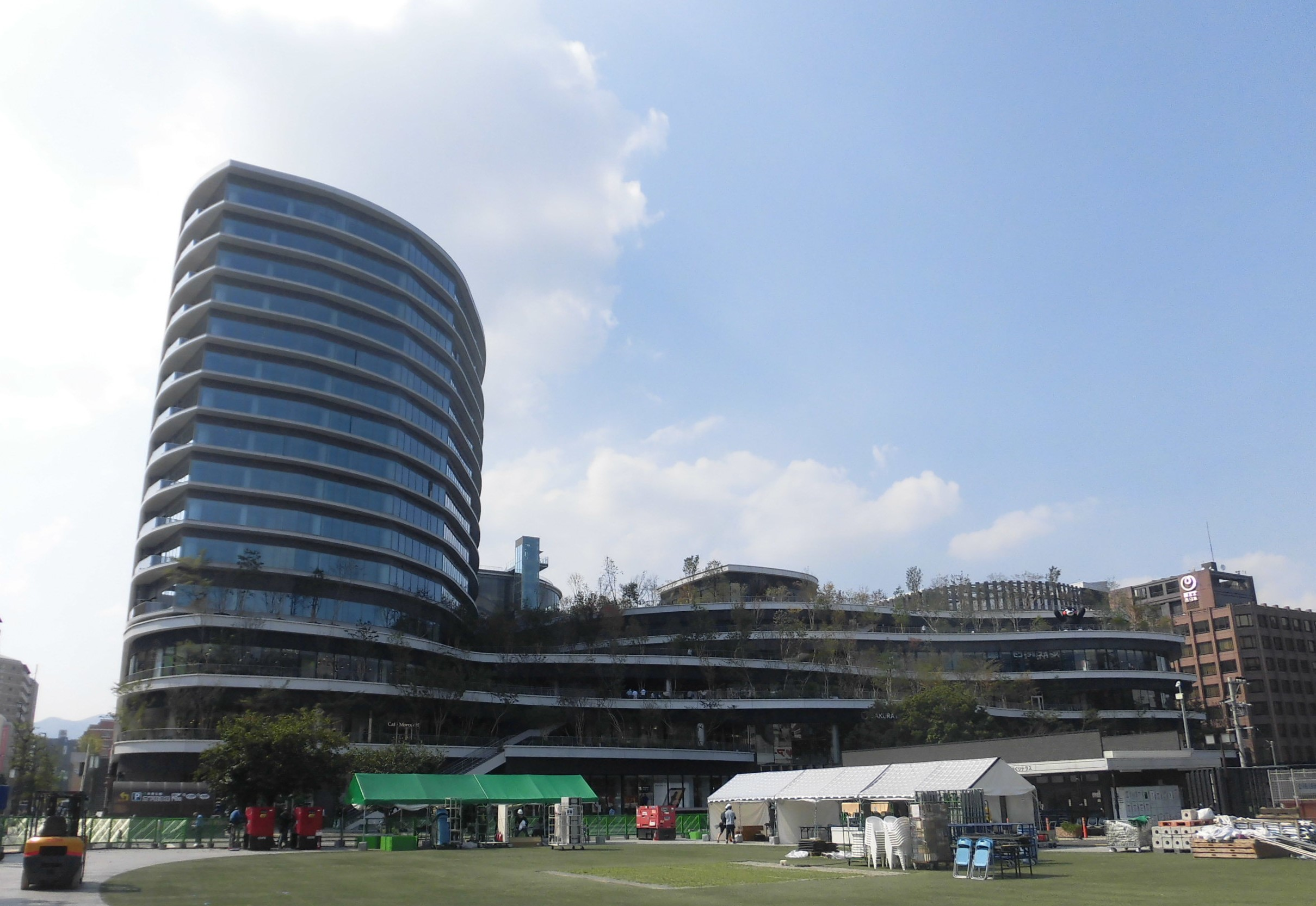
桜町（熊本）
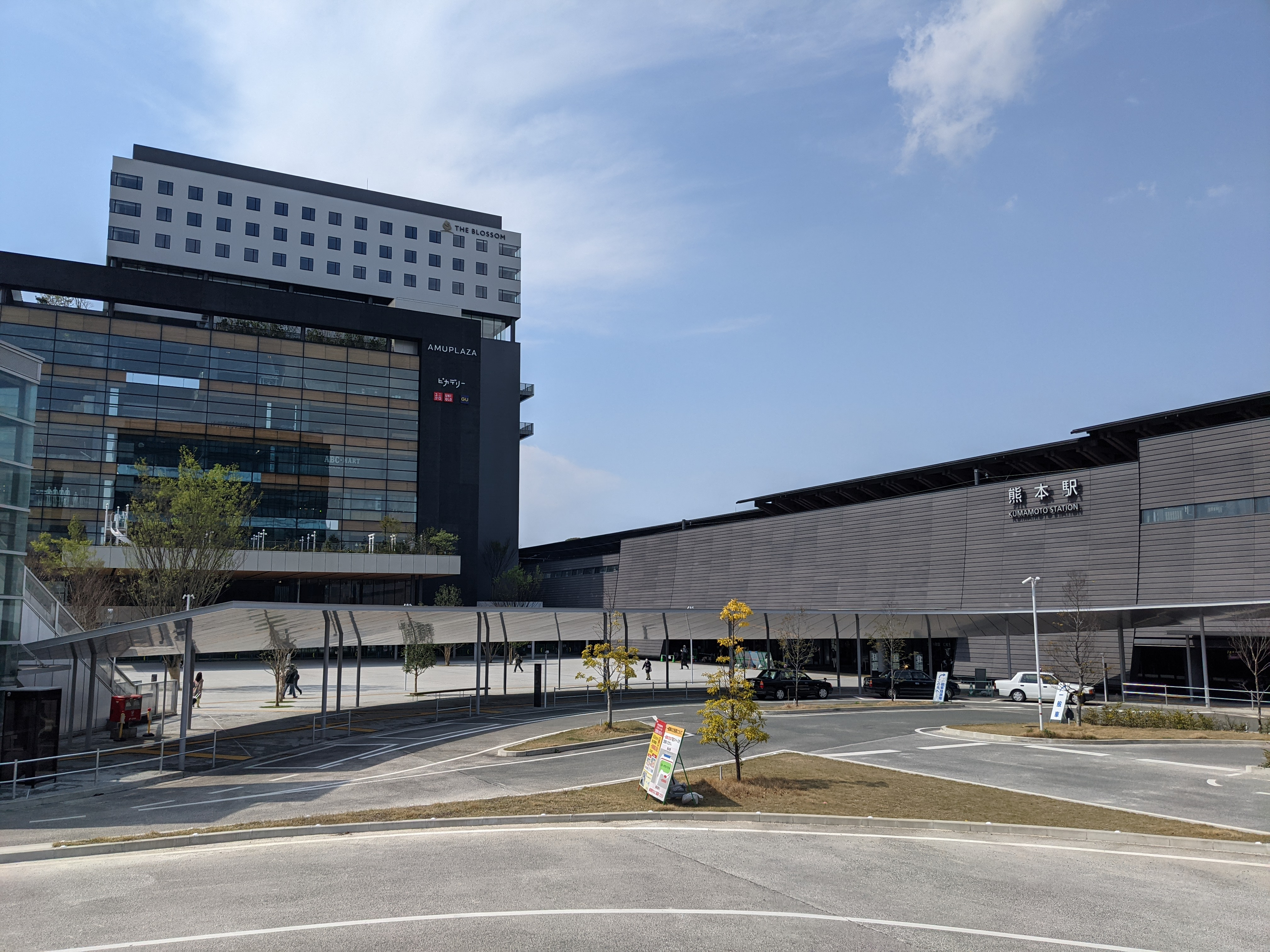
熊本駅（熊本）

鹿児島県
- 天文館（鹿児島）
- 鹿児島中央駅（鹿児島）